# Partita inglese
La partita inglese è l'apertura del gioco degli scacchi caratterizzata dalla mossa:
1. c4

Si annovera fra le aperture laterali e deve il proprio nome al giocatore inglese Howard Staunton, detentore non ufficiale del titolo di campione del mondo a metà Ottocento, il quale la adottò dapprima nel 1843 e poi nel 1851. Tale apertura rimase poco giocata fino al XX secolo, allorché fu scelta da diversi grandi maestri: campioni del mondo quali Michail Botvinnik, Bobby Fischer, Anatolij Karpov, Garri Kasparov e Magnus Carlsen l'hanno impiegata in occasione delle loro sfide iridate. 
Fra tutte le possibili prime mosse del bianco, secondo le statistiche 1.c4 è la quarta più giocata. È classificata con codici ECO da A10 ad A39.

## Analisi
La partita inglese è un'apertura molto versatile. La spinta 1.c4 occupa una casa semicentrale, controlla la casella d5, libera parte della diagonale per la donna e permette il naturale sviluppo del cavallo in c3, proteggendolo. Il giocatore che utilizza questa apertura vuole generalmente addentrarsi nel territorio dei giochi chiusi evitando alcune delle difese possibili nel caso dell'apertura di pedone di donna 1.d4
Il nero, infatti, potrà ancora giocare – per trasposizione di mosse – sistemi quali la difesa olandese, il gambetto Benkő o la difesa Benoni, mentre il bianco può impedire la difesa Grünfeld e la difesa nimzo-indiana.
Questa apertura può inoltre portare a impianti originali quali l'inglese tipica e la siciliana in contromossa.
Di seguito saranno presentate le prime mosse di ciascuna delle varianti principali.

## Varianti

### Sistema anti-Grünfeld
|   | a | b | c | d | e | f | g | h |   |
| 8 | a8 torre del nero · b8 cavallo del nero · c8 alfiere del nero · d8 donna del nero · e8 re del nero · f8 alfiere del nero · h8 torre del nero · a7 pedone del nero · b7 pedone del nero · c7 pedone del nero · e7 pedone del nero · f7 pedone del nero · g7 pedone del nero · h7 pedone del nero · d5 cavallo del nero · c3 cavallo del bianco · f3 cavallo del bianco · a2 pedone del bianco · b2 pedone del bianco · d2 pedone del bianco · e2 pedone del bianco · f2 pedone del bianco · g2 pedone del bianco · h2 pedone del bianco · a1 torre del bianco · c1 alfiere del bianco · d1 donna del bianco · e1 re del bianco · f1 alfiere del bianco · h1 torre del bianco | a8 torre del nero · b8 cavallo del nero · c8 alfiere del nero · d8 donna del nero · e8 re del nero · f8 alfiere del nero · h8 torre del nero · a7 pedone del nero · b7 pedone del nero · c7 pedone del nero · e7 pedone del nero · f7 pedone del nero · g7 pedone del nero · h7 pedone del nero · d5 cavallo del nero · c3 cavallo del bianco · f3 cavallo del bianco · a2 pedone del bianco · b2 pedone del bianco · d2 pedone del bianco · e2 pedone del bianco · f2 pedone del bianco · g2 pedone del bianco · h2 pedone del bianco · a1 torre del bianco · c1 alfiere del bianco · d1 donna del bianco · e1 re del bianco · f1 alfiere del bianco · h1 torre del bianco | a8 torre del nero · b8 cavallo del nero · c8 alfiere del nero · d8 donna del nero · e8 re del nero · f8 alfiere del nero · h8 torre del nero · a7 pedone del nero · b7 pedone del nero · c7 pedone del nero · e7 pedone del nero · f7 pedone del nero · g7 pedone del nero · h7 pedone del nero · d5 cavallo del nero · c3 cavallo del bianco · f3 cavallo del bianco · a2 pedone del bianco · b2 pedone del bianco · d2 pedone del bianco · e2 pedone del bianco · f2 pedone del bianco · g2 pedone del bianco · h2 pedone del bianco · a1 torre del bianco · c1 alfiere del bianco · d1 donna del bianco · e1 re del bianco · f1 alfiere del bianco · h1 torre del bianco | a8 torre del nero · b8 cavallo del nero · c8 alfiere del nero · d8 donna del nero · e8 re del nero · f8 alfiere del nero · h8 torre del nero · a7 pedone del nero · b7 pedone del nero · c7 pedone del nero · e7 pedone del nero · f7 pedone del nero · g7 pedone del nero · h7 pedone del nero · d5 cavallo del nero · c3 cavallo del bianco · f3 cavallo del bianco · a2 pedone del bianco · b2 pedone del bianco · d2 pedone del bianco · e2 pedone del bianco · f2 pedone del bianco · g2 pedone del bianco · h2 pedone del bianco · a1 torre del bianco · c1 alfiere del bianco · d1 donna del bianco · e1 re del bianco · f1 alfiere del bianco · h1 torre del bianco | a8 torre del nero · b8 cavallo del nero · c8 alfiere del nero · d8 donna del nero · e8 re del nero · f8 alfiere del nero · h8 torre del nero · a7 pedone del nero · b7 pedone del nero · c7 pedone del nero · e7 pedone del nero · f7 pedone del nero · g7 pedone del nero · h7 pedone del nero · d5 cavallo del nero · c3 cavallo del bianco · f3 cavallo del bianco · a2 pedone del bianco · b2 pedone del bianco · d2 pedone del bianco · e2 pedone del bianco · f2 pedone del bianco · g2 pedone del bianco · h2 pedone del bianco · a1 torre del bianco · c1 alfiere del bianco · d1 donna del bianco · e1 re del bianco · f1 alfiere del bianco · h1 torre del bianco | a8 torre del nero · b8 cavallo del nero · c8 alfiere del nero · d8 donna del nero · e8 re del nero · f8 alfiere del nero · h8 torre del nero · a7 pedone del nero · b7 pedone del nero · c7 pedone del nero · e7 pedone del nero · f7 pedone del nero · g7 pedone del nero · h7 pedone del nero · d5 cavallo del nero · c3 cavallo del bianco · f3 cavallo del bianco · a2 pedone del bianco · b2 pedone del bianco · d2 pedone del bianco · e2 pedone del bianco · f2 pedone del bianco · g2 pedone del bianco · h2 pedone del bianco · a1 torre del bianco · c1 alfiere del bianco · d1 donna del bianco · e1 re del bianco · f1 alfiere del bianco · h1 torre del bianco | a8 torre del nero · b8 cavallo del nero · c8 alfiere del nero · d8 donna del nero · e8 re del nero · f8 alfiere del nero · h8 torre del nero · a7 pedone del nero · b7 pedone del nero · c7 pedone del nero · e7 pedone del nero · f7 pedone del nero · g7 pedone del nero · h7 pedone del nero · d5 cavallo del nero · c3 cavallo del bianco · f3 cavallo del bianco · a2 pedone del bianco · b2 pedone del bianco · d2 pedone del bianco · e2 pedone del bianco · f2 pedone del bianco · g2 pedone del bianco · h2 pedone del bianco · a1 torre del bianco · c1 alfiere del bianco · d1 donna del bianco · e1 re del bianco · f1 alfiere del bianco · h1 torre del bianco | a8 torre del nero · b8 cavallo del nero · c8 alfiere del nero · d8 donna del nero · e8 re del nero · f8 alfiere del nero · h8 torre del nero · a7 pedone del nero · b7 pedone del nero · c7 pedone del nero · e7 pedone del nero · f7 pedone del nero · g7 pedone del nero · h7 pedone del nero · d5 cavallo del nero · c3 cavallo del bianco · f3 cavallo del bianco · a2 pedone del bianco · b2 pedone del bianco · d2 pedone del bianco · e2 pedone del bianco · f2 pedone del bianco · g2 pedone del bianco · h2 pedone del bianco · a1 torre del bianco · c1 alfiere del bianco · d1 donna del bianco · e1 re del bianco · f1 alfiere del bianco · h1 torre del bianco | 8 |
| 7 | a8 torre del nero · b8 cavallo del nero · c8 alfiere del nero · d8 donna del nero · e8 re del nero · f8 alfiere del nero · h8 torre del nero · a7 pedone del nero · b7 pedone del nero · c7 pedone del nero · e7 pedone del nero · f7 pedone del nero · g7 pedone del nero · h7 pedone del nero · d5 cavallo del nero · c3 cavallo del bianco · f3 cavallo del bianco · a2 pedone del bianco · b2 pedone del bianco · d2 pedone del bianco · e2 pedone del bianco · f2 pedone del bianco · g2 pedone del bianco · h2 pedone del bianco · a1 torre del bianco · c1 alfiere del bianco · d1 donna del bianco · e1 re del bianco · f1 alfiere del bianco · h1 torre del bianco | a8 torre del nero · b8 cavallo del nero · c8 alfiere del nero · d8 donna del nero · e8 re del nero · f8 alfiere del nero · h8 torre del nero · a7 pedone del nero · b7 pedone del nero · c7 pedone del nero · e7 pedone del nero · f7 pedone del nero · g7 pedone del nero · h7 pedone del nero · d5 cavallo del nero · c3 cavallo del bianco · f3 cavallo del bianco · a2 pedone del bianco · b2 pedone del bianco · d2 pedone del bianco · e2 pedone del bianco · f2 pedone del bianco · g2 pedone del bianco · h2 pedone del bianco · a1 torre del bianco · c1 alfiere del bianco · d1 donna del bianco · e1 re del bianco · f1 alfiere del bianco · h1 torre del bianco | a8 torre del nero · b8 cavallo del nero · c8 alfiere del nero · d8 donna del nero · e8 re del nero · f8 alfiere del nero · h8 torre del nero · a7 pedone del nero · b7 pedone del nero · c7 pedone del nero · e7 pedone del nero · f7 pedone del nero · g7 pedone del nero · h7 pedone del nero · d5 cavallo del nero · c3 cavallo del bianco · f3 cavallo del bianco · a2 pedone del bianco · b2 pedone del bianco · d2 pedone del bianco · e2 pedone del bianco · f2 pedone del bianco · g2 pedone del bianco · h2 pedone del bianco · a1 torre del bianco · c1 alfiere del bianco · d1 donna del bianco · e1 re del bianco · f1 alfiere del bianco · h1 torre del bianco | a8 torre del nero · b8 cavallo del nero · c8 alfiere del nero · d8 donna del nero · e8 re del nero · f8 alfiere del nero · h8 torre del nero · a7 pedone del nero · b7 pedone del nero · c7 pedone del nero · e7 pedone del nero · f7 pedone del nero · g7 pedone del nero · h7 pedone del nero · d5 cavallo del nero · c3 cavallo del bianco · f3 cavallo del bianco · a2 pedone del bianco · b2 pedone del bianco · d2 pedone del bianco · e2 pedone del bianco · f2 pedone del bianco · g2 pedone del bianco · h2 pedone del bianco · a1 torre del bianco · c1 alfiere del bianco · d1 donna del bianco · e1 re del bianco · f1 alfiere del bianco · h1 torre del bianco | a8 torre del nero · b8 cavallo del nero · c8 alfiere del nero · d8 donna del nero · e8 re del nero · f8 alfiere del nero · h8 torre del nero · a7 pedone del nero · b7 pedone del nero · c7 pedone del nero · e7 pedone del nero · f7 pedone del nero · g7 pedone del nero · h7 pedone del nero · d5 cavallo del nero · c3 cavallo del bianco · f3 cavallo del bianco · a2 pedone del bianco · b2 pedone del bianco · d2 pedone del bianco · e2 pedone del bianco · f2 pedone del bianco · g2 pedone del bianco · h2 pedone del bianco · a1 torre del bianco · c1 alfiere del bianco · d1 donna del bianco · e1 re del bianco · f1 alfiere del bianco · h1 torre del bianco | a8 torre del nero · b8 cavallo del nero · c8 alfiere del nero · d8 donna del nero · e8 re del nero · f8 alfiere del nero · h8 torre del nero · a7 pedone del nero · b7 pedone del nero · c7 pedone del nero · e7 pedone del nero · f7 pedone del nero · g7 pedone del nero · h7 pedone del nero · d5 cavallo del nero · c3 cavallo del bianco · f3 cavallo del bianco · a2 pedone del bianco · b2 pedone del bianco · d2 pedone del bianco · e2 pedone del bianco · f2 pedone del bianco · g2 pedone del bianco · h2 pedone del bianco · a1 torre del bianco · c1 alfiere del bianco · d1 donna del bianco · e1 re del bianco · f1 alfiere del bianco · h1 torre del bianco | a8 torre del nero · b8 cavallo del nero · c8 alfiere del nero · d8 donna del nero · e8 re del nero · f8 alfiere del nero · h8 torre del nero · a7 pedone del nero · b7 pedone del nero · c7 pedone del nero · e7 pedone del nero · f7 pedone del nero · g7 pedone del nero · h7 pedone del nero · d5 cavallo del nero · c3 cavallo del bianco · f3 cavallo del bianco · a2 pedone del bianco · b2 pedone del bianco · d2 pedone del bianco · e2 pedone del bianco · f2 pedone del bianco · g2 pedone del bianco · h2 pedone del bianco · a1 torre del bianco · c1 alfiere del bianco · d1 donna del bianco · e1 re del bianco · f1 alfiere del bianco · h1 torre del bianco | a8 torre del nero · b8 cavallo del nero · c8 alfiere del nero · d8 donna del nero · e8 re del nero · f8 alfiere del nero · h8 torre del nero · a7 pedone del nero · b7 pedone del nero · c7 pedone del nero · e7 pedone del nero · f7 pedone del nero · g7 pedone del nero · h7 pedone del nero · d5 cavallo del nero · c3 cavallo del bianco · f3 cavallo del bianco · a2 pedone del bianco · b2 pedone del bianco · d2 pedone del bianco · e2 pedone del bianco · f2 pedone del bianco · g2 pedone del bianco · h2 pedone del bianco · a1 torre del bianco · c1 alfiere del bianco · d1 donna del bianco · e1 re del bianco · f1 alfiere del bianco · h1 torre del bianco | 7 |
| 6 | a8 torre del nero · b8 cavallo del nero · c8 alfiere del nero · d8 donna del nero · e8 re del nero · f8 alfiere del nero · h8 torre del nero · a7 pedone del nero · b7 pedone del nero · c7 pedone del nero · e7 pedone del nero · f7 pedone del nero · g7 pedone del nero · h7 pedone del nero · d5 cavallo del nero · c3 cavallo del bianco · f3 cavallo del bianco · a2 pedone del bianco · b2 pedone del bianco · d2 pedone del bianco · e2 pedone del bianco · f2 pedone del bianco · g2 pedone del bianco · h2 pedone del bianco · a1 torre del bianco · c1 alfiere del bianco · d1 donna del bianco · e1 re del bianco · f1 alfiere del bianco · h1 torre del bianco | a8 torre del nero · b8 cavallo del nero · c8 alfiere del nero · d8 donna del nero · e8 re del nero · f8 alfiere del nero · h8 torre del nero · a7 pedone del nero · b7 pedone del nero · c7 pedone del nero · e7 pedone del nero · f7 pedone del nero · g7 pedone del nero · h7 pedone del nero · d5 cavallo del nero · c3 cavallo del bianco · f3 cavallo del bianco · a2 pedone del bianco · b2 pedone del bianco · d2 pedone del bianco · e2 pedone del bianco · f2 pedone del bianco · g2 pedone del bianco · h2 pedone del bianco · a1 torre del bianco · c1 alfiere del bianco · d1 donna del bianco · e1 re del bianco · f1 alfiere del bianco · h1 torre del bianco | a8 torre del nero · b8 cavallo del nero · c8 alfiere del nero · d8 donna del nero · e8 re del nero · f8 alfiere del nero · h8 torre del nero · a7 pedone del nero · b7 pedone del nero · c7 pedone del nero · e7 pedone del nero · f7 pedone del nero · g7 pedone del nero · h7 pedone del nero · d5 cavallo del nero · c3 cavallo del bianco · f3 cavallo del bianco · a2 pedone del bianco · b2 pedone del bianco · d2 pedone del bianco · e2 pedone del bianco · f2 pedone del bianco · g2 pedone del bianco · h2 pedone del bianco · a1 torre del bianco · c1 alfiere del bianco · d1 donna del bianco · e1 re del bianco · f1 alfiere del bianco · h1 torre del bianco | a8 torre del nero · b8 cavallo del nero · c8 alfiere del nero · d8 donna del nero · e8 re del nero · f8 alfiere del nero · h8 torre del nero · a7 pedone del nero · b7 pedone del nero · c7 pedone del nero · e7 pedone del nero · f7 pedone del nero · g7 pedone del nero · h7 pedone del nero · d5 cavallo del nero · c3 cavallo del bianco · f3 cavallo del bianco · a2 pedone del bianco · b2 pedone del bianco · d2 pedone del bianco · e2 pedone del bianco · f2 pedone del bianco · g2 pedone del bianco · h2 pedone del bianco · a1 torre del bianco · c1 alfiere del bianco · d1 donna del bianco · e1 re del bianco · f1 alfiere del bianco · h1 torre del bianco | a8 torre del nero · b8 cavallo del nero · c8 alfiere del nero · d8 donna del nero · e8 re del nero · f8 alfiere del nero · h8 torre del nero · a7 pedone del nero · b7 pedone del nero · c7 pedone del nero · e7 pedone del nero · f7 pedone del nero · g7 pedone del nero · h7 pedone del nero · d5 cavallo del nero · c3 cavallo del bianco · f3 cavallo del bianco · a2 pedone del bianco · b2 pedone del bianco · d2 pedone del bianco · e2 pedone del bianco · f2 pedone del bianco · g2 pedone del bianco · h2 pedone del bianco · a1 torre del bianco · c1 alfiere del bianco · d1 donna del bianco · e1 re del bianco · f1 alfiere del bianco · h1 torre del bianco | a8 torre del nero · b8 cavallo del nero · c8 alfiere del nero · d8 donna del nero · e8 re del nero · f8 alfiere del nero · h8 torre del nero · a7 pedone del nero · b7 pedone del nero · c7 pedone del nero · e7 pedone del nero · f7 pedone del nero · g7 pedone del nero · h7 pedone del nero · d5 cavallo del nero · c3 cavallo del bianco · f3 cavallo del bianco · a2 pedone del bianco · b2 pedone del bianco · d2 pedone del bianco · e2 pedone del bianco · f2 pedone del bianco · g2 pedone del bianco · h2 pedone del bianco · a1 torre del bianco · c1 alfiere del bianco · d1 donna del bianco · e1 re del bianco · f1 alfiere del bianco · h1 torre del bianco | a8 torre del nero · b8 cavallo del nero · c8 alfiere del nero · d8 donna del nero · e8 re del nero · f8 alfiere del nero · h8 torre del nero · a7 pedone del nero · b7 pedone del nero · c7 pedone del nero · e7 pedone del nero · f7 pedone del nero · g7 pedone del nero · h7 pedone del nero · d5 cavallo del nero · c3 cavallo del bianco · f3 cavallo del bianco · a2 pedone del bianco · b2 pedone del bianco · d2 pedone del bianco · e2 pedone del bianco · f2 pedone del bianco · g2 pedone del bianco · h2 pedone del bianco · a1 torre del bianco · c1 alfiere del bianco · d1 donna del bianco · e1 re del bianco · f1 alfiere del bianco · h1 torre del bianco | a8 torre del nero · b8 cavallo del nero · c8 alfiere del nero · d8 donna del nero · e8 re del nero · f8 alfiere del nero · h8 torre del nero · a7 pedone del nero · b7 pedone del nero · c7 pedone del nero · e7 pedone del nero · f7 pedone del nero · g7 pedone del nero · h7 pedone del nero · d5 cavallo del nero · c3 cavallo del bianco · f3 cavallo del bianco · a2 pedone del bianco · b2 pedone del bianco · d2 pedone del bianco · e2 pedone del bianco · f2 pedone del bianco · g2 pedone del bianco · h2 pedone del bianco · a1 torre del bianco · c1 alfiere del bianco · d1 donna del bianco · e1 re del bianco · f1 alfiere del bianco · h1 torre del bianco | 6 |
| 5 | a8 torre del nero · b8 cavallo del nero · c8 alfiere del nero · d8 donna del nero · e8 re del nero · f8 alfiere del nero · h8 torre del nero · a7 pedone del nero · b7 pedone del nero · c7 pedone del nero · e7 pedone del nero · f7 pedone del nero · g7 pedone del nero · h7 pedone del nero · d5 cavallo del nero · c3 cavallo del bianco · f3 cavallo del bianco · a2 pedone del bianco · b2 pedone del bianco · d2 pedone del bianco · e2 pedone del bianco · f2 pedone del bianco · g2 pedone del bianco · h2 pedone del bianco · a1 torre del bianco · c1 alfiere del bianco · d1 donna del bianco · e1 re del bianco · f1 alfiere del bianco · h1 torre del bianco | a8 torre del nero · b8 cavallo del nero · c8 alfiere del nero · d8 donna del nero · e8 re del nero · f8 alfiere del nero · h8 torre del nero · a7 pedone del nero · b7 pedone del nero · c7 pedone del nero · e7 pedone del nero · f7 pedone del nero · g7 pedone del nero · h7 pedone del nero · d5 cavallo del nero · c3 cavallo del bianco · f3 cavallo del bianco · a2 pedone del bianco · b2 pedone del bianco · d2 pedone del bianco · e2 pedone del bianco · f2 pedone del bianco · g2 pedone del bianco · h2 pedone del bianco · a1 torre del bianco · c1 alfiere del bianco · d1 donna del bianco · e1 re del bianco · f1 alfiere del bianco · h1 torre del bianco | a8 torre del nero · b8 cavallo del nero · c8 alfiere del nero · d8 donna del nero · e8 re del nero · f8 alfiere del nero · h8 torre del nero · a7 pedone del nero · b7 pedone del nero · c7 pedone del nero · e7 pedone del nero · f7 pedone del nero · g7 pedone del nero · h7 pedone del nero · d5 cavallo del nero · c3 cavallo del bianco · f3 cavallo del bianco · a2 pedone del bianco · b2 pedone del bianco · d2 pedone del bianco · e2 pedone del bianco · f2 pedone del bianco · g2 pedone del bianco · h2 pedone del bianco · a1 torre del bianco · c1 alfiere del bianco · d1 donna del bianco · e1 re del bianco · f1 alfiere del bianco · h1 torre del bianco | a8 torre del nero · b8 cavallo del nero · c8 alfiere del nero · d8 donna del nero · e8 re del nero · f8 alfiere del nero · h8 torre del nero · a7 pedone del nero · b7 pedone del nero · c7 pedone del nero · e7 pedone del nero · f7 pedone del nero · g7 pedone del nero · h7 pedone del nero · d5 cavallo del nero · c3 cavallo del bianco · f3 cavallo del bianco · a2 pedone del bianco · b2 pedone del bianco · d2 pedone del bianco · e2 pedone del bianco · f2 pedone del bianco · g2 pedone del bianco · h2 pedone del bianco · a1 torre del bianco · c1 alfiere del bianco · d1 donna del bianco · e1 re del bianco · f1 alfiere del bianco · h1 torre del bianco | a8 torre del nero · b8 cavallo del nero · c8 alfiere del nero · d8 donna del nero · e8 re del nero · f8 alfiere del nero · h8 torre del nero · a7 pedone del nero · b7 pedone del nero · c7 pedone del nero · e7 pedone del nero · f7 pedone del nero · g7 pedone del nero · h7 pedone del nero · d5 cavallo del nero · c3 cavallo del bianco · f3 cavallo del bianco · a2 pedone del bianco · b2 pedone del bianco · d2 pedone del bianco · e2 pedone del bianco · f2 pedone del bianco · g2 pedone del bianco · h2 pedone del bianco · a1 torre del bianco · c1 alfiere del bianco · d1 donna del bianco · e1 re del bianco · f1 alfiere del bianco · h1 torre del bianco | a8 torre del nero · b8 cavallo del nero · c8 alfiere del nero · d8 donna del nero · e8 re del nero · f8 alfiere del nero · h8 torre del nero · a7 pedone del nero · b7 pedone del nero · c7 pedone del nero · e7 pedone del nero · f7 pedone del nero · g7 pedone del nero · h7 pedone del nero · d5 cavallo del nero · c3 cavallo del bianco · f3 cavallo del bianco · a2 pedone del bianco · b2 pedone del bianco · d2 pedone del bianco · e2 pedone del bianco · f2 pedone del bianco · g2 pedone del bianco · h2 pedone del bianco · a1 torre del bianco · c1 alfiere del bianco · d1 donna del bianco · e1 re del bianco · f1 alfiere del bianco · h1 torre del bianco | a8 torre del nero · b8 cavallo del nero · c8 alfiere del nero · d8 donna del nero · e8 re del nero · f8 alfiere del nero · h8 torre del nero · a7 pedone del nero · b7 pedone del nero · c7 pedone del nero · e7 pedone del nero · f7 pedone del nero · g7 pedone del nero · h7 pedone del nero · d5 cavallo del nero · c3 cavallo del bianco · f3 cavallo del bianco · a2 pedone del bianco · b2 pedone del bianco · d2 pedone del bianco · e2 pedone del bianco · f2 pedone del bianco · g2 pedone del bianco · h2 pedone del bianco · a1 torre del bianco · c1 alfiere del bianco · d1 donna del bianco · e1 re del bianco · f1 alfiere del bianco · h1 torre del bianco | a8 torre del nero · b8 cavallo del nero · c8 alfiere del nero · d8 donna del nero · e8 re del nero · f8 alfiere del nero · h8 torre del nero · a7 pedone del nero · b7 pedone del nero · c7 pedone del nero · e7 pedone del nero · f7 pedone del nero · g7 pedone del nero · h7 pedone del nero · d5 cavallo del nero · c3 cavallo del bianco · f3 cavallo del bianco · a2 pedone del bianco · b2 pedone del bianco · d2 pedone del bianco · e2 pedone del bianco · f2 pedone del bianco · g2 pedone del bianco · h2 pedone del bianco · a1 torre del bianco · c1 alfiere del bianco · d1 donna del bianco · e1 re del bianco · f1 alfiere del bianco · h1 torre del bianco | 5 |
| 4 | a8 torre del nero · b8 cavallo del nero · c8 alfiere del nero · d8 donna del nero · e8 re del nero · f8 alfiere del nero · h8 torre del nero · a7 pedone del nero · b7 pedone del nero · c7 pedone del nero · e7 pedone del nero · f7 pedone del nero · g7 pedone del nero · h7 pedone del nero · d5 cavallo del nero · c3 cavallo del bianco · f3 cavallo del bianco · a2 pedone del bianco · b2 pedone del bianco · d2 pedone del bianco · e2 pedone del bianco · f2 pedone del bianco · g2 pedone del bianco · h2 pedone del bianco · a1 torre del bianco · c1 alfiere del bianco · d1 donna del bianco · e1 re del bianco · f1 alfiere del bianco · h1 torre del bianco | a8 torre del nero · b8 cavallo del nero · c8 alfiere del nero · d8 donna del nero · e8 re del nero · f8 alfiere del nero · h8 torre del nero · a7 pedone del nero · b7 pedone del nero · c7 pedone del nero · e7 pedone del nero · f7 pedone del nero · g7 pedone del nero · h7 pedone del nero · d5 cavallo del nero · c3 cavallo del bianco · f3 cavallo del bianco · a2 pedone del bianco · b2 pedone del bianco · d2 pedone del bianco · e2 pedone del bianco · f2 pedone del bianco · g2 pedone del bianco · h2 pedone del bianco · a1 torre del bianco · c1 alfiere del bianco · d1 donna del bianco · e1 re del bianco · f1 alfiere del bianco · h1 torre del bianco | a8 torre del nero · b8 cavallo del nero · c8 alfiere del nero · d8 donna del nero · e8 re del nero · f8 alfiere del nero · h8 torre del nero · a7 pedone del nero · b7 pedone del nero · c7 pedone del nero · e7 pedone del nero · f7 pedone del nero · g7 pedone del nero · h7 pedone del nero · d5 cavallo del nero · c3 cavallo del bianco · f3 cavallo del bianco · a2 pedone del bianco · b2 pedone del bianco · d2 pedone del bianco · e2 pedone del bianco · f2 pedone del bianco · g2 pedone del bianco · h2 pedone del bianco · a1 torre del bianco · c1 alfiere del bianco · d1 donna del bianco · e1 re del bianco · f1 alfiere del bianco · h1 torre del bianco | a8 torre del nero · b8 cavallo del nero · c8 alfiere del nero · d8 donna del nero · e8 re del nero · f8 alfiere del nero · h8 torre del nero · a7 pedone del nero · b7 pedone del nero · c7 pedone del nero · e7 pedone del nero · f7 pedone del nero · g7 pedone del nero · h7 pedone del nero · d5 cavallo del nero · c3 cavallo del bianco · f3 cavallo del bianco · a2 pedone del bianco · b2 pedone del bianco · d2 pedone del bianco · e2 pedone del bianco · f2 pedone del bianco · g2 pedone del bianco · h2 pedone del bianco · a1 torre del bianco · c1 alfiere del bianco · d1 donna del bianco · e1 re del bianco · f1 alfiere del bianco · h1 torre del bianco | a8 torre del nero · b8 cavallo del nero · c8 alfiere del nero · d8 donna del nero · e8 re del nero · f8 alfiere del nero · h8 torre del nero · a7 pedone del nero · b7 pedone del nero · c7 pedone del nero · e7 pedone del nero · f7 pedone del nero · g7 pedone del nero · h7 pedone del nero · d5 cavallo del nero · c3 cavallo del bianco · f3 cavallo del bianco · a2 pedone del bianco · b2 pedone del bianco · d2 pedone del bianco · e2 pedone del bianco · f2 pedone del bianco · g2 pedone del bianco · h2 pedone del bianco · a1 torre del bianco · c1 alfiere del bianco · d1 donna del bianco · e1 re del bianco · f1 alfiere del bianco · h1 torre del bianco | a8 torre del nero · b8 cavallo del nero · c8 alfiere del nero · d8 donna del nero · e8 re del nero · f8 alfiere del nero · h8 torre del nero · a7 pedone del nero · b7 pedone del nero · c7 pedone del nero · e7 pedone del nero · f7 pedone del nero · g7 pedone del nero · h7 pedone del nero · d5 cavallo del nero · c3 cavallo del bianco · f3 cavallo del bianco · a2 pedone del bianco · b2 pedone del bianco · d2 pedone del bianco · e2 pedone del bianco · f2 pedone del bianco · g2 pedone del bianco · h2 pedone del bianco · a1 torre del bianco · c1 alfiere del bianco · d1 donna del bianco · e1 re del bianco · f1 alfiere del bianco · h1 torre del bianco | a8 torre del nero · b8 cavallo del nero · c8 alfiere del nero · d8 donna del nero · e8 re del nero · f8 alfiere del nero · h8 torre del nero · a7 pedone del nero · b7 pedone del nero · c7 pedone del nero · e7 pedone del nero · f7 pedone del nero · g7 pedone del nero · h7 pedone del nero · d5 cavallo del nero · c3 cavallo del bianco · f3 cavallo del bianco · a2 pedone del bianco · b2 pedone del bianco · d2 pedone del bianco · e2 pedone del bianco · f2 pedone del bianco · g2 pedone del bianco · h2 pedone del bianco · a1 torre del bianco · c1 alfiere del bianco · d1 donna del bianco · e1 re del bianco · f1 alfiere del bianco · h1 torre del bianco | a8 torre del nero · b8 cavallo del nero · c8 alfiere del nero · d8 donna del nero · e8 re del nero · f8 alfiere del nero · h8 torre del nero · a7 pedone del nero · b7 pedone del nero · c7 pedone del nero · e7 pedone del nero · f7 pedone del nero · g7 pedone del nero · h7 pedone del nero · d5 cavallo del nero · c3 cavallo del bianco · f3 cavallo del bianco · a2 pedone del bianco · b2 pedone del bianco · d2 pedone del bianco · e2 pedone del bianco · f2 pedone del bianco · g2 pedone del bianco · h2 pedone del bianco · a1 torre del bianco · c1 alfiere del bianco · d1 donna del bianco · e1 re del bianco · f1 alfiere del bianco · h1 torre del bianco | 4 |
| 3 | a8 torre del nero · b8 cavallo del nero · c8 alfiere del nero · d8 donna del nero · e8 re del nero · f8 alfiere del nero · h8 torre del nero · a7 pedone del nero · b7 pedone del nero · c7 pedone del nero · e7 pedone del nero · f7 pedone del nero · g7 pedone del nero · h7 pedone del nero · d5 cavallo del nero · c3 cavallo del bianco · f3 cavallo del bianco · a2 pedone del bianco · b2 pedone del bianco · d2 pedone del bianco · e2 pedone del bianco · f2 pedone del bianco · g2 pedone del bianco · h2 pedone del bianco · a1 torre del bianco · c1 alfiere del bianco · d1 donna del bianco · e1 re del bianco · f1 alfiere del bianco · h1 torre del bianco | a8 torre del nero · b8 cavallo del nero · c8 alfiere del nero · d8 donna del nero · e8 re del nero · f8 alfiere del nero · h8 torre del nero · a7 pedone del nero · b7 pedone del nero · c7 pedone del nero · e7 pedone del nero · f7 pedone del nero · g7 pedone del nero · h7 pedone del nero · d5 cavallo del nero · c3 cavallo del bianco · f3 cavallo del bianco · a2 pedone del bianco · b2 pedone del bianco · d2 pedone del bianco · e2 pedone del bianco · f2 pedone del bianco · g2 pedone del bianco · h2 pedone del bianco · a1 torre del bianco · c1 alfiere del bianco · d1 donna del bianco · e1 re del bianco · f1 alfiere del bianco · h1 torre del bianco | a8 torre del nero · b8 cavallo del nero · c8 alfiere del nero · d8 donna del nero · e8 re del nero · f8 alfiere del nero · h8 torre del nero · a7 pedone del nero · b7 pedone del nero · c7 pedone del nero · e7 pedone del nero · f7 pedone del nero · g7 pedone del nero · h7 pedone del nero · d5 cavallo del nero · c3 cavallo del bianco · f3 cavallo del bianco · a2 pedone del bianco · b2 pedone del bianco · d2 pedone del bianco · e2 pedone del bianco · f2 pedone del bianco · g2 pedone del bianco · h2 pedone del bianco · a1 torre del bianco · c1 alfiere del bianco · d1 donna del bianco · e1 re del bianco · f1 alfiere del bianco · h1 torre del bianco | a8 torre del nero · b8 cavallo del nero · c8 alfiere del nero · d8 donna del nero · e8 re del nero · f8 alfiere del nero · h8 torre del nero · a7 pedone del nero · b7 pedone del nero · c7 pedone del nero · e7 pedone del nero · f7 pedone del nero · g7 pedone del nero · h7 pedone del nero · d5 cavallo del nero · c3 cavallo del bianco · f3 cavallo del bianco · a2 pedone del bianco · b2 pedone del bianco · d2 pedone del bianco · e2 pedone del bianco · f2 pedone del bianco · g2 pedone del bianco · h2 pedone del bianco · a1 torre del bianco · c1 alfiere del bianco · d1 donna del bianco · e1 re del bianco · f1 alfiere del bianco · h1 torre del bianco | a8 torre del nero · b8 cavallo del nero · c8 alfiere del nero · d8 donna del nero · e8 re del nero · f8 alfiere del nero · h8 torre del nero · a7 pedone del nero · b7 pedone del nero · c7 pedone del nero · e7 pedone del nero · f7 pedone del nero · g7 pedone del nero · h7 pedone del nero · d5 cavallo del nero · c3 cavallo del bianco · f3 cavallo del bianco · a2 pedone del bianco · b2 pedone del bianco · d2 pedone del bianco · e2 pedone del bianco · f2 pedone del bianco · g2 pedone del bianco · h2 pedone del bianco · a1 torre del bianco · c1 alfiere del bianco · d1 donna del bianco · e1 re del bianco · f1 alfiere del bianco · h1 torre del bianco | a8 torre del nero · b8 cavallo del nero · c8 alfiere del nero · d8 donna del nero · e8 re del nero · f8 alfiere del nero · h8 torre del nero · a7 pedone del nero · b7 pedone del nero · c7 pedone del nero · e7 pedone del nero · f7 pedone del nero · g7 pedone del nero · h7 pedone del nero · d5 cavallo del nero · c3 cavallo del bianco · f3 cavallo del bianco · a2 pedone del bianco · b2 pedone del bianco · d2 pedone del bianco · e2 pedone del bianco · f2 pedone del bianco · g2 pedone del bianco · h2 pedone del bianco · a1 torre del bianco · c1 alfiere del bianco · d1 donna del bianco · e1 re del bianco · f1 alfiere del bianco · h1 torre del bianco | a8 torre del nero · b8 cavallo del nero · c8 alfiere del nero · d8 donna del nero · e8 re del nero · f8 alfiere del nero · h8 torre del nero · a7 pedone del nero · b7 pedone del nero · c7 pedone del nero · e7 pedone del nero · f7 pedone del nero · g7 pedone del nero · h7 pedone del nero · d5 cavallo del nero · c3 cavallo del bianco · f3 cavallo del bianco · a2 pedone del bianco · b2 pedone del bianco · d2 pedone del bianco · e2 pedone del bianco · f2 pedone del bianco · g2 pedone del bianco · h2 pedone del bianco · a1 torre del bianco · c1 alfiere del bianco · d1 donna del bianco · e1 re del bianco · f1 alfiere del bianco · h1 torre del bianco | a8 torre del nero · b8 cavallo del nero · c8 alfiere del nero · d8 donna del nero · e8 re del nero · f8 alfiere del nero · h8 torre del nero · a7 pedone del nero · b7 pedone del nero · c7 pedone del nero · e7 pedone del nero · f7 pedone del nero · g7 pedone del nero · h7 pedone del nero · d5 cavallo del nero · c3 cavallo del bianco · f3 cavallo del bianco · a2 pedone del bianco · b2 pedone del bianco · d2 pedone del bianco · e2 pedone del bianco · f2 pedone del bianco · g2 pedone del bianco · h2 pedone del bianco · a1 torre del bianco · c1 alfiere del bianco · d1 donna del bianco · e1 re del bianco · f1 alfiere del bianco · h1 torre del bianco | 3 |
| 2 | a8 torre del nero · b8 cavallo del nero · c8 alfiere del nero · d8 donna del nero · e8 re del nero · f8 alfiere del nero · h8 torre del nero · a7 pedone del nero · b7 pedone del nero · c7 pedone del nero · e7 pedone del nero · f7 pedone del nero · g7 pedone del nero · h7 pedone del nero · d5 cavallo del nero · c3 cavallo del bianco · f3 cavallo del bianco · a2 pedone del bianco · b2 pedone del bianco · d2 pedone del bianco · e2 pedone del bianco · f2 pedone del bianco · g2 pedone del bianco · h2 pedone del bianco · a1 torre del bianco · c1 alfiere del bianco · d1 donna del bianco · e1 re del bianco · f1 alfiere del bianco · h1 torre del bianco | a8 torre del nero · b8 cavallo del nero · c8 alfiere del nero · d8 donna del nero · e8 re del nero · f8 alfiere del nero · h8 torre del nero · a7 pedone del nero · b7 pedone del nero · c7 pedone del nero · e7 pedone del nero · f7 pedone del nero · g7 pedone del nero · h7 pedone del nero · d5 cavallo del nero · c3 cavallo del bianco · f3 cavallo del bianco · a2 pedone del bianco · b2 pedone del bianco · d2 pedone del bianco · e2 pedone del bianco · f2 pedone del bianco · g2 pedone del bianco · h2 pedone del bianco · a1 torre del bianco · c1 alfiere del bianco · d1 donna del bianco · e1 re del bianco · f1 alfiere del bianco · h1 torre del bianco | a8 torre del nero · b8 cavallo del nero · c8 alfiere del nero · d8 donna del nero · e8 re del nero · f8 alfiere del nero · h8 torre del nero · a7 pedone del nero · b7 pedone del nero · c7 pedone del nero · e7 pedone del nero · f7 pedone del nero · g7 pedone del nero · h7 pedone del nero · d5 cavallo del nero · c3 cavallo del bianco · f3 cavallo del bianco · a2 pedone del bianco · b2 pedone del bianco · d2 pedone del bianco · e2 pedone del bianco · f2 pedone del bianco · g2 pedone del bianco · h2 pedone del bianco · a1 torre del bianco · c1 alfiere del bianco · d1 donna del bianco · e1 re del bianco · f1 alfiere del bianco · h1 torre del bianco | a8 torre del nero · b8 cavallo del nero · c8 alfiere del nero · d8 donna del nero · e8 re del nero · f8 alfiere del nero · h8 torre del nero · a7 pedone del nero · b7 pedone del nero · c7 pedone del nero · e7 pedone del nero · f7 pedone del nero · g7 pedone del nero · h7 pedone del nero · d5 cavallo del nero · c3 cavallo del bianco · f3 cavallo del bianco · a2 pedone del bianco · b2 pedone del bianco · d2 pedone del bianco · e2 pedone del bianco · f2 pedone del bianco · g2 pedone del bianco · h2 pedone del bianco · a1 torre del bianco · c1 alfiere del bianco · d1 donna del bianco · e1 re del bianco · f1 alfiere del bianco · h1 torre del bianco | a8 torre del nero · b8 cavallo del nero · c8 alfiere del nero · d8 donna del nero · e8 re del nero · f8 alfiere del nero · h8 torre del nero · a7 pedone del nero · b7 pedone del nero · c7 pedone del nero · e7 pedone del nero · f7 pedone del nero · g7 pedone del nero · h7 pedone del nero · d5 cavallo del nero · c3 cavallo del bianco · f3 cavallo del bianco · a2 pedone del bianco · b2 pedone del bianco · d2 pedone del bianco · e2 pedone del bianco · f2 pedone del bianco · g2 pedone del bianco · h2 pedone del bianco · a1 torre del bianco · c1 alfiere del bianco · d1 donna del bianco · e1 re del bianco · f1 alfiere del bianco · h1 torre del bianco | a8 torre del nero · b8 cavallo del nero · c8 alfiere del nero · d8 donna del nero · e8 re del nero · f8 alfiere del nero · h8 torre del nero · a7 pedone del nero · b7 pedone del nero · c7 pedone del nero · e7 pedone del nero · f7 pedone del nero · g7 pedone del nero · h7 pedone del nero · d5 cavallo del nero · c3 cavallo del bianco · f3 cavallo del bianco · a2 pedone del bianco · b2 pedone del bianco · d2 pedone del bianco · e2 pedone del bianco · f2 pedone del bianco · g2 pedone del bianco · h2 pedone del bianco · a1 torre del bianco · c1 alfiere del bianco · d1 donna del bianco · e1 re del bianco · f1 alfiere del bianco · h1 torre del bianco | a8 torre del nero · b8 cavallo del nero · c8 alfiere del nero · d8 donna del nero · e8 re del nero · f8 alfiere del nero · h8 torre del nero · a7 pedone del nero · b7 pedone del nero · c7 pedone del nero · e7 pedone del nero · f7 pedone del nero · g7 pedone del nero · h7 pedone del nero · d5 cavallo del nero · c3 cavallo del bianco · f3 cavallo del bianco · a2 pedone del bianco · b2 pedone del bianco · d2 pedone del bianco · e2 pedone del bianco · f2 pedone del bianco · g2 pedone del bianco · h2 pedone del bianco · a1 torre del bianco · c1 alfiere del bianco · d1 donna del bianco · e1 re del bianco · f1 alfiere del bianco · h1 torre del bianco | a8 torre del nero · b8 cavallo del nero · c8 alfiere del nero · d8 donna del nero · e8 re del nero · f8 alfiere del nero · h8 torre del nero · a7 pedone del nero · b7 pedone del nero · c7 pedone del nero · e7 pedone del nero · f7 pedone del nero · g7 pedone del nero · h7 pedone del nero · d5 cavallo del nero · c3 cavallo del bianco · f3 cavallo del bianco · a2 pedone del bianco · b2 pedone del bianco · d2 pedone del bianco · e2 pedone del bianco · f2 pedone del bianco · g2 pedone del bianco · h2 pedone del bianco · a1 torre del bianco · c1 alfiere del bianco · d1 donna del bianco · e1 re del bianco · f1 alfiere del bianco · h1 torre del bianco | 2 |
| 1 | a8 torre del nero · b8 cavallo del nero · c8 alfiere del nero · d8 donna del nero · e8 re del nero · f8 alfiere del nero · h8 torre del nero · a7 pedone del nero · b7 pedone del nero · c7 pedone del nero · e7 pedone del nero · f7 pedone del nero · g7 pedone del nero · h7 pedone del nero · d5 cavallo del nero · c3 cavallo del bianco · f3 cavallo del bianco · a2 pedone del bianco · b2 pedone del bianco · d2 pedone del bianco · e2 pedone del bianco · f2 pedone del bianco · g2 pedone del bianco · h2 pedone del bianco · a1 torre del bianco · c1 alfiere del bianco · d1 donna del bianco · e1 re del bianco · f1 alfiere del bianco · h1 torre del bianco | a8 torre del nero · b8 cavallo del nero · c8 alfiere del nero · d8 donna del nero · e8 re del nero · f8 alfiere del nero · h8 torre del nero · a7 pedone del nero · b7 pedone del nero · c7 pedone del nero · e7 pedone del nero · f7 pedone del nero · g7 pedone del nero · h7 pedone del nero · d5 cavallo del nero · c3 cavallo del bianco · f3 cavallo del bianco · a2 pedone del bianco · b2 pedone del bianco · d2 pedone del bianco · e2 pedone del bianco · f2 pedone del bianco · g2 pedone del bianco · h2 pedone del bianco · a1 torre del bianco · c1 alfiere del bianco · d1 donna del bianco · e1 re del bianco · f1 alfiere del bianco · h1 torre del bianco | a8 torre del nero · b8 cavallo del nero · c8 alfiere del nero · d8 donna del nero · e8 re del nero · f8 alfiere del nero · h8 torre del nero · a7 pedone del nero · b7 pedone del nero · c7 pedone del nero · e7 pedone del nero · f7 pedone del nero · g7 pedone del nero · h7 pedone del nero · d5 cavallo del nero · c3 cavallo del bianco · f3 cavallo del bianco · a2 pedone del bianco · b2 pedone del bianco · d2 pedone del bianco · e2 pedone del bianco · f2 pedone del bianco · g2 pedone del bianco · h2 pedone del bianco · a1 torre del bianco · c1 alfiere del bianco · d1 donna del bianco · e1 re del bianco · f1 alfiere del bianco · h1 torre del bianco | a8 torre del nero · b8 cavallo del nero · c8 alfiere del nero · d8 donna del nero · e8 re del nero · f8 alfiere del nero · h8 torre del nero · a7 pedone del nero · b7 pedone del nero · c7 pedone del nero · e7 pedone del nero · f7 pedone del nero · g7 pedone del nero · h7 pedone del nero · d5 cavallo del nero · c3 cavallo del bianco · f3 cavallo del bianco · a2 pedone del bianco · b2 pedone del bianco · d2 pedone del bianco · e2 pedone del bianco · f2 pedone del bianco · g2 pedone del bianco · h2 pedone del bianco · a1 torre del bianco · c1 alfiere del bianco · d1 donna del bianco · e1 re del bianco · f1 alfiere del bianco · h1 torre del bianco | a8 torre del nero · b8 cavallo del nero · c8 alfiere del nero · d8 donna del nero · e8 re del nero · f8 alfiere del nero · h8 torre del nero · a7 pedone del nero · b7 pedone del nero · c7 pedone del nero · e7 pedone del nero · f7 pedone del nero · g7 pedone del nero · h7 pedone del nero · d5 cavallo del nero · c3 cavallo del bianco · f3 cavallo del bianco · a2 pedone del bianco · b2 pedone del bianco · d2 pedone del bianco · e2 pedone del bianco · f2 pedone del bianco · g2 pedone del bianco · h2 pedone del bianco · a1 torre del bianco · c1 alfiere del bianco · d1 donna del bianco · e1 re del bianco · f1 alfiere del bianco · h1 torre del bianco | a8 torre del nero · b8 cavallo del nero · c8 alfiere del nero · d8 donna del nero · e8 re del nero · f8 alfiere del nero · h8 torre del nero · a7 pedone del nero · b7 pedone del nero · c7 pedone del nero · e7 pedone del nero · f7 pedone del nero · g7 pedone del nero · h7 pedone del nero · d5 cavallo del nero · c3 cavallo del bianco · f3 cavallo del bianco · a2 pedone del bianco · b2 pedone del bianco · d2 pedone del bianco · e2 pedone del bianco · f2 pedone del bianco · g2 pedone del bianco · h2 pedone del bianco · a1 torre del bianco · c1 alfiere del bianco · d1 donna del bianco · e1 re del bianco · f1 alfiere del bianco · h1 torre del bianco | a8 torre del nero · b8 cavallo del nero · c8 alfiere del nero · d8 donna del nero · e8 re del nero · f8 alfiere del nero · h8 torre del nero · a7 pedone del nero · b7 pedone del nero · c7 pedone del nero · e7 pedone del nero · f7 pedone del nero · g7 pedone del nero · h7 pedone del nero · d5 cavallo del nero · c3 cavallo del bianco · f3 cavallo del bianco · a2 pedone del bianco · b2 pedone del bianco · d2 pedone del bianco · e2 pedone del bianco · f2 pedone del bianco · g2 pedone del bianco · h2 pedone del bianco · a1 torre del bianco · c1 alfiere del bianco · d1 donna del bianco · e1 re del bianco · f1 alfiere del bianco · h1 torre del bianco | a8 torre del nero · b8 cavallo del nero · c8 alfiere del nero · d8 donna del nero · e8 re del nero · f8 alfiere del nero · h8 torre del nero · a7 pedone del nero · b7 pedone del nero · c7 pedone del nero · e7 pedone del nero · f7 pedone del nero · g7 pedone del nero · h7 pedone del nero · d5 cavallo del nero · c3 cavallo del bianco · f3 cavallo del bianco · a2 pedone del bianco · b2 pedone del bianco · d2 pedone del bianco · e2 pedone del bianco · f2 pedone del bianco · g2 pedone del bianco · h2 pedone del bianco · a1 torre del bianco · c1 alfiere del bianco · d1 donna del bianco · e1 re del bianco · f1 alfiere del bianco · h1 torre del bianco | 1 |
|   | a | b | c | d | e | f | g | h |   |

Il sistema anti-Grünfeld è un impianto tipico della partita inglese, atto ad evitare la difesa Grünfeld tipica dei giochi chiusi. La sequenza che porta a tale impianto è:
1.c4 Cf6
2.Cc3 d5
3.cxd5 Cxd5
seguita poi da 4.Cf3 oppure da 4.g3. 
Nel primo caso il bianco punterà ad un'attività precoce della donna, per esempio pianificando Da4+; il nero, dal canto suo, aprirà il fianchetto di re, centralizzando l'alfiere campochiaro.
Nel caso di 4.g3, invece anche il bianco fianchetterà il suo alfiere (campochiaro però) e centralizzerà l'altro alfiere mentre il nero arroccherà rapidamente e terrà attivo il cavallo d5.

### Sistema anti-Nimzo
|   | a | b | c | d | e | f | g | h |   |
| 8 | a8 torre del nero · b8 cavallo del nero · c8 alfiere del nero · d8 donna del nero · e8 re del nero · f8 alfiere del nero · h8 torre del nero · a7 pedone del nero · b7 pedone del nero · c7 pedone del nero · f7 pedone del nero · g7 pedone del nero · h7 pedone del nero · e6 pedone del nero · f6 cavallo del nero · d5 pedone del nero · e5 pedone del bianco · c4 pedone del bianco · c3 cavallo del bianco · a2 pedone del bianco · b2 pedone del bianco · d2 pedone del bianco · f2 pedone del bianco · g2 pedone del bianco · h2 pedone del bianco · a1 torre del bianco · c1 alfiere del bianco · d1 donna del bianco · e1 re del bianco · f1 alfiere del bianco · g1 cavallo del bianco · h1 torre del bianco | a8 torre del nero · b8 cavallo del nero · c8 alfiere del nero · d8 donna del nero · e8 re del nero · f8 alfiere del nero · h8 torre del nero · a7 pedone del nero · b7 pedone del nero · c7 pedone del nero · f7 pedone del nero · g7 pedone del nero · h7 pedone del nero · e6 pedone del nero · f6 cavallo del nero · d5 pedone del nero · e5 pedone del bianco · c4 pedone del bianco · c3 cavallo del bianco · a2 pedone del bianco · b2 pedone del bianco · d2 pedone del bianco · f2 pedone del bianco · g2 pedone del bianco · h2 pedone del bianco · a1 torre del bianco · c1 alfiere del bianco · d1 donna del bianco · e1 re del bianco · f1 alfiere del bianco · g1 cavallo del bianco · h1 torre del bianco | a8 torre del nero · b8 cavallo del nero · c8 alfiere del nero · d8 donna del nero · e8 re del nero · f8 alfiere del nero · h8 torre del nero · a7 pedone del nero · b7 pedone del nero · c7 pedone del nero · f7 pedone del nero · g7 pedone del nero · h7 pedone del nero · e6 pedone del nero · f6 cavallo del nero · d5 pedone del nero · e5 pedone del bianco · c4 pedone del bianco · c3 cavallo del bianco · a2 pedone del bianco · b2 pedone del bianco · d2 pedone del bianco · f2 pedone del bianco · g2 pedone del bianco · h2 pedone del bianco · a1 torre del bianco · c1 alfiere del bianco · d1 donna del bianco · e1 re del bianco · f1 alfiere del bianco · g1 cavallo del bianco · h1 torre del bianco | a8 torre del nero · b8 cavallo del nero · c8 alfiere del nero · d8 donna del nero · e8 re del nero · f8 alfiere del nero · h8 torre del nero · a7 pedone del nero · b7 pedone del nero · c7 pedone del nero · f7 pedone del nero · g7 pedone del nero · h7 pedone del nero · e6 pedone del nero · f6 cavallo del nero · d5 pedone del nero · e5 pedone del bianco · c4 pedone del bianco · c3 cavallo del bianco · a2 pedone del bianco · b2 pedone del bianco · d2 pedone del bianco · f2 pedone del bianco · g2 pedone del bianco · h2 pedone del bianco · a1 torre del bianco · c1 alfiere del bianco · d1 donna del bianco · e1 re del bianco · f1 alfiere del bianco · g1 cavallo del bianco · h1 torre del bianco | a8 torre del nero · b8 cavallo del nero · c8 alfiere del nero · d8 donna del nero · e8 re del nero · f8 alfiere del nero · h8 torre del nero · a7 pedone del nero · b7 pedone del nero · c7 pedone del nero · f7 pedone del nero · g7 pedone del nero · h7 pedone del nero · e6 pedone del nero · f6 cavallo del nero · d5 pedone del nero · e5 pedone del bianco · c4 pedone del bianco · c3 cavallo del bianco · a2 pedone del bianco · b2 pedone del bianco · d2 pedone del bianco · f2 pedone del bianco · g2 pedone del bianco · h2 pedone del bianco · a1 torre del bianco · c1 alfiere del bianco · d1 donna del bianco · e1 re del bianco · f1 alfiere del bianco · g1 cavallo del bianco · h1 torre del bianco | a8 torre del nero · b8 cavallo del nero · c8 alfiere del nero · d8 donna del nero · e8 re del nero · f8 alfiere del nero · h8 torre del nero · a7 pedone del nero · b7 pedone del nero · c7 pedone del nero · f7 pedone del nero · g7 pedone del nero · h7 pedone del nero · e6 pedone del nero · f6 cavallo del nero · d5 pedone del nero · e5 pedone del bianco · c4 pedone del bianco · c3 cavallo del bianco · a2 pedone del bianco · b2 pedone del bianco · d2 pedone del bianco · f2 pedone del bianco · g2 pedone del bianco · h2 pedone del bianco · a1 torre del bianco · c1 alfiere del bianco · d1 donna del bianco · e1 re del bianco · f1 alfiere del bianco · g1 cavallo del bianco · h1 torre del bianco | a8 torre del nero · b8 cavallo del nero · c8 alfiere del nero · d8 donna del nero · e8 re del nero · f8 alfiere del nero · h8 torre del nero · a7 pedone del nero · b7 pedone del nero · c7 pedone del nero · f7 pedone del nero · g7 pedone del nero · h7 pedone del nero · e6 pedone del nero · f6 cavallo del nero · d5 pedone del nero · e5 pedone del bianco · c4 pedone del bianco · c3 cavallo del bianco · a2 pedone del bianco · b2 pedone del bianco · d2 pedone del bianco · f2 pedone del bianco · g2 pedone del bianco · h2 pedone del bianco · a1 torre del bianco · c1 alfiere del bianco · d1 donna del bianco · e1 re del bianco · f1 alfiere del bianco · g1 cavallo del bianco · h1 torre del bianco | a8 torre del nero · b8 cavallo del nero · c8 alfiere del nero · d8 donna del nero · e8 re del nero · f8 alfiere del nero · h8 torre del nero · a7 pedone del nero · b7 pedone del nero · c7 pedone del nero · f7 pedone del nero · g7 pedone del nero · h7 pedone del nero · e6 pedone del nero · f6 cavallo del nero · d5 pedone del nero · e5 pedone del bianco · c4 pedone del bianco · c3 cavallo del bianco · a2 pedone del bianco · b2 pedone del bianco · d2 pedone del bianco · f2 pedone del bianco · g2 pedone del bianco · h2 pedone del bianco · a1 torre del bianco · c1 alfiere del bianco · d1 donna del bianco · e1 re del bianco · f1 alfiere del bianco · g1 cavallo del bianco · h1 torre del bianco | 8 |
| 7 | a8 torre del nero · b8 cavallo del nero · c8 alfiere del nero · d8 donna del nero · e8 re del nero · f8 alfiere del nero · h8 torre del nero · a7 pedone del nero · b7 pedone del nero · c7 pedone del nero · f7 pedone del nero · g7 pedone del nero · h7 pedone del nero · e6 pedone del nero · f6 cavallo del nero · d5 pedone del nero · e5 pedone del bianco · c4 pedone del bianco · c3 cavallo del bianco · a2 pedone del bianco · b2 pedone del bianco · d2 pedone del bianco · f2 pedone del bianco · g2 pedone del bianco · h2 pedone del bianco · a1 torre del bianco · c1 alfiere del bianco · d1 donna del bianco · e1 re del bianco · f1 alfiere del bianco · g1 cavallo del bianco · h1 torre del bianco | a8 torre del nero · b8 cavallo del nero · c8 alfiere del nero · d8 donna del nero · e8 re del nero · f8 alfiere del nero · h8 torre del nero · a7 pedone del nero · b7 pedone del nero · c7 pedone del nero · f7 pedone del nero · g7 pedone del nero · h7 pedone del nero · e6 pedone del nero · f6 cavallo del nero · d5 pedone del nero · e5 pedone del bianco · c4 pedone del bianco · c3 cavallo del bianco · a2 pedone del bianco · b2 pedone del bianco · d2 pedone del bianco · f2 pedone del bianco · g2 pedone del bianco · h2 pedone del bianco · a1 torre del bianco · c1 alfiere del bianco · d1 donna del bianco · e1 re del bianco · f1 alfiere del bianco · g1 cavallo del bianco · h1 torre del bianco | a8 torre del nero · b8 cavallo del nero · c8 alfiere del nero · d8 donna del nero · e8 re del nero · f8 alfiere del nero · h8 torre del nero · a7 pedone del nero · b7 pedone del nero · c7 pedone del nero · f7 pedone del nero · g7 pedone del nero · h7 pedone del nero · e6 pedone del nero · f6 cavallo del nero · d5 pedone del nero · e5 pedone del bianco · c4 pedone del bianco · c3 cavallo del bianco · a2 pedone del bianco · b2 pedone del bianco · d2 pedone del bianco · f2 pedone del bianco · g2 pedone del bianco · h2 pedone del bianco · a1 torre del bianco · c1 alfiere del bianco · d1 donna del bianco · e1 re del bianco · f1 alfiere del bianco · g1 cavallo del bianco · h1 torre del bianco | a8 torre del nero · b8 cavallo del nero · c8 alfiere del nero · d8 donna del nero · e8 re del nero · f8 alfiere del nero · h8 torre del nero · a7 pedone del nero · b7 pedone del nero · c7 pedone del nero · f7 pedone del nero · g7 pedone del nero · h7 pedone del nero · e6 pedone del nero · f6 cavallo del nero · d5 pedone del nero · e5 pedone del bianco · c4 pedone del bianco · c3 cavallo del bianco · a2 pedone del bianco · b2 pedone del bianco · d2 pedone del bianco · f2 pedone del bianco · g2 pedone del bianco · h2 pedone del bianco · a1 torre del bianco · c1 alfiere del bianco · d1 donna del bianco · e1 re del bianco · f1 alfiere del bianco · g1 cavallo del bianco · h1 torre del bianco | a8 torre del nero · b8 cavallo del nero · c8 alfiere del nero · d8 donna del nero · e8 re del nero · f8 alfiere del nero · h8 torre del nero · a7 pedone del nero · b7 pedone del nero · c7 pedone del nero · f7 pedone del nero · g7 pedone del nero · h7 pedone del nero · e6 pedone del nero · f6 cavallo del nero · d5 pedone del nero · e5 pedone del bianco · c4 pedone del bianco · c3 cavallo del bianco · a2 pedone del bianco · b2 pedone del bianco · d2 pedone del bianco · f2 pedone del bianco · g2 pedone del bianco · h2 pedone del bianco · a1 torre del bianco · c1 alfiere del bianco · d1 donna del bianco · e1 re del bianco · f1 alfiere del bianco · g1 cavallo del bianco · h1 torre del bianco | a8 torre del nero · b8 cavallo del nero · c8 alfiere del nero · d8 donna del nero · e8 re del nero · f8 alfiere del nero · h8 torre del nero · a7 pedone del nero · b7 pedone del nero · c7 pedone del nero · f7 pedone del nero · g7 pedone del nero · h7 pedone del nero · e6 pedone del nero · f6 cavallo del nero · d5 pedone del nero · e5 pedone del bianco · c4 pedone del bianco · c3 cavallo del bianco · a2 pedone del bianco · b2 pedone del bianco · d2 pedone del bianco · f2 pedone del bianco · g2 pedone del bianco · h2 pedone del bianco · a1 torre del bianco · c1 alfiere del bianco · d1 donna del bianco · e1 re del bianco · f1 alfiere del bianco · g1 cavallo del bianco · h1 torre del bianco | a8 torre del nero · b8 cavallo del nero · c8 alfiere del nero · d8 donna del nero · e8 re del nero · f8 alfiere del nero · h8 torre del nero · a7 pedone del nero · b7 pedone del nero · c7 pedone del nero · f7 pedone del nero · g7 pedone del nero · h7 pedone del nero · e6 pedone del nero · f6 cavallo del nero · d5 pedone del nero · e5 pedone del bianco · c4 pedone del bianco · c3 cavallo del bianco · a2 pedone del bianco · b2 pedone del bianco · d2 pedone del bianco · f2 pedone del bianco · g2 pedone del bianco · h2 pedone del bianco · a1 torre del bianco · c1 alfiere del bianco · d1 donna del bianco · e1 re del bianco · f1 alfiere del bianco · g1 cavallo del bianco · h1 torre del bianco | a8 torre del nero · b8 cavallo del nero · c8 alfiere del nero · d8 donna del nero · e8 re del nero · f8 alfiere del nero · h8 torre del nero · a7 pedone del nero · b7 pedone del nero · c7 pedone del nero · f7 pedone del nero · g7 pedone del nero · h7 pedone del nero · e6 pedone del nero · f6 cavallo del nero · d5 pedone del nero · e5 pedone del bianco · c4 pedone del bianco · c3 cavallo del bianco · a2 pedone del bianco · b2 pedone del bianco · d2 pedone del bianco · f2 pedone del bianco · g2 pedone del bianco · h2 pedone del bianco · a1 torre del bianco · c1 alfiere del bianco · d1 donna del bianco · e1 re del bianco · f1 alfiere del bianco · g1 cavallo del bianco · h1 torre del bianco | 7 |
| 6 | a8 torre del nero · b8 cavallo del nero · c8 alfiere del nero · d8 donna del nero · e8 re del nero · f8 alfiere del nero · h8 torre del nero · a7 pedone del nero · b7 pedone del nero · c7 pedone del nero · f7 pedone del nero · g7 pedone del nero · h7 pedone del nero · e6 pedone del nero · f6 cavallo del nero · d5 pedone del nero · e5 pedone del bianco · c4 pedone del bianco · c3 cavallo del bianco · a2 pedone del bianco · b2 pedone del bianco · d2 pedone del bianco · f2 pedone del bianco · g2 pedone del bianco · h2 pedone del bianco · a1 torre del bianco · c1 alfiere del bianco · d1 donna del bianco · e1 re del bianco · f1 alfiere del bianco · g1 cavallo del bianco · h1 torre del bianco | a8 torre del nero · b8 cavallo del nero · c8 alfiere del nero · d8 donna del nero · e8 re del nero · f8 alfiere del nero · h8 torre del nero · a7 pedone del nero · b7 pedone del nero · c7 pedone del nero · f7 pedone del nero · g7 pedone del nero · h7 pedone del nero · e6 pedone del nero · f6 cavallo del nero · d5 pedone del nero · e5 pedone del bianco · c4 pedone del bianco · c3 cavallo del bianco · a2 pedone del bianco · b2 pedone del bianco · d2 pedone del bianco · f2 pedone del bianco · g2 pedone del bianco · h2 pedone del bianco · a1 torre del bianco · c1 alfiere del bianco · d1 donna del bianco · e1 re del bianco · f1 alfiere del bianco · g1 cavallo del bianco · h1 torre del bianco | a8 torre del nero · b8 cavallo del nero · c8 alfiere del nero · d8 donna del nero · e8 re del nero · f8 alfiere del nero · h8 torre del nero · a7 pedone del nero · b7 pedone del nero · c7 pedone del nero · f7 pedone del nero · g7 pedone del nero · h7 pedone del nero · e6 pedone del nero · f6 cavallo del nero · d5 pedone del nero · e5 pedone del bianco · c4 pedone del bianco · c3 cavallo del bianco · a2 pedone del bianco · b2 pedone del bianco · d2 pedone del bianco · f2 pedone del bianco · g2 pedone del bianco · h2 pedone del bianco · a1 torre del bianco · c1 alfiere del bianco · d1 donna del bianco · e1 re del bianco · f1 alfiere del bianco · g1 cavallo del bianco · h1 torre del bianco | a8 torre del nero · b8 cavallo del nero · c8 alfiere del nero · d8 donna del nero · e8 re del nero · f8 alfiere del nero · h8 torre del nero · a7 pedone del nero · b7 pedone del nero · c7 pedone del nero · f7 pedone del nero · g7 pedone del nero · h7 pedone del nero · e6 pedone del nero · f6 cavallo del nero · d5 pedone del nero · e5 pedone del bianco · c4 pedone del bianco · c3 cavallo del bianco · a2 pedone del bianco · b2 pedone del bianco · d2 pedone del bianco · f2 pedone del bianco · g2 pedone del bianco · h2 pedone del bianco · a1 torre del bianco · c1 alfiere del bianco · d1 donna del bianco · e1 re del bianco · f1 alfiere del bianco · g1 cavallo del bianco · h1 torre del bianco | a8 torre del nero · b8 cavallo del nero · c8 alfiere del nero · d8 donna del nero · e8 re del nero · f8 alfiere del nero · h8 torre del nero · a7 pedone del nero · b7 pedone del nero · c7 pedone del nero · f7 pedone del nero · g7 pedone del nero · h7 pedone del nero · e6 pedone del nero · f6 cavallo del nero · d5 pedone del nero · e5 pedone del bianco · c4 pedone del bianco · c3 cavallo del bianco · a2 pedone del bianco · b2 pedone del bianco · d2 pedone del bianco · f2 pedone del bianco · g2 pedone del bianco · h2 pedone del bianco · a1 torre del bianco · c1 alfiere del bianco · d1 donna del bianco · e1 re del bianco · f1 alfiere del bianco · g1 cavallo del bianco · h1 torre del bianco | a8 torre del nero · b8 cavallo del nero · c8 alfiere del nero · d8 donna del nero · e8 re del nero · f8 alfiere del nero · h8 torre del nero · a7 pedone del nero · b7 pedone del nero · c7 pedone del nero · f7 pedone del nero · g7 pedone del nero · h7 pedone del nero · e6 pedone del nero · f6 cavallo del nero · d5 pedone del nero · e5 pedone del bianco · c4 pedone del bianco · c3 cavallo del bianco · a2 pedone del bianco · b2 pedone del bianco · d2 pedone del bianco · f2 pedone del bianco · g2 pedone del bianco · h2 pedone del bianco · a1 torre del bianco · c1 alfiere del bianco · d1 donna del bianco · e1 re del bianco · f1 alfiere del bianco · g1 cavallo del bianco · h1 torre del bianco | a8 torre del nero · b8 cavallo del nero · c8 alfiere del nero · d8 donna del nero · e8 re del nero · f8 alfiere del nero · h8 torre del nero · a7 pedone del nero · b7 pedone del nero · c7 pedone del nero · f7 pedone del nero · g7 pedone del nero · h7 pedone del nero · e6 pedone del nero · f6 cavallo del nero · d5 pedone del nero · e5 pedone del bianco · c4 pedone del bianco · c3 cavallo del bianco · a2 pedone del bianco · b2 pedone del bianco · d2 pedone del bianco · f2 pedone del bianco · g2 pedone del bianco · h2 pedone del bianco · a1 torre del bianco · c1 alfiere del bianco · d1 donna del bianco · e1 re del bianco · f1 alfiere del bianco · g1 cavallo del bianco · h1 torre del bianco | a8 torre del nero · b8 cavallo del nero · c8 alfiere del nero · d8 donna del nero · e8 re del nero · f8 alfiere del nero · h8 torre del nero · a7 pedone del nero · b7 pedone del nero · c7 pedone del nero · f7 pedone del nero · g7 pedone del nero · h7 pedone del nero · e6 pedone del nero · f6 cavallo del nero · d5 pedone del nero · e5 pedone del bianco · c4 pedone del bianco · c3 cavallo del bianco · a2 pedone del bianco · b2 pedone del bianco · d2 pedone del bianco · f2 pedone del bianco · g2 pedone del bianco · h2 pedone del bianco · a1 torre del bianco · c1 alfiere del bianco · d1 donna del bianco · e1 re del bianco · f1 alfiere del bianco · g1 cavallo del bianco · h1 torre del bianco | 6 |
| 5 | a8 torre del nero · b8 cavallo del nero · c8 alfiere del nero · d8 donna del nero · e8 re del nero · f8 alfiere del nero · h8 torre del nero · a7 pedone del nero · b7 pedone del nero · c7 pedone del nero · f7 pedone del nero · g7 pedone del nero · h7 pedone del nero · e6 pedone del nero · f6 cavallo del nero · d5 pedone del nero · e5 pedone del bianco · c4 pedone del bianco · c3 cavallo del bianco · a2 pedone del bianco · b2 pedone del bianco · d2 pedone del bianco · f2 pedone del bianco · g2 pedone del bianco · h2 pedone del bianco · a1 torre del bianco · c1 alfiere del bianco · d1 donna del bianco · e1 re del bianco · f1 alfiere del bianco · g1 cavallo del bianco · h1 torre del bianco | a8 torre del nero · b8 cavallo del nero · c8 alfiere del nero · d8 donna del nero · e8 re del nero · f8 alfiere del nero · h8 torre del nero · a7 pedone del nero · b7 pedone del nero · c7 pedone del nero · f7 pedone del nero · g7 pedone del nero · h7 pedone del nero · e6 pedone del nero · f6 cavallo del nero · d5 pedone del nero · e5 pedone del bianco · c4 pedone del bianco · c3 cavallo del bianco · a2 pedone del bianco · b2 pedone del bianco · d2 pedone del bianco · f2 pedone del bianco · g2 pedone del bianco · h2 pedone del bianco · a1 torre del bianco · c1 alfiere del bianco · d1 donna del bianco · e1 re del bianco · f1 alfiere del bianco · g1 cavallo del bianco · h1 torre del bianco | a8 torre del nero · b8 cavallo del nero · c8 alfiere del nero · d8 donna del nero · e8 re del nero · f8 alfiere del nero · h8 torre del nero · a7 pedone del nero · b7 pedone del nero · c7 pedone del nero · f7 pedone del nero · g7 pedone del nero · h7 pedone del nero · e6 pedone del nero · f6 cavallo del nero · d5 pedone del nero · e5 pedone del bianco · c4 pedone del bianco · c3 cavallo del bianco · a2 pedone del bianco · b2 pedone del bianco · d2 pedone del bianco · f2 pedone del bianco · g2 pedone del bianco · h2 pedone del bianco · a1 torre del bianco · c1 alfiere del bianco · d1 donna del bianco · e1 re del bianco · f1 alfiere del bianco · g1 cavallo del bianco · h1 torre del bianco | a8 torre del nero · b8 cavallo del nero · c8 alfiere del nero · d8 donna del nero · e8 re del nero · f8 alfiere del nero · h8 torre del nero · a7 pedone del nero · b7 pedone del nero · c7 pedone del nero · f7 pedone del nero · g7 pedone del nero · h7 pedone del nero · e6 pedone del nero · f6 cavallo del nero · d5 pedone del nero · e5 pedone del bianco · c4 pedone del bianco · c3 cavallo del bianco · a2 pedone del bianco · b2 pedone del bianco · d2 pedone del bianco · f2 pedone del bianco · g2 pedone del bianco · h2 pedone del bianco · a1 torre del bianco · c1 alfiere del bianco · d1 donna del bianco · e1 re del bianco · f1 alfiere del bianco · g1 cavallo del bianco · h1 torre del bianco | a8 torre del nero · b8 cavallo del nero · c8 alfiere del nero · d8 donna del nero · e8 re del nero · f8 alfiere del nero · h8 torre del nero · a7 pedone del nero · b7 pedone del nero · c7 pedone del nero · f7 pedone del nero · g7 pedone del nero · h7 pedone del nero · e6 pedone del nero · f6 cavallo del nero · d5 pedone del nero · e5 pedone del bianco · c4 pedone del bianco · c3 cavallo del bianco · a2 pedone del bianco · b2 pedone del bianco · d2 pedone del bianco · f2 pedone del bianco · g2 pedone del bianco · h2 pedone del bianco · a1 torre del bianco · c1 alfiere del bianco · d1 donna del bianco · e1 re del bianco · f1 alfiere del bianco · g1 cavallo del bianco · h1 torre del bianco | a8 torre del nero · b8 cavallo del nero · c8 alfiere del nero · d8 donna del nero · e8 re del nero · f8 alfiere del nero · h8 torre del nero · a7 pedone del nero · b7 pedone del nero · c7 pedone del nero · f7 pedone del nero · g7 pedone del nero · h7 pedone del nero · e6 pedone del nero · f6 cavallo del nero · d5 pedone del nero · e5 pedone del bianco · c4 pedone del bianco · c3 cavallo del bianco · a2 pedone del bianco · b2 pedone del bianco · d2 pedone del bianco · f2 pedone del bianco · g2 pedone del bianco · h2 pedone del bianco · a1 torre del bianco · c1 alfiere del bianco · d1 donna del bianco · e1 re del bianco · f1 alfiere del bianco · g1 cavallo del bianco · h1 torre del bianco | a8 torre del nero · b8 cavallo del nero · c8 alfiere del nero · d8 donna del nero · e8 re del nero · f8 alfiere del nero · h8 torre del nero · a7 pedone del nero · b7 pedone del nero · c7 pedone del nero · f7 pedone del nero · g7 pedone del nero · h7 pedone del nero · e6 pedone del nero · f6 cavallo del nero · d5 pedone del nero · e5 pedone del bianco · c4 pedone del bianco · c3 cavallo del bianco · a2 pedone del bianco · b2 pedone del bianco · d2 pedone del bianco · f2 pedone del bianco · g2 pedone del bianco · h2 pedone del bianco · a1 torre del bianco · c1 alfiere del bianco · d1 donna del bianco · e1 re del bianco · f1 alfiere del bianco · g1 cavallo del bianco · h1 torre del bianco | a8 torre del nero · b8 cavallo del nero · c8 alfiere del nero · d8 donna del nero · e8 re del nero · f8 alfiere del nero · h8 torre del nero · a7 pedone del nero · b7 pedone del nero · c7 pedone del nero · f7 pedone del nero · g7 pedone del nero · h7 pedone del nero · e6 pedone del nero · f6 cavallo del nero · d5 pedone del nero · e5 pedone del bianco · c4 pedone del bianco · c3 cavallo del bianco · a2 pedone del bianco · b2 pedone del bianco · d2 pedone del bianco · f2 pedone del bianco · g2 pedone del bianco · h2 pedone del bianco · a1 torre del bianco · c1 alfiere del bianco · d1 donna del bianco · e1 re del bianco · f1 alfiere del bianco · g1 cavallo del bianco · h1 torre del bianco | 5 |
| 4 | a8 torre del nero · b8 cavallo del nero · c8 alfiere del nero · d8 donna del nero · e8 re del nero · f8 alfiere del nero · h8 torre del nero · a7 pedone del nero · b7 pedone del nero · c7 pedone del nero · f7 pedone del nero · g7 pedone del nero · h7 pedone del nero · e6 pedone del nero · f6 cavallo del nero · d5 pedone del nero · e5 pedone del bianco · c4 pedone del bianco · c3 cavallo del bianco · a2 pedone del bianco · b2 pedone del bianco · d2 pedone del bianco · f2 pedone del bianco · g2 pedone del bianco · h2 pedone del bianco · a1 torre del bianco · c1 alfiere del bianco · d1 donna del bianco · e1 re del bianco · f1 alfiere del bianco · g1 cavallo del bianco · h1 torre del bianco | a8 torre del nero · b8 cavallo del nero · c8 alfiere del nero · d8 donna del nero · e8 re del nero · f8 alfiere del nero · h8 torre del nero · a7 pedone del nero · b7 pedone del nero · c7 pedone del nero · f7 pedone del nero · g7 pedone del nero · h7 pedone del nero · e6 pedone del nero · f6 cavallo del nero · d5 pedone del nero · e5 pedone del bianco · c4 pedone del bianco · c3 cavallo del bianco · a2 pedone del bianco · b2 pedone del bianco · d2 pedone del bianco · f2 pedone del bianco · g2 pedone del bianco · h2 pedone del bianco · a1 torre del bianco · c1 alfiere del bianco · d1 donna del bianco · e1 re del bianco · f1 alfiere del bianco · g1 cavallo del bianco · h1 torre del bianco | a8 torre del nero · b8 cavallo del nero · c8 alfiere del nero · d8 donna del nero · e8 re del nero · f8 alfiere del nero · h8 torre del nero · a7 pedone del nero · b7 pedone del nero · c7 pedone del nero · f7 pedone del nero · g7 pedone del nero · h7 pedone del nero · e6 pedone del nero · f6 cavallo del nero · d5 pedone del nero · e5 pedone del bianco · c4 pedone del bianco · c3 cavallo del bianco · a2 pedone del bianco · b2 pedone del bianco · d2 pedone del bianco · f2 pedone del bianco · g2 pedone del bianco · h2 pedone del bianco · a1 torre del bianco · c1 alfiere del bianco · d1 donna del bianco · e1 re del bianco · f1 alfiere del bianco · g1 cavallo del bianco · h1 torre del bianco | a8 torre del nero · b8 cavallo del nero · c8 alfiere del nero · d8 donna del nero · e8 re del nero · f8 alfiere del nero · h8 torre del nero · a7 pedone del nero · b7 pedone del nero · c7 pedone del nero · f7 pedone del nero · g7 pedone del nero · h7 pedone del nero · e6 pedone del nero · f6 cavallo del nero · d5 pedone del nero · e5 pedone del bianco · c4 pedone del bianco · c3 cavallo del bianco · a2 pedone del bianco · b2 pedone del bianco · d2 pedone del bianco · f2 pedone del bianco · g2 pedone del bianco · h2 pedone del bianco · a1 torre del bianco · c1 alfiere del bianco · d1 donna del bianco · e1 re del bianco · f1 alfiere del bianco · g1 cavallo del bianco · h1 torre del bianco | a8 torre del nero · b8 cavallo del nero · c8 alfiere del nero · d8 donna del nero · e8 re del nero · f8 alfiere del nero · h8 torre del nero · a7 pedone del nero · b7 pedone del nero · c7 pedone del nero · f7 pedone del nero · g7 pedone del nero · h7 pedone del nero · e6 pedone del nero · f6 cavallo del nero · d5 pedone del nero · e5 pedone del bianco · c4 pedone del bianco · c3 cavallo del bianco · a2 pedone del bianco · b2 pedone del bianco · d2 pedone del bianco · f2 pedone del bianco · g2 pedone del bianco · h2 pedone del bianco · a1 torre del bianco · c1 alfiere del bianco · d1 donna del bianco · e1 re del bianco · f1 alfiere del bianco · g1 cavallo del bianco · h1 torre del bianco | a8 torre del nero · b8 cavallo del nero · c8 alfiere del nero · d8 donna del nero · e8 re del nero · f8 alfiere del nero · h8 torre del nero · a7 pedone del nero · b7 pedone del nero · c7 pedone del nero · f7 pedone del nero · g7 pedone del nero · h7 pedone del nero · e6 pedone del nero · f6 cavallo del nero · d5 pedone del nero · e5 pedone del bianco · c4 pedone del bianco · c3 cavallo del bianco · a2 pedone del bianco · b2 pedone del bianco · d2 pedone del bianco · f2 pedone del bianco · g2 pedone del bianco · h2 pedone del bianco · a1 torre del bianco · c1 alfiere del bianco · d1 donna del bianco · e1 re del bianco · f1 alfiere del bianco · g1 cavallo del bianco · h1 torre del bianco | a8 torre del nero · b8 cavallo del nero · c8 alfiere del nero · d8 donna del nero · e8 re del nero · f8 alfiere del nero · h8 torre del nero · a7 pedone del nero · b7 pedone del nero · c7 pedone del nero · f7 pedone del nero · g7 pedone del nero · h7 pedone del nero · e6 pedone del nero · f6 cavallo del nero · d5 pedone del nero · e5 pedone del bianco · c4 pedone del bianco · c3 cavallo del bianco · a2 pedone del bianco · b2 pedone del bianco · d2 pedone del bianco · f2 pedone del bianco · g2 pedone del bianco · h2 pedone del bianco · a1 torre del bianco · c1 alfiere del bianco · d1 donna del bianco · e1 re del bianco · f1 alfiere del bianco · g1 cavallo del bianco · h1 torre del bianco | a8 torre del nero · b8 cavallo del nero · c8 alfiere del nero · d8 donna del nero · e8 re del nero · f8 alfiere del nero · h8 torre del nero · a7 pedone del nero · b7 pedone del nero · c7 pedone del nero · f7 pedone del nero · g7 pedone del nero · h7 pedone del nero · e6 pedone del nero · f6 cavallo del nero · d5 pedone del nero · e5 pedone del bianco · c4 pedone del bianco · c3 cavallo del bianco · a2 pedone del bianco · b2 pedone del bianco · d2 pedone del bianco · f2 pedone del bianco · g2 pedone del bianco · h2 pedone del bianco · a1 torre del bianco · c1 alfiere del bianco · d1 donna del bianco · e1 re del bianco · f1 alfiere del bianco · g1 cavallo del bianco · h1 torre del bianco | 4 |
| 3 | a8 torre del nero · b8 cavallo del nero · c8 alfiere del nero · d8 donna del nero · e8 re del nero · f8 alfiere del nero · h8 torre del nero · a7 pedone del nero · b7 pedone del nero · c7 pedone del nero · f7 pedone del nero · g7 pedone del nero · h7 pedone del nero · e6 pedone del nero · f6 cavallo del nero · d5 pedone del nero · e5 pedone del bianco · c4 pedone del bianco · c3 cavallo del bianco · a2 pedone del bianco · b2 pedone del bianco · d2 pedone del bianco · f2 pedone del bianco · g2 pedone del bianco · h2 pedone del bianco · a1 torre del bianco · c1 alfiere del bianco · d1 donna del bianco · e1 re del bianco · f1 alfiere del bianco · g1 cavallo del bianco · h1 torre del bianco | a8 torre del nero · b8 cavallo del nero · c8 alfiere del nero · d8 donna del nero · e8 re del nero · f8 alfiere del nero · h8 torre del nero · a7 pedone del nero · b7 pedone del nero · c7 pedone del nero · f7 pedone del nero · g7 pedone del nero · h7 pedone del nero · e6 pedone del nero · f6 cavallo del nero · d5 pedone del nero · e5 pedone del bianco · c4 pedone del bianco · c3 cavallo del bianco · a2 pedone del bianco · b2 pedone del bianco · d2 pedone del bianco · f2 pedone del bianco · g2 pedone del bianco · h2 pedone del bianco · a1 torre del bianco · c1 alfiere del bianco · d1 donna del bianco · e1 re del bianco · f1 alfiere del bianco · g1 cavallo del bianco · h1 torre del bianco | a8 torre del nero · b8 cavallo del nero · c8 alfiere del nero · d8 donna del nero · e8 re del nero · f8 alfiere del nero · h8 torre del nero · a7 pedone del nero · b7 pedone del nero · c7 pedone del nero · f7 pedone del nero · g7 pedone del nero · h7 pedone del nero · e6 pedone del nero · f6 cavallo del nero · d5 pedone del nero · e5 pedone del bianco · c4 pedone del bianco · c3 cavallo del bianco · a2 pedone del bianco · b2 pedone del bianco · d2 pedone del bianco · f2 pedone del bianco · g2 pedone del bianco · h2 pedone del bianco · a1 torre del bianco · c1 alfiere del bianco · d1 donna del bianco · e1 re del bianco · f1 alfiere del bianco · g1 cavallo del bianco · h1 torre del bianco | a8 torre del nero · b8 cavallo del nero · c8 alfiere del nero · d8 donna del nero · e8 re del nero · f8 alfiere del nero · h8 torre del nero · a7 pedone del nero · b7 pedone del nero · c7 pedone del nero · f7 pedone del nero · g7 pedone del nero · h7 pedone del nero · e6 pedone del nero · f6 cavallo del nero · d5 pedone del nero · e5 pedone del bianco · c4 pedone del bianco · c3 cavallo del bianco · a2 pedone del bianco · b2 pedone del bianco · d2 pedone del bianco · f2 pedone del bianco · g2 pedone del bianco · h2 pedone del bianco · a1 torre del bianco · c1 alfiere del bianco · d1 donna del bianco · e1 re del bianco · f1 alfiere del bianco · g1 cavallo del bianco · h1 torre del bianco | a8 torre del nero · b8 cavallo del nero · c8 alfiere del nero · d8 donna del nero · e8 re del nero · f8 alfiere del nero · h8 torre del nero · a7 pedone del nero · b7 pedone del nero · c7 pedone del nero · f7 pedone del nero · g7 pedone del nero · h7 pedone del nero · e6 pedone del nero · f6 cavallo del nero · d5 pedone del nero · e5 pedone del bianco · c4 pedone del bianco · c3 cavallo del bianco · a2 pedone del bianco · b2 pedone del bianco · d2 pedone del bianco · f2 pedone del bianco · g2 pedone del bianco · h2 pedone del bianco · a1 torre del bianco · c1 alfiere del bianco · d1 donna del bianco · e1 re del bianco · f1 alfiere del bianco · g1 cavallo del bianco · h1 torre del bianco | a8 torre del nero · b8 cavallo del nero · c8 alfiere del nero · d8 donna del nero · e8 re del nero · f8 alfiere del nero · h8 torre del nero · a7 pedone del nero · b7 pedone del nero · c7 pedone del nero · f7 pedone del nero · g7 pedone del nero · h7 pedone del nero · e6 pedone del nero · f6 cavallo del nero · d5 pedone del nero · e5 pedone del bianco · c4 pedone del bianco · c3 cavallo del bianco · a2 pedone del bianco · b2 pedone del bianco · d2 pedone del bianco · f2 pedone del bianco · g2 pedone del bianco · h2 pedone del bianco · a1 torre del bianco · c1 alfiere del bianco · d1 donna del bianco · e1 re del bianco · f1 alfiere del bianco · g1 cavallo del bianco · h1 torre del bianco | a8 torre del nero · b8 cavallo del nero · c8 alfiere del nero · d8 donna del nero · e8 re del nero · f8 alfiere del nero · h8 torre del nero · a7 pedone del nero · b7 pedone del nero · c7 pedone del nero · f7 pedone del nero · g7 pedone del nero · h7 pedone del nero · e6 pedone del nero · f6 cavallo del nero · d5 pedone del nero · e5 pedone del bianco · c4 pedone del bianco · c3 cavallo del bianco · a2 pedone del bianco · b2 pedone del bianco · d2 pedone del bianco · f2 pedone del bianco · g2 pedone del bianco · h2 pedone del bianco · a1 torre del bianco · c1 alfiere del bianco · d1 donna del bianco · e1 re del bianco · f1 alfiere del bianco · g1 cavallo del bianco · h1 torre del bianco | a8 torre del nero · b8 cavallo del nero · c8 alfiere del nero · d8 donna del nero · e8 re del nero · f8 alfiere del nero · h8 torre del nero · a7 pedone del nero · b7 pedone del nero · c7 pedone del nero · f7 pedone del nero · g7 pedone del nero · h7 pedone del nero · e6 pedone del nero · f6 cavallo del nero · d5 pedone del nero · e5 pedone del bianco · c4 pedone del bianco · c3 cavallo del bianco · a2 pedone del bianco · b2 pedone del bianco · d2 pedone del bianco · f2 pedone del bianco · g2 pedone del bianco · h2 pedone del bianco · a1 torre del bianco · c1 alfiere del bianco · d1 donna del bianco · e1 re del bianco · f1 alfiere del bianco · g1 cavallo del bianco · h1 torre del bianco | 3 |
| 2 | a8 torre del nero · b8 cavallo del nero · c8 alfiere del nero · d8 donna del nero · e8 re del nero · f8 alfiere del nero · h8 torre del nero · a7 pedone del nero · b7 pedone del nero · c7 pedone del nero · f7 pedone del nero · g7 pedone del nero · h7 pedone del nero · e6 pedone del nero · f6 cavallo del nero · d5 pedone del nero · e5 pedone del bianco · c4 pedone del bianco · c3 cavallo del bianco · a2 pedone del bianco · b2 pedone del bianco · d2 pedone del bianco · f2 pedone del bianco · g2 pedone del bianco · h2 pedone del bianco · a1 torre del bianco · c1 alfiere del bianco · d1 donna del bianco · e1 re del bianco · f1 alfiere del bianco · g1 cavallo del bianco · h1 torre del bianco | a8 torre del nero · b8 cavallo del nero · c8 alfiere del nero · d8 donna del nero · e8 re del nero · f8 alfiere del nero · h8 torre del nero · a7 pedone del nero · b7 pedone del nero · c7 pedone del nero · f7 pedone del nero · g7 pedone del nero · h7 pedone del nero · e6 pedone del nero · f6 cavallo del nero · d5 pedone del nero · e5 pedone del bianco · c4 pedone del bianco · c3 cavallo del bianco · a2 pedone del bianco · b2 pedone del bianco · d2 pedone del bianco · f2 pedone del bianco · g2 pedone del bianco · h2 pedone del bianco · a1 torre del bianco · c1 alfiere del bianco · d1 donna del bianco · e1 re del bianco · f1 alfiere del bianco · g1 cavallo del bianco · h1 torre del bianco | a8 torre del nero · b8 cavallo del nero · c8 alfiere del nero · d8 donna del nero · e8 re del nero · f8 alfiere del nero · h8 torre del nero · a7 pedone del nero · b7 pedone del nero · c7 pedone del nero · f7 pedone del nero · g7 pedone del nero · h7 pedone del nero · e6 pedone del nero · f6 cavallo del nero · d5 pedone del nero · e5 pedone del bianco · c4 pedone del bianco · c3 cavallo del bianco · a2 pedone del bianco · b2 pedone del bianco · d2 pedone del bianco · f2 pedone del bianco · g2 pedone del bianco · h2 pedone del bianco · a1 torre del bianco · c1 alfiere del bianco · d1 donna del bianco · e1 re del bianco · f1 alfiere del bianco · g1 cavallo del bianco · h1 torre del bianco | a8 torre del nero · b8 cavallo del nero · c8 alfiere del nero · d8 donna del nero · e8 re del nero · f8 alfiere del nero · h8 torre del nero · a7 pedone del nero · b7 pedone del nero · c7 pedone del nero · f7 pedone del nero · g7 pedone del nero · h7 pedone del nero · e6 pedone del nero · f6 cavallo del nero · d5 pedone del nero · e5 pedone del bianco · c4 pedone del bianco · c3 cavallo del bianco · a2 pedone del bianco · b2 pedone del bianco · d2 pedone del bianco · f2 pedone del bianco · g2 pedone del bianco · h2 pedone del bianco · a1 torre del bianco · c1 alfiere del bianco · d1 donna del bianco · e1 re del bianco · f1 alfiere del bianco · g1 cavallo del bianco · h1 torre del bianco | a8 torre del nero · b8 cavallo del nero · c8 alfiere del nero · d8 donna del nero · e8 re del nero · f8 alfiere del nero · h8 torre del nero · a7 pedone del nero · b7 pedone del nero · c7 pedone del nero · f7 pedone del nero · g7 pedone del nero · h7 pedone del nero · e6 pedone del nero · f6 cavallo del nero · d5 pedone del nero · e5 pedone del bianco · c4 pedone del bianco · c3 cavallo del bianco · a2 pedone del bianco · b2 pedone del bianco · d2 pedone del bianco · f2 pedone del bianco · g2 pedone del bianco · h2 pedone del bianco · a1 torre del bianco · c1 alfiere del bianco · d1 donna del bianco · e1 re del bianco · f1 alfiere del bianco · g1 cavallo del bianco · h1 torre del bianco | a8 torre del nero · b8 cavallo del nero · c8 alfiere del nero · d8 donna del nero · e8 re del nero · f8 alfiere del nero · h8 torre del nero · a7 pedone del nero · b7 pedone del nero · c7 pedone del nero · f7 pedone del nero · g7 pedone del nero · h7 pedone del nero · e6 pedone del nero · f6 cavallo del nero · d5 pedone del nero · e5 pedone del bianco · c4 pedone del bianco · c3 cavallo del bianco · a2 pedone del bianco · b2 pedone del bianco · d2 pedone del bianco · f2 pedone del bianco · g2 pedone del bianco · h2 pedone del bianco · a1 torre del bianco · c1 alfiere del bianco · d1 donna del bianco · e1 re del bianco · f1 alfiere del bianco · g1 cavallo del bianco · h1 torre del bianco | a8 torre del nero · b8 cavallo del nero · c8 alfiere del nero · d8 donna del nero · e8 re del nero · f8 alfiere del nero · h8 torre del nero · a7 pedone del nero · b7 pedone del nero · c7 pedone del nero · f7 pedone del nero · g7 pedone del nero · h7 pedone del nero · e6 pedone del nero · f6 cavallo del nero · d5 pedone del nero · e5 pedone del bianco · c4 pedone del bianco · c3 cavallo del bianco · a2 pedone del bianco · b2 pedone del bianco · d2 pedone del bianco · f2 pedone del bianco · g2 pedone del bianco · h2 pedone del bianco · a1 torre del bianco · c1 alfiere del bianco · d1 donna del bianco · e1 re del bianco · f1 alfiere del bianco · g1 cavallo del bianco · h1 torre del bianco | a8 torre del nero · b8 cavallo del nero · c8 alfiere del nero · d8 donna del nero · e8 re del nero · f8 alfiere del nero · h8 torre del nero · a7 pedone del nero · b7 pedone del nero · c7 pedone del nero · f7 pedone del nero · g7 pedone del nero · h7 pedone del nero · e6 pedone del nero · f6 cavallo del nero · d5 pedone del nero · e5 pedone del bianco · c4 pedone del bianco · c3 cavallo del bianco · a2 pedone del bianco · b2 pedone del bianco · d2 pedone del bianco · f2 pedone del bianco · g2 pedone del bianco · h2 pedone del bianco · a1 torre del bianco · c1 alfiere del bianco · d1 donna del bianco · e1 re del bianco · f1 alfiere del bianco · g1 cavallo del bianco · h1 torre del bianco | 2 |
| 1 | a8 torre del nero · b8 cavallo del nero · c8 alfiere del nero · d8 donna del nero · e8 re del nero · f8 alfiere del nero · h8 torre del nero · a7 pedone del nero · b7 pedone del nero · c7 pedone del nero · f7 pedone del nero · g7 pedone del nero · h7 pedone del nero · e6 pedone del nero · f6 cavallo del nero · d5 pedone del nero · e5 pedone del bianco · c4 pedone del bianco · c3 cavallo del bianco · a2 pedone del bianco · b2 pedone del bianco · d2 pedone del bianco · f2 pedone del bianco · g2 pedone del bianco · h2 pedone del bianco · a1 torre del bianco · c1 alfiere del bianco · d1 donna del bianco · e1 re del bianco · f1 alfiere del bianco · g1 cavallo del bianco · h1 torre del bianco | a8 torre del nero · b8 cavallo del nero · c8 alfiere del nero · d8 donna del nero · e8 re del nero · f8 alfiere del nero · h8 torre del nero · a7 pedone del nero · b7 pedone del nero · c7 pedone del nero · f7 pedone del nero · g7 pedone del nero · h7 pedone del nero · e6 pedone del nero · f6 cavallo del nero · d5 pedone del nero · e5 pedone del bianco · c4 pedone del bianco · c3 cavallo del bianco · a2 pedone del bianco · b2 pedone del bianco · d2 pedone del bianco · f2 pedone del bianco · g2 pedone del bianco · h2 pedone del bianco · a1 torre del bianco · c1 alfiere del bianco · d1 donna del bianco · e1 re del bianco · f1 alfiere del bianco · g1 cavallo del bianco · h1 torre del bianco | a8 torre del nero · b8 cavallo del nero · c8 alfiere del nero · d8 donna del nero · e8 re del nero · f8 alfiere del nero · h8 torre del nero · a7 pedone del nero · b7 pedone del nero · c7 pedone del nero · f7 pedone del nero · g7 pedone del nero · h7 pedone del nero · e6 pedone del nero · f6 cavallo del nero · d5 pedone del nero · e5 pedone del bianco · c4 pedone del bianco · c3 cavallo del bianco · a2 pedone del bianco · b2 pedone del bianco · d2 pedone del bianco · f2 pedone del bianco · g2 pedone del bianco · h2 pedone del bianco · a1 torre del bianco · c1 alfiere del bianco · d1 donna del bianco · e1 re del bianco · f1 alfiere del bianco · g1 cavallo del bianco · h1 torre del bianco | a8 torre del nero · b8 cavallo del nero · c8 alfiere del nero · d8 donna del nero · e8 re del nero · f8 alfiere del nero · h8 torre del nero · a7 pedone del nero · b7 pedone del nero · c7 pedone del nero · f7 pedone del nero · g7 pedone del nero · h7 pedone del nero · e6 pedone del nero · f6 cavallo del nero · d5 pedone del nero · e5 pedone del bianco · c4 pedone del bianco · c3 cavallo del bianco · a2 pedone del bianco · b2 pedone del bianco · d2 pedone del bianco · f2 pedone del bianco · g2 pedone del bianco · h2 pedone del bianco · a1 torre del bianco · c1 alfiere del bianco · d1 donna del bianco · e1 re del bianco · f1 alfiere del bianco · g1 cavallo del bianco · h1 torre del bianco | a8 torre del nero · b8 cavallo del nero · c8 alfiere del nero · d8 donna del nero · e8 re del nero · f8 alfiere del nero · h8 torre del nero · a7 pedone del nero · b7 pedone del nero · c7 pedone del nero · f7 pedone del nero · g7 pedone del nero · h7 pedone del nero · e6 pedone del nero · f6 cavallo del nero · d5 pedone del nero · e5 pedone del bianco · c4 pedone del bianco · c3 cavallo del bianco · a2 pedone del bianco · b2 pedone del bianco · d2 pedone del bianco · f2 pedone del bianco · g2 pedone del bianco · h2 pedone del bianco · a1 torre del bianco · c1 alfiere del bianco · d1 donna del bianco · e1 re del bianco · f1 alfiere del bianco · g1 cavallo del bianco · h1 torre del bianco | a8 torre del nero · b8 cavallo del nero · c8 alfiere del nero · d8 donna del nero · e8 re del nero · f8 alfiere del nero · h8 torre del nero · a7 pedone del nero · b7 pedone del nero · c7 pedone del nero · f7 pedone del nero · g7 pedone del nero · h7 pedone del nero · e6 pedone del nero · f6 cavallo del nero · d5 pedone del nero · e5 pedone del bianco · c4 pedone del bianco · c3 cavallo del bianco · a2 pedone del bianco · b2 pedone del bianco · d2 pedone del bianco · f2 pedone del bianco · g2 pedone del bianco · h2 pedone del bianco · a1 torre del bianco · c1 alfiere del bianco · d1 donna del bianco · e1 re del bianco · f1 alfiere del bianco · g1 cavallo del bianco · h1 torre del bianco | a8 torre del nero · b8 cavallo del nero · c8 alfiere del nero · d8 donna del nero · e8 re del nero · f8 alfiere del nero · h8 torre del nero · a7 pedone del nero · b7 pedone del nero · c7 pedone del nero · f7 pedone del nero · g7 pedone del nero · h7 pedone del nero · e6 pedone del nero · f6 cavallo del nero · d5 pedone del nero · e5 pedone del bianco · c4 pedone del bianco · c3 cavallo del bianco · a2 pedone del bianco · b2 pedone del bianco · d2 pedone del bianco · f2 pedone del bianco · g2 pedone del bianco · h2 pedone del bianco · a1 torre del bianco · c1 alfiere del bianco · d1 donna del bianco · e1 re del bianco · f1 alfiere del bianco · g1 cavallo del bianco · h1 torre del bianco | a8 torre del nero · b8 cavallo del nero · c8 alfiere del nero · d8 donna del nero · e8 re del nero · f8 alfiere del nero · h8 torre del nero · a7 pedone del nero · b7 pedone del nero · c7 pedone del nero · f7 pedone del nero · g7 pedone del nero · h7 pedone del nero · e6 pedone del nero · f6 cavallo del nero · d5 pedone del nero · e5 pedone del bianco · c4 pedone del bianco · c3 cavallo del bianco · a2 pedone del bianco · b2 pedone del bianco · d2 pedone del bianco · f2 pedone del bianco · g2 pedone del bianco · h2 pedone del bianco · a1 torre del bianco · c1 alfiere del bianco · d1 donna del bianco · e1 re del bianco · f1 alfiere del bianco · g1 cavallo del bianco · h1 torre del bianco | 1 |
|   | a | b | c | d | e | f | g | h |   |

Dopo le mosse:
1.c4 Cf6
2.Cc3 e6
il nero minaccia di rientrare nel gambetto di donna o nella difesa nimzo-indiana. Il bianco però può evitare tali sistemi con la seguente serie di mosse:
3.e4!? (detto attacco Mikėnas) d5
4.e5
Le risposte più usuali del nero sono 4…d4 e 4…Ce4. In entrambi i casi, dopo il termine della battaglia al centro, la situazione è all'incirca pari dove l'attività del bianco viene compensata dalla sua debole struttura pedonale sul lato di donna

### Inglese tipica
|   | a | b | c | d | e | f | g | h |   |
| 8 | a8 torre del nero · b8 cavallo del nero · c8 alfiere del nero · d8 donna del nero · e8 re del nero · f8 alfiere del nero · g8 cavallo del nero · h8 torre del nero · a7 pedone del nero · b7 pedone del nero · d7 pedone del nero · e7 pedone del nero · f7 pedone del nero · g7 pedone del nero · h7 pedone del nero · c5 pedone del nero · c4 pedone del bianco · a2 pedone del bianco · b2 pedone del bianco · d2 pedone del bianco · e2 pedone del bianco · f2 pedone del bianco · g2 pedone del bianco · h2 pedone del bianco · a1 torre del bianco · b1 cavallo del bianco · c1 alfiere del bianco · d1 donna del bianco · e1 re del bianco · f1 alfiere del bianco · g1 cavallo del bianco · h1 torre del bianco | a8 torre del nero · b8 cavallo del nero · c8 alfiere del nero · d8 donna del nero · e8 re del nero · f8 alfiere del nero · g8 cavallo del nero · h8 torre del nero · a7 pedone del nero · b7 pedone del nero · d7 pedone del nero · e7 pedone del nero · f7 pedone del nero · g7 pedone del nero · h7 pedone del nero · c5 pedone del nero · c4 pedone del bianco · a2 pedone del bianco · b2 pedone del bianco · d2 pedone del bianco · e2 pedone del bianco · f2 pedone del bianco · g2 pedone del bianco · h2 pedone del bianco · a1 torre del bianco · b1 cavallo del bianco · c1 alfiere del bianco · d1 donna del bianco · e1 re del bianco · f1 alfiere del bianco · g1 cavallo del bianco · h1 torre del bianco | a8 torre del nero · b8 cavallo del nero · c8 alfiere del nero · d8 donna del nero · e8 re del nero · f8 alfiere del nero · g8 cavallo del nero · h8 torre del nero · a7 pedone del nero · b7 pedone del nero · d7 pedone del nero · e7 pedone del nero · f7 pedone del nero · g7 pedone del nero · h7 pedone del nero · c5 pedone del nero · c4 pedone del bianco · a2 pedone del bianco · b2 pedone del bianco · d2 pedone del bianco · e2 pedone del bianco · f2 pedone del bianco · g2 pedone del bianco · h2 pedone del bianco · a1 torre del bianco · b1 cavallo del bianco · c1 alfiere del bianco · d1 donna del bianco · e1 re del bianco · f1 alfiere del bianco · g1 cavallo del bianco · h1 torre del bianco | a8 torre del nero · b8 cavallo del nero · c8 alfiere del nero · d8 donna del nero · e8 re del nero · f8 alfiere del nero · g8 cavallo del nero · h8 torre del nero · a7 pedone del nero · b7 pedone del nero · d7 pedone del nero · e7 pedone del nero · f7 pedone del nero · g7 pedone del nero · h7 pedone del nero · c5 pedone del nero · c4 pedone del bianco · a2 pedone del bianco · b2 pedone del bianco · d2 pedone del bianco · e2 pedone del bianco · f2 pedone del bianco · g2 pedone del bianco · h2 pedone del bianco · a1 torre del bianco · b1 cavallo del bianco · c1 alfiere del bianco · d1 donna del bianco · e1 re del bianco · f1 alfiere del bianco · g1 cavallo del bianco · h1 torre del bianco | a8 torre del nero · b8 cavallo del nero · c8 alfiere del nero · d8 donna del nero · e8 re del nero · f8 alfiere del nero · g8 cavallo del nero · h8 torre del nero · a7 pedone del nero · b7 pedone del nero · d7 pedone del nero · e7 pedone del nero · f7 pedone del nero · g7 pedone del nero · h7 pedone del nero · c5 pedone del nero · c4 pedone del bianco · a2 pedone del bianco · b2 pedone del bianco · d2 pedone del bianco · e2 pedone del bianco · f2 pedone del bianco · g2 pedone del bianco · h2 pedone del bianco · a1 torre del bianco · b1 cavallo del bianco · c1 alfiere del bianco · d1 donna del bianco · e1 re del bianco · f1 alfiere del bianco · g1 cavallo del bianco · h1 torre del bianco | a8 torre del nero · b8 cavallo del nero · c8 alfiere del nero · d8 donna del nero · e8 re del nero · f8 alfiere del nero · g8 cavallo del nero · h8 torre del nero · a7 pedone del nero · b7 pedone del nero · d7 pedone del nero · e7 pedone del nero · f7 pedone del nero · g7 pedone del nero · h7 pedone del nero · c5 pedone del nero · c4 pedone del bianco · a2 pedone del bianco · b2 pedone del bianco · d2 pedone del bianco · e2 pedone del bianco · f2 pedone del bianco · g2 pedone del bianco · h2 pedone del bianco · a1 torre del bianco · b1 cavallo del bianco · c1 alfiere del bianco · d1 donna del bianco · e1 re del bianco · f1 alfiere del bianco · g1 cavallo del bianco · h1 torre del bianco | a8 torre del nero · b8 cavallo del nero · c8 alfiere del nero · d8 donna del nero · e8 re del nero · f8 alfiere del nero · g8 cavallo del nero · h8 torre del nero · a7 pedone del nero · b7 pedone del nero · d7 pedone del nero · e7 pedone del nero · f7 pedone del nero · g7 pedone del nero · h7 pedone del nero · c5 pedone del nero · c4 pedone del bianco · a2 pedone del bianco · b2 pedone del bianco · d2 pedone del bianco · e2 pedone del bianco · f2 pedone del bianco · g2 pedone del bianco · h2 pedone del bianco · a1 torre del bianco · b1 cavallo del bianco · c1 alfiere del bianco · d1 donna del bianco · e1 re del bianco · f1 alfiere del bianco · g1 cavallo del bianco · h1 torre del bianco | a8 torre del nero · b8 cavallo del nero · c8 alfiere del nero · d8 donna del nero · e8 re del nero · f8 alfiere del nero · g8 cavallo del nero · h8 torre del nero · a7 pedone del nero · b7 pedone del nero · d7 pedone del nero · e7 pedone del nero · f7 pedone del nero · g7 pedone del nero · h7 pedone del nero · c5 pedone del nero · c4 pedone del bianco · a2 pedone del bianco · b2 pedone del bianco · d2 pedone del bianco · e2 pedone del bianco · f2 pedone del bianco · g2 pedone del bianco · h2 pedone del bianco · a1 torre del bianco · b1 cavallo del bianco · c1 alfiere del bianco · d1 donna del bianco · e1 re del bianco · f1 alfiere del bianco · g1 cavallo del bianco · h1 torre del bianco | 8 |
| 7 | a8 torre del nero · b8 cavallo del nero · c8 alfiere del nero · d8 donna del nero · e8 re del nero · f8 alfiere del nero · g8 cavallo del nero · h8 torre del nero · a7 pedone del nero · b7 pedone del nero · d7 pedone del nero · e7 pedone del nero · f7 pedone del nero · g7 pedone del nero · h7 pedone del nero · c5 pedone del nero · c4 pedone del bianco · a2 pedone del bianco · b2 pedone del bianco · d2 pedone del bianco · e2 pedone del bianco · f2 pedone del bianco · g2 pedone del bianco · h2 pedone del bianco · a1 torre del bianco · b1 cavallo del bianco · c1 alfiere del bianco · d1 donna del bianco · e1 re del bianco · f1 alfiere del bianco · g1 cavallo del bianco · h1 torre del bianco | a8 torre del nero · b8 cavallo del nero · c8 alfiere del nero · d8 donna del nero · e8 re del nero · f8 alfiere del nero · g8 cavallo del nero · h8 torre del nero · a7 pedone del nero · b7 pedone del nero · d7 pedone del nero · e7 pedone del nero · f7 pedone del nero · g7 pedone del nero · h7 pedone del nero · c5 pedone del nero · c4 pedone del bianco · a2 pedone del bianco · b2 pedone del bianco · d2 pedone del bianco · e2 pedone del bianco · f2 pedone del bianco · g2 pedone del bianco · h2 pedone del bianco · a1 torre del bianco · b1 cavallo del bianco · c1 alfiere del bianco · d1 donna del bianco · e1 re del bianco · f1 alfiere del bianco · g1 cavallo del bianco · h1 torre del bianco | a8 torre del nero · b8 cavallo del nero · c8 alfiere del nero · d8 donna del nero · e8 re del nero · f8 alfiere del nero · g8 cavallo del nero · h8 torre del nero · a7 pedone del nero · b7 pedone del nero · d7 pedone del nero · e7 pedone del nero · f7 pedone del nero · g7 pedone del nero · h7 pedone del nero · c5 pedone del nero · c4 pedone del bianco · a2 pedone del bianco · b2 pedone del bianco · d2 pedone del bianco · e2 pedone del bianco · f2 pedone del bianco · g2 pedone del bianco · h2 pedone del bianco · a1 torre del bianco · b1 cavallo del bianco · c1 alfiere del bianco · d1 donna del bianco · e1 re del bianco · f1 alfiere del bianco · g1 cavallo del bianco · h1 torre del bianco | a8 torre del nero · b8 cavallo del nero · c8 alfiere del nero · d8 donna del nero · e8 re del nero · f8 alfiere del nero · g8 cavallo del nero · h8 torre del nero · a7 pedone del nero · b7 pedone del nero · d7 pedone del nero · e7 pedone del nero · f7 pedone del nero · g7 pedone del nero · h7 pedone del nero · c5 pedone del nero · c4 pedone del bianco · a2 pedone del bianco · b2 pedone del bianco · d2 pedone del bianco · e2 pedone del bianco · f2 pedone del bianco · g2 pedone del bianco · h2 pedone del bianco · a1 torre del bianco · b1 cavallo del bianco · c1 alfiere del bianco · d1 donna del bianco · e1 re del bianco · f1 alfiere del bianco · g1 cavallo del bianco · h1 torre del bianco | a8 torre del nero · b8 cavallo del nero · c8 alfiere del nero · d8 donna del nero · e8 re del nero · f8 alfiere del nero · g8 cavallo del nero · h8 torre del nero · a7 pedone del nero · b7 pedone del nero · d7 pedone del nero · e7 pedone del nero · f7 pedone del nero · g7 pedone del nero · h7 pedone del nero · c5 pedone del nero · c4 pedone del bianco · a2 pedone del bianco · b2 pedone del bianco · d2 pedone del bianco · e2 pedone del bianco · f2 pedone del bianco · g2 pedone del bianco · h2 pedone del bianco · a1 torre del bianco · b1 cavallo del bianco · c1 alfiere del bianco · d1 donna del bianco · e1 re del bianco · f1 alfiere del bianco · g1 cavallo del bianco · h1 torre del bianco | a8 torre del nero · b8 cavallo del nero · c8 alfiere del nero · d8 donna del nero · e8 re del nero · f8 alfiere del nero · g8 cavallo del nero · h8 torre del nero · a7 pedone del nero · b7 pedone del nero · d7 pedone del nero · e7 pedone del nero · f7 pedone del nero · g7 pedone del nero · h7 pedone del nero · c5 pedone del nero · c4 pedone del bianco · a2 pedone del bianco · b2 pedone del bianco · d2 pedone del bianco · e2 pedone del bianco · f2 pedone del bianco · g2 pedone del bianco · h2 pedone del bianco · a1 torre del bianco · b1 cavallo del bianco · c1 alfiere del bianco · d1 donna del bianco · e1 re del bianco · f1 alfiere del bianco · g1 cavallo del bianco · h1 torre del bianco | a8 torre del nero · b8 cavallo del nero · c8 alfiere del nero · d8 donna del nero · e8 re del nero · f8 alfiere del nero · g8 cavallo del nero · h8 torre del nero · a7 pedone del nero · b7 pedone del nero · d7 pedone del nero · e7 pedone del nero · f7 pedone del nero · g7 pedone del nero · h7 pedone del nero · c5 pedone del nero · c4 pedone del bianco · a2 pedone del bianco · b2 pedone del bianco · d2 pedone del bianco · e2 pedone del bianco · f2 pedone del bianco · g2 pedone del bianco · h2 pedone del bianco · a1 torre del bianco · b1 cavallo del bianco · c1 alfiere del bianco · d1 donna del bianco · e1 re del bianco · f1 alfiere del bianco · g1 cavallo del bianco · h1 torre del bianco | a8 torre del nero · b8 cavallo del nero · c8 alfiere del nero · d8 donna del nero · e8 re del nero · f8 alfiere del nero · g8 cavallo del nero · h8 torre del nero · a7 pedone del nero · b7 pedone del nero · d7 pedone del nero · e7 pedone del nero · f7 pedone del nero · g7 pedone del nero · h7 pedone del nero · c5 pedone del nero · c4 pedone del bianco · a2 pedone del bianco · b2 pedone del bianco · d2 pedone del bianco · e2 pedone del bianco · f2 pedone del bianco · g2 pedone del bianco · h2 pedone del bianco · a1 torre del bianco · b1 cavallo del bianco · c1 alfiere del bianco · d1 donna del bianco · e1 re del bianco · f1 alfiere del bianco · g1 cavallo del bianco · h1 torre del bianco | 7 |
| 6 | a8 torre del nero · b8 cavallo del nero · c8 alfiere del nero · d8 donna del nero · e8 re del nero · f8 alfiere del nero · g8 cavallo del nero · h8 torre del nero · a7 pedone del nero · b7 pedone del nero · d7 pedone del nero · e7 pedone del nero · f7 pedone del nero · g7 pedone del nero · h7 pedone del nero · c5 pedone del nero · c4 pedone del bianco · a2 pedone del bianco · b2 pedone del bianco · d2 pedone del bianco · e2 pedone del bianco · f2 pedone del bianco · g2 pedone del bianco · h2 pedone del bianco · a1 torre del bianco · b1 cavallo del bianco · c1 alfiere del bianco · d1 donna del bianco · e1 re del bianco · f1 alfiere del bianco · g1 cavallo del bianco · h1 torre del bianco | a8 torre del nero · b8 cavallo del nero · c8 alfiere del nero · d8 donna del nero · e8 re del nero · f8 alfiere del nero · g8 cavallo del nero · h8 torre del nero · a7 pedone del nero · b7 pedone del nero · d7 pedone del nero · e7 pedone del nero · f7 pedone del nero · g7 pedone del nero · h7 pedone del nero · c5 pedone del nero · c4 pedone del bianco · a2 pedone del bianco · b2 pedone del bianco · d2 pedone del bianco · e2 pedone del bianco · f2 pedone del bianco · g2 pedone del bianco · h2 pedone del bianco · a1 torre del bianco · b1 cavallo del bianco · c1 alfiere del bianco · d1 donna del bianco · e1 re del bianco · f1 alfiere del bianco · g1 cavallo del bianco · h1 torre del bianco | a8 torre del nero · b8 cavallo del nero · c8 alfiere del nero · d8 donna del nero · e8 re del nero · f8 alfiere del nero · g8 cavallo del nero · h8 torre del nero · a7 pedone del nero · b7 pedone del nero · d7 pedone del nero · e7 pedone del nero · f7 pedone del nero · g7 pedone del nero · h7 pedone del nero · c5 pedone del nero · c4 pedone del bianco · a2 pedone del bianco · b2 pedone del bianco · d2 pedone del bianco · e2 pedone del bianco · f2 pedone del bianco · g2 pedone del bianco · h2 pedone del bianco · a1 torre del bianco · b1 cavallo del bianco · c1 alfiere del bianco · d1 donna del bianco · e1 re del bianco · f1 alfiere del bianco · g1 cavallo del bianco · h1 torre del bianco | a8 torre del nero · b8 cavallo del nero · c8 alfiere del nero · d8 donna del nero · e8 re del nero · f8 alfiere del nero · g8 cavallo del nero · h8 torre del nero · a7 pedone del nero · b7 pedone del nero · d7 pedone del nero · e7 pedone del nero · f7 pedone del nero · g7 pedone del nero · h7 pedone del nero · c5 pedone del nero · c4 pedone del bianco · a2 pedone del bianco · b2 pedone del bianco · d2 pedone del bianco · e2 pedone del bianco · f2 pedone del bianco · g2 pedone del bianco · h2 pedone del bianco · a1 torre del bianco · b1 cavallo del bianco · c1 alfiere del bianco · d1 donna del bianco · e1 re del bianco · f1 alfiere del bianco · g1 cavallo del bianco · h1 torre del bianco | a8 torre del nero · b8 cavallo del nero · c8 alfiere del nero · d8 donna del nero · e8 re del nero · f8 alfiere del nero · g8 cavallo del nero · h8 torre del nero · a7 pedone del nero · b7 pedone del nero · d7 pedone del nero · e7 pedone del nero · f7 pedone del nero · g7 pedone del nero · h7 pedone del nero · c5 pedone del nero · c4 pedone del bianco · a2 pedone del bianco · b2 pedone del bianco · d2 pedone del bianco · e2 pedone del bianco · f2 pedone del bianco · g2 pedone del bianco · h2 pedone del bianco · a1 torre del bianco · b1 cavallo del bianco · c1 alfiere del bianco · d1 donna del bianco · e1 re del bianco · f1 alfiere del bianco · g1 cavallo del bianco · h1 torre del bianco | a8 torre del nero · b8 cavallo del nero · c8 alfiere del nero · d8 donna del nero · e8 re del nero · f8 alfiere del nero · g8 cavallo del nero · h8 torre del nero · a7 pedone del nero · b7 pedone del nero · d7 pedone del nero · e7 pedone del nero · f7 pedone del nero · g7 pedone del nero · h7 pedone del nero · c5 pedone del nero · c4 pedone del bianco · a2 pedone del bianco · b2 pedone del bianco · d2 pedone del bianco · e2 pedone del bianco · f2 pedone del bianco · g2 pedone del bianco · h2 pedone del bianco · a1 torre del bianco · b1 cavallo del bianco · c1 alfiere del bianco · d1 donna del bianco · e1 re del bianco · f1 alfiere del bianco · g1 cavallo del bianco · h1 torre del bianco | a8 torre del nero · b8 cavallo del nero · c8 alfiere del nero · d8 donna del nero · e8 re del nero · f8 alfiere del nero · g8 cavallo del nero · h8 torre del nero · a7 pedone del nero · b7 pedone del nero · d7 pedone del nero · e7 pedone del nero · f7 pedone del nero · g7 pedone del nero · h7 pedone del nero · c5 pedone del nero · c4 pedone del bianco · a2 pedone del bianco · b2 pedone del bianco · d2 pedone del bianco · e2 pedone del bianco · f2 pedone del bianco · g2 pedone del bianco · h2 pedone del bianco · a1 torre del bianco · b1 cavallo del bianco · c1 alfiere del bianco · d1 donna del bianco · e1 re del bianco · f1 alfiere del bianco · g1 cavallo del bianco · h1 torre del bianco | a8 torre del nero · b8 cavallo del nero · c8 alfiere del nero · d8 donna del nero · e8 re del nero · f8 alfiere del nero · g8 cavallo del nero · h8 torre del nero · a7 pedone del nero · b7 pedone del nero · d7 pedone del nero · e7 pedone del nero · f7 pedone del nero · g7 pedone del nero · h7 pedone del nero · c5 pedone del nero · c4 pedone del bianco · a2 pedone del bianco · b2 pedone del bianco · d2 pedone del bianco · e2 pedone del bianco · f2 pedone del bianco · g2 pedone del bianco · h2 pedone del bianco · a1 torre del bianco · b1 cavallo del bianco · c1 alfiere del bianco · d1 donna del bianco · e1 re del bianco · f1 alfiere del bianco · g1 cavallo del bianco · h1 torre del bianco | 6 |
| 5 | a8 torre del nero · b8 cavallo del nero · c8 alfiere del nero · d8 donna del nero · e8 re del nero · f8 alfiere del nero · g8 cavallo del nero · h8 torre del nero · a7 pedone del nero · b7 pedone del nero · d7 pedone del nero · e7 pedone del nero · f7 pedone del nero · g7 pedone del nero · h7 pedone del nero · c5 pedone del nero · c4 pedone del bianco · a2 pedone del bianco · b2 pedone del bianco · d2 pedone del bianco · e2 pedone del bianco · f2 pedone del bianco · g2 pedone del bianco · h2 pedone del bianco · a1 torre del bianco · b1 cavallo del bianco · c1 alfiere del bianco · d1 donna del bianco · e1 re del bianco · f1 alfiere del bianco · g1 cavallo del bianco · h1 torre del bianco | a8 torre del nero · b8 cavallo del nero · c8 alfiere del nero · d8 donna del nero · e8 re del nero · f8 alfiere del nero · g8 cavallo del nero · h8 torre del nero · a7 pedone del nero · b7 pedone del nero · d7 pedone del nero · e7 pedone del nero · f7 pedone del nero · g7 pedone del nero · h7 pedone del nero · c5 pedone del nero · c4 pedone del bianco · a2 pedone del bianco · b2 pedone del bianco · d2 pedone del bianco · e2 pedone del bianco · f2 pedone del bianco · g2 pedone del bianco · h2 pedone del bianco · a1 torre del bianco · b1 cavallo del bianco · c1 alfiere del bianco · d1 donna del bianco · e1 re del bianco · f1 alfiere del bianco · g1 cavallo del bianco · h1 torre del bianco | a8 torre del nero · b8 cavallo del nero · c8 alfiere del nero · d8 donna del nero · e8 re del nero · f8 alfiere del nero · g8 cavallo del nero · h8 torre del nero · a7 pedone del nero · b7 pedone del nero · d7 pedone del nero · e7 pedone del nero · f7 pedone del nero · g7 pedone del nero · h7 pedone del nero · c5 pedone del nero · c4 pedone del bianco · a2 pedone del bianco · b2 pedone del bianco · d2 pedone del bianco · e2 pedone del bianco · f2 pedone del bianco · g2 pedone del bianco · h2 pedone del bianco · a1 torre del bianco · b1 cavallo del bianco · c1 alfiere del bianco · d1 donna del bianco · e1 re del bianco · f1 alfiere del bianco · g1 cavallo del bianco · h1 torre del bianco | a8 torre del nero · b8 cavallo del nero · c8 alfiere del nero · d8 donna del nero · e8 re del nero · f8 alfiere del nero · g8 cavallo del nero · h8 torre del nero · a7 pedone del nero · b7 pedone del nero · d7 pedone del nero · e7 pedone del nero · f7 pedone del nero · g7 pedone del nero · h7 pedone del nero · c5 pedone del nero · c4 pedone del bianco · a2 pedone del bianco · b2 pedone del bianco · d2 pedone del bianco · e2 pedone del bianco · f2 pedone del bianco · g2 pedone del bianco · h2 pedone del bianco · a1 torre del bianco · b1 cavallo del bianco · c1 alfiere del bianco · d1 donna del bianco · e1 re del bianco · f1 alfiere del bianco · g1 cavallo del bianco · h1 torre del bianco | a8 torre del nero · b8 cavallo del nero · c8 alfiere del nero · d8 donna del nero · e8 re del nero · f8 alfiere del nero · g8 cavallo del nero · h8 torre del nero · a7 pedone del nero · b7 pedone del nero · d7 pedone del nero · e7 pedone del nero · f7 pedone del nero · g7 pedone del nero · h7 pedone del nero · c5 pedone del nero · c4 pedone del bianco · a2 pedone del bianco · b2 pedone del bianco · d2 pedone del bianco · e2 pedone del bianco · f2 pedone del bianco · g2 pedone del bianco · h2 pedone del bianco · a1 torre del bianco · b1 cavallo del bianco · c1 alfiere del bianco · d1 donna del bianco · e1 re del bianco · f1 alfiere del bianco · g1 cavallo del bianco · h1 torre del bianco | a8 torre del nero · b8 cavallo del nero · c8 alfiere del nero · d8 donna del nero · e8 re del nero · f8 alfiere del nero · g8 cavallo del nero · h8 torre del nero · a7 pedone del nero · b7 pedone del nero · d7 pedone del nero · e7 pedone del nero · f7 pedone del nero · g7 pedone del nero · h7 pedone del nero · c5 pedone del nero · c4 pedone del bianco · a2 pedone del bianco · b2 pedone del bianco · d2 pedone del bianco · e2 pedone del bianco · f2 pedone del bianco · g2 pedone del bianco · h2 pedone del bianco · a1 torre del bianco · b1 cavallo del bianco · c1 alfiere del bianco · d1 donna del bianco · e1 re del bianco · f1 alfiere del bianco · g1 cavallo del bianco · h1 torre del bianco | a8 torre del nero · b8 cavallo del nero · c8 alfiere del nero · d8 donna del nero · e8 re del nero · f8 alfiere del nero · g8 cavallo del nero · h8 torre del nero · a7 pedone del nero · b7 pedone del nero · d7 pedone del nero · e7 pedone del nero · f7 pedone del nero · g7 pedone del nero · h7 pedone del nero · c5 pedone del nero · c4 pedone del bianco · a2 pedone del bianco · b2 pedone del bianco · d2 pedone del bianco · e2 pedone del bianco · f2 pedone del bianco · g2 pedone del bianco · h2 pedone del bianco · a1 torre del bianco · b1 cavallo del bianco · c1 alfiere del bianco · d1 donna del bianco · e1 re del bianco · f1 alfiere del bianco · g1 cavallo del bianco · h1 torre del bianco | a8 torre del nero · b8 cavallo del nero · c8 alfiere del nero · d8 donna del nero · e8 re del nero · f8 alfiere del nero · g8 cavallo del nero · h8 torre del nero · a7 pedone del nero · b7 pedone del nero · d7 pedone del nero · e7 pedone del nero · f7 pedone del nero · g7 pedone del nero · h7 pedone del nero · c5 pedone del nero · c4 pedone del bianco · a2 pedone del bianco · b2 pedone del bianco · d2 pedone del bianco · e2 pedone del bianco · f2 pedone del bianco · g2 pedone del bianco · h2 pedone del bianco · a1 torre del bianco · b1 cavallo del bianco · c1 alfiere del bianco · d1 donna del bianco · e1 re del bianco · f1 alfiere del bianco · g1 cavallo del bianco · h1 torre del bianco | 5 |
| 4 | a8 torre del nero · b8 cavallo del nero · c8 alfiere del nero · d8 donna del nero · e8 re del nero · f8 alfiere del nero · g8 cavallo del nero · h8 torre del nero · a7 pedone del nero · b7 pedone del nero · d7 pedone del nero · e7 pedone del nero · f7 pedone del nero · g7 pedone del nero · h7 pedone del nero · c5 pedone del nero · c4 pedone del bianco · a2 pedone del bianco · b2 pedone del bianco · d2 pedone del bianco · e2 pedone del bianco · f2 pedone del bianco · g2 pedone del bianco · h2 pedone del bianco · a1 torre del bianco · b1 cavallo del bianco · c1 alfiere del bianco · d1 donna del bianco · e1 re del bianco · f1 alfiere del bianco · g1 cavallo del bianco · h1 torre del bianco | a8 torre del nero · b8 cavallo del nero · c8 alfiere del nero · d8 donna del nero · e8 re del nero · f8 alfiere del nero · g8 cavallo del nero · h8 torre del nero · a7 pedone del nero · b7 pedone del nero · d7 pedone del nero · e7 pedone del nero · f7 pedone del nero · g7 pedone del nero · h7 pedone del nero · c5 pedone del nero · c4 pedone del bianco · a2 pedone del bianco · b2 pedone del bianco · d2 pedone del bianco · e2 pedone del bianco · f2 pedone del bianco · g2 pedone del bianco · h2 pedone del bianco · a1 torre del bianco · b1 cavallo del bianco · c1 alfiere del bianco · d1 donna del bianco · e1 re del bianco · f1 alfiere del bianco · g1 cavallo del bianco · h1 torre del bianco | a8 torre del nero · b8 cavallo del nero · c8 alfiere del nero · d8 donna del nero · e8 re del nero · f8 alfiere del nero · g8 cavallo del nero · h8 torre del nero · a7 pedone del nero · b7 pedone del nero · d7 pedone del nero · e7 pedone del nero · f7 pedone del nero · g7 pedone del nero · h7 pedone del nero · c5 pedone del nero · c4 pedone del bianco · a2 pedone del bianco · b2 pedone del bianco · d2 pedone del bianco · e2 pedone del bianco · f2 pedone del bianco · g2 pedone del bianco · h2 pedone del bianco · a1 torre del bianco · b1 cavallo del bianco · c1 alfiere del bianco · d1 donna del bianco · e1 re del bianco · f1 alfiere del bianco · g1 cavallo del bianco · h1 torre del bianco | a8 torre del nero · b8 cavallo del nero · c8 alfiere del nero · d8 donna del nero · e8 re del nero · f8 alfiere del nero · g8 cavallo del nero · h8 torre del nero · a7 pedone del nero · b7 pedone del nero · d7 pedone del nero · e7 pedone del nero · f7 pedone del nero · g7 pedone del nero · h7 pedone del nero · c5 pedone del nero · c4 pedone del bianco · a2 pedone del bianco · b2 pedone del bianco · d2 pedone del bianco · e2 pedone del bianco · f2 pedone del bianco · g2 pedone del bianco · h2 pedone del bianco · a1 torre del bianco · b1 cavallo del bianco · c1 alfiere del bianco · d1 donna del bianco · e1 re del bianco · f1 alfiere del bianco · g1 cavallo del bianco · h1 torre del bianco | a8 torre del nero · b8 cavallo del nero · c8 alfiere del nero · d8 donna del nero · e8 re del nero · f8 alfiere del nero · g8 cavallo del nero · h8 torre del nero · a7 pedone del nero · b7 pedone del nero · d7 pedone del nero · e7 pedone del nero · f7 pedone del nero · g7 pedone del nero · h7 pedone del nero · c5 pedone del nero · c4 pedone del bianco · a2 pedone del bianco · b2 pedone del bianco · d2 pedone del bianco · e2 pedone del bianco · f2 pedone del bianco · g2 pedone del bianco · h2 pedone del bianco · a1 torre del bianco · b1 cavallo del bianco · c1 alfiere del bianco · d1 donna del bianco · e1 re del bianco · f1 alfiere del bianco · g1 cavallo del bianco · h1 torre del bianco | a8 torre del nero · b8 cavallo del nero · c8 alfiere del nero · d8 donna del nero · e8 re del nero · f8 alfiere del nero · g8 cavallo del nero · h8 torre del nero · a7 pedone del nero · b7 pedone del nero · d7 pedone del nero · e7 pedone del nero · f7 pedone del nero · g7 pedone del nero · h7 pedone del nero · c5 pedone del nero · c4 pedone del bianco · a2 pedone del bianco · b2 pedone del bianco · d2 pedone del bianco · e2 pedone del bianco · f2 pedone del bianco · g2 pedone del bianco · h2 pedone del bianco · a1 torre del bianco · b1 cavallo del bianco · c1 alfiere del bianco · d1 donna del bianco · e1 re del bianco · f1 alfiere del bianco · g1 cavallo del bianco · h1 torre del bianco | a8 torre del nero · b8 cavallo del nero · c8 alfiere del nero · d8 donna del nero · e8 re del nero · f8 alfiere del nero · g8 cavallo del nero · h8 torre del nero · a7 pedone del nero · b7 pedone del nero · d7 pedone del nero · e7 pedone del nero · f7 pedone del nero · g7 pedone del nero · h7 pedone del nero · c5 pedone del nero · c4 pedone del bianco · a2 pedone del bianco · b2 pedone del bianco · d2 pedone del bianco · e2 pedone del bianco · f2 pedone del bianco · g2 pedone del bianco · h2 pedone del bianco · a1 torre del bianco · b1 cavallo del bianco · c1 alfiere del bianco · d1 donna del bianco · e1 re del bianco · f1 alfiere del bianco · g1 cavallo del bianco · h1 torre del bianco | a8 torre del nero · b8 cavallo del nero · c8 alfiere del nero · d8 donna del nero · e8 re del nero · f8 alfiere del nero · g8 cavallo del nero · h8 torre del nero · a7 pedone del nero · b7 pedone del nero · d7 pedone del nero · e7 pedone del nero · f7 pedone del nero · g7 pedone del nero · h7 pedone del nero · c5 pedone del nero · c4 pedone del bianco · a2 pedone del bianco · b2 pedone del bianco · d2 pedone del bianco · e2 pedone del bianco · f2 pedone del bianco · g2 pedone del bianco · h2 pedone del bianco · a1 torre del bianco · b1 cavallo del bianco · c1 alfiere del bianco · d1 donna del bianco · e1 re del bianco · f1 alfiere del bianco · g1 cavallo del bianco · h1 torre del bianco | 4 |
| 3 | a8 torre del nero · b8 cavallo del nero · c8 alfiere del nero · d8 donna del nero · e8 re del nero · f8 alfiere del nero · g8 cavallo del nero · h8 torre del nero · a7 pedone del nero · b7 pedone del nero · d7 pedone del nero · e7 pedone del nero · f7 pedone del nero · g7 pedone del nero · h7 pedone del nero · c5 pedone del nero · c4 pedone del bianco · a2 pedone del bianco · b2 pedone del bianco · d2 pedone del bianco · e2 pedone del bianco · f2 pedone del bianco · g2 pedone del bianco · h2 pedone del bianco · a1 torre del bianco · b1 cavallo del bianco · c1 alfiere del bianco · d1 donna del bianco · e1 re del bianco · f1 alfiere del bianco · g1 cavallo del bianco · h1 torre del bianco | a8 torre del nero · b8 cavallo del nero · c8 alfiere del nero · d8 donna del nero · e8 re del nero · f8 alfiere del nero · g8 cavallo del nero · h8 torre del nero · a7 pedone del nero · b7 pedone del nero · d7 pedone del nero · e7 pedone del nero · f7 pedone del nero · g7 pedone del nero · h7 pedone del nero · c5 pedone del nero · c4 pedone del bianco · a2 pedone del bianco · b2 pedone del bianco · d2 pedone del bianco · e2 pedone del bianco · f2 pedone del bianco · g2 pedone del bianco · h2 pedone del bianco · a1 torre del bianco · b1 cavallo del bianco · c1 alfiere del bianco · d1 donna del bianco · e1 re del bianco · f1 alfiere del bianco · g1 cavallo del bianco · h1 torre del bianco | a8 torre del nero · b8 cavallo del nero · c8 alfiere del nero · d8 donna del nero · e8 re del nero · f8 alfiere del nero · g8 cavallo del nero · h8 torre del nero · a7 pedone del nero · b7 pedone del nero · d7 pedone del nero · e7 pedone del nero · f7 pedone del nero · g7 pedone del nero · h7 pedone del nero · c5 pedone del nero · c4 pedone del bianco · a2 pedone del bianco · b2 pedone del bianco · d2 pedone del bianco · e2 pedone del bianco · f2 pedone del bianco · g2 pedone del bianco · h2 pedone del bianco · a1 torre del bianco · b1 cavallo del bianco · c1 alfiere del bianco · d1 donna del bianco · e1 re del bianco · f1 alfiere del bianco · g1 cavallo del bianco · h1 torre del bianco | a8 torre del nero · b8 cavallo del nero · c8 alfiere del nero · d8 donna del nero · e8 re del nero · f8 alfiere del nero · g8 cavallo del nero · h8 torre del nero · a7 pedone del nero · b7 pedone del nero · d7 pedone del nero · e7 pedone del nero · f7 pedone del nero · g7 pedone del nero · h7 pedone del nero · c5 pedone del nero · c4 pedone del bianco · a2 pedone del bianco · b2 pedone del bianco · d2 pedone del bianco · e2 pedone del bianco · f2 pedone del bianco · g2 pedone del bianco · h2 pedone del bianco · a1 torre del bianco · b1 cavallo del bianco · c1 alfiere del bianco · d1 donna del bianco · e1 re del bianco · f1 alfiere del bianco · g1 cavallo del bianco · h1 torre del bianco | a8 torre del nero · b8 cavallo del nero · c8 alfiere del nero · d8 donna del nero · e8 re del nero · f8 alfiere del nero · g8 cavallo del nero · h8 torre del nero · a7 pedone del nero · b7 pedone del nero · d7 pedone del nero · e7 pedone del nero · f7 pedone del nero · g7 pedone del nero · h7 pedone del nero · c5 pedone del nero · c4 pedone del bianco · a2 pedone del bianco · b2 pedone del bianco · d2 pedone del bianco · e2 pedone del bianco · f2 pedone del bianco · g2 pedone del bianco · h2 pedone del bianco · a1 torre del bianco · b1 cavallo del bianco · c1 alfiere del bianco · d1 donna del bianco · e1 re del bianco · f1 alfiere del bianco · g1 cavallo del bianco · h1 torre del bianco | a8 torre del nero · b8 cavallo del nero · c8 alfiere del nero · d8 donna del nero · e8 re del nero · f8 alfiere del nero · g8 cavallo del nero · h8 torre del nero · a7 pedone del nero · b7 pedone del nero · d7 pedone del nero · e7 pedone del nero · f7 pedone del nero · g7 pedone del nero · h7 pedone del nero · c5 pedone del nero · c4 pedone del bianco · a2 pedone del bianco · b2 pedone del bianco · d2 pedone del bianco · e2 pedone del bianco · f2 pedone del bianco · g2 pedone del bianco · h2 pedone del bianco · a1 torre del bianco · b1 cavallo del bianco · c1 alfiere del bianco · d1 donna del bianco · e1 re del bianco · f1 alfiere del bianco · g1 cavallo del bianco · h1 torre del bianco | a8 torre del nero · b8 cavallo del nero · c8 alfiere del nero · d8 donna del nero · e8 re del nero · f8 alfiere del nero · g8 cavallo del nero · h8 torre del nero · a7 pedone del nero · b7 pedone del nero · d7 pedone del nero · e7 pedone del nero · f7 pedone del nero · g7 pedone del nero · h7 pedone del nero · c5 pedone del nero · c4 pedone del bianco · a2 pedone del bianco · b2 pedone del bianco · d2 pedone del bianco · e2 pedone del bianco · f2 pedone del bianco · g2 pedone del bianco · h2 pedone del bianco · a1 torre del bianco · b1 cavallo del bianco · c1 alfiere del bianco · d1 donna del bianco · e1 re del bianco · f1 alfiere del bianco · g1 cavallo del bianco · h1 torre del bianco | a8 torre del nero · b8 cavallo del nero · c8 alfiere del nero · d8 donna del nero · e8 re del nero · f8 alfiere del nero · g8 cavallo del nero · h8 torre del nero · a7 pedone del nero · b7 pedone del nero · d7 pedone del nero · e7 pedone del nero · f7 pedone del nero · g7 pedone del nero · h7 pedone del nero · c5 pedone del nero · c4 pedone del bianco · a2 pedone del bianco · b2 pedone del bianco · d2 pedone del bianco · e2 pedone del bianco · f2 pedone del bianco · g2 pedone del bianco · h2 pedone del bianco · a1 torre del bianco · b1 cavallo del bianco · c1 alfiere del bianco · d1 donna del bianco · e1 re del bianco · f1 alfiere del bianco · g1 cavallo del bianco · h1 torre del bianco | 3 |
| 2 | a8 torre del nero · b8 cavallo del nero · c8 alfiere del nero · d8 donna del nero · e8 re del nero · f8 alfiere del nero · g8 cavallo del nero · h8 torre del nero · a7 pedone del nero · b7 pedone del nero · d7 pedone del nero · e7 pedone del nero · f7 pedone del nero · g7 pedone del nero · h7 pedone del nero · c5 pedone del nero · c4 pedone del bianco · a2 pedone del bianco · b2 pedone del bianco · d2 pedone del bianco · e2 pedone del bianco · f2 pedone del bianco · g2 pedone del bianco · h2 pedone del bianco · a1 torre del bianco · b1 cavallo del bianco · c1 alfiere del bianco · d1 donna del bianco · e1 re del bianco · f1 alfiere del bianco · g1 cavallo del bianco · h1 torre del bianco | a8 torre del nero · b8 cavallo del nero · c8 alfiere del nero · d8 donna del nero · e8 re del nero · f8 alfiere del nero · g8 cavallo del nero · h8 torre del nero · a7 pedone del nero · b7 pedone del nero · d7 pedone del nero · e7 pedone del nero · f7 pedone del nero · g7 pedone del nero · h7 pedone del nero · c5 pedone del nero · c4 pedone del bianco · a2 pedone del bianco · b2 pedone del bianco · d2 pedone del bianco · e2 pedone del bianco · f2 pedone del bianco · g2 pedone del bianco · h2 pedone del bianco · a1 torre del bianco · b1 cavallo del bianco · c1 alfiere del bianco · d1 donna del bianco · e1 re del bianco · f1 alfiere del bianco · g1 cavallo del bianco · h1 torre del bianco | a8 torre del nero · b8 cavallo del nero · c8 alfiere del nero · d8 donna del nero · e8 re del nero · f8 alfiere del nero · g8 cavallo del nero · h8 torre del nero · a7 pedone del nero · b7 pedone del nero · d7 pedone del nero · e7 pedone del nero · f7 pedone del nero · g7 pedone del nero · h7 pedone del nero · c5 pedone del nero · c4 pedone del bianco · a2 pedone del bianco · b2 pedone del bianco · d2 pedone del bianco · e2 pedone del bianco · f2 pedone del bianco · g2 pedone del bianco · h2 pedone del bianco · a1 torre del bianco · b1 cavallo del bianco · c1 alfiere del bianco · d1 donna del bianco · e1 re del bianco · f1 alfiere del bianco · g1 cavallo del bianco · h1 torre del bianco | a8 torre del nero · b8 cavallo del nero · c8 alfiere del nero · d8 donna del nero · e8 re del nero · f8 alfiere del nero · g8 cavallo del nero · h8 torre del nero · a7 pedone del nero · b7 pedone del nero · d7 pedone del nero · e7 pedone del nero · f7 pedone del nero · g7 pedone del nero · h7 pedone del nero · c5 pedone del nero · c4 pedone del bianco · a2 pedone del bianco · b2 pedone del bianco · d2 pedone del bianco · e2 pedone del bianco · f2 pedone del bianco · g2 pedone del bianco · h2 pedone del bianco · a1 torre del bianco · b1 cavallo del bianco · c1 alfiere del bianco · d1 donna del bianco · e1 re del bianco · f1 alfiere del bianco · g1 cavallo del bianco · h1 torre del bianco | a8 torre del nero · b8 cavallo del nero · c8 alfiere del nero · d8 donna del nero · e8 re del nero · f8 alfiere del nero · g8 cavallo del nero · h8 torre del nero · a7 pedone del nero · b7 pedone del nero · d7 pedone del nero · e7 pedone del nero · f7 pedone del nero · g7 pedone del nero · h7 pedone del nero · c5 pedone del nero · c4 pedone del bianco · a2 pedone del bianco · b2 pedone del bianco · d2 pedone del bianco · e2 pedone del bianco · f2 pedone del bianco · g2 pedone del bianco · h2 pedone del bianco · a1 torre del bianco · b1 cavallo del bianco · c1 alfiere del bianco · d1 donna del bianco · e1 re del bianco · f1 alfiere del bianco · g1 cavallo del bianco · h1 torre del bianco | a8 torre del nero · b8 cavallo del nero · c8 alfiere del nero · d8 donna del nero · e8 re del nero · f8 alfiere del nero · g8 cavallo del nero · h8 torre del nero · a7 pedone del nero · b7 pedone del nero · d7 pedone del nero · e7 pedone del nero · f7 pedone del nero · g7 pedone del nero · h7 pedone del nero · c5 pedone del nero · c4 pedone del bianco · a2 pedone del bianco · b2 pedone del bianco · d2 pedone del bianco · e2 pedone del bianco · f2 pedone del bianco · g2 pedone del bianco · h2 pedone del bianco · a1 torre del bianco · b1 cavallo del bianco · c1 alfiere del bianco · d1 donna del bianco · e1 re del bianco · f1 alfiere del bianco · g1 cavallo del bianco · h1 torre del bianco | a8 torre del nero · b8 cavallo del nero · c8 alfiere del nero · d8 donna del nero · e8 re del nero · f8 alfiere del nero · g8 cavallo del nero · h8 torre del nero · a7 pedone del nero · b7 pedone del nero · d7 pedone del nero · e7 pedone del nero · f7 pedone del nero · g7 pedone del nero · h7 pedone del nero · c5 pedone del nero · c4 pedone del bianco · a2 pedone del bianco · b2 pedone del bianco · d2 pedone del bianco · e2 pedone del bianco · f2 pedone del bianco · g2 pedone del bianco · h2 pedone del bianco · a1 torre del bianco · b1 cavallo del bianco · c1 alfiere del bianco · d1 donna del bianco · e1 re del bianco · f1 alfiere del bianco · g1 cavallo del bianco · h1 torre del bianco | a8 torre del nero · b8 cavallo del nero · c8 alfiere del nero · d8 donna del nero · e8 re del nero · f8 alfiere del nero · g8 cavallo del nero · h8 torre del nero · a7 pedone del nero · b7 pedone del nero · d7 pedone del nero · e7 pedone del nero · f7 pedone del nero · g7 pedone del nero · h7 pedone del nero · c5 pedone del nero · c4 pedone del bianco · a2 pedone del bianco · b2 pedone del bianco · d2 pedone del bianco · e2 pedone del bianco · f2 pedone del bianco · g2 pedone del bianco · h2 pedone del bianco · a1 torre del bianco · b1 cavallo del bianco · c1 alfiere del bianco · d1 donna del bianco · e1 re del bianco · f1 alfiere del bianco · g1 cavallo del bianco · h1 torre del bianco | 2 |
| 1 | a8 torre del nero · b8 cavallo del nero · c8 alfiere del nero · d8 donna del nero · e8 re del nero · f8 alfiere del nero · g8 cavallo del nero · h8 torre del nero · a7 pedone del nero · b7 pedone del nero · d7 pedone del nero · e7 pedone del nero · f7 pedone del nero · g7 pedone del nero · h7 pedone del nero · c5 pedone del nero · c4 pedone del bianco · a2 pedone del bianco · b2 pedone del bianco · d2 pedone del bianco · e2 pedone del bianco · f2 pedone del bianco · g2 pedone del bianco · h2 pedone del bianco · a1 torre del bianco · b1 cavallo del bianco · c1 alfiere del bianco · d1 donna del bianco · e1 re del bianco · f1 alfiere del bianco · g1 cavallo del bianco · h1 torre del bianco | a8 torre del nero · b8 cavallo del nero · c8 alfiere del nero · d8 donna del nero · e8 re del nero · f8 alfiere del nero · g8 cavallo del nero · h8 torre del nero · a7 pedone del nero · b7 pedone del nero · d7 pedone del nero · e7 pedone del nero · f7 pedone del nero · g7 pedone del nero · h7 pedone del nero · c5 pedone del nero · c4 pedone del bianco · a2 pedone del bianco · b2 pedone del bianco · d2 pedone del bianco · e2 pedone del bianco · f2 pedone del bianco · g2 pedone del bianco · h2 pedone del bianco · a1 torre del bianco · b1 cavallo del bianco · c1 alfiere del bianco · d1 donna del bianco · e1 re del bianco · f1 alfiere del bianco · g1 cavallo del bianco · h1 torre del bianco | a8 torre del nero · b8 cavallo del nero · c8 alfiere del nero · d8 donna del nero · e8 re del nero · f8 alfiere del nero · g8 cavallo del nero · h8 torre del nero · a7 pedone del nero · b7 pedone del nero · d7 pedone del nero · e7 pedone del nero · f7 pedone del nero · g7 pedone del nero · h7 pedone del nero · c5 pedone del nero · c4 pedone del bianco · a2 pedone del bianco · b2 pedone del bianco · d2 pedone del bianco · e2 pedone del bianco · f2 pedone del bianco · g2 pedone del bianco · h2 pedone del bianco · a1 torre del bianco · b1 cavallo del bianco · c1 alfiere del bianco · d1 donna del bianco · e1 re del bianco · f1 alfiere del bianco · g1 cavallo del bianco · h1 torre del bianco | a8 torre del nero · b8 cavallo del nero · c8 alfiere del nero · d8 donna del nero · e8 re del nero · f8 alfiere del nero · g8 cavallo del nero · h8 torre del nero · a7 pedone del nero · b7 pedone del nero · d7 pedone del nero · e7 pedone del nero · f7 pedone del nero · g7 pedone del nero · h7 pedone del nero · c5 pedone del nero · c4 pedone del bianco · a2 pedone del bianco · b2 pedone del bianco · d2 pedone del bianco · e2 pedone del bianco · f2 pedone del bianco · g2 pedone del bianco · h2 pedone del bianco · a1 torre del bianco · b1 cavallo del bianco · c1 alfiere del bianco · d1 donna del bianco · e1 re del bianco · f1 alfiere del bianco · g1 cavallo del bianco · h1 torre del bianco | a8 torre del nero · b8 cavallo del nero · c8 alfiere del nero · d8 donna del nero · e8 re del nero · f8 alfiere del nero · g8 cavallo del nero · h8 torre del nero · a7 pedone del nero · b7 pedone del nero · d7 pedone del nero · e7 pedone del nero · f7 pedone del nero · g7 pedone del nero · h7 pedone del nero · c5 pedone del nero · c4 pedone del bianco · a2 pedone del bianco · b2 pedone del bianco · d2 pedone del bianco · e2 pedone del bianco · f2 pedone del bianco · g2 pedone del bianco · h2 pedone del bianco · a1 torre del bianco · b1 cavallo del bianco · c1 alfiere del bianco · d1 donna del bianco · e1 re del bianco · f1 alfiere del bianco · g1 cavallo del bianco · h1 torre del bianco | a8 torre del nero · b8 cavallo del nero · c8 alfiere del nero · d8 donna del nero · e8 re del nero · f8 alfiere del nero · g8 cavallo del nero · h8 torre del nero · a7 pedone del nero · b7 pedone del nero · d7 pedone del nero · e7 pedone del nero · f7 pedone del nero · g7 pedone del nero · h7 pedone del nero · c5 pedone del nero · c4 pedone del bianco · a2 pedone del bianco · b2 pedone del bianco · d2 pedone del bianco · e2 pedone del bianco · f2 pedone del bianco · g2 pedone del bianco · h2 pedone del bianco · a1 torre del bianco · b1 cavallo del bianco · c1 alfiere del bianco · d1 donna del bianco · e1 re del bianco · f1 alfiere del bianco · g1 cavallo del bianco · h1 torre del bianco | a8 torre del nero · b8 cavallo del nero · c8 alfiere del nero · d8 donna del nero · e8 re del nero · f8 alfiere del nero · g8 cavallo del nero · h8 torre del nero · a7 pedone del nero · b7 pedone del nero · d7 pedone del nero · e7 pedone del nero · f7 pedone del nero · g7 pedone del nero · h7 pedone del nero · c5 pedone del nero · c4 pedone del bianco · a2 pedone del bianco · b2 pedone del bianco · d2 pedone del bianco · e2 pedone del bianco · f2 pedone del bianco · g2 pedone del bianco · h2 pedone del bianco · a1 torre del bianco · b1 cavallo del bianco · c1 alfiere del bianco · d1 donna del bianco · e1 re del bianco · f1 alfiere del bianco · g1 cavallo del bianco · h1 torre del bianco | a8 torre del nero · b8 cavallo del nero · c8 alfiere del nero · d8 donna del nero · e8 re del nero · f8 alfiere del nero · g8 cavallo del nero · h8 torre del nero · a7 pedone del nero · b7 pedone del nero · d7 pedone del nero · e7 pedone del nero · f7 pedone del nero · g7 pedone del nero · h7 pedone del nero · c5 pedone del nero · c4 pedone del bianco · a2 pedone del bianco · b2 pedone del bianco · d2 pedone del bianco · e2 pedone del bianco · f2 pedone del bianco · g2 pedone del bianco · h2 pedone del bianco · a1 torre del bianco · b1 cavallo del bianco · c1 alfiere del bianco · d1 donna del bianco · e1 re del bianco · f1 alfiere del bianco · g1 cavallo del bianco · h1 torre del bianco | 1 |
|   | a | b | c | d | e | f | g | h |   |

L'inglese tipica è determinata dalle mosse:
1. c4 c5

Che nella pratica sono seguite dalle mosse:
2.Cf3 Cf6
(variante principale e variante del riccio)
oppure da:
2.Cc3 Cc6
(variante simmetrica)
il tema principale dell'inglese tipica è la pressione sulle case d4 e d5 e la scelta del tempo per occuparle. Dopo le due mosse di cavallo, in teoria, ciascuno dei due giocatori può spingere uno dei propri pedoni ad occupare tali caselle. Nella pratica però il giocatore col bianco potrebbe più opportunamente aspettare, mentre con la spinta del nero in d5 nonostante un forte attacco del bianco, spesso la posizione viene considerata pari.
Ora ci addentreremo tra le tre linee più seguite di questa apertura.

#### Variante principale
Dopo la sequenza di mosse:
1.c4 c5
2.Cf3 Cf6
3.Cc3 Cc6
4.g3 g6
5.Ag2 Ag7
6.0-0 0-0
7.d4 cxd4
8.Cxd4 Cxd4
siamo entrati nella variante principale dell'inglese tipica. Il bianco decide, alla 7ª mossa, che il momento della spinta in d4 è finalmente giunto. Dopo la lunga preparazione iniziano le battaglie al centro. L'8ª mossa così scritta è solitamente seguita da:
9.Dxd4 d6
10.Dd3 a6
|   | a | b | c | d | e | f | g | h |   |
| 8 | a8 torre del nero · c8 alfiere del nero · d8 donna del nero · f8 torre del nero · g8 re del nero · b7 pedone del nero · e7 pedone del nero · f7 pedone del nero · g7 alfiere del nero · h7 pedone del nero · a6 pedone del nero · d6 pedone del nero · f6 cavallo del nero · g6 pedone del nero · c4 pedone del bianco · c3 cavallo del bianco · d3 donna del bianco · g3 pedone del bianco · a2 pedone del bianco · b2 pedone del bianco · e2 pedone del bianco · f2 pedone del bianco · g2 alfiere del bianco · h2 pedone del bianco · a1 torre del bianco · c1 alfiere del bianco · f1 torre del bianco · g1 re del bianco | a8 torre del nero · c8 alfiere del nero · d8 donna del nero · f8 torre del nero · g8 re del nero · b7 pedone del nero · e7 pedone del nero · f7 pedone del nero · g7 alfiere del nero · h7 pedone del nero · a6 pedone del nero · d6 pedone del nero · f6 cavallo del nero · g6 pedone del nero · c4 pedone del bianco · c3 cavallo del bianco · d3 donna del bianco · g3 pedone del bianco · a2 pedone del bianco · b2 pedone del bianco · e2 pedone del bianco · f2 pedone del bianco · g2 alfiere del bianco · h2 pedone del bianco · a1 torre del bianco · c1 alfiere del bianco · f1 torre del bianco · g1 re del bianco | a8 torre del nero · c8 alfiere del nero · d8 donna del nero · f8 torre del nero · g8 re del nero · b7 pedone del nero · e7 pedone del nero · f7 pedone del nero · g7 alfiere del nero · h7 pedone del nero · a6 pedone del nero · d6 pedone del nero · f6 cavallo del nero · g6 pedone del nero · c4 pedone del bianco · c3 cavallo del bianco · d3 donna del bianco · g3 pedone del bianco · a2 pedone del bianco · b2 pedone del bianco · e2 pedone del bianco · f2 pedone del bianco · g2 alfiere del bianco · h2 pedone del bianco · a1 torre del bianco · c1 alfiere del bianco · f1 torre del bianco · g1 re del bianco | a8 torre del nero · c8 alfiere del nero · d8 donna del nero · f8 torre del nero · g8 re del nero · b7 pedone del nero · e7 pedone del nero · f7 pedone del nero · g7 alfiere del nero · h7 pedone del nero · a6 pedone del nero · d6 pedone del nero · f6 cavallo del nero · g6 pedone del nero · c4 pedone del bianco · c3 cavallo del bianco · d3 donna del bianco · g3 pedone del bianco · a2 pedone del bianco · b2 pedone del bianco · e2 pedone del bianco · f2 pedone del bianco · g2 alfiere del bianco · h2 pedone del bianco · a1 torre del bianco · c1 alfiere del bianco · f1 torre del bianco · g1 re del bianco | a8 torre del nero · c8 alfiere del nero · d8 donna del nero · f8 torre del nero · g8 re del nero · b7 pedone del nero · e7 pedone del nero · f7 pedone del nero · g7 alfiere del nero · h7 pedone del nero · a6 pedone del nero · d6 pedone del nero · f6 cavallo del nero · g6 pedone del nero · c4 pedone del bianco · c3 cavallo del bianco · d3 donna del bianco · g3 pedone del bianco · a2 pedone del bianco · b2 pedone del bianco · e2 pedone del bianco · f2 pedone del bianco · g2 alfiere del bianco · h2 pedone del bianco · a1 torre del bianco · c1 alfiere del bianco · f1 torre del bianco · g1 re del bianco | a8 torre del nero · c8 alfiere del nero · d8 donna del nero · f8 torre del nero · g8 re del nero · b7 pedone del nero · e7 pedone del nero · f7 pedone del nero · g7 alfiere del nero · h7 pedone del nero · a6 pedone del nero · d6 pedone del nero · f6 cavallo del nero · g6 pedone del nero · c4 pedone del bianco · c3 cavallo del bianco · d3 donna del bianco · g3 pedone del bianco · a2 pedone del bianco · b2 pedone del bianco · e2 pedone del bianco · f2 pedone del bianco · g2 alfiere del bianco · h2 pedone del bianco · a1 torre del bianco · c1 alfiere del bianco · f1 torre del bianco · g1 re del bianco | a8 torre del nero · c8 alfiere del nero · d8 donna del nero · f8 torre del nero · g8 re del nero · b7 pedone del nero · e7 pedone del nero · f7 pedone del nero · g7 alfiere del nero · h7 pedone del nero · a6 pedone del nero · d6 pedone del nero · f6 cavallo del nero · g6 pedone del nero · c4 pedone del bianco · c3 cavallo del bianco · d3 donna del bianco · g3 pedone del bianco · a2 pedone del bianco · b2 pedone del bianco · e2 pedone del bianco · f2 pedone del bianco · g2 alfiere del bianco · h2 pedone del bianco · a1 torre del bianco · c1 alfiere del bianco · f1 torre del bianco · g1 re del bianco | a8 torre del nero · c8 alfiere del nero · d8 donna del nero · f8 torre del nero · g8 re del nero · b7 pedone del nero · e7 pedone del nero · f7 pedone del nero · g7 alfiere del nero · h7 pedone del nero · a6 pedone del nero · d6 pedone del nero · f6 cavallo del nero · g6 pedone del nero · c4 pedone del bianco · c3 cavallo del bianco · d3 donna del bianco · g3 pedone del bianco · a2 pedone del bianco · b2 pedone del bianco · e2 pedone del bianco · f2 pedone del bianco · g2 alfiere del bianco · h2 pedone del bianco · a1 torre del bianco · c1 alfiere del bianco · f1 torre del bianco · g1 re del bianco | 8 |
| 7 | a8 torre del nero · c8 alfiere del nero · d8 donna del nero · f8 torre del nero · g8 re del nero · b7 pedone del nero · e7 pedone del nero · f7 pedone del nero · g7 alfiere del nero · h7 pedone del nero · a6 pedone del nero · d6 pedone del nero · f6 cavallo del nero · g6 pedone del nero · c4 pedone del bianco · c3 cavallo del bianco · d3 donna del bianco · g3 pedone del bianco · a2 pedone del bianco · b2 pedone del bianco · e2 pedone del bianco · f2 pedone del bianco · g2 alfiere del bianco · h2 pedone del bianco · a1 torre del bianco · c1 alfiere del bianco · f1 torre del bianco · g1 re del bianco | a8 torre del nero · c8 alfiere del nero · d8 donna del nero · f8 torre del nero · g8 re del nero · b7 pedone del nero · e7 pedone del nero · f7 pedone del nero · g7 alfiere del nero · h7 pedone del nero · a6 pedone del nero · d6 pedone del nero · f6 cavallo del nero · g6 pedone del nero · c4 pedone del bianco · c3 cavallo del bianco · d3 donna del bianco · g3 pedone del bianco · a2 pedone del bianco · b2 pedone del bianco · e2 pedone del bianco · f2 pedone del bianco · g2 alfiere del bianco · h2 pedone del bianco · a1 torre del bianco · c1 alfiere del bianco · f1 torre del bianco · g1 re del bianco | a8 torre del nero · c8 alfiere del nero · d8 donna del nero · f8 torre del nero · g8 re del nero · b7 pedone del nero · e7 pedone del nero · f7 pedone del nero · g7 alfiere del nero · h7 pedone del nero · a6 pedone del nero · d6 pedone del nero · f6 cavallo del nero · g6 pedone del nero · c4 pedone del bianco · c3 cavallo del bianco · d3 donna del bianco · g3 pedone del bianco · a2 pedone del bianco · b2 pedone del bianco · e2 pedone del bianco · f2 pedone del bianco · g2 alfiere del bianco · h2 pedone del bianco · a1 torre del bianco · c1 alfiere del bianco · f1 torre del bianco · g1 re del bianco | a8 torre del nero · c8 alfiere del nero · d8 donna del nero · f8 torre del nero · g8 re del nero · b7 pedone del nero · e7 pedone del nero · f7 pedone del nero · g7 alfiere del nero · h7 pedone del nero · a6 pedone del nero · d6 pedone del nero · f6 cavallo del nero · g6 pedone del nero · c4 pedone del bianco · c3 cavallo del bianco · d3 donna del bianco · g3 pedone del bianco · a2 pedone del bianco · b2 pedone del bianco · e2 pedone del bianco · f2 pedone del bianco · g2 alfiere del bianco · h2 pedone del bianco · a1 torre del bianco · c1 alfiere del bianco · f1 torre del bianco · g1 re del bianco | a8 torre del nero · c8 alfiere del nero · d8 donna del nero · f8 torre del nero · g8 re del nero · b7 pedone del nero · e7 pedone del nero · f7 pedone del nero · g7 alfiere del nero · h7 pedone del nero · a6 pedone del nero · d6 pedone del nero · f6 cavallo del nero · g6 pedone del nero · c4 pedone del bianco · c3 cavallo del bianco · d3 donna del bianco · g3 pedone del bianco · a2 pedone del bianco · b2 pedone del bianco · e2 pedone del bianco · f2 pedone del bianco · g2 alfiere del bianco · h2 pedone del bianco · a1 torre del bianco · c1 alfiere del bianco · f1 torre del bianco · g1 re del bianco | a8 torre del nero · c8 alfiere del nero · d8 donna del nero · f8 torre del nero · g8 re del nero · b7 pedone del nero · e7 pedone del nero · f7 pedone del nero · g7 alfiere del nero · h7 pedone del nero · a6 pedone del nero · d6 pedone del nero · f6 cavallo del nero · g6 pedone del nero · c4 pedone del bianco · c3 cavallo del bianco · d3 donna del bianco · g3 pedone del bianco · a2 pedone del bianco · b2 pedone del bianco · e2 pedone del bianco · f2 pedone del bianco · g2 alfiere del bianco · h2 pedone del bianco · a1 torre del bianco · c1 alfiere del bianco · f1 torre del bianco · g1 re del bianco | a8 torre del nero · c8 alfiere del nero · d8 donna del nero · f8 torre del nero · g8 re del nero · b7 pedone del nero · e7 pedone del nero · f7 pedone del nero · g7 alfiere del nero · h7 pedone del nero · a6 pedone del nero · d6 pedone del nero · f6 cavallo del nero · g6 pedone del nero · c4 pedone del bianco · c3 cavallo del bianco · d3 donna del bianco · g3 pedone del bianco · a2 pedone del bianco · b2 pedone del bianco · e2 pedone del bianco · f2 pedone del bianco · g2 alfiere del bianco · h2 pedone del bianco · a1 torre del bianco · c1 alfiere del bianco · f1 torre del bianco · g1 re del bianco | a8 torre del nero · c8 alfiere del nero · d8 donna del nero · f8 torre del nero · g8 re del nero · b7 pedone del nero · e7 pedone del nero · f7 pedone del nero · g7 alfiere del nero · h7 pedone del nero · a6 pedone del nero · d6 pedone del nero · f6 cavallo del nero · g6 pedone del nero · c4 pedone del bianco · c3 cavallo del bianco · d3 donna del bianco · g3 pedone del bianco · a2 pedone del bianco · b2 pedone del bianco · e2 pedone del bianco · f2 pedone del bianco · g2 alfiere del bianco · h2 pedone del bianco · a1 torre del bianco · c1 alfiere del bianco · f1 torre del bianco · g1 re del bianco | 7 |
| 6 | a8 torre del nero · c8 alfiere del nero · d8 donna del nero · f8 torre del nero · g8 re del nero · b7 pedone del nero · e7 pedone del nero · f7 pedone del nero · g7 alfiere del nero · h7 pedone del nero · a6 pedone del nero · d6 pedone del nero · f6 cavallo del nero · g6 pedone del nero · c4 pedone del bianco · c3 cavallo del bianco · d3 donna del bianco · g3 pedone del bianco · a2 pedone del bianco · b2 pedone del bianco · e2 pedone del bianco · f2 pedone del bianco · g2 alfiere del bianco · h2 pedone del bianco · a1 torre del bianco · c1 alfiere del bianco · f1 torre del bianco · g1 re del bianco | a8 torre del nero · c8 alfiere del nero · d8 donna del nero · f8 torre del nero · g8 re del nero · b7 pedone del nero · e7 pedone del nero · f7 pedone del nero · g7 alfiere del nero · h7 pedone del nero · a6 pedone del nero · d6 pedone del nero · f6 cavallo del nero · g6 pedone del nero · c4 pedone del bianco · c3 cavallo del bianco · d3 donna del bianco · g3 pedone del bianco · a2 pedone del bianco · b2 pedone del bianco · e2 pedone del bianco · f2 pedone del bianco · g2 alfiere del bianco · h2 pedone del bianco · a1 torre del bianco · c1 alfiere del bianco · f1 torre del bianco · g1 re del bianco | a8 torre del nero · c8 alfiere del nero · d8 donna del nero · f8 torre del nero · g8 re del nero · b7 pedone del nero · e7 pedone del nero · f7 pedone del nero · g7 alfiere del nero · h7 pedone del nero · a6 pedone del nero · d6 pedone del nero · f6 cavallo del nero · g6 pedone del nero · c4 pedone del bianco · c3 cavallo del bianco · d3 donna del bianco · g3 pedone del bianco · a2 pedone del bianco · b2 pedone del bianco · e2 pedone del bianco · f2 pedone del bianco · g2 alfiere del bianco · h2 pedone del bianco · a1 torre del bianco · c1 alfiere del bianco · f1 torre del bianco · g1 re del bianco | a8 torre del nero · c8 alfiere del nero · d8 donna del nero · f8 torre del nero · g8 re del nero · b7 pedone del nero · e7 pedone del nero · f7 pedone del nero · g7 alfiere del nero · h7 pedone del nero · a6 pedone del nero · d6 pedone del nero · f6 cavallo del nero · g6 pedone del nero · c4 pedone del bianco · c3 cavallo del bianco · d3 donna del bianco · g3 pedone del bianco · a2 pedone del bianco · b2 pedone del bianco · e2 pedone del bianco · f2 pedone del bianco · g2 alfiere del bianco · h2 pedone del bianco · a1 torre del bianco · c1 alfiere del bianco · f1 torre del bianco · g1 re del bianco | a8 torre del nero · c8 alfiere del nero · d8 donna del nero · f8 torre del nero · g8 re del nero · b7 pedone del nero · e7 pedone del nero · f7 pedone del nero · g7 alfiere del nero · h7 pedone del nero · a6 pedone del nero · d6 pedone del nero · f6 cavallo del nero · g6 pedone del nero · c4 pedone del bianco · c3 cavallo del bianco · d3 donna del bianco · g3 pedone del bianco · a2 pedone del bianco · b2 pedone del bianco · e2 pedone del bianco · f2 pedone del bianco · g2 alfiere del bianco · h2 pedone del bianco · a1 torre del bianco · c1 alfiere del bianco · f1 torre del bianco · g1 re del bianco | a8 torre del nero · c8 alfiere del nero · d8 donna del nero · f8 torre del nero · g8 re del nero · b7 pedone del nero · e7 pedone del nero · f7 pedone del nero · g7 alfiere del nero · h7 pedone del nero · a6 pedone del nero · d6 pedone del nero · f6 cavallo del nero · g6 pedone del nero · c4 pedone del bianco · c3 cavallo del bianco · d3 donna del bianco · g3 pedone del bianco · a2 pedone del bianco · b2 pedone del bianco · e2 pedone del bianco · f2 pedone del bianco · g2 alfiere del bianco · h2 pedone del bianco · a1 torre del bianco · c1 alfiere del bianco · f1 torre del bianco · g1 re del bianco | a8 torre del nero · c8 alfiere del nero · d8 donna del nero · f8 torre del nero · g8 re del nero · b7 pedone del nero · e7 pedone del nero · f7 pedone del nero · g7 alfiere del nero · h7 pedone del nero · a6 pedone del nero · d6 pedone del nero · f6 cavallo del nero · g6 pedone del nero · c4 pedone del bianco · c3 cavallo del bianco · d3 donna del bianco · g3 pedone del bianco · a2 pedone del bianco · b2 pedone del bianco · e2 pedone del bianco · f2 pedone del bianco · g2 alfiere del bianco · h2 pedone del bianco · a1 torre del bianco · c1 alfiere del bianco · f1 torre del bianco · g1 re del bianco | a8 torre del nero · c8 alfiere del nero · d8 donna del nero · f8 torre del nero · g8 re del nero · b7 pedone del nero · e7 pedone del nero · f7 pedone del nero · g7 alfiere del nero · h7 pedone del nero · a6 pedone del nero · d6 pedone del nero · f6 cavallo del nero · g6 pedone del nero · c4 pedone del bianco · c3 cavallo del bianco · d3 donna del bianco · g3 pedone del bianco · a2 pedone del bianco · b2 pedone del bianco · e2 pedone del bianco · f2 pedone del bianco · g2 alfiere del bianco · h2 pedone del bianco · a1 torre del bianco · c1 alfiere del bianco · f1 torre del bianco · g1 re del bianco | 6 |
| 5 | a8 torre del nero · c8 alfiere del nero · d8 donna del nero · f8 torre del nero · g8 re del nero · b7 pedone del nero · e7 pedone del nero · f7 pedone del nero · g7 alfiere del nero · h7 pedone del nero · a6 pedone del nero · d6 pedone del nero · f6 cavallo del nero · g6 pedone del nero · c4 pedone del bianco · c3 cavallo del bianco · d3 donna del bianco · g3 pedone del bianco · a2 pedone del bianco · b2 pedone del bianco · e2 pedone del bianco · f2 pedone del bianco · g2 alfiere del bianco · h2 pedone del bianco · a1 torre del bianco · c1 alfiere del bianco · f1 torre del bianco · g1 re del bianco | a8 torre del nero · c8 alfiere del nero · d8 donna del nero · f8 torre del nero · g8 re del nero · b7 pedone del nero · e7 pedone del nero · f7 pedone del nero · g7 alfiere del nero · h7 pedone del nero · a6 pedone del nero · d6 pedone del nero · f6 cavallo del nero · g6 pedone del nero · c4 pedone del bianco · c3 cavallo del bianco · d3 donna del bianco · g3 pedone del bianco · a2 pedone del bianco · b2 pedone del bianco · e2 pedone del bianco · f2 pedone del bianco · g2 alfiere del bianco · h2 pedone del bianco · a1 torre del bianco · c1 alfiere del bianco · f1 torre del bianco · g1 re del bianco | a8 torre del nero · c8 alfiere del nero · d8 donna del nero · f8 torre del nero · g8 re del nero · b7 pedone del nero · e7 pedone del nero · f7 pedone del nero · g7 alfiere del nero · h7 pedone del nero · a6 pedone del nero · d6 pedone del nero · f6 cavallo del nero · g6 pedone del nero · c4 pedone del bianco · c3 cavallo del bianco · d3 donna del bianco · g3 pedone del bianco · a2 pedone del bianco · b2 pedone del bianco · e2 pedone del bianco · f2 pedone del bianco · g2 alfiere del bianco · h2 pedone del bianco · a1 torre del bianco · c1 alfiere del bianco · f1 torre del bianco · g1 re del bianco | a8 torre del nero · c8 alfiere del nero · d8 donna del nero · f8 torre del nero · g8 re del nero · b7 pedone del nero · e7 pedone del nero · f7 pedone del nero · g7 alfiere del nero · h7 pedone del nero · a6 pedone del nero · d6 pedone del nero · f6 cavallo del nero · g6 pedone del nero · c4 pedone del bianco · c3 cavallo del bianco · d3 donna del bianco · g3 pedone del bianco · a2 pedone del bianco · b2 pedone del bianco · e2 pedone del bianco · f2 pedone del bianco · g2 alfiere del bianco · h2 pedone del bianco · a1 torre del bianco · c1 alfiere del bianco · f1 torre del bianco · g1 re del bianco | a8 torre del nero · c8 alfiere del nero · d8 donna del nero · f8 torre del nero · g8 re del nero · b7 pedone del nero · e7 pedone del nero · f7 pedone del nero · g7 alfiere del nero · h7 pedone del nero · a6 pedone del nero · d6 pedone del nero · f6 cavallo del nero · g6 pedone del nero · c4 pedone del bianco · c3 cavallo del bianco · d3 donna del bianco · g3 pedone del bianco · a2 pedone del bianco · b2 pedone del bianco · e2 pedone del bianco · f2 pedone del bianco · g2 alfiere del bianco · h2 pedone del bianco · a1 torre del bianco · c1 alfiere del bianco · f1 torre del bianco · g1 re del bianco | a8 torre del nero · c8 alfiere del nero · d8 donna del nero · f8 torre del nero · g8 re del nero · b7 pedone del nero · e7 pedone del nero · f7 pedone del nero · g7 alfiere del nero · h7 pedone del nero · a6 pedone del nero · d6 pedone del nero · f6 cavallo del nero · g6 pedone del nero · c4 pedone del bianco · c3 cavallo del bianco · d3 donna del bianco · g3 pedone del bianco · a2 pedone del bianco · b2 pedone del bianco · e2 pedone del bianco · f2 pedone del bianco · g2 alfiere del bianco · h2 pedone del bianco · a1 torre del bianco · c1 alfiere del bianco · f1 torre del bianco · g1 re del bianco | a8 torre del nero · c8 alfiere del nero · d8 donna del nero · f8 torre del nero · g8 re del nero · b7 pedone del nero · e7 pedone del nero · f7 pedone del nero · g7 alfiere del nero · h7 pedone del nero · a6 pedone del nero · d6 pedone del nero · f6 cavallo del nero · g6 pedone del nero · c4 pedone del bianco · c3 cavallo del bianco · d3 donna del bianco · g3 pedone del bianco · a2 pedone del bianco · b2 pedone del bianco · e2 pedone del bianco · f2 pedone del bianco · g2 alfiere del bianco · h2 pedone del bianco · a1 torre del bianco · c1 alfiere del bianco · f1 torre del bianco · g1 re del bianco | a8 torre del nero · c8 alfiere del nero · d8 donna del nero · f8 torre del nero · g8 re del nero · b7 pedone del nero · e7 pedone del nero · f7 pedone del nero · g7 alfiere del nero · h7 pedone del nero · a6 pedone del nero · d6 pedone del nero · f6 cavallo del nero · g6 pedone del nero · c4 pedone del bianco · c3 cavallo del bianco · d3 donna del bianco · g3 pedone del bianco · a2 pedone del bianco · b2 pedone del bianco · e2 pedone del bianco · f2 pedone del bianco · g2 alfiere del bianco · h2 pedone del bianco · a1 torre del bianco · c1 alfiere del bianco · f1 torre del bianco · g1 re del bianco | 5 |
| 4 | a8 torre del nero · c8 alfiere del nero · d8 donna del nero · f8 torre del nero · g8 re del nero · b7 pedone del nero · e7 pedone del nero · f7 pedone del nero · g7 alfiere del nero · h7 pedone del nero · a6 pedone del nero · d6 pedone del nero · f6 cavallo del nero · g6 pedone del nero · c4 pedone del bianco · c3 cavallo del bianco · d3 donna del bianco · g3 pedone del bianco · a2 pedone del bianco · b2 pedone del bianco · e2 pedone del bianco · f2 pedone del bianco · g2 alfiere del bianco · h2 pedone del bianco · a1 torre del bianco · c1 alfiere del bianco · f1 torre del bianco · g1 re del bianco | a8 torre del nero · c8 alfiere del nero · d8 donna del nero · f8 torre del nero · g8 re del nero · b7 pedone del nero · e7 pedone del nero · f7 pedone del nero · g7 alfiere del nero · h7 pedone del nero · a6 pedone del nero · d6 pedone del nero · f6 cavallo del nero · g6 pedone del nero · c4 pedone del bianco · c3 cavallo del bianco · d3 donna del bianco · g3 pedone del bianco · a2 pedone del bianco · b2 pedone del bianco · e2 pedone del bianco · f2 pedone del bianco · g2 alfiere del bianco · h2 pedone del bianco · a1 torre del bianco · c1 alfiere del bianco · f1 torre del bianco · g1 re del bianco | a8 torre del nero · c8 alfiere del nero · d8 donna del nero · f8 torre del nero · g8 re del nero · b7 pedone del nero · e7 pedone del nero · f7 pedone del nero · g7 alfiere del nero · h7 pedone del nero · a6 pedone del nero · d6 pedone del nero · f6 cavallo del nero · g6 pedone del nero · c4 pedone del bianco · c3 cavallo del bianco · d3 donna del bianco · g3 pedone del bianco · a2 pedone del bianco · b2 pedone del bianco · e2 pedone del bianco · f2 pedone del bianco · g2 alfiere del bianco · h2 pedone del bianco · a1 torre del bianco · c1 alfiere del bianco · f1 torre del bianco · g1 re del bianco | a8 torre del nero · c8 alfiere del nero · d8 donna del nero · f8 torre del nero · g8 re del nero · b7 pedone del nero · e7 pedone del nero · f7 pedone del nero · g7 alfiere del nero · h7 pedone del nero · a6 pedone del nero · d6 pedone del nero · f6 cavallo del nero · g6 pedone del nero · c4 pedone del bianco · c3 cavallo del bianco · d3 donna del bianco · g3 pedone del bianco · a2 pedone del bianco · b2 pedone del bianco · e2 pedone del bianco · f2 pedone del bianco · g2 alfiere del bianco · h2 pedone del bianco · a1 torre del bianco · c1 alfiere del bianco · f1 torre del bianco · g1 re del bianco | a8 torre del nero · c8 alfiere del nero · d8 donna del nero · f8 torre del nero · g8 re del nero · b7 pedone del nero · e7 pedone del nero · f7 pedone del nero · g7 alfiere del nero · h7 pedone del nero · a6 pedone del nero · d6 pedone del nero · f6 cavallo del nero · g6 pedone del nero · c4 pedone del bianco · c3 cavallo del bianco · d3 donna del bianco · g3 pedone del bianco · a2 pedone del bianco · b2 pedone del bianco · e2 pedone del bianco · f2 pedone del bianco · g2 alfiere del bianco · h2 pedone del bianco · a1 torre del bianco · c1 alfiere del bianco · f1 torre del bianco · g1 re del bianco | a8 torre del nero · c8 alfiere del nero · d8 donna del nero · f8 torre del nero · g8 re del nero · b7 pedone del nero · e7 pedone del nero · f7 pedone del nero · g7 alfiere del nero · h7 pedone del nero · a6 pedone del nero · d6 pedone del nero · f6 cavallo del nero · g6 pedone del nero · c4 pedone del bianco · c3 cavallo del bianco · d3 donna del bianco · g3 pedone del bianco · a2 pedone del bianco · b2 pedone del bianco · e2 pedone del bianco · f2 pedone del bianco · g2 alfiere del bianco · h2 pedone del bianco · a1 torre del bianco · c1 alfiere del bianco · f1 torre del bianco · g1 re del bianco | a8 torre del nero · c8 alfiere del nero · d8 donna del nero · f8 torre del nero · g8 re del nero · b7 pedone del nero · e7 pedone del nero · f7 pedone del nero · g7 alfiere del nero · h7 pedone del nero · a6 pedone del nero · d6 pedone del nero · f6 cavallo del nero · g6 pedone del nero · c4 pedone del bianco · c3 cavallo del bianco · d3 donna del bianco · g3 pedone del bianco · a2 pedone del bianco · b2 pedone del bianco · e2 pedone del bianco · f2 pedone del bianco · g2 alfiere del bianco · h2 pedone del bianco · a1 torre del bianco · c1 alfiere del bianco · f1 torre del bianco · g1 re del bianco | a8 torre del nero · c8 alfiere del nero · d8 donna del nero · f8 torre del nero · g8 re del nero · b7 pedone del nero · e7 pedone del nero · f7 pedone del nero · g7 alfiere del nero · h7 pedone del nero · a6 pedone del nero · d6 pedone del nero · f6 cavallo del nero · g6 pedone del nero · c4 pedone del bianco · c3 cavallo del bianco · d3 donna del bianco · g3 pedone del bianco · a2 pedone del bianco · b2 pedone del bianco · e2 pedone del bianco · f2 pedone del bianco · g2 alfiere del bianco · h2 pedone del bianco · a1 torre del bianco · c1 alfiere del bianco · f1 torre del bianco · g1 re del bianco | 4 |
| 3 | a8 torre del nero · c8 alfiere del nero · d8 donna del nero · f8 torre del nero · g8 re del nero · b7 pedone del nero · e7 pedone del nero · f7 pedone del nero · g7 alfiere del nero · h7 pedone del nero · a6 pedone del nero · d6 pedone del nero · f6 cavallo del nero · g6 pedone del nero · c4 pedone del bianco · c3 cavallo del bianco · d3 donna del bianco · g3 pedone del bianco · a2 pedone del bianco · b2 pedone del bianco · e2 pedone del bianco · f2 pedone del bianco · g2 alfiere del bianco · h2 pedone del bianco · a1 torre del bianco · c1 alfiere del bianco · f1 torre del bianco · g1 re del bianco | a8 torre del nero · c8 alfiere del nero · d8 donna del nero · f8 torre del nero · g8 re del nero · b7 pedone del nero · e7 pedone del nero · f7 pedone del nero · g7 alfiere del nero · h7 pedone del nero · a6 pedone del nero · d6 pedone del nero · f6 cavallo del nero · g6 pedone del nero · c4 pedone del bianco · c3 cavallo del bianco · d3 donna del bianco · g3 pedone del bianco · a2 pedone del bianco · b2 pedone del bianco · e2 pedone del bianco · f2 pedone del bianco · g2 alfiere del bianco · h2 pedone del bianco · a1 torre del bianco · c1 alfiere del bianco · f1 torre del bianco · g1 re del bianco | a8 torre del nero · c8 alfiere del nero · d8 donna del nero · f8 torre del nero · g8 re del nero · b7 pedone del nero · e7 pedone del nero · f7 pedone del nero · g7 alfiere del nero · h7 pedone del nero · a6 pedone del nero · d6 pedone del nero · f6 cavallo del nero · g6 pedone del nero · c4 pedone del bianco · c3 cavallo del bianco · d3 donna del bianco · g3 pedone del bianco · a2 pedone del bianco · b2 pedone del bianco · e2 pedone del bianco · f2 pedone del bianco · g2 alfiere del bianco · h2 pedone del bianco · a1 torre del bianco · c1 alfiere del bianco · f1 torre del bianco · g1 re del bianco | a8 torre del nero · c8 alfiere del nero · d8 donna del nero · f8 torre del nero · g8 re del nero · b7 pedone del nero · e7 pedone del nero · f7 pedone del nero · g7 alfiere del nero · h7 pedone del nero · a6 pedone del nero · d6 pedone del nero · f6 cavallo del nero · g6 pedone del nero · c4 pedone del bianco · c3 cavallo del bianco · d3 donna del bianco · g3 pedone del bianco · a2 pedone del bianco · b2 pedone del bianco · e2 pedone del bianco · f2 pedone del bianco · g2 alfiere del bianco · h2 pedone del bianco · a1 torre del bianco · c1 alfiere del bianco · f1 torre del bianco · g1 re del bianco | a8 torre del nero · c8 alfiere del nero · d8 donna del nero · f8 torre del nero · g8 re del nero · b7 pedone del nero · e7 pedone del nero · f7 pedone del nero · g7 alfiere del nero · h7 pedone del nero · a6 pedone del nero · d6 pedone del nero · f6 cavallo del nero · g6 pedone del nero · c4 pedone del bianco · c3 cavallo del bianco · d3 donna del bianco · g3 pedone del bianco · a2 pedone del bianco · b2 pedone del bianco · e2 pedone del bianco · f2 pedone del bianco · g2 alfiere del bianco · h2 pedone del bianco · a1 torre del bianco · c1 alfiere del bianco · f1 torre del bianco · g1 re del bianco | a8 torre del nero · c8 alfiere del nero · d8 donna del nero · f8 torre del nero · g8 re del nero · b7 pedone del nero · e7 pedone del nero · f7 pedone del nero · g7 alfiere del nero · h7 pedone del nero · a6 pedone del nero · d6 pedone del nero · f6 cavallo del nero · g6 pedone del nero · c4 pedone del bianco · c3 cavallo del bianco · d3 donna del bianco · g3 pedone del bianco · a2 pedone del bianco · b2 pedone del bianco · e2 pedone del bianco · f2 pedone del bianco · g2 alfiere del bianco · h2 pedone del bianco · a1 torre del bianco · c1 alfiere del bianco · f1 torre del bianco · g1 re del bianco | a8 torre del nero · c8 alfiere del nero · d8 donna del nero · f8 torre del nero · g8 re del nero · b7 pedone del nero · e7 pedone del nero · f7 pedone del nero · g7 alfiere del nero · h7 pedone del nero · a6 pedone del nero · d6 pedone del nero · f6 cavallo del nero · g6 pedone del nero · c4 pedone del bianco · c3 cavallo del bianco · d3 donna del bianco · g3 pedone del bianco · a2 pedone del bianco · b2 pedone del bianco · e2 pedone del bianco · f2 pedone del bianco · g2 alfiere del bianco · h2 pedone del bianco · a1 torre del bianco · c1 alfiere del bianco · f1 torre del bianco · g1 re del bianco | a8 torre del nero · c8 alfiere del nero · d8 donna del nero · f8 torre del nero · g8 re del nero · b7 pedone del nero · e7 pedone del nero · f7 pedone del nero · g7 alfiere del nero · h7 pedone del nero · a6 pedone del nero · d6 pedone del nero · f6 cavallo del nero · g6 pedone del nero · c4 pedone del bianco · c3 cavallo del bianco · d3 donna del bianco · g3 pedone del bianco · a2 pedone del bianco · b2 pedone del bianco · e2 pedone del bianco · f2 pedone del bianco · g2 alfiere del bianco · h2 pedone del bianco · a1 torre del bianco · c1 alfiere del bianco · f1 torre del bianco · g1 re del bianco | 3 |
| 2 | a8 torre del nero · c8 alfiere del nero · d8 donna del nero · f8 torre del nero · g8 re del nero · b7 pedone del nero · e7 pedone del nero · f7 pedone del nero · g7 alfiere del nero · h7 pedone del nero · a6 pedone del nero · d6 pedone del nero · f6 cavallo del nero · g6 pedone del nero · c4 pedone del bianco · c3 cavallo del bianco · d3 donna del bianco · g3 pedone del bianco · a2 pedone del bianco · b2 pedone del bianco · e2 pedone del bianco · f2 pedone del bianco · g2 alfiere del bianco · h2 pedone del bianco · a1 torre del bianco · c1 alfiere del bianco · f1 torre del bianco · g1 re del bianco | a8 torre del nero · c8 alfiere del nero · d8 donna del nero · f8 torre del nero · g8 re del nero · b7 pedone del nero · e7 pedone del nero · f7 pedone del nero · g7 alfiere del nero · h7 pedone del nero · a6 pedone del nero · d6 pedone del nero · f6 cavallo del nero · g6 pedone del nero · c4 pedone del bianco · c3 cavallo del bianco · d3 donna del bianco · g3 pedone del bianco · a2 pedone del bianco · b2 pedone del bianco · e2 pedone del bianco · f2 pedone del bianco · g2 alfiere del bianco · h2 pedone del bianco · a1 torre del bianco · c1 alfiere del bianco · f1 torre del bianco · g1 re del bianco | a8 torre del nero · c8 alfiere del nero · d8 donna del nero · f8 torre del nero · g8 re del nero · b7 pedone del nero · e7 pedone del nero · f7 pedone del nero · g7 alfiere del nero · h7 pedone del nero · a6 pedone del nero · d6 pedone del nero · f6 cavallo del nero · g6 pedone del nero · c4 pedone del bianco · c3 cavallo del bianco · d3 donna del bianco · g3 pedone del bianco · a2 pedone del bianco · b2 pedone del bianco · e2 pedone del bianco · f2 pedone del bianco · g2 alfiere del bianco · h2 pedone del bianco · a1 torre del bianco · c1 alfiere del bianco · f1 torre del bianco · g1 re del bianco | a8 torre del nero · c8 alfiere del nero · d8 donna del nero · f8 torre del nero · g8 re del nero · b7 pedone del nero · e7 pedone del nero · f7 pedone del nero · g7 alfiere del nero · h7 pedone del nero · a6 pedone del nero · d6 pedone del nero · f6 cavallo del nero · g6 pedone del nero · c4 pedone del bianco · c3 cavallo del bianco · d3 donna del bianco · g3 pedone del bianco · a2 pedone del bianco · b2 pedone del bianco · e2 pedone del bianco · f2 pedone del bianco · g2 alfiere del bianco · h2 pedone del bianco · a1 torre del bianco · c1 alfiere del bianco · f1 torre del bianco · g1 re del bianco | a8 torre del nero · c8 alfiere del nero · d8 donna del nero · f8 torre del nero · g8 re del nero · b7 pedone del nero · e7 pedone del nero · f7 pedone del nero · g7 alfiere del nero · h7 pedone del nero · a6 pedone del nero · d6 pedone del nero · f6 cavallo del nero · g6 pedone del nero · c4 pedone del bianco · c3 cavallo del bianco · d3 donna del bianco · g3 pedone del bianco · a2 pedone del bianco · b2 pedone del bianco · e2 pedone del bianco · f2 pedone del bianco · g2 alfiere del bianco · h2 pedone del bianco · a1 torre del bianco · c1 alfiere del bianco · f1 torre del bianco · g1 re del bianco | a8 torre del nero · c8 alfiere del nero · d8 donna del nero · f8 torre del nero · g8 re del nero · b7 pedone del nero · e7 pedone del nero · f7 pedone del nero · g7 alfiere del nero · h7 pedone del nero · a6 pedone del nero · d6 pedone del nero · f6 cavallo del nero · g6 pedone del nero · c4 pedone del bianco · c3 cavallo del bianco · d3 donna del bianco · g3 pedone del bianco · a2 pedone del bianco · b2 pedone del bianco · e2 pedone del bianco · f2 pedone del bianco · g2 alfiere del bianco · h2 pedone del bianco · a1 torre del bianco · c1 alfiere del bianco · f1 torre del bianco · g1 re del bianco | a8 torre del nero · c8 alfiere del nero · d8 donna del nero · f8 torre del nero · g8 re del nero · b7 pedone del nero · e7 pedone del nero · f7 pedone del nero · g7 alfiere del nero · h7 pedone del nero · a6 pedone del nero · d6 pedone del nero · f6 cavallo del nero · g6 pedone del nero · c4 pedone del bianco · c3 cavallo del bianco · d3 donna del bianco · g3 pedone del bianco · a2 pedone del bianco · b2 pedone del bianco · e2 pedone del bianco · f2 pedone del bianco · g2 alfiere del bianco · h2 pedone del bianco · a1 torre del bianco · c1 alfiere del bianco · f1 torre del bianco · g1 re del bianco | a8 torre del nero · c8 alfiere del nero · d8 donna del nero · f8 torre del nero · g8 re del nero · b7 pedone del nero · e7 pedone del nero · f7 pedone del nero · g7 alfiere del nero · h7 pedone del nero · a6 pedone del nero · d6 pedone del nero · f6 cavallo del nero · g6 pedone del nero · c4 pedone del bianco · c3 cavallo del bianco · d3 donna del bianco · g3 pedone del bianco · a2 pedone del bianco · b2 pedone del bianco · e2 pedone del bianco · f2 pedone del bianco · g2 alfiere del bianco · h2 pedone del bianco · a1 torre del bianco · c1 alfiere del bianco · f1 torre del bianco · g1 re del bianco | 2 |
| 1 | a8 torre del nero · c8 alfiere del nero · d8 donna del nero · f8 torre del nero · g8 re del nero · b7 pedone del nero · e7 pedone del nero · f7 pedone del nero · g7 alfiere del nero · h7 pedone del nero · a6 pedone del nero · d6 pedone del nero · f6 cavallo del nero · g6 pedone del nero · c4 pedone del bianco · c3 cavallo del bianco · d3 donna del bianco · g3 pedone del bianco · a2 pedone del bianco · b2 pedone del bianco · e2 pedone del bianco · f2 pedone del bianco · g2 alfiere del bianco · h2 pedone del bianco · a1 torre del bianco · c1 alfiere del bianco · f1 torre del bianco · g1 re del bianco | a8 torre del nero · c8 alfiere del nero · d8 donna del nero · f8 torre del nero · g8 re del nero · b7 pedone del nero · e7 pedone del nero · f7 pedone del nero · g7 alfiere del nero · h7 pedone del nero · a6 pedone del nero · d6 pedone del nero · f6 cavallo del nero · g6 pedone del nero · c4 pedone del bianco · c3 cavallo del bianco · d3 donna del bianco · g3 pedone del bianco · a2 pedone del bianco · b2 pedone del bianco · e2 pedone del bianco · f2 pedone del bianco · g2 alfiere del bianco · h2 pedone del bianco · a1 torre del bianco · c1 alfiere del bianco · f1 torre del bianco · g1 re del bianco | a8 torre del nero · c8 alfiere del nero · d8 donna del nero · f8 torre del nero · g8 re del nero · b7 pedone del nero · e7 pedone del nero · f7 pedone del nero · g7 alfiere del nero · h7 pedone del nero · a6 pedone del nero · d6 pedone del nero · f6 cavallo del nero · g6 pedone del nero · c4 pedone del bianco · c3 cavallo del bianco · d3 donna del bianco · g3 pedone del bianco · a2 pedone del bianco · b2 pedone del bianco · e2 pedone del bianco · f2 pedone del bianco · g2 alfiere del bianco · h2 pedone del bianco · a1 torre del bianco · c1 alfiere del bianco · f1 torre del bianco · g1 re del bianco | a8 torre del nero · c8 alfiere del nero · d8 donna del nero · f8 torre del nero · g8 re del nero · b7 pedone del nero · e7 pedone del nero · f7 pedone del nero · g7 alfiere del nero · h7 pedone del nero · a6 pedone del nero · d6 pedone del nero · f6 cavallo del nero · g6 pedone del nero · c4 pedone del bianco · c3 cavallo del bianco · d3 donna del bianco · g3 pedone del bianco · a2 pedone del bianco · b2 pedone del bianco · e2 pedone del bianco · f2 pedone del bianco · g2 alfiere del bianco · h2 pedone del bianco · a1 torre del bianco · c1 alfiere del bianco · f1 torre del bianco · g1 re del bianco | a8 torre del nero · c8 alfiere del nero · d8 donna del nero · f8 torre del nero · g8 re del nero · b7 pedone del nero · e7 pedone del nero · f7 pedone del nero · g7 alfiere del nero · h7 pedone del nero · a6 pedone del nero · d6 pedone del nero · f6 cavallo del nero · g6 pedone del nero · c4 pedone del bianco · c3 cavallo del bianco · d3 donna del bianco · g3 pedone del bianco · a2 pedone del bianco · b2 pedone del bianco · e2 pedone del bianco · f2 pedone del bianco · g2 alfiere del bianco · h2 pedone del bianco · a1 torre del bianco · c1 alfiere del bianco · f1 torre del bianco · g1 re del bianco | a8 torre del nero · c8 alfiere del nero · d8 donna del nero · f8 torre del nero · g8 re del nero · b7 pedone del nero · e7 pedone del nero · f7 pedone del nero · g7 alfiere del nero · h7 pedone del nero · a6 pedone del nero · d6 pedone del nero · f6 cavallo del nero · g6 pedone del nero · c4 pedone del bianco · c3 cavallo del bianco · d3 donna del bianco · g3 pedone del bianco · a2 pedone del bianco · b2 pedone del bianco · e2 pedone del bianco · f2 pedone del bianco · g2 alfiere del bianco · h2 pedone del bianco · a1 torre del bianco · c1 alfiere del bianco · f1 torre del bianco · g1 re del bianco | a8 torre del nero · c8 alfiere del nero · d8 donna del nero · f8 torre del nero · g8 re del nero · b7 pedone del nero · e7 pedone del nero · f7 pedone del nero · g7 alfiere del nero · h7 pedone del nero · a6 pedone del nero · d6 pedone del nero · f6 cavallo del nero · g6 pedone del nero · c4 pedone del bianco · c3 cavallo del bianco · d3 donna del bianco · g3 pedone del bianco · a2 pedone del bianco · b2 pedone del bianco · e2 pedone del bianco · f2 pedone del bianco · g2 alfiere del bianco · h2 pedone del bianco · a1 torre del bianco · c1 alfiere del bianco · f1 torre del bianco · g1 re del bianco | a8 torre del nero · c8 alfiere del nero · d8 donna del nero · f8 torre del nero · g8 re del nero · b7 pedone del nero · e7 pedone del nero · f7 pedone del nero · g7 alfiere del nero · h7 pedone del nero · a6 pedone del nero · d6 pedone del nero · f6 cavallo del nero · g6 pedone del nero · c4 pedone del bianco · c3 cavallo del bianco · d3 donna del bianco · g3 pedone del bianco · a2 pedone del bianco · b2 pedone del bianco · e2 pedone del bianco · f2 pedone del bianco · g2 alfiere del bianco · h2 pedone del bianco · a1 torre del bianco · c1 alfiere del bianco · f1 torre del bianco · g1 re del bianco | 1 |
|   | a | b | c | d | e | f | g | h |   |

Ora la partita è pressoché pari. Il bianco cercherà di sviluppare il proprio alfiere camposcuro mentre il nero, a seconda della mossa del bianco può accentrare la torre a, spingere in b5, oppure sviluppare l'alfiere. La partita, come abbiamo visto, è densa di tatticismi, pertanto sconsigliata, come tutte le varianti della partita inglese, ai giocatori principianti. In ogni caso la posizione può dare adito a continuazioni interessanti quali 11.Ae3 Af5

#### Variante del riccio
Come spesso capita nei giochi chiusi o semiaperti, il nero può adottare la cosiddetta struttura a riccio (nota come Hedgehog in inglese) che si presenta con i pedoni in a6, b6, d6, e6.
L'ordine di mosse con cui si arriva a tale formazione è variabile, a seconda di dove si voglia sviluppare l'alfiere camposcuro. Le prime 5 mosse sono comunque sempre determinate: 1. c4 c5 2. Cf3 Cf6 3. g3 b6 4. Ag2 Ab7 5. 0-0 
|   | a | b | c | d | e | f | g | h |   |
| 8 | a8 torre del nero · b8 cavallo del nero · d8 donna del nero · e8 re del nero · f8 alfiere del nero · h8 torre del nero · a7 pedone del nero · b7 alfiere del nero · d7 pedone del nero · e7 pedone del nero · f7 pedone del nero · g7 pedone del nero · h7 pedone del nero · b6 pedone del nero · f6 cavallo del nero · c5 pedone del nero · c4 pedone del bianco · f3 cavallo del bianco · g3 pedone del bianco · a2 pedone del bianco · b2 pedone del bianco · d2 pedone del bianco · e2 pedone del bianco · f2 pedone del bianco · g2 alfiere del bianco · h2 pedone del bianco · a1 torre del bianco · b1 cavallo del bianco · c1 alfiere del bianco · d1 donna del bianco · f1 torre del bianco · g1 re del bianco | a8 torre del nero · b8 cavallo del nero · d8 donna del nero · e8 re del nero · f8 alfiere del nero · h8 torre del nero · a7 pedone del nero · b7 alfiere del nero · d7 pedone del nero · e7 pedone del nero · f7 pedone del nero · g7 pedone del nero · h7 pedone del nero · b6 pedone del nero · f6 cavallo del nero · c5 pedone del nero · c4 pedone del bianco · f3 cavallo del bianco · g3 pedone del bianco · a2 pedone del bianco · b2 pedone del bianco · d2 pedone del bianco · e2 pedone del bianco · f2 pedone del bianco · g2 alfiere del bianco · h2 pedone del bianco · a1 torre del bianco · b1 cavallo del bianco · c1 alfiere del bianco · d1 donna del bianco · f1 torre del bianco · g1 re del bianco | a8 torre del nero · b8 cavallo del nero · d8 donna del nero · e8 re del nero · f8 alfiere del nero · h8 torre del nero · a7 pedone del nero · b7 alfiere del nero · d7 pedone del nero · e7 pedone del nero · f7 pedone del nero · g7 pedone del nero · h7 pedone del nero · b6 pedone del nero · f6 cavallo del nero · c5 pedone del nero · c4 pedone del bianco · f3 cavallo del bianco · g3 pedone del bianco · a2 pedone del bianco · b2 pedone del bianco · d2 pedone del bianco · e2 pedone del bianco · f2 pedone del bianco · g2 alfiere del bianco · h2 pedone del bianco · a1 torre del bianco · b1 cavallo del bianco · c1 alfiere del bianco · d1 donna del bianco · f1 torre del bianco · g1 re del bianco | a8 torre del nero · b8 cavallo del nero · d8 donna del nero · e8 re del nero · f8 alfiere del nero · h8 torre del nero · a7 pedone del nero · b7 alfiere del nero · d7 pedone del nero · e7 pedone del nero · f7 pedone del nero · g7 pedone del nero · h7 pedone del nero · b6 pedone del nero · f6 cavallo del nero · c5 pedone del nero · c4 pedone del bianco · f3 cavallo del bianco · g3 pedone del bianco · a2 pedone del bianco · b2 pedone del bianco · d2 pedone del bianco · e2 pedone del bianco · f2 pedone del bianco · g2 alfiere del bianco · h2 pedone del bianco · a1 torre del bianco · b1 cavallo del bianco · c1 alfiere del bianco · d1 donna del bianco · f1 torre del bianco · g1 re del bianco | a8 torre del nero · b8 cavallo del nero · d8 donna del nero · e8 re del nero · f8 alfiere del nero · h8 torre del nero · a7 pedone del nero · b7 alfiere del nero · d7 pedone del nero · e7 pedone del nero · f7 pedone del nero · g7 pedone del nero · h7 pedone del nero · b6 pedone del nero · f6 cavallo del nero · c5 pedone del nero · c4 pedone del bianco · f3 cavallo del bianco · g3 pedone del bianco · a2 pedone del bianco · b2 pedone del bianco · d2 pedone del bianco · e2 pedone del bianco · f2 pedone del bianco · g2 alfiere del bianco · h2 pedone del bianco · a1 torre del bianco · b1 cavallo del bianco · c1 alfiere del bianco · d1 donna del bianco · f1 torre del bianco · g1 re del bianco | a8 torre del nero · b8 cavallo del nero · d8 donna del nero · e8 re del nero · f8 alfiere del nero · h8 torre del nero · a7 pedone del nero · b7 alfiere del nero · d7 pedone del nero · e7 pedone del nero · f7 pedone del nero · g7 pedone del nero · h7 pedone del nero · b6 pedone del nero · f6 cavallo del nero · c5 pedone del nero · c4 pedone del bianco · f3 cavallo del bianco · g3 pedone del bianco · a2 pedone del bianco · b2 pedone del bianco · d2 pedone del bianco · e2 pedone del bianco · f2 pedone del bianco · g2 alfiere del bianco · h2 pedone del bianco · a1 torre del bianco · b1 cavallo del bianco · c1 alfiere del bianco · d1 donna del bianco · f1 torre del bianco · g1 re del bianco | a8 torre del nero · b8 cavallo del nero · d8 donna del nero · e8 re del nero · f8 alfiere del nero · h8 torre del nero · a7 pedone del nero · b7 alfiere del nero · d7 pedone del nero · e7 pedone del nero · f7 pedone del nero · g7 pedone del nero · h7 pedone del nero · b6 pedone del nero · f6 cavallo del nero · c5 pedone del nero · c4 pedone del bianco · f3 cavallo del bianco · g3 pedone del bianco · a2 pedone del bianco · b2 pedone del bianco · d2 pedone del bianco · e2 pedone del bianco · f2 pedone del bianco · g2 alfiere del bianco · h2 pedone del bianco · a1 torre del bianco · b1 cavallo del bianco · c1 alfiere del bianco · d1 donna del bianco · f1 torre del bianco · g1 re del bianco | a8 torre del nero · b8 cavallo del nero · d8 donna del nero · e8 re del nero · f8 alfiere del nero · h8 torre del nero · a7 pedone del nero · b7 alfiere del nero · d7 pedone del nero · e7 pedone del nero · f7 pedone del nero · g7 pedone del nero · h7 pedone del nero · b6 pedone del nero · f6 cavallo del nero · c5 pedone del nero · c4 pedone del bianco · f3 cavallo del bianco · g3 pedone del bianco · a2 pedone del bianco · b2 pedone del bianco · d2 pedone del bianco · e2 pedone del bianco · f2 pedone del bianco · g2 alfiere del bianco · h2 pedone del bianco · a1 torre del bianco · b1 cavallo del bianco · c1 alfiere del bianco · d1 donna del bianco · f1 torre del bianco · g1 re del bianco | 8 |
| 7 | a8 torre del nero · b8 cavallo del nero · d8 donna del nero · e8 re del nero · f8 alfiere del nero · h8 torre del nero · a7 pedone del nero · b7 alfiere del nero · d7 pedone del nero · e7 pedone del nero · f7 pedone del nero · g7 pedone del nero · h7 pedone del nero · b6 pedone del nero · f6 cavallo del nero · c5 pedone del nero · c4 pedone del bianco · f3 cavallo del bianco · g3 pedone del bianco · a2 pedone del bianco · b2 pedone del bianco · d2 pedone del bianco · e2 pedone del bianco · f2 pedone del bianco · g2 alfiere del bianco · h2 pedone del bianco · a1 torre del bianco · b1 cavallo del bianco · c1 alfiere del bianco · d1 donna del bianco · f1 torre del bianco · g1 re del bianco | a8 torre del nero · b8 cavallo del nero · d8 donna del nero · e8 re del nero · f8 alfiere del nero · h8 torre del nero · a7 pedone del nero · b7 alfiere del nero · d7 pedone del nero · e7 pedone del nero · f7 pedone del nero · g7 pedone del nero · h7 pedone del nero · b6 pedone del nero · f6 cavallo del nero · c5 pedone del nero · c4 pedone del bianco · f3 cavallo del bianco · g3 pedone del bianco · a2 pedone del bianco · b2 pedone del bianco · d2 pedone del bianco · e2 pedone del bianco · f2 pedone del bianco · g2 alfiere del bianco · h2 pedone del bianco · a1 torre del bianco · b1 cavallo del bianco · c1 alfiere del bianco · d1 donna del bianco · f1 torre del bianco · g1 re del bianco | a8 torre del nero · b8 cavallo del nero · d8 donna del nero · e8 re del nero · f8 alfiere del nero · h8 torre del nero · a7 pedone del nero · b7 alfiere del nero · d7 pedone del nero · e7 pedone del nero · f7 pedone del nero · g7 pedone del nero · h7 pedone del nero · b6 pedone del nero · f6 cavallo del nero · c5 pedone del nero · c4 pedone del bianco · f3 cavallo del bianco · g3 pedone del bianco · a2 pedone del bianco · b2 pedone del bianco · d2 pedone del bianco · e2 pedone del bianco · f2 pedone del bianco · g2 alfiere del bianco · h2 pedone del bianco · a1 torre del bianco · b1 cavallo del bianco · c1 alfiere del bianco · d1 donna del bianco · f1 torre del bianco · g1 re del bianco | a8 torre del nero · b8 cavallo del nero · d8 donna del nero · e8 re del nero · f8 alfiere del nero · h8 torre del nero · a7 pedone del nero · b7 alfiere del nero · d7 pedone del nero · e7 pedone del nero · f7 pedone del nero · g7 pedone del nero · h7 pedone del nero · b6 pedone del nero · f6 cavallo del nero · c5 pedone del nero · c4 pedone del bianco · f3 cavallo del bianco · g3 pedone del bianco · a2 pedone del bianco · b2 pedone del bianco · d2 pedone del bianco · e2 pedone del bianco · f2 pedone del bianco · g2 alfiere del bianco · h2 pedone del bianco · a1 torre del bianco · b1 cavallo del bianco · c1 alfiere del bianco · d1 donna del bianco · f1 torre del bianco · g1 re del bianco | a8 torre del nero · b8 cavallo del nero · d8 donna del nero · e8 re del nero · f8 alfiere del nero · h8 torre del nero · a7 pedone del nero · b7 alfiere del nero · d7 pedone del nero · e7 pedone del nero · f7 pedone del nero · g7 pedone del nero · h7 pedone del nero · b6 pedone del nero · f6 cavallo del nero · c5 pedone del nero · c4 pedone del bianco · f3 cavallo del bianco · g3 pedone del bianco · a2 pedone del bianco · b2 pedone del bianco · d2 pedone del bianco · e2 pedone del bianco · f2 pedone del bianco · g2 alfiere del bianco · h2 pedone del bianco · a1 torre del bianco · b1 cavallo del bianco · c1 alfiere del bianco · d1 donna del bianco · f1 torre del bianco · g1 re del bianco | a8 torre del nero · b8 cavallo del nero · d8 donna del nero · e8 re del nero · f8 alfiere del nero · h8 torre del nero · a7 pedone del nero · b7 alfiere del nero · d7 pedone del nero · e7 pedone del nero · f7 pedone del nero · g7 pedone del nero · h7 pedone del nero · b6 pedone del nero · f6 cavallo del nero · c5 pedone del nero · c4 pedone del bianco · f3 cavallo del bianco · g3 pedone del bianco · a2 pedone del bianco · b2 pedone del bianco · d2 pedone del bianco · e2 pedone del bianco · f2 pedone del bianco · g2 alfiere del bianco · h2 pedone del bianco · a1 torre del bianco · b1 cavallo del bianco · c1 alfiere del bianco · d1 donna del bianco · f1 torre del bianco · g1 re del bianco | a8 torre del nero · b8 cavallo del nero · d8 donna del nero · e8 re del nero · f8 alfiere del nero · h8 torre del nero · a7 pedone del nero · b7 alfiere del nero · d7 pedone del nero · e7 pedone del nero · f7 pedone del nero · g7 pedone del nero · h7 pedone del nero · b6 pedone del nero · f6 cavallo del nero · c5 pedone del nero · c4 pedone del bianco · f3 cavallo del bianco · g3 pedone del bianco · a2 pedone del bianco · b2 pedone del bianco · d2 pedone del bianco · e2 pedone del bianco · f2 pedone del bianco · g2 alfiere del bianco · h2 pedone del bianco · a1 torre del bianco · b1 cavallo del bianco · c1 alfiere del bianco · d1 donna del bianco · f1 torre del bianco · g1 re del bianco | a8 torre del nero · b8 cavallo del nero · d8 donna del nero · e8 re del nero · f8 alfiere del nero · h8 torre del nero · a7 pedone del nero · b7 alfiere del nero · d7 pedone del nero · e7 pedone del nero · f7 pedone del nero · g7 pedone del nero · h7 pedone del nero · b6 pedone del nero · f6 cavallo del nero · c5 pedone del nero · c4 pedone del bianco · f3 cavallo del bianco · g3 pedone del bianco · a2 pedone del bianco · b2 pedone del bianco · d2 pedone del bianco · e2 pedone del bianco · f2 pedone del bianco · g2 alfiere del bianco · h2 pedone del bianco · a1 torre del bianco · b1 cavallo del bianco · c1 alfiere del bianco · d1 donna del bianco · f1 torre del bianco · g1 re del bianco | 7 |
| 6 | a8 torre del nero · b8 cavallo del nero · d8 donna del nero · e8 re del nero · f8 alfiere del nero · h8 torre del nero · a7 pedone del nero · b7 alfiere del nero · d7 pedone del nero · e7 pedone del nero · f7 pedone del nero · g7 pedone del nero · h7 pedone del nero · b6 pedone del nero · f6 cavallo del nero · c5 pedone del nero · c4 pedone del bianco · f3 cavallo del bianco · g3 pedone del bianco · a2 pedone del bianco · b2 pedone del bianco · d2 pedone del bianco · e2 pedone del bianco · f2 pedone del bianco · g2 alfiere del bianco · h2 pedone del bianco · a1 torre del bianco · b1 cavallo del bianco · c1 alfiere del bianco · d1 donna del bianco · f1 torre del bianco · g1 re del bianco | a8 torre del nero · b8 cavallo del nero · d8 donna del nero · e8 re del nero · f8 alfiere del nero · h8 torre del nero · a7 pedone del nero · b7 alfiere del nero · d7 pedone del nero · e7 pedone del nero · f7 pedone del nero · g7 pedone del nero · h7 pedone del nero · b6 pedone del nero · f6 cavallo del nero · c5 pedone del nero · c4 pedone del bianco · f3 cavallo del bianco · g3 pedone del bianco · a2 pedone del bianco · b2 pedone del bianco · d2 pedone del bianco · e2 pedone del bianco · f2 pedone del bianco · g2 alfiere del bianco · h2 pedone del bianco · a1 torre del bianco · b1 cavallo del bianco · c1 alfiere del bianco · d1 donna del bianco · f1 torre del bianco · g1 re del bianco | a8 torre del nero · b8 cavallo del nero · d8 donna del nero · e8 re del nero · f8 alfiere del nero · h8 torre del nero · a7 pedone del nero · b7 alfiere del nero · d7 pedone del nero · e7 pedone del nero · f7 pedone del nero · g7 pedone del nero · h7 pedone del nero · b6 pedone del nero · f6 cavallo del nero · c5 pedone del nero · c4 pedone del bianco · f3 cavallo del bianco · g3 pedone del bianco · a2 pedone del bianco · b2 pedone del bianco · d2 pedone del bianco · e2 pedone del bianco · f2 pedone del bianco · g2 alfiere del bianco · h2 pedone del bianco · a1 torre del bianco · b1 cavallo del bianco · c1 alfiere del bianco · d1 donna del bianco · f1 torre del bianco · g1 re del bianco | a8 torre del nero · b8 cavallo del nero · d8 donna del nero · e8 re del nero · f8 alfiere del nero · h8 torre del nero · a7 pedone del nero · b7 alfiere del nero · d7 pedone del nero · e7 pedone del nero · f7 pedone del nero · g7 pedone del nero · h7 pedone del nero · b6 pedone del nero · f6 cavallo del nero · c5 pedone del nero · c4 pedone del bianco · f3 cavallo del bianco · g3 pedone del bianco · a2 pedone del bianco · b2 pedone del bianco · d2 pedone del bianco · e2 pedone del bianco · f2 pedone del bianco · g2 alfiere del bianco · h2 pedone del bianco · a1 torre del bianco · b1 cavallo del bianco · c1 alfiere del bianco · d1 donna del bianco · f1 torre del bianco · g1 re del bianco | a8 torre del nero · b8 cavallo del nero · d8 donna del nero · e8 re del nero · f8 alfiere del nero · h8 torre del nero · a7 pedone del nero · b7 alfiere del nero · d7 pedone del nero · e7 pedone del nero · f7 pedone del nero · g7 pedone del nero · h7 pedone del nero · b6 pedone del nero · f6 cavallo del nero · c5 pedone del nero · c4 pedone del bianco · f3 cavallo del bianco · g3 pedone del bianco · a2 pedone del bianco · b2 pedone del bianco · d2 pedone del bianco · e2 pedone del bianco · f2 pedone del bianco · g2 alfiere del bianco · h2 pedone del bianco · a1 torre del bianco · b1 cavallo del bianco · c1 alfiere del bianco · d1 donna del bianco · f1 torre del bianco · g1 re del bianco | a8 torre del nero · b8 cavallo del nero · d8 donna del nero · e8 re del nero · f8 alfiere del nero · h8 torre del nero · a7 pedone del nero · b7 alfiere del nero · d7 pedone del nero · e7 pedone del nero · f7 pedone del nero · g7 pedone del nero · h7 pedone del nero · b6 pedone del nero · f6 cavallo del nero · c5 pedone del nero · c4 pedone del bianco · f3 cavallo del bianco · g3 pedone del bianco · a2 pedone del bianco · b2 pedone del bianco · d2 pedone del bianco · e2 pedone del bianco · f2 pedone del bianco · g2 alfiere del bianco · h2 pedone del bianco · a1 torre del bianco · b1 cavallo del bianco · c1 alfiere del bianco · d1 donna del bianco · f1 torre del bianco · g1 re del bianco | a8 torre del nero · b8 cavallo del nero · d8 donna del nero · e8 re del nero · f8 alfiere del nero · h8 torre del nero · a7 pedone del nero · b7 alfiere del nero · d7 pedone del nero · e7 pedone del nero · f7 pedone del nero · g7 pedone del nero · h7 pedone del nero · b6 pedone del nero · f6 cavallo del nero · c5 pedone del nero · c4 pedone del bianco · f3 cavallo del bianco · g3 pedone del bianco · a2 pedone del bianco · b2 pedone del bianco · d2 pedone del bianco · e2 pedone del bianco · f2 pedone del bianco · g2 alfiere del bianco · h2 pedone del bianco · a1 torre del bianco · b1 cavallo del bianco · c1 alfiere del bianco · d1 donna del bianco · f1 torre del bianco · g1 re del bianco | a8 torre del nero · b8 cavallo del nero · d8 donna del nero · e8 re del nero · f8 alfiere del nero · h8 torre del nero · a7 pedone del nero · b7 alfiere del nero · d7 pedone del nero · e7 pedone del nero · f7 pedone del nero · g7 pedone del nero · h7 pedone del nero · b6 pedone del nero · f6 cavallo del nero · c5 pedone del nero · c4 pedone del bianco · f3 cavallo del bianco · g3 pedone del bianco · a2 pedone del bianco · b2 pedone del bianco · d2 pedone del bianco · e2 pedone del bianco · f2 pedone del bianco · g2 alfiere del bianco · h2 pedone del bianco · a1 torre del bianco · b1 cavallo del bianco · c1 alfiere del bianco · d1 donna del bianco · f1 torre del bianco · g1 re del bianco | 6 |
| 5 | a8 torre del nero · b8 cavallo del nero · d8 donna del nero · e8 re del nero · f8 alfiere del nero · h8 torre del nero · a7 pedone del nero · b7 alfiere del nero · d7 pedone del nero · e7 pedone del nero · f7 pedone del nero · g7 pedone del nero · h7 pedone del nero · b6 pedone del nero · f6 cavallo del nero · c5 pedone del nero · c4 pedone del bianco · f3 cavallo del bianco · g3 pedone del bianco · a2 pedone del bianco · b2 pedone del bianco · d2 pedone del bianco · e2 pedone del bianco · f2 pedone del bianco · g2 alfiere del bianco · h2 pedone del bianco · a1 torre del bianco · b1 cavallo del bianco · c1 alfiere del bianco · d1 donna del bianco · f1 torre del bianco · g1 re del bianco | a8 torre del nero · b8 cavallo del nero · d8 donna del nero · e8 re del nero · f8 alfiere del nero · h8 torre del nero · a7 pedone del nero · b7 alfiere del nero · d7 pedone del nero · e7 pedone del nero · f7 pedone del nero · g7 pedone del nero · h7 pedone del nero · b6 pedone del nero · f6 cavallo del nero · c5 pedone del nero · c4 pedone del bianco · f3 cavallo del bianco · g3 pedone del bianco · a2 pedone del bianco · b2 pedone del bianco · d2 pedone del bianco · e2 pedone del bianco · f2 pedone del bianco · g2 alfiere del bianco · h2 pedone del bianco · a1 torre del bianco · b1 cavallo del bianco · c1 alfiere del bianco · d1 donna del bianco · f1 torre del bianco · g1 re del bianco | a8 torre del nero · b8 cavallo del nero · d8 donna del nero · e8 re del nero · f8 alfiere del nero · h8 torre del nero · a7 pedone del nero · b7 alfiere del nero · d7 pedone del nero · e7 pedone del nero · f7 pedone del nero · g7 pedone del nero · h7 pedone del nero · b6 pedone del nero · f6 cavallo del nero · c5 pedone del nero · c4 pedone del bianco · f3 cavallo del bianco · g3 pedone del bianco · a2 pedone del bianco · b2 pedone del bianco · d2 pedone del bianco · e2 pedone del bianco · f2 pedone del bianco · g2 alfiere del bianco · h2 pedone del bianco · a1 torre del bianco · b1 cavallo del bianco · c1 alfiere del bianco · d1 donna del bianco · f1 torre del bianco · g1 re del bianco | a8 torre del nero · b8 cavallo del nero · d8 donna del nero · e8 re del nero · f8 alfiere del nero · h8 torre del nero · a7 pedone del nero · b7 alfiere del nero · d7 pedone del nero · e7 pedone del nero · f7 pedone del nero · g7 pedone del nero · h7 pedone del nero · b6 pedone del nero · f6 cavallo del nero · c5 pedone del nero · c4 pedone del bianco · f3 cavallo del bianco · g3 pedone del bianco · a2 pedone del bianco · b2 pedone del bianco · d2 pedone del bianco · e2 pedone del bianco · f2 pedone del bianco · g2 alfiere del bianco · h2 pedone del bianco · a1 torre del bianco · b1 cavallo del bianco · c1 alfiere del bianco · d1 donna del bianco · f1 torre del bianco · g1 re del bianco | a8 torre del nero · b8 cavallo del nero · d8 donna del nero · e8 re del nero · f8 alfiere del nero · h8 torre del nero · a7 pedone del nero · b7 alfiere del nero · d7 pedone del nero · e7 pedone del nero · f7 pedone del nero · g7 pedone del nero · h7 pedone del nero · b6 pedone del nero · f6 cavallo del nero · c5 pedone del nero · c4 pedone del bianco · f3 cavallo del bianco · g3 pedone del bianco · a2 pedone del bianco · b2 pedone del bianco · d2 pedone del bianco · e2 pedone del bianco · f2 pedone del bianco · g2 alfiere del bianco · h2 pedone del bianco · a1 torre del bianco · b1 cavallo del bianco · c1 alfiere del bianco · d1 donna del bianco · f1 torre del bianco · g1 re del bianco | a8 torre del nero · b8 cavallo del nero · d8 donna del nero · e8 re del nero · f8 alfiere del nero · h8 torre del nero · a7 pedone del nero · b7 alfiere del nero · d7 pedone del nero · e7 pedone del nero · f7 pedone del nero · g7 pedone del nero · h7 pedone del nero · b6 pedone del nero · f6 cavallo del nero · c5 pedone del nero · c4 pedone del bianco · f3 cavallo del bianco · g3 pedone del bianco · a2 pedone del bianco · b2 pedone del bianco · d2 pedone del bianco · e2 pedone del bianco · f2 pedone del bianco · g2 alfiere del bianco · h2 pedone del bianco · a1 torre del bianco · b1 cavallo del bianco · c1 alfiere del bianco · d1 donna del bianco · f1 torre del bianco · g1 re del bianco | a8 torre del nero · b8 cavallo del nero · d8 donna del nero · e8 re del nero · f8 alfiere del nero · h8 torre del nero · a7 pedone del nero · b7 alfiere del nero · d7 pedone del nero · e7 pedone del nero · f7 pedone del nero · g7 pedone del nero · h7 pedone del nero · b6 pedone del nero · f6 cavallo del nero · c5 pedone del nero · c4 pedone del bianco · f3 cavallo del bianco · g3 pedone del bianco · a2 pedone del bianco · b2 pedone del bianco · d2 pedone del bianco · e2 pedone del bianco · f2 pedone del bianco · g2 alfiere del bianco · h2 pedone del bianco · a1 torre del bianco · b1 cavallo del bianco · c1 alfiere del bianco · d1 donna del bianco · f1 torre del bianco · g1 re del bianco | a8 torre del nero · b8 cavallo del nero · d8 donna del nero · e8 re del nero · f8 alfiere del nero · h8 torre del nero · a7 pedone del nero · b7 alfiere del nero · d7 pedone del nero · e7 pedone del nero · f7 pedone del nero · g7 pedone del nero · h7 pedone del nero · b6 pedone del nero · f6 cavallo del nero · c5 pedone del nero · c4 pedone del bianco · f3 cavallo del bianco · g3 pedone del bianco · a2 pedone del bianco · b2 pedone del bianco · d2 pedone del bianco · e2 pedone del bianco · f2 pedone del bianco · g2 alfiere del bianco · h2 pedone del bianco · a1 torre del bianco · b1 cavallo del bianco · c1 alfiere del bianco · d1 donna del bianco · f1 torre del bianco · g1 re del bianco | 5 |
| 4 | a8 torre del nero · b8 cavallo del nero · d8 donna del nero · e8 re del nero · f8 alfiere del nero · h8 torre del nero · a7 pedone del nero · b7 alfiere del nero · d7 pedone del nero · e7 pedone del nero · f7 pedone del nero · g7 pedone del nero · h7 pedone del nero · b6 pedone del nero · f6 cavallo del nero · c5 pedone del nero · c4 pedone del bianco · f3 cavallo del bianco · g3 pedone del bianco · a2 pedone del bianco · b2 pedone del bianco · d2 pedone del bianco · e2 pedone del bianco · f2 pedone del bianco · g2 alfiere del bianco · h2 pedone del bianco · a1 torre del bianco · b1 cavallo del bianco · c1 alfiere del bianco · d1 donna del bianco · f1 torre del bianco · g1 re del bianco | a8 torre del nero · b8 cavallo del nero · d8 donna del nero · e8 re del nero · f8 alfiere del nero · h8 torre del nero · a7 pedone del nero · b7 alfiere del nero · d7 pedone del nero · e7 pedone del nero · f7 pedone del nero · g7 pedone del nero · h7 pedone del nero · b6 pedone del nero · f6 cavallo del nero · c5 pedone del nero · c4 pedone del bianco · f3 cavallo del bianco · g3 pedone del bianco · a2 pedone del bianco · b2 pedone del bianco · d2 pedone del bianco · e2 pedone del bianco · f2 pedone del bianco · g2 alfiere del bianco · h2 pedone del bianco · a1 torre del bianco · b1 cavallo del bianco · c1 alfiere del bianco · d1 donna del bianco · f1 torre del bianco · g1 re del bianco | a8 torre del nero · b8 cavallo del nero · d8 donna del nero · e8 re del nero · f8 alfiere del nero · h8 torre del nero · a7 pedone del nero · b7 alfiere del nero · d7 pedone del nero · e7 pedone del nero · f7 pedone del nero · g7 pedone del nero · h7 pedone del nero · b6 pedone del nero · f6 cavallo del nero · c5 pedone del nero · c4 pedone del bianco · f3 cavallo del bianco · g3 pedone del bianco · a2 pedone del bianco · b2 pedone del bianco · d2 pedone del bianco · e2 pedone del bianco · f2 pedone del bianco · g2 alfiere del bianco · h2 pedone del bianco · a1 torre del bianco · b1 cavallo del bianco · c1 alfiere del bianco · d1 donna del bianco · f1 torre del bianco · g1 re del bianco | a8 torre del nero · b8 cavallo del nero · d8 donna del nero · e8 re del nero · f8 alfiere del nero · h8 torre del nero · a7 pedone del nero · b7 alfiere del nero · d7 pedone del nero · e7 pedone del nero · f7 pedone del nero · g7 pedone del nero · h7 pedone del nero · b6 pedone del nero · f6 cavallo del nero · c5 pedone del nero · c4 pedone del bianco · f3 cavallo del bianco · g3 pedone del bianco · a2 pedone del bianco · b2 pedone del bianco · d2 pedone del bianco · e2 pedone del bianco · f2 pedone del bianco · g2 alfiere del bianco · h2 pedone del bianco · a1 torre del bianco · b1 cavallo del bianco · c1 alfiere del bianco · d1 donna del bianco · f1 torre del bianco · g1 re del bianco | a8 torre del nero · b8 cavallo del nero · d8 donna del nero · e8 re del nero · f8 alfiere del nero · h8 torre del nero · a7 pedone del nero · b7 alfiere del nero · d7 pedone del nero · e7 pedone del nero · f7 pedone del nero · g7 pedone del nero · h7 pedone del nero · b6 pedone del nero · f6 cavallo del nero · c5 pedone del nero · c4 pedone del bianco · f3 cavallo del bianco · g3 pedone del bianco · a2 pedone del bianco · b2 pedone del bianco · d2 pedone del bianco · e2 pedone del bianco · f2 pedone del bianco · g2 alfiere del bianco · h2 pedone del bianco · a1 torre del bianco · b1 cavallo del bianco · c1 alfiere del bianco · d1 donna del bianco · f1 torre del bianco · g1 re del bianco | a8 torre del nero · b8 cavallo del nero · d8 donna del nero · e8 re del nero · f8 alfiere del nero · h8 torre del nero · a7 pedone del nero · b7 alfiere del nero · d7 pedone del nero · e7 pedone del nero · f7 pedone del nero · g7 pedone del nero · h7 pedone del nero · b6 pedone del nero · f6 cavallo del nero · c5 pedone del nero · c4 pedone del bianco · f3 cavallo del bianco · g3 pedone del bianco · a2 pedone del bianco · b2 pedone del bianco · d2 pedone del bianco · e2 pedone del bianco · f2 pedone del bianco · g2 alfiere del bianco · h2 pedone del bianco · a1 torre del bianco · b1 cavallo del bianco · c1 alfiere del bianco · d1 donna del bianco · f1 torre del bianco · g1 re del bianco | a8 torre del nero · b8 cavallo del nero · d8 donna del nero · e8 re del nero · f8 alfiere del nero · h8 torre del nero · a7 pedone del nero · b7 alfiere del nero · d7 pedone del nero · e7 pedone del nero · f7 pedone del nero · g7 pedone del nero · h7 pedone del nero · b6 pedone del nero · f6 cavallo del nero · c5 pedone del nero · c4 pedone del bianco · f3 cavallo del bianco · g3 pedone del bianco · a2 pedone del bianco · b2 pedone del bianco · d2 pedone del bianco · e2 pedone del bianco · f2 pedone del bianco · g2 alfiere del bianco · h2 pedone del bianco · a1 torre del bianco · b1 cavallo del bianco · c1 alfiere del bianco · d1 donna del bianco · f1 torre del bianco · g1 re del bianco | a8 torre del nero · b8 cavallo del nero · d8 donna del nero · e8 re del nero · f8 alfiere del nero · h8 torre del nero · a7 pedone del nero · b7 alfiere del nero · d7 pedone del nero · e7 pedone del nero · f7 pedone del nero · g7 pedone del nero · h7 pedone del nero · b6 pedone del nero · f6 cavallo del nero · c5 pedone del nero · c4 pedone del bianco · f3 cavallo del bianco · g3 pedone del bianco · a2 pedone del bianco · b2 pedone del bianco · d2 pedone del bianco · e2 pedone del bianco · f2 pedone del bianco · g2 alfiere del bianco · h2 pedone del bianco · a1 torre del bianco · b1 cavallo del bianco · c1 alfiere del bianco · d1 donna del bianco · f1 torre del bianco · g1 re del bianco | 4 |
| 3 | a8 torre del nero · b8 cavallo del nero · d8 donna del nero · e8 re del nero · f8 alfiere del nero · h8 torre del nero · a7 pedone del nero · b7 alfiere del nero · d7 pedone del nero · e7 pedone del nero · f7 pedone del nero · g7 pedone del nero · h7 pedone del nero · b6 pedone del nero · f6 cavallo del nero · c5 pedone del nero · c4 pedone del bianco · f3 cavallo del bianco · g3 pedone del bianco · a2 pedone del bianco · b2 pedone del bianco · d2 pedone del bianco · e2 pedone del bianco · f2 pedone del bianco · g2 alfiere del bianco · h2 pedone del bianco · a1 torre del bianco · b1 cavallo del bianco · c1 alfiere del bianco · d1 donna del bianco · f1 torre del bianco · g1 re del bianco | a8 torre del nero · b8 cavallo del nero · d8 donna del nero · e8 re del nero · f8 alfiere del nero · h8 torre del nero · a7 pedone del nero · b7 alfiere del nero · d7 pedone del nero · e7 pedone del nero · f7 pedone del nero · g7 pedone del nero · h7 pedone del nero · b6 pedone del nero · f6 cavallo del nero · c5 pedone del nero · c4 pedone del bianco · f3 cavallo del bianco · g3 pedone del bianco · a2 pedone del bianco · b2 pedone del bianco · d2 pedone del bianco · e2 pedone del bianco · f2 pedone del bianco · g2 alfiere del bianco · h2 pedone del bianco · a1 torre del bianco · b1 cavallo del bianco · c1 alfiere del bianco · d1 donna del bianco · f1 torre del bianco · g1 re del bianco | a8 torre del nero · b8 cavallo del nero · d8 donna del nero · e8 re del nero · f8 alfiere del nero · h8 torre del nero · a7 pedone del nero · b7 alfiere del nero · d7 pedone del nero · e7 pedone del nero · f7 pedone del nero · g7 pedone del nero · h7 pedone del nero · b6 pedone del nero · f6 cavallo del nero · c5 pedone del nero · c4 pedone del bianco · f3 cavallo del bianco · g3 pedone del bianco · a2 pedone del bianco · b2 pedone del bianco · d2 pedone del bianco · e2 pedone del bianco · f2 pedone del bianco · g2 alfiere del bianco · h2 pedone del bianco · a1 torre del bianco · b1 cavallo del bianco · c1 alfiere del bianco · d1 donna del bianco · f1 torre del bianco · g1 re del bianco | a8 torre del nero · b8 cavallo del nero · d8 donna del nero · e8 re del nero · f8 alfiere del nero · h8 torre del nero · a7 pedone del nero · b7 alfiere del nero · d7 pedone del nero · e7 pedone del nero · f7 pedone del nero · g7 pedone del nero · h7 pedone del nero · b6 pedone del nero · f6 cavallo del nero · c5 pedone del nero · c4 pedone del bianco · f3 cavallo del bianco · g3 pedone del bianco · a2 pedone del bianco · b2 pedone del bianco · d2 pedone del bianco · e2 pedone del bianco · f2 pedone del bianco · g2 alfiere del bianco · h2 pedone del bianco · a1 torre del bianco · b1 cavallo del bianco · c1 alfiere del bianco · d1 donna del bianco · f1 torre del bianco · g1 re del bianco | a8 torre del nero · b8 cavallo del nero · d8 donna del nero · e8 re del nero · f8 alfiere del nero · h8 torre del nero · a7 pedone del nero · b7 alfiere del nero · d7 pedone del nero · e7 pedone del nero · f7 pedone del nero · g7 pedone del nero · h7 pedone del nero · b6 pedone del nero · f6 cavallo del nero · c5 pedone del nero · c4 pedone del bianco · f3 cavallo del bianco · g3 pedone del bianco · a2 pedone del bianco · b2 pedone del bianco · d2 pedone del bianco · e2 pedone del bianco · f2 pedone del bianco · g2 alfiere del bianco · h2 pedone del bianco · a1 torre del bianco · b1 cavallo del bianco · c1 alfiere del bianco · d1 donna del bianco · f1 torre del bianco · g1 re del bianco | a8 torre del nero · b8 cavallo del nero · d8 donna del nero · e8 re del nero · f8 alfiere del nero · h8 torre del nero · a7 pedone del nero · b7 alfiere del nero · d7 pedone del nero · e7 pedone del nero · f7 pedone del nero · g7 pedone del nero · h7 pedone del nero · b6 pedone del nero · f6 cavallo del nero · c5 pedone del nero · c4 pedone del bianco · f3 cavallo del bianco · g3 pedone del bianco · a2 pedone del bianco · b2 pedone del bianco · d2 pedone del bianco · e2 pedone del bianco · f2 pedone del bianco · g2 alfiere del bianco · h2 pedone del bianco · a1 torre del bianco · b1 cavallo del bianco · c1 alfiere del bianco · d1 donna del bianco · f1 torre del bianco · g1 re del bianco | a8 torre del nero · b8 cavallo del nero · d8 donna del nero · e8 re del nero · f8 alfiere del nero · h8 torre del nero · a7 pedone del nero · b7 alfiere del nero · d7 pedone del nero · e7 pedone del nero · f7 pedone del nero · g7 pedone del nero · h7 pedone del nero · b6 pedone del nero · f6 cavallo del nero · c5 pedone del nero · c4 pedone del bianco · f3 cavallo del bianco · g3 pedone del bianco · a2 pedone del bianco · b2 pedone del bianco · d2 pedone del bianco · e2 pedone del bianco · f2 pedone del bianco · g2 alfiere del bianco · h2 pedone del bianco · a1 torre del bianco · b1 cavallo del bianco · c1 alfiere del bianco · d1 donna del bianco · f1 torre del bianco · g1 re del bianco | a8 torre del nero · b8 cavallo del nero · d8 donna del nero · e8 re del nero · f8 alfiere del nero · h8 torre del nero · a7 pedone del nero · b7 alfiere del nero · d7 pedone del nero · e7 pedone del nero · f7 pedone del nero · g7 pedone del nero · h7 pedone del nero · b6 pedone del nero · f6 cavallo del nero · c5 pedone del nero · c4 pedone del bianco · f3 cavallo del bianco · g3 pedone del bianco · a2 pedone del bianco · b2 pedone del bianco · d2 pedone del bianco · e2 pedone del bianco · f2 pedone del bianco · g2 alfiere del bianco · h2 pedone del bianco · a1 torre del bianco · b1 cavallo del bianco · c1 alfiere del bianco · d1 donna del bianco · f1 torre del bianco · g1 re del bianco | 3 |
| 2 | a8 torre del nero · b8 cavallo del nero · d8 donna del nero · e8 re del nero · f8 alfiere del nero · h8 torre del nero · a7 pedone del nero · b7 alfiere del nero · d7 pedone del nero · e7 pedone del nero · f7 pedone del nero · g7 pedone del nero · h7 pedone del nero · b6 pedone del nero · f6 cavallo del nero · c5 pedone del nero · c4 pedone del bianco · f3 cavallo del bianco · g3 pedone del bianco · a2 pedone del bianco · b2 pedone del bianco · d2 pedone del bianco · e2 pedone del bianco · f2 pedone del bianco · g2 alfiere del bianco · h2 pedone del bianco · a1 torre del bianco · b1 cavallo del bianco · c1 alfiere del bianco · d1 donna del bianco · f1 torre del bianco · g1 re del bianco | a8 torre del nero · b8 cavallo del nero · d8 donna del nero · e8 re del nero · f8 alfiere del nero · h8 torre del nero · a7 pedone del nero · b7 alfiere del nero · d7 pedone del nero · e7 pedone del nero · f7 pedone del nero · g7 pedone del nero · h7 pedone del nero · b6 pedone del nero · f6 cavallo del nero · c5 pedone del nero · c4 pedone del bianco · f3 cavallo del bianco · g3 pedone del bianco · a2 pedone del bianco · b2 pedone del bianco · d2 pedone del bianco · e2 pedone del bianco · f2 pedone del bianco · g2 alfiere del bianco · h2 pedone del bianco · a1 torre del bianco · b1 cavallo del bianco · c1 alfiere del bianco · d1 donna del bianco · f1 torre del bianco · g1 re del bianco | a8 torre del nero · b8 cavallo del nero · d8 donna del nero · e8 re del nero · f8 alfiere del nero · h8 torre del nero · a7 pedone del nero · b7 alfiere del nero · d7 pedone del nero · e7 pedone del nero · f7 pedone del nero · g7 pedone del nero · h7 pedone del nero · b6 pedone del nero · f6 cavallo del nero · c5 pedone del nero · c4 pedone del bianco · f3 cavallo del bianco · g3 pedone del bianco · a2 pedone del bianco · b2 pedone del bianco · d2 pedone del bianco · e2 pedone del bianco · f2 pedone del bianco · g2 alfiere del bianco · h2 pedone del bianco · a1 torre del bianco · b1 cavallo del bianco · c1 alfiere del bianco · d1 donna del bianco · f1 torre del bianco · g1 re del bianco | a8 torre del nero · b8 cavallo del nero · d8 donna del nero · e8 re del nero · f8 alfiere del nero · h8 torre del nero · a7 pedone del nero · b7 alfiere del nero · d7 pedone del nero · e7 pedone del nero · f7 pedone del nero · g7 pedone del nero · h7 pedone del nero · b6 pedone del nero · f6 cavallo del nero · c5 pedone del nero · c4 pedone del bianco · f3 cavallo del bianco · g3 pedone del bianco · a2 pedone del bianco · b2 pedone del bianco · d2 pedone del bianco · e2 pedone del bianco · f2 pedone del bianco · g2 alfiere del bianco · h2 pedone del bianco · a1 torre del bianco · b1 cavallo del bianco · c1 alfiere del bianco · d1 donna del bianco · f1 torre del bianco · g1 re del bianco | a8 torre del nero · b8 cavallo del nero · d8 donna del nero · e8 re del nero · f8 alfiere del nero · h8 torre del nero · a7 pedone del nero · b7 alfiere del nero · d7 pedone del nero · e7 pedone del nero · f7 pedone del nero · g7 pedone del nero · h7 pedone del nero · b6 pedone del nero · f6 cavallo del nero · c5 pedone del nero · c4 pedone del bianco · f3 cavallo del bianco · g3 pedone del bianco · a2 pedone del bianco · b2 pedone del bianco · d2 pedone del bianco · e2 pedone del bianco · f2 pedone del bianco · g2 alfiere del bianco · h2 pedone del bianco · a1 torre del bianco · b1 cavallo del bianco · c1 alfiere del bianco · d1 donna del bianco · f1 torre del bianco · g1 re del bianco | a8 torre del nero · b8 cavallo del nero · d8 donna del nero · e8 re del nero · f8 alfiere del nero · h8 torre del nero · a7 pedone del nero · b7 alfiere del nero · d7 pedone del nero · e7 pedone del nero · f7 pedone del nero · g7 pedone del nero · h7 pedone del nero · b6 pedone del nero · f6 cavallo del nero · c5 pedone del nero · c4 pedone del bianco · f3 cavallo del bianco · g3 pedone del bianco · a2 pedone del bianco · b2 pedone del bianco · d2 pedone del bianco · e2 pedone del bianco · f2 pedone del bianco · g2 alfiere del bianco · h2 pedone del bianco · a1 torre del bianco · b1 cavallo del bianco · c1 alfiere del bianco · d1 donna del bianco · f1 torre del bianco · g1 re del bianco | a8 torre del nero · b8 cavallo del nero · d8 donna del nero · e8 re del nero · f8 alfiere del nero · h8 torre del nero · a7 pedone del nero · b7 alfiere del nero · d7 pedone del nero · e7 pedone del nero · f7 pedone del nero · g7 pedone del nero · h7 pedone del nero · b6 pedone del nero · f6 cavallo del nero · c5 pedone del nero · c4 pedone del bianco · f3 cavallo del bianco · g3 pedone del bianco · a2 pedone del bianco · b2 pedone del bianco · d2 pedone del bianco · e2 pedone del bianco · f2 pedone del bianco · g2 alfiere del bianco · h2 pedone del bianco · a1 torre del bianco · b1 cavallo del bianco · c1 alfiere del bianco · d1 donna del bianco · f1 torre del bianco · g1 re del bianco | a8 torre del nero · b8 cavallo del nero · d8 donna del nero · e8 re del nero · f8 alfiere del nero · h8 torre del nero · a7 pedone del nero · b7 alfiere del nero · d7 pedone del nero · e7 pedone del nero · f7 pedone del nero · g7 pedone del nero · h7 pedone del nero · b6 pedone del nero · f6 cavallo del nero · c5 pedone del nero · c4 pedone del bianco · f3 cavallo del bianco · g3 pedone del bianco · a2 pedone del bianco · b2 pedone del bianco · d2 pedone del bianco · e2 pedone del bianco · f2 pedone del bianco · g2 alfiere del bianco · h2 pedone del bianco · a1 torre del bianco · b1 cavallo del bianco · c1 alfiere del bianco · d1 donna del bianco · f1 torre del bianco · g1 re del bianco | 2 |
| 1 | a8 torre del nero · b8 cavallo del nero · d8 donna del nero · e8 re del nero · f8 alfiere del nero · h8 torre del nero · a7 pedone del nero · b7 alfiere del nero · d7 pedone del nero · e7 pedone del nero · f7 pedone del nero · g7 pedone del nero · h7 pedone del nero · b6 pedone del nero · f6 cavallo del nero · c5 pedone del nero · c4 pedone del bianco · f3 cavallo del bianco · g3 pedone del bianco · a2 pedone del bianco · b2 pedone del bianco · d2 pedone del bianco · e2 pedone del bianco · f2 pedone del bianco · g2 alfiere del bianco · h2 pedone del bianco · a1 torre del bianco · b1 cavallo del bianco · c1 alfiere del bianco · d1 donna del bianco · f1 torre del bianco · g1 re del bianco | a8 torre del nero · b8 cavallo del nero · d8 donna del nero · e8 re del nero · f8 alfiere del nero · h8 torre del nero · a7 pedone del nero · b7 alfiere del nero · d7 pedone del nero · e7 pedone del nero · f7 pedone del nero · g7 pedone del nero · h7 pedone del nero · b6 pedone del nero · f6 cavallo del nero · c5 pedone del nero · c4 pedone del bianco · f3 cavallo del bianco · g3 pedone del bianco · a2 pedone del bianco · b2 pedone del bianco · d2 pedone del bianco · e2 pedone del bianco · f2 pedone del bianco · g2 alfiere del bianco · h2 pedone del bianco · a1 torre del bianco · b1 cavallo del bianco · c1 alfiere del bianco · d1 donna del bianco · f1 torre del bianco · g1 re del bianco | a8 torre del nero · b8 cavallo del nero · d8 donna del nero · e8 re del nero · f8 alfiere del nero · h8 torre del nero · a7 pedone del nero · b7 alfiere del nero · d7 pedone del nero · e7 pedone del nero · f7 pedone del nero · g7 pedone del nero · h7 pedone del nero · b6 pedone del nero · f6 cavallo del nero · c5 pedone del nero · c4 pedone del bianco · f3 cavallo del bianco · g3 pedone del bianco · a2 pedone del bianco · b2 pedone del bianco · d2 pedone del bianco · e2 pedone del bianco · f2 pedone del bianco · g2 alfiere del bianco · h2 pedone del bianco · a1 torre del bianco · b1 cavallo del bianco · c1 alfiere del bianco · d1 donna del bianco · f1 torre del bianco · g1 re del bianco | a8 torre del nero · b8 cavallo del nero · d8 donna del nero · e8 re del nero · f8 alfiere del nero · h8 torre del nero · a7 pedone del nero · b7 alfiere del nero · d7 pedone del nero · e7 pedone del nero · f7 pedone del nero · g7 pedone del nero · h7 pedone del nero · b6 pedone del nero · f6 cavallo del nero · c5 pedone del nero · c4 pedone del bianco · f3 cavallo del bianco · g3 pedone del bianco · a2 pedone del bianco · b2 pedone del bianco · d2 pedone del bianco · e2 pedone del bianco · f2 pedone del bianco · g2 alfiere del bianco · h2 pedone del bianco · a1 torre del bianco · b1 cavallo del bianco · c1 alfiere del bianco · d1 donna del bianco · f1 torre del bianco · g1 re del bianco | a8 torre del nero · b8 cavallo del nero · d8 donna del nero · e8 re del nero · f8 alfiere del nero · h8 torre del nero · a7 pedone del nero · b7 alfiere del nero · d7 pedone del nero · e7 pedone del nero · f7 pedone del nero · g7 pedone del nero · h7 pedone del nero · b6 pedone del nero · f6 cavallo del nero · c5 pedone del nero · c4 pedone del bianco · f3 cavallo del bianco · g3 pedone del bianco · a2 pedone del bianco · b2 pedone del bianco · d2 pedone del bianco · e2 pedone del bianco · f2 pedone del bianco · g2 alfiere del bianco · h2 pedone del bianco · a1 torre del bianco · b1 cavallo del bianco · c1 alfiere del bianco · d1 donna del bianco · f1 torre del bianco · g1 re del bianco | a8 torre del nero · b8 cavallo del nero · d8 donna del nero · e8 re del nero · f8 alfiere del nero · h8 torre del nero · a7 pedone del nero · b7 alfiere del nero · d7 pedone del nero · e7 pedone del nero · f7 pedone del nero · g7 pedone del nero · h7 pedone del nero · b6 pedone del nero · f6 cavallo del nero · c5 pedone del nero · c4 pedone del bianco · f3 cavallo del bianco · g3 pedone del bianco · a2 pedone del bianco · b2 pedone del bianco · d2 pedone del bianco · e2 pedone del bianco · f2 pedone del bianco · g2 alfiere del bianco · h2 pedone del bianco · a1 torre del bianco · b1 cavallo del bianco · c1 alfiere del bianco · d1 donna del bianco · f1 torre del bianco · g1 re del bianco | a8 torre del nero · b8 cavallo del nero · d8 donna del nero · e8 re del nero · f8 alfiere del nero · h8 torre del nero · a7 pedone del nero · b7 alfiere del nero · d7 pedone del nero · e7 pedone del nero · f7 pedone del nero · g7 pedone del nero · h7 pedone del nero · b6 pedone del nero · f6 cavallo del nero · c5 pedone del nero · c4 pedone del bianco · f3 cavallo del bianco · g3 pedone del bianco · a2 pedone del bianco · b2 pedone del bianco · d2 pedone del bianco · e2 pedone del bianco · f2 pedone del bianco · g2 alfiere del bianco · h2 pedone del bianco · a1 torre del bianco · b1 cavallo del bianco · c1 alfiere del bianco · d1 donna del bianco · f1 torre del bianco · g1 re del bianco | a8 torre del nero · b8 cavallo del nero · d8 donna del nero · e8 re del nero · f8 alfiere del nero · h8 torre del nero · a7 pedone del nero · b7 alfiere del nero · d7 pedone del nero · e7 pedone del nero · f7 pedone del nero · g7 pedone del nero · h7 pedone del nero · b6 pedone del nero · f6 cavallo del nero · c5 pedone del nero · c4 pedone del bianco · f3 cavallo del bianco · g3 pedone del bianco · a2 pedone del bianco · b2 pedone del bianco · d2 pedone del bianco · e2 pedone del bianco · f2 pedone del bianco · g2 alfiere del bianco · h2 pedone del bianco · a1 torre del bianco · b1 cavallo del bianco · c1 alfiere del bianco · d1 donna del bianco · f1 torre del bianco · g1 re del bianco | 1 |
|   | a | b | c | d | e | f | g | h |   |

Ora al nero si presentano due alternative principali: sviluppare l'alfiere camposcuro in fianchetto  - portando al cosiddetto riccio doppio - oppure svilupparlo nella casella e7 (riccio semplice). Nel primo caso egli spingerà in g6 per poi fianchettare l'alfiere, mentre nel secondo caso spingerà in e6 per poi accentrare l'alfiere. La teoria tende a considerare dubbia il riccio semplice in quanto il bianco, tramite una serie di mosse buone, può portarsi in netto vantaggio rispetto al nero. Per quanto riguarda il riccio doppio la teoria, invece, considera pari le posizioni che ne scaturiscono. Queste importanti varianti della partita inglese sono classificate con codice ECO A17

#### Variante simmetrica
|   | a | b | c | d | e | f | g | h |   |
| 8 | a8 torre del nero · c8 alfiere del nero · d8 donna del nero · e8 re del nero · g8 cavallo del nero · h8 torre del nero · a7 pedone del nero · b7 pedone del nero · d7 pedone del nero · e7 pedone del nero · f7 pedone del nero · g7 alfiere del nero · h7 pedone del nero · c6 cavallo del nero · g6 pedone del nero · c5 pedone del nero · c4 pedone del bianco · c3 cavallo del bianco · f3 cavallo del bianco · g3 pedone del bianco · a2 pedone del bianco · b2 pedone del bianco · d2 pedone del bianco · e2 pedone del bianco · f2 pedone del bianco · g2 alfiere del bianco · h2 pedone del bianco · a1 torre del bianco · c1 alfiere del bianco · d1 donna del bianco · e1 re del bianco · h1 torre del bianco | a8 torre del nero · c8 alfiere del nero · d8 donna del nero · e8 re del nero · g8 cavallo del nero · h8 torre del nero · a7 pedone del nero · b7 pedone del nero · d7 pedone del nero · e7 pedone del nero · f7 pedone del nero · g7 alfiere del nero · h7 pedone del nero · c6 cavallo del nero · g6 pedone del nero · c5 pedone del nero · c4 pedone del bianco · c3 cavallo del bianco · f3 cavallo del bianco · g3 pedone del bianco · a2 pedone del bianco · b2 pedone del bianco · d2 pedone del bianco · e2 pedone del bianco · f2 pedone del bianco · g2 alfiere del bianco · h2 pedone del bianco · a1 torre del bianco · c1 alfiere del bianco · d1 donna del bianco · e1 re del bianco · h1 torre del bianco | a8 torre del nero · c8 alfiere del nero · d8 donna del nero · e8 re del nero · g8 cavallo del nero · h8 torre del nero · a7 pedone del nero · b7 pedone del nero · d7 pedone del nero · e7 pedone del nero · f7 pedone del nero · g7 alfiere del nero · h7 pedone del nero · c6 cavallo del nero · g6 pedone del nero · c5 pedone del nero · c4 pedone del bianco · c3 cavallo del bianco · f3 cavallo del bianco · g3 pedone del bianco · a2 pedone del bianco · b2 pedone del bianco · d2 pedone del bianco · e2 pedone del bianco · f2 pedone del bianco · g2 alfiere del bianco · h2 pedone del bianco · a1 torre del bianco · c1 alfiere del bianco · d1 donna del bianco · e1 re del bianco · h1 torre del bianco | a8 torre del nero · c8 alfiere del nero · d8 donna del nero · e8 re del nero · g8 cavallo del nero · h8 torre del nero · a7 pedone del nero · b7 pedone del nero · d7 pedone del nero · e7 pedone del nero · f7 pedone del nero · g7 alfiere del nero · h7 pedone del nero · c6 cavallo del nero · g6 pedone del nero · c5 pedone del nero · c4 pedone del bianco · c3 cavallo del bianco · f3 cavallo del bianco · g3 pedone del bianco · a2 pedone del bianco · b2 pedone del bianco · d2 pedone del bianco · e2 pedone del bianco · f2 pedone del bianco · g2 alfiere del bianco · h2 pedone del bianco · a1 torre del bianco · c1 alfiere del bianco · d1 donna del bianco · e1 re del bianco · h1 torre del bianco | a8 torre del nero · c8 alfiere del nero · d8 donna del nero · e8 re del nero · g8 cavallo del nero · h8 torre del nero · a7 pedone del nero · b7 pedone del nero · d7 pedone del nero · e7 pedone del nero · f7 pedone del nero · g7 alfiere del nero · h7 pedone del nero · c6 cavallo del nero · g6 pedone del nero · c5 pedone del nero · c4 pedone del bianco · c3 cavallo del bianco · f3 cavallo del bianco · g3 pedone del bianco · a2 pedone del bianco · b2 pedone del bianco · d2 pedone del bianco · e2 pedone del bianco · f2 pedone del bianco · g2 alfiere del bianco · h2 pedone del bianco · a1 torre del bianco · c1 alfiere del bianco · d1 donna del bianco · e1 re del bianco · h1 torre del bianco | a8 torre del nero · c8 alfiere del nero · d8 donna del nero · e8 re del nero · g8 cavallo del nero · h8 torre del nero · a7 pedone del nero · b7 pedone del nero · d7 pedone del nero · e7 pedone del nero · f7 pedone del nero · g7 alfiere del nero · h7 pedone del nero · c6 cavallo del nero · g6 pedone del nero · c5 pedone del nero · c4 pedone del bianco · c3 cavallo del bianco · f3 cavallo del bianco · g3 pedone del bianco · a2 pedone del bianco · b2 pedone del bianco · d2 pedone del bianco · e2 pedone del bianco · f2 pedone del bianco · g2 alfiere del bianco · h2 pedone del bianco · a1 torre del bianco · c1 alfiere del bianco · d1 donna del bianco · e1 re del bianco · h1 torre del bianco | a8 torre del nero · c8 alfiere del nero · d8 donna del nero · e8 re del nero · g8 cavallo del nero · h8 torre del nero · a7 pedone del nero · b7 pedone del nero · d7 pedone del nero · e7 pedone del nero · f7 pedone del nero · g7 alfiere del nero · h7 pedone del nero · c6 cavallo del nero · g6 pedone del nero · c5 pedone del nero · c4 pedone del bianco · c3 cavallo del bianco · f3 cavallo del bianco · g3 pedone del bianco · a2 pedone del bianco · b2 pedone del bianco · d2 pedone del bianco · e2 pedone del bianco · f2 pedone del bianco · g2 alfiere del bianco · h2 pedone del bianco · a1 torre del bianco · c1 alfiere del bianco · d1 donna del bianco · e1 re del bianco · h1 torre del bianco | a8 torre del nero · c8 alfiere del nero · d8 donna del nero · e8 re del nero · g8 cavallo del nero · h8 torre del nero · a7 pedone del nero · b7 pedone del nero · d7 pedone del nero · e7 pedone del nero · f7 pedone del nero · g7 alfiere del nero · h7 pedone del nero · c6 cavallo del nero · g6 pedone del nero · c5 pedone del nero · c4 pedone del bianco · c3 cavallo del bianco · f3 cavallo del bianco · g3 pedone del bianco · a2 pedone del bianco · b2 pedone del bianco · d2 pedone del bianco · e2 pedone del bianco · f2 pedone del bianco · g2 alfiere del bianco · h2 pedone del bianco · a1 torre del bianco · c1 alfiere del bianco · d1 donna del bianco · e1 re del bianco · h1 torre del bianco | 8 |
| 7 | a8 torre del nero · c8 alfiere del nero · d8 donna del nero · e8 re del nero · g8 cavallo del nero · h8 torre del nero · a7 pedone del nero · b7 pedone del nero · d7 pedone del nero · e7 pedone del nero · f7 pedone del nero · g7 alfiere del nero · h7 pedone del nero · c6 cavallo del nero · g6 pedone del nero · c5 pedone del nero · c4 pedone del bianco · c3 cavallo del bianco · f3 cavallo del bianco · g3 pedone del bianco · a2 pedone del bianco · b2 pedone del bianco · d2 pedone del bianco · e2 pedone del bianco · f2 pedone del bianco · g2 alfiere del bianco · h2 pedone del bianco · a1 torre del bianco · c1 alfiere del bianco · d1 donna del bianco · e1 re del bianco · h1 torre del bianco | a8 torre del nero · c8 alfiere del nero · d8 donna del nero · e8 re del nero · g8 cavallo del nero · h8 torre del nero · a7 pedone del nero · b7 pedone del nero · d7 pedone del nero · e7 pedone del nero · f7 pedone del nero · g7 alfiere del nero · h7 pedone del nero · c6 cavallo del nero · g6 pedone del nero · c5 pedone del nero · c4 pedone del bianco · c3 cavallo del bianco · f3 cavallo del bianco · g3 pedone del bianco · a2 pedone del bianco · b2 pedone del bianco · d2 pedone del bianco · e2 pedone del bianco · f2 pedone del bianco · g2 alfiere del bianco · h2 pedone del bianco · a1 torre del bianco · c1 alfiere del bianco · d1 donna del bianco · e1 re del bianco · h1 torre del bianco | a8 torre del nero · c8 alfiere del nero · d8 donna del nero · e8 re del nero · g8 cavallo del nero · h8 torre del nero · a7 pedone del nero · b7 pedone del nero · d7 pedone del nero · e7 pedone del nero · f7 pedone del nero · g7 alfiere del nero · h7 pedone del nero · c6 cavallo del nero · g6 pedone del nero · c5 pedone del nero · c4 pedone del bianco · c3 cavallo del bianco · f3 cavallo del bianco · g3 pedone del bianco · a2 pedone del bianco · b2 pedone del bianco · d2 pedone del bianco · e2 pedone del bianco · f2 pedone del bianco · g2 alfiere del bianco · h2 pedone del bianco · a1 torre del bianco · c1 alfiere del bianco · d1 donna del bianco · e1 re del bianco · h1 torre del bianco | a8 torre del nero · c8 alfiere del nero · d8 donna del nero · e8 re del nero · g8 cavallo del nero · h8 torre del nero · a7 pedone del nero · b7 pedone del nero · d7 pedone del nero · e7 pedone del nero · f7 pedone del nero · g7 alfiere del nero · h7 pedone del nero · c6 cavallo del nero · g6 pedone del nero · c5 pedone del nero · c4 pedone del bianco · c3 cavallo del bianco · f3 cavallo del bianco · g3 pedone del bianco · a2 pedone del bianco · b2 pedone del bianco · d2 pedone del bianco · e2 pedone del bianco · f2 pedone del bianco · g2 alfiere del bianco · h2 pedone del bianco · a1 torre del bianco · c1 alfiere del bianco · d1 donna del bianco · e1 re del bianco · h1 torre del bianco | a8 torre del nero · c8 alfiere del nero · d8 donna del nero · e8 re del nero · g8 cavallo del nero · h8 torre del nero · a7 pedone del nero · b7 pedone del nero · d7 pedone del nero · e7 pedone del nero · f7 pedone del nero · g7 alfiere del nero · h7 pedone del nero · c6 cavallo del nero · g6 pedone del nero · c5 pedone del nero · c4 pedone del bianco · c3 cavallo del bianco · f3 cavallo del bianco · g3 pedone del bianco · a2 pedone del bianco · b2 pedone del bianco · d2 pedone del bianco · e2 pedone del bianco · f2 pedone del bianco · g2 alfiere del bianco · h2 pedone del bianco · a1 torre del bianco · c1 alfiere del bianco · d1 donna del bianco · e1 re del bianco · h1 torre del bianco | a8 torre del nero · c8 alfiere del nero · d8 donna del nero · e8 re del nero · g8 cavallo del nero · h8 torre del nero · a7 pedone del nero · b7 pedone del nero · d7 pedone del nero · e7 pedone del nero · f7 pedone del nero · g7 alfiere del nero · h7 pedone del nero · c6 cavallo del nero · g6 pedone del nero · c5 pedone del nero · c4 pedone del bianco · c3 cavallo del bianco · f3 cavallo del bianco · g3 pedone del bianco · a2 pedone del bianco · b2 pedone del bianco · d2 pedone del bianco · e2 pedone del bianco · f2 pedone del bianco · g2 alfiere del bianco · h2 pedone del bianco · a1 torre del bianco · c1 alfiere del bianco · d1 donna del bianco · e1 re del bianco · h1 torre del bianco | a8 torre del nero · c8 alfiere del nero · d8 donna del nero · e8 re del nero · g8 cavallo del nero · h8 torre del nero · a7 pedone del nero · b7 pedone del nero · d7 pedone del nero · e7 pedone del nero · f7 pedone del nero · g7 alfiere del nero · h7 pedone del nero · c6 cavallo del nero · g6 pedone del nero · c5 pedone del nero · c4 pedone del bianco · c3 cavallo del bianco · f3 cavallo del bianco · g3 pedone del bianco · a2 pedone del bianco · b2 pedone del bianco · d2 pedone del bianco · e2 pedone del bianco · f2 pedone del bianco · g2 alfiere del bianco · h2 pedone del bianco · a1 torre del bianco · c1 alfiere del bianco · d1 donna del bianco · e1 re del bianco · h1 torre del bianco | a8 torre del nero · c8 alfiere del nero · d8 donna del nero · e8 re del nero · g8 cavallo del nero · h8 torre del nero · a7 pedone del nero · b7 pedone del nero · d7 pedone del nero · e7 pedone del nero · f7 pedone del nero · g7 alfiere del nero · h7 pedone del nero · c6 cavallo del nero · g6 pedone del nero · c5 pedone del nero · c4 pedone del bianco · c3 cavallo del bianco · f3 cavallo del bianco · g3 pedone del bianco · a2 pedone del bianco · b2 pedone del bianco · d2 pedone del bianco · e2 pedone del bianco · f2 pedone del bianco · g2 alfiere del bianco · h2 pedone del bianco · a1 torre del bianco · c1 alfiere del bianco · d1 donna del bianco · e1 re del bianco · h1 torre del bianco | 7 |
| 6 | a8 torre del nero · c8 alfiere del nero · d8 donna del nero · e8 re del nero · g8 cavallo del nero · h8 torre del nero · a7 pedone del nero · b7 pedone del nero · d7 pedone del nero · e7 pedone del nero · f7 pedone del nero · g7 alfiere del nero · h7 pedone del nero · c6 cavallo del nero · g6 pedone del nero · c5 pedone del nero · c4 pedone del bianco · c3 cavallo del bianco · f3 cavallo del bianco · g3 pedone del bianco · a2 pedone del bianco · b2 pedone del bianco · d2 pedone del bianco · e2 pedone del bianco · f2 pedone del bianco · g2 alfiere del bianco · h2 pedone del bianco · a1 torre del bianco · c1 alfiere del bianco · d1 donna del bianco · e1 re del bianco · h1 torre del bianco | a8 torre del nero · c8 alfiere del nero · d8 donna del nero · e8 re del nero · g8 cavallo del nero · h8 torre del nero · a7 pedone del nero · b7 pedone del nero · d7 pedone del nero · e7 pedone del nero · f7 pedone del nero · g7 alfiere del nero · h7 pedone del nero · c6 cavallo del nero · g6 pedone del nero · c5 pedone del nero · c4 pedone del bianco · c3 cavallo del bianco · f3 cavallo del bianco · g3 pedone del bianco · a2 pedone del bianco · b2 pedone del bianco · d2 pedone del bianco · e2 pedone del bianco · f2 pedone del bianco · g2 alfiere del bianco · h2 pedone del bianco · a1 torre del bianco · c1 alfiere del bianco · d1 donna del bianco · e1 re del bianco · h1 torre del bianco | a8 torre del nero · c8 alfiere del nero · d8 donna del nero · e8 re del nero · g8 cavallo del nero · h8 torre del nero · a7 pedone del nero · b7 pedone del nero · d7 pedone del nero · e7 pedone del nero · f7 pedone del nero · g7 alfiere del nero · h7 pedone del nero · c6 cavallo del nero · g6 pedone del nero · c5 pedone del nero · c4 pedone del bianco · c3 cavallo del bianco · f3 cavallo del bianco · g3 pedone del bianco · a2 pedone del bianco · b2 pedone del bianco · d2 pedone del bianco · e2 pedone del bianco · f2 pedone del bianco · g2 alfiere del bianco · h2 pedone del bianco · a1 torre del bianco · c1 alfiere del bianco · d1 donna del bianco · e1 re del bianco · h1 torre del bianco | a8 torre del nero · c8 alfiere del nero · d8 donna del nero · e8 re del nero · g8 cavallo del nero · h8 torre del nero · a7 pedone del nero · b7 pedone del nero · d7 pedone del nero · e7 pedone del nero · f7 pedone del nero · g7 alfiere del nero · h7 pedone del nero · c6 cavallo del nero · g6 pedone del nero · c5 pedone del nero · c4 pedone del bianco · c3 cavallo del bianco · f3 cavallo del bianco · g3 pedone del bianco · a2 pedone del bianco · b2 pedone del bianco · d2 pedone del bianco · e2 pedone del bianco · f2 pedone del bianco · g2 alfiere del bianco · h2 pedone del bianco · a1 torre del bianco · c1 alfiere del bianco · d1 donna del bianco · e1 re del bianco · h1 torre del bianco | a8 torre del nero · c8 alfiere del nero · d8 donna del nero · e8 re del nero · g8 cavallo del nero · h8 torre del nero · a7 pedone del nero · b7 pedone del nero · d7 pedone del nero · e7 pedone del nero · f7 pedone del nero · g7 alfiere del nero · h7 pedone del nero · c6 cavallo del nero · g6 pedone del nero · c5 pedone del nero · c4 pedone del bianco · c3 cavallo del bianco · f3 cavallo del bianco · g3 pedone del bianco · a2 pedone del bianco · b2 pedone del bianco · d2 pedone del bianco · e2 pedone del bianco · f2 pedone del bianco · g2 alfiere del bianco · h2 pedone del bianco · a1 torre del bianco · c1 alfiere del bianco · d1 donna del bianco · e1 re del bianco · h1 torre del bianco | a8 torre del nero · c8 alfiere del nero · d8 donna del nero · e8 re del nero · g8 cavallo del nero · h8 torre del nero · a7 pedone del nero · b7 pedone del nero · d7 pedone del nero · e7 pedone del nero · f7 pedone del nero · g7 alfiere del nero · h7 pedone del nero · c6 cavallo del nero · g6 pedone del nero · c5 pedone del nero · c4 pedone del bianco · c3 cavallo del bianco · f3 cavallo del bianco · g3 pedone del bianco · a2 pedone del bianco · b2 pedone del bianco · d2 pedone del bianco · e2 pedone del bianco · f2 pedone del bianco · g2 alfiere del bianco · h2 pedone del bianco · a1 torre del bianco · c1 alfiere del bianco · d1 donna del bianco · e1 re del bianco · h1 torre del bianco | a8 torre del nero · c8 alfiere del nero · d8 donna del nero · e8 re del nero · g8 cavallo del nero · h8 torre del nero · a7 pedone del nero · b7 pedone del nero · d7 pedone del nero · e7 pedone del nero · f7 pedone del nero · g7 alfiere del nero · h7 pedone del nero · c6 cavallo del nero · g6 pedone del nero · c5 pedone del nero · c4 pedone del bianco · c3 cavallo del bianco · f3 cavallo del bianco · g3 pedone del bianco · a2 pedone del bianco · b2 pedone del bianco · d2 pedone del bianco · e2 pedone del bianco · f2 pedone del bianco · g2 alfiere del bianco · h2 pedone del bianco · a1 torre del bianco · c1 alfiere del bianco · d1 donna del bianco · e1 re del bianco · h1 torre del bianco | a8 torre del nero · c8 alfiere del nero · d8 donna del nero · e8 re del nero · g8 cavallo del nero · h8 torre del nero · a7 pedone del nero · b7 pedone del nero · d7 pedone del nero · e7 pedone del nero · f7 pedone del nero · g7 alfiere del nero · h7 pedone del nero · c6 cavallo del nero · g6 pedone del nero · c5 pedone del nero · c4 pedone del bianco · c3 cavallo del bianco · f3 cavallo del bianco · g3 pedone del bianco · a2 pedone del bianco · b2 pedone del bianco · d2 pedone del bianco · e2 pedone del bianco · f2 pedone del bianco · g2 alfiere del bianco · h2 pedone del bianco · a1 torre del bianco · c1 alfiere del bianco · d1 donna del bianco · e1 re del bianco · h1 torre del bianco | 6 |
| 5 | a8 torre del nero · c8 alfiere del nero · d8 donna del nero · e8 re del nero · g8 cavallo del nero · h8 torre del nero · a7 pedone del nero · b7 pedone del nero · d7 pedone del nero · e7 pedone del nero · f7 pedone del nero · g7 alfiere del nero · h7 pedone del nero · c6 cavallo del nero · g6 pedone del nero · c5 pedone del nero · c4 pedone del bianco · c3 cavallo del bianco · f3 cavallo del bianco · g3 pedone del bianco · a2 pedone del bianco · b2 pedone del bianco · d2 pedone del bianco · e2 pedone del bianco · f2 pedone del bianco · g2 alfiere del bianco · h2 pedone del bianco · a1 torre del bianco · c1 alfiere del bianco · d1 donna del bianco · e1 re del bianco · h1 torre del bianco | a8 torre del nero · c8 alfiere del nero · d8 donna del nero · e8 re del nero · g8 cavallo del nero · h8 torre del nero · a7 pedone del nero · b7 pedone del nero · d7 pedone del nero · e7 pedone del nero · f7 pedone del nero · g7 alfiere del nero · h7 pedone del nero · c6 cavallo del nero · g6 pedone del nero · c5 pedone del nero · c4 pedone del bianco · c3 cavallo del bianco · f3 cavallo del bianco · g3 pedone del bianco · a2 pedone del bianco · b2 pedone del bianco · d2 pedone del bianco · e2 pedone del bianco · f2 pedone del bianco · g2 alfiere del bianco · h2 pedone del bianco · a1 torre del bianco · c1 alfiere del bianco · d1 donna del bianco · e1 re del bianco · h1 torre del bianco | a8 torre del nero · c8 alfiere del nero · d8 donna del nero · e8 re del nero · g8 cavallo del nero · h8 torre del nero · a7 pedone del nero · b7 pedone del nero · d7 pedone del nero · e7 pedone del nero · f7 pedone del nero · g7 alfiere del nero · h7 pedone del nero · c6 cavallo del nero · g6 pedone del nero · c5 pedone del nero · c4 pedone del bianco · c3 cavallo del bianco · f3 cavallo del bianco · g3 pedone del bianco · a2 pedone del bianco · b2 pedone del bianco · d2 pedone del bianco · e2 pedone del bianco · f2 pedone del bianco · g2 alfiere del bianco · h2 pedone del bianco · a1 torre del bianco · c1 alfiere del bianco · d1 donna del bianco · e1 re del bianco · h1 torre del bianco | a8 torre del nero · c8 alfiere del nero · d8 donna del nero · e8 re del nero · g8 cavallo del nero · h8 torre del nero · a7 pedone del nero · b7 pedone del nero · d7 pedone del nero · e7 pedone del nero · f7 pedone del nero · g7 alfiere del nero · h7 pedone del nero · c6 cavallo del nero · g6 pedone del nero · c5 pedone del nero · c4 pedone del bianco · c3 cavallo del bianco · f3 cavallo del bianco · g3 pedone del bianco · a2 pedone del bianco · b2 pedone del bianco · d2 pedone del bianco · e2 pedone del bianco · f2 pedone del bianco · g2 alfiere del bianco · h2 pedone del bianco · a1 torre del bianco · c1 alfiere del bianco · d1 donna del bianco · e1 re del bianco · h1 torre del bianco | a8 torre del nero · c8 alfiere del nero · d8 donna del nero · e8 re del nero · g8 cavallo del nero · h8 torre del nero · a7 pedone del nero · b7 pedone del nero · d7 pedone del nero · e7 pedone del nero · f7 pedone del nero · g7 alfiere del nero · h7 pedone del nero · c6 cavallo del nero · g6 pedone del nero · c5 pedone del nero · c4 pedone del bianco · c3 cavallo del bianco · f3 cavallo del bianco · g3 pedone del bianco · a2 pedone del bianco · b2 pedone del bianco · d2 pedone del bianco · e2 pedone del bianco · f2 pedone del bianco · g2 alfiere del bianco · h2 pedone del bianco · a1 torre del bianco · c1 alfiere del bianco · d1 donna del bianco · e1 re del bianco · h1 torre del bianco | a8 torre del nero · c8 alfiere del nero · d8 donna del nero · e8 re del nero · g8 cavallo del nero · h8 torre del nero · a7 pedone del nero · b7 pedone del nero · d7 pedone del nero · e7 pedone del nero · f7 pedone del nero · g7 alfiere del nero · h7 pedone del nero · c6 cavallo del nero · g6 pedone del nero · c5 pedone del nero · c4 pedone del bianco · c3 cavallo del bianco · f3 cavallo del bianco · g3 pedone del bianco · a2 pedone del bianco · b2 pedone del bianco · d2 pedone del bianco · e2 pedone del bianco · f2 pedone del bianco · g2 alfiere del bianco · h2 pedone del bianco · a1 torre del bianco · c1 alfiere del bianco · d1 donna del bianco · e1 re del bianco · h1 torre del bianco | a8 torre del nero · c8 alfiere del nero · d8 donna del nero · e8 re del nero · g8 cavallo del nero · h8 torre del nero · a7 pedone del nero · b7 pedone del nero · d7 pedone del nero · e7 pedone del nero · f7 pedone del nero · g7 alfiere del nero · h7 pedone del nero · c6 cavallo del nero · g6 pedone del nero · c5 pedone del nero · c4 pedone del bianco · c3 cavallo del bianco · f3 cavallo del bianco · g3 pedone del bianco · a2 pedone del bianco · b2 pedone del bianco · d2 pedone del bianco · e2 pedone del bianco · f2 pedone del bianco · g2 alfiere del bianco · h2 pedone del bianco · a1 torre del bianco · c1 alfiere del bianco · d1 donna del bianco · e1 re del bianco · h1 torre del bianco | a8 torre del nero · c8 alfiere del nero · d8 donna del nero · e8 re del nero · g8 cavallo del nero · h8 torre del nero · a7 pedone del nero · b7 pedone del nero · d7 pedone del nero · e7 pedone del nero · f7 pedone del nero · g7 alfiere del nero · h7 pedone del nero · c6 cavallo del nero · g6 pedone del nero · c5 pedone del nero · c4 pedone del bianco · c3 cavallo del bianco · f3 cavallo del bianco · g3 pedone del bianco · a2 pedone del bianco · b2 pedone del bianco · d2 pedone del bianco · e2 pedone del bianco · f2 pedone del bianco · g2 alfiere del bianco · h2 pedone del bianco · a1 torre del bianco · c1 alfiere del bianco · d1 donna del bianco · e1 re del bianco · h1 torre del bianco | 5 |
| 4 | a8 torre del nero · c8 alfiere del nero · d8 donna del nero · e8 re del nero · g8 cavallo del nero · h8 torre del nero · a7 pedone del nero · b7 pedone del nero · d7 pedone del nero · e7 pedone del nero · f7 pedone del nero · g7 alfiere del nero · h7 pedone del nero · c6 cavallo del nero · g6 pedone del nero · c5 pedone del nero · c4 pedone del bianco · c3 cavallo del bianco · f3 cavallo del bianco · g3 pedone del bianco · a2 pedone del bianco · b2 pedone del bianco · d2 pedone del bianco · e2 pedone del bianco · f2 pedone del bianco · g2 alfiere del bianco · h2 pedone del bianco · a1 torre del bianco · c1 alfiere del bianco · d1 donna del bianco · e1 re del bianco · h1 torre del bianco | a8 torre del nero · c8 alfiere del nero · d8 donna del nero · e8 re del nero · g8 cavallo del nero · h8 torre del nero · a7 pedone del nero · b7 pedone del nero · d7 pedone del nero · e7 pedone del nero · f7 pedone del nero · g7 alfiere del nero · h7 pedone del nero · c6 cavallo del nero · g6 pedone del nero · c5 pedone del nero · c4 pedone del bianco · c3 cavallo del bianco · f3 cavallo del bianco · g3 pedone del bianco · a2 pedone del bianco · b2 pedone del bianco · d2 pedone del bianco · e2 pedone del bianco · f2 pedone del bianco · g2 alfiere del bianco · h2 pedone del bianco · a1 torre del bianco · c1 alfiere del bianco · d1 donna del bianco · e1 re del bianco · h1 torre del bianco | a8 torre del nero · c8 alfiere del nero · d8 donna del nero · e8 re del nero · g8 cavallo del nero · h8 torre del nero · a7 pedone del nero · b7 pedone del nero · d7 pedone del nero · e7 pedone del nero · f7 pedone del nero · g7 alfiere del nero · h7 pedone del nero · c6 cavallo del nero · g6 pedone del nero · c5 pedone del nero · c4 pedone del bianco · c3 cavallo del bianco · f3 cavallo del bianco · g3 pedone del bianco · a2 pedone del bianco · b2 pedone del bianco · d2 pedone del bianco · e2 pedone del bianco · f2 pedone del bianco · g2 alfiere del bianco · h2 pedone del bianco · a1 torre del bianco · c1 alfiere del bianco · d1 donna del bianco · e1 re del bianco · h1 torre del bianco | a8 torre del nero · c8 alfiere del nero · d8 donna del nero · e8 re del nero · g8 cavallo del nero · h8 torre del nero · a7 pedone del nero · b7 pedone del nero · d7 pedone del nero · e7 pedone del nero · f7 pedone del nero · g7 alfiere del nero · h7 pedone del nero · c6 cavallo del nero · g6 pedone del nero · c5 pedone del nero · c4 pedone del bianco · c3 cavallo del bianco · f3 cavallo del bianco · g3 pedone del bianco · a2 pedone del bianco · b2 pedone del bianco · d2 pedone del bianco · e2 pedone del bianco · f2 pedone del bianco · g2 alfiere del bianco · h2 pedone del bianco · a1 torre del bianco · c1 alfiere del bianco · d1 donna del bianco · e1 re del bianco · h1 torre del bianco | a8 torre del nero · c8 alfiere del nero · d8 donna del nero · e8 re del nero · g8 cavallo del nero · h8 torre del nero · a7 pedone del nero · b7 pedone del nero · d7 pedone del nero · e7 pedone del nero · f7 pedone del nero · g7 alfiere del nero · h7 pedone del nero · c6 cavallo del nero · g6 pedone del nero · c5 pedone del nero · c4 pedone del bianco · c3 cavallo del bianco · f3 cavallo del bianco · g3 pedone del bianco · a2 pedone del bianco · b2 pedone del bianco · d2 pedone del bianco · e2 pedone del bianco · f2 pedone del bianco · g2 alfiere del bianco · h2 pedone del bianco · a1 torre del bianco · c1 alfiere del bianco · d1 donna del bianco · e1 re del bianco · h1 torre del bianco | a8 torre del nero · c8 alfiere del nero · d8 donna del nero · e8 re del nero · g8 cavallo del nero · h8 torre del nero · a7 pedone del nero · b7 pedone del nero · d7 pedone del nero · e7 pedone del nero · f7 pedone del nero · g7 alfiere del nero · h7 pedone del nero · c6 cavallo del nero · g6 pedone del nero · c5 pedone del nero · c4 pedone del bianco · c3 cavallo del bianco · f3 cavallo del bianco · g3 pedone del bianco · a2 pedone del bianco · b2 pedone del bianco · d2 pedone del bianco · e2 pedone del bianco · f2 pedone del bianco · g2 alfiere del bianco · h2 pedone del bianco · a1 torre del bianco · c1 alfiere del bianco · d1 donna del bianco · e1 re del bianco · h1 torre del bianco | a8 torre del nero · c8 alfiere del nero · d8 donna del nero · e8 re del nero · g8 cavallo del nero · h8 torre del nero · a7 pedone del nero · b7 pedone del nero · d7 pedone del nero · e7 pedone del nero · f7 pedone del nero · g7 alfiere del nero · h7 pedone del nero · c6 cavallo del nero · g6 pedone del nero · c5 pedone del nero · c4 pedone del bianco · c3 cavallo del bianco · f3 cavallo del bianco · g3 pedone del bianco · a2 pedone del bianco · b2 pedone del bianco · d2 pedone del bianco · e2 pedone del bianco · f2 pedone del bianco · g2 alfiere del bianco · h2 pedone del bianco · a1 torre del bianco · c1 alfiere del bianco · d1 donna del bianco · e1 re del bianco · h1 torre del bianco | a8 torre del nero · c8 alfiere del nero · d8 donna del nero · e8 re del nero · g8 cavallo del nero · h8 torre del nero · a7 pedone del nero · b7 pedone del nero · d7 pedone del nero · e7 pedone del nero · f7 pedone del nero · g7 alfiere del nero · h7 pedone del nero · c6 cavallo del nero · g6 pedone del nero · c5 pedone del nero · c4 pedone del bianco · c3 cavallo del bianco · f3 cavallo del bianco · g3 pedone del bianco · a2 pedone del bianco · b2 pedone del bianco · d2 pedone del bianco · e2 pedone del bianco · f2 pedone del bianco · g2 alfiere del bianco · h2 pedone del bianco · a1 torre del bianco · c1 alfiere del bianco · d1 donna del bianco · e1 re del bianco · h1 torre del bianco | 4 |
| 3 | a8 torre del nero · c8 alfiere del nero · d8 donna del nero · e8 re del nero · g8 cavallo del nero · h8 torre del nero · a7 pedone del nero · b7 pedone del nero · d7 pedone del nero · e7 pedone del nero · f7 pedone del nero · g7 alfiere del nero · h7 pedone del nero · c6 cavallo del nero · g6 pedone del nero · c5 pedone del nero · c4 pedone del bianco · c3 cavallo del bianco · f3 cavallo del bianco · g3 pedone del bianco · a2 pedone del bianco · b2 pedone del bianco · d2 pedone del bianco · e2 pedone del bianco · f2 pedone del bianco · g2 alfiere del bianco · h2 pedone del bianco · a1 torre del bianco · c1 alfiere del bianco · d1 donna del bianco · e1 re del bianco · h1 torre del bianco | a8 torre del nero · c8 alfiere del nero · d8 donna del nero · e8 re del nero · g8 cavallo del nero · h8 torre del nero · a7 pedone del nero · b7 pedone del nero · d7 pedone del nero · e7 pedone del nero · f7 pedone del nero · g7 alfiere del nero · h7 pedone del nero · c6 cavallo del nero · g6 pedone del nero · c5 pedone del nero · c4 pedone del bianco · c3 cavallo del bianco · f3 cavallo del bianco · g3 pedone del bianco · a2 pedone del bianco · b2 pedone del bianco · d2 pedone del bianco · e2 pedone del bianco · f2 pedone del bianco · g2 alfiere del bianco · h2 pedone del bianco · a1 torre del bianco · c1 alfiere del bianco · d1 donna del bianco · e1 re del bianco · h1 torre del bianco | a8 torre del nero · c8 alfiere del nero · d8 donna del nero · e8 re del nero · g8 cavallo del nero · h8 torre del nero · a7 pedone del nero · b7 pedone del nero · d7 pedone del nero · e7 pedone del nero · f7 pedone del nero · g7 alfiere del nero · h7 pedone del nero · c6 cavallo del nero · g6 pedone del nero · c5 pedone del nero · c4 pedone del bianco · c3 cavallo del bianco · f3 cavallo del bianco · g3 pedone del bianco · a2 pedone del bianco · b2 pedone del bianco · d2 pedone del bianco · e2 pedone del bianco · f2 pedone del bianco · g2 alfiere del bianco · h2 pedone del bianco · a1 torre del bianco · c1 alfiere del bianco · d1 donna del bianco · e1 re del bianco · h1 torre del bianco | a8 torre del nero · c8 alfiere del nero · d8 donna del nero · e8 re del nero · g8 cavallo del nero · h8 torre del nero · a7 pedone del nero · b7 pedone del nero · d7 pedone del nero · e7 pedone del nero · f7 pedone del nero · g7 alfiere del nero · h7 pedone del nero · c6 cavallo del nero · g6 pedone del nero · c5 pedone del nero · c4 pedone del bianco · c3 cavallo del bianco · f3 cavallo del bianco · g3 pedone del bianco · a2 pedone del bianco · b2 pedone del bianco · d2 pedone del bianco · e2 pedone del bianco · f2 pedone del bianco · g2 alfiere del bianco · h2 pedone del bianco · a1 torre del bianco · c1 alfiere del bianco · d1 donna del bianco · e1 re del bianco · h1 torre del bianco | a8 torre del nero · c8 alfiere del nero · d8 donna del nero · e8 re del nero · g8 cavallo del nero · h8 torre del nero · a7 pedone del nero · b7 pedone del nero · d7 pedone del nero · e7 pedone del nero · f7 pedone del nero · g7 alfiere del nero · h7 pedone del nero · c6 cavallo del nero · g6 pedone del nero · c5 pedone del nero · c4 pedone del bianco · c3 cavallo del bianco · f3 cavallo del bianco · g3 pedone del bianco · a2 pedone del bianco · b2 pedone del bianco · d2 pedone del bianco · e2 pedone del bianco · f2 pedone del bianco · g2 alfiere del bianco · h2 pedone del bianco · a1 torre del bianco · c1 alfiere del bianco · d1 donna del bianco · e1 re del bianco · h1 torre del bianco | a8 torre del nero · c8 alfiere del nero · d8 donna del nero · e8 re del nero · g8 cavallo del nero · h8 torre del nero · a7 pedone del nero · b7 pedone del nero · d7 pedone del nero · e7 pedone del nero · f7 pedone del nero · g7 alfiere del nero · h7 pedone del nero · c6 cavallo del nero · g6 pedone del nero · c5 pedone del nero · c4 pedone del bianco · c3 cavallo del bianco · f3 cavallo del bianco · g3 pedone del bianco · a2 pedone del bianco · b2 pedone del bianco · d2 pedone del bianco · e2 pedone del bianco · f2 pedone del bianco · g2 alfiere del bianco · h2 pedone del bianco · a1 torre del bianco · c1 alfiere del bianco · d1 donna del bianco · e1 re del bianco · h1 torre del bianco | a8 torre del nero · c8 alfiere del nero · d8 donna del nero · e8 re del nero · g8 cavallo del nero · h8 torre del nero · a7 pedone del nero · b7 pedone del nero · d7 pedone del nero · e7 pedone del nero · f7 pedone del nero · g7 alfiere del nero · h7 pedone del nero · c6 cavallo del nero · g6 pedone del nero · c5 pedone del nero · c4 pedone del bianco · c3 cavallo del bianco · f3 cavallo del bianco · g3 pedone del bianco · a2 pedone del bianco · b2 pedone del bianco · d2 pedone del bianco · e2 pedone del bianco · f2 pedone del bianco · g2 alfiere del bianco · h2 pedone del bianco · a1 torre del bianco · c1 alfiere del bianco · d1 donna del bianco · e1 re del bianco · h1 torre del bianco | a8 torre del nero · c8 alfiere del nero · d8 donna del nero · e8 re del nero · g8 cavallo del nero · h8 torre del nero · a7 pedone del nero · b7 pedone del nero · d7 pedone del nero · e7 pedone del nero · f7 pedone del nero · g7 alfiere del nero · h7 pedone del nero · c6 cavallo del nero · g6 pedone del nero · c5 pedone del nero · c4 pedone del bianco · c3 cavallo del bianco · f3 cavallo del bianco · g3 pedone del bianco · a2 pedone del bianco · b2 pedone del bianco · d2 pedone del bianco · e2 pedone del bianco · f2 pedone del bianco · g2 alfiere del bianco · h2 pedone del bianco · a1 torre del bianco · c1 alfiere del bianco · d1 donna del bianco · e1 re del bianco · h1 torre del bianco | 3 |
| 2 | a8 torre del nero · c8 alfiere del nero · d8 donna del nero · e8 re del nero · g8 cavallo del nero · h8 torre del nero · a7 pedone del nero · b7 pedone del nero · d7 pedone del nero · e7 pedone del nero · f7 pedone del nero · g7 alfiere del nero · h7 pedone del nero · c6 cavallo del nero · g6 pedone del nero · c5 pedone del nero · c4 pedone del bianco · c3 cavallo del bianco · f3 cavallo del bianco · g3 pedone del bianco · a2 pedone del bianco · b2 pedone del bianco · d2 pedone del bianco · e2 pedone del bianco · f2 pedone del bianco · g2 alfiere del bianco · h2 pedone del bianco · a1 torre del bianco · c1 alfiere del bianco · d1 donna del bianco · e1 re del bianco · h1 torre del bianco | a8 torre del nero · c8 alfiere del nero · d8 donna del nero · e8 re del nero · g8 cavallo del nero · h8 torre del nero · a7 pedone del nero · b7 pedone del nero · d7 pedone del nero · e7 pedone del nero · f7 pedone del nero · g7 alfiere del nero · h7 pedone del nero · c6 cavallo del nero · g6 pedone del nero · c5 pedone del nero · c4 pedone del bianco · c3 cavallo del bianco · f3 cavallo del bianco · g3 pedone del bianco · a2 pedone del bianco · b2 pedone del bianco · d2 pedone del bianco · e2 pedone del bianco · f2 pedone del bianco · g2 alfiere del bianco · h2 pedone del bianco · a1 torre del bianco · c1 alfiere del bianco · d1 donna del bianco · e1 re del bianco · h1 torre del bianco | a8 torre del nero · c8 alfiere del nero · d8 donna del nero · e8 re del nero · g8 cavallo del nero · h8 torre del nero · a7 pedone del nero · b7 pedone del nero · d7 pedone del nero · e7 pedone del nero · f7 pedone del nero · g7 alfiere del nero · h7 pedone del nero · c6 cavallo del nero · g6 pedone del nero · c5 pedone del nero · c4 pedone del bianco · c3 cavallo del bianco · f3 cavallo del bianco · g3 pedone del bianco · a2 pedone del bianco · b2 pedone del bianco · d2 pedone del bianco · e2 pedone del bianco · f2 pedone del bianco · g2 alfiere del bianco · h2 pedone del bianco · a1 torre del bianco · c1 alfiere del bianco · d1 donna del bianco · e1 re del bianco · h1 torre del bianco | a8 torre del nero · c8 alfiere del nero · d8 donna del nero · e8 re del nero · g8 cavallo del nero · h8 torre del nero · a7 pedone del nero · b7 pedone del nero · d7 pedone del nero · e7 pedone del nero · f7 pedone del nero · g7 alfiere del nero · h7 pedone del nero · c6 cavallo del nero · g6 pedone del nero · c5 pedone del nero · c4 pedone del bianco · c3 cavallo del bianco · f3 cavallo del bianco · g3 pedone del bianco · a2 pedone del bianco · b2 pedone del bianco · d2 pedone del bianco · e2 pedone del bianco · f2 pedone del bianco · g2 alfiere del bianco · h2 pedone del bianco · a1 torre del bianco · c1 alfiere del bianco · d1 donna del bianco · e1 re del bianco · h1 torre del bianco | a8 torre del nero · c8 alfiere del nero · d8 donna del nero · e8 re del nero · g8 cavallo del nero · h8 torre del nero · a7 pedone del nero · b7 pedone del nero · d7 pedone del nero · e7 pedone del nero · f7 pedone del nero · g7 alfiere del nero · h7 pedone del nero · c6 cavallo del nero · g6 pedone del nero · c5 pedone del nero · c4 pedone del bianco · c3 cavallo del bianco · f3 cavallo del bianco · g3 pedone del bianco · a2 pedone del bianco · b2 pedone del bianco · d2 pedone del bianco · e2 pedone del bianco · f2 pedone del bianco · g2 alfiere del bianco · h2 pedone del bianco · a1 torre del bianco · c1 alfiere del bianco · d1 donna del bianco · e1 re del bianco · h1 torre del bianco | a8 torre del nero · c8 alfiere del nero · d8 donna del nero · e8 re del nero · g8 cavallo del nero · h8 torre del nero · a7 pedone del nero · b7 pedone del nero · d7 pedone del nero · e7 pedone del nero · f7 pedone del nero · g7 alfiere del nero · h7 pedone del nero · c6 cavallo del nero · g6 pedone del nero · c5 pedone del nero · c4 pedone del bianco · c3 cavallo del bianco · f3 cavallo del bianco · g3 pedone del bianco · a2 pedone del bianco · b2 pedone del bianco · d2 pedone del bianco · e2 pedone del bianco · f2 pedone del bianco · g2 alfiere del bianco · h2 pedone del bianco · a1 torre del bianco · c1 alfiere del bianco · d1 donna del bianco · e1 re del bianco · h1 torre del bianco | a8 torre del nero · c8 alfiere del nero · d8 donna del nero · e8 re del nero · g8 cavallo del nero · h8 torre del nero · a7 pedone del nero · b7 pedone del nero · d7 pedone del nero · e7 pedone del nero · f7 pedone del nero · g7 alfiere del nero · h7 pedone del nero · c6 cavallo del nero · g6 pedone del nero · c5 pedone del nero · c4 pedone del bianco · c3 cavallo del bianco · f3 cavallo del bianco · g3 pedone del bianco · a2 pedone del bianco · b2 pedone del bianco · d2 pedone del bianco · e2 pedone del bianco · f2 pedone del bianco · g2 alfiere del bianco · h2 pedone del bianco · a1 torre del bianco · c1 alfiere del bianco · d1 donna del bianco · e1 re del bianco · h1 torre del bianco | a8 torre del nero · c8 alfiere del nero · d8 donna del nero · e8 re del nero · g8 cavallo del nero · h8 torre del nero · a7 pedone del nero · b7 pedone del nero · d7 pedone del nero · e7 pedone del nero · f7 pedone del nero · g7 alfiere del nero · h7 pedone del nero · c6 cavallo del nero · g6 pedone del nero · c5 pedone del nero · c4 pedone del bianco · c3 cavallo del bianco · f3 cavallo del bianco · g3 pedone del bianco · a2 pedone del bianco · b2 pedone del bianco · d2 pedone del bianco · e2 pedone del bianco · f2 pedone del bianco · g2 alfiere del bianco · h2 pedone del bianco · a1 torre del bianco · c1 alfiere del bianco · d1 donna del bianco · e1 re del bianco · h1 torre del bianco | 2 |
| 1 | a8 torre del nero · c8 alfiere del nero · d8 donna del nero · e8 re del nero · g8 cavallo del nero · h8 torre del nero · a7 pedone del nero · b7 pedone del nero · d7 pedone del nero · e7 pedone del nero · f7 pedone del nero · g7 alfiere del nero · h7 pedone del nero · c6 cavallo del nero · g6 pedone del nero · c5 pedone del nero · c4 pedone del bianco · c3 cavallo del bianco · f3 cavallo del bianco · g3 pedone del bianco · a2 pedone del bianco · b2 pedone del bianco · d2 pedone del bianco · e2 pedone del bianco · f2 pedone del bianco · g2 alfiere del bianco · h2 pedone del bianco · a1 torre del bianco · c1 alfiere del bianco · d1 donna del bianco · e1 re del bianco · h1 torre del bianco | a8 torre del nero · c8 alfiere del nero · d8 donna del nero · e8 re del nero · g8 cavallo del nero · h8 torre del nero · a7 pedone del nero · b7 pedone del nero · d7 pedone del nero · e7 pedone del nero · f7 pedone del nero · g7 alfiere del nero · h7 pedone del nero · c6 cavallo del nero · g6 pedone del nero · c5 pedone del nero · c4 pedone del bianco · c3 cavallo del bianco · f3 cavallo del bianco · g3 pedone del bianco · a2 pedone del bianco · b2 pedone del bianco · d2 pedone del bianco · e2 pedone del bianco · f2 pedone del bianco · g2 alfiere del bianco · h2 pedone del bianco · a1 torre del bianco · c1 alfiere del bianco · d1 donna del bianco · e1 re del bianco · h1 torre del bianco | a8 torre del nero · c8 alfiere del nero · d8 donna del nero · e8 re del nero · g8 cavallo del nero · h8 torre del nero · a7 pedone del nero · b7 pedone del nero · d7 pedone del nero · e7 pedone del nero · f7 pedone del nero · g7 alfiere del nero · h7 pedone del nero · c6 cavallo del nero · g6 pedone del nero · c5 pedone del nero · c4 pedone del bianco · c3 cavallo del bianco · f3 cavallo del bianco · g3 pedone del bianco · a2 pedone del bianco · b2 pedone del bianco · d2 pedone del bianco · e2 pedone del bianco · f2 pedone del bianco · g2 alfiere del bianco · h2 pedone del bianco · a1 torre del bianco · c1 alfiere del bianco · d1 donna del bianco · e1 re del bianco · h1 torre del bianco | a8 torre del nero · c8 alfiere del nero · d8 donna del nero · e8 re del nero · g8 cavallo del nero · h8 torre del nero · a7 pedone del nero · b7 pedone del nero · d7 pedone del nero · e7 pedone del nero · f7 pedone del nero · g7 alfiere del nero · h7 pedone del nero · c6 cavallo del nero · g6 pedone del nero · c5 pedone del nero · c4 pedone del bianco · c3 cavallo del bianco · f3 cavallo del bianco · g3 pedone del bianco · a2 pedone del bianco · b2 pedone del bianco · d2 pedone del bianco · e2 pedone del bianco · f2 pedone del bianco · g2 alfiere del bianco · h2 pedone del bianco · a1 torre del bianco · c1 alfiere del bianco · d1 donna del bianco · e1 re del bianco · h1 torre del bianco | a8 torre del nero · c8 alfiere del nero · d8 donna del nero · e8 re del nero · g8 cavallo del nero · h8 torre del nero · a7 pedone del nero · b7 pedone del nero · d7 pedone del nero · e7 pedone del nero · f7 pedone del nero · g7 alfiere del nero · h7 pedone del nero · c6 cavallo del nero · g6 pedone del nero · c5 pedone del nero · c4 pedone del bianco · c3 cavallo del bianco · f3 cavallo del bianco · g3 pedone del bianco · a2 pedone del bianco · b2 pedone del bianco · d2 pedone del bianco · e2 pedone del bianco · f2 pedone del bianco · g2 alfiere del bianco · h2 pedone del bianco · a1 torre del bianco · c1 alfiere del bianco · d1 donna del bianco · e1 re del bianco · h1 torre del bianco | a8 torre del nero · c8 alfiere del nero · d8 donna del nero · e8 re del nero · g8 cavallo del nero · h8 torre del nero · a7 pedone del nero · b7 pedone del nero · d7 pedone del nero · e7 pedone del nero · f7 pedone del nero · g7 alfiere del nero · h7 pedone del nero · c6 cavallo del nero · g6 pedone del nero · c5 pedone del nero · c4 pedone del bianco · c3 cavallo del bianco · f3 cavallo del bianco · g3 pedone del bianco · a2 pedone del bianco · b2 pedone del bianco · d2 pedone del bianco · e2 pedone del bianco · f2 pedone del bianco · g2 alfiere del bianco · h2 pedone del bianco · a1 torre del bianco · c1 alfiere del bianco · d1 donna del bianco · e1 re del bianco · h1 torre del bianco | a8 torre del nero · c8 alfiere del nero · d8 donna del nero · e8 re del nero · g8 cavallo del nero · h8 torre del nero · a7 pedone del nero · b7 pedone del nero · d7 pedone del nero · e7 pedone del nero · f7 pedone del nero · g7 alfiere del nero · h7 pedone del nero · c6 cavallo del nero · g6 pedone del nero · c5 pedone del nero · c4 pedone del bianco · c3 cavallo del bianco · f3 cavallo del bianco · g3 pedone del bianco · a2 pedone del bianco · b2 pedone del bianco · d2 pedone del bianco · e2 pedone del bianco · f2 pedone del bianco · g2 alfiere del bianco · h2 pedone del bianco · a1 torre del bianco · c1 alfiere del bianco · d1 donna del bianco · e1 re del bianco · h1 torre del bianco | a8 torre del nero · c8 alfiere del nero · d8 donna del nero · e8 re del nero · g8 cavallo del nero · h8 torre del nero · a7 pedone del nero · b7 pedone del nero · d7 pedone del nero · e7 pedone del nero · f7 pedone del nero · g7 alfiere del nero · h7 pedone del nero · c6 cavallo del nero · g6 pedone del nero · c5 pedone del nero · c4 pedone del bianco · c3 cavallo del bianco · f3 cavallo del bianco · g3 pedone del bianco · a2 pedone del bianco · b2 pedone del bianco · d2 pedone del bianco · e2 pedone del bianco · f2 pedone del bianco · g2 alfiere del bianco · h2 pedone del bianco · a1 torre del bianco · c1 alfiere del bianco · d1 donna del bianco · e1 re del bianco · h1 torre del bianco | 1 |
|   | a | b | c | d | e | f | g | h |   |

In questa variante le prime quattro mosse del nero copiano quelle del bianco:
1.c4 c5
2.Cc3 Cc6
3.g3 g6
4.Ag2 Ag7
A questo punto il bianco può evitare che il nero ripeta le sue mosse fino alla patta con:
5.Cf3
Ora il nero utilizza principalmente uno dei tre seguiti: 
5…d6
5…e6
5…e5
in ciascuno dei casi la partita è pressoché pari o porta ad un gioco incerto ed interessante, con possibilità da ambo le parti; questa variante è inclusa nei codici ECO da A30 ad A39

### Siciliana in contromossa
|   | a | b | c | d | e | f | g | h |   |
| 8 | a8 torre del nero · b8 cavallo del nero · c8 alfiere del nero · d8 donna del nero · e8 re del nero · f8 alfiere del nero · g8 cavallo del nero · h8 torre del nero · a7 pedone del nero · b7 pedone del nero · c7 pedone del nero · d7 pedone del nero · f7 pedone del nero · g7 pedone del nero · h7 pedone del nero · e5 pedone del nero · c4 pedone del bianco · a2 pedone del bianco · b2 pedone del bianco · d2 pedone del bianco · e2 pedone del bianco · f2 pedone del bianco · g2 pedone del bianco · h2 pedone del bianco · a1 torre del bianco · b1 cavallo del bianco · c1 alfiere del bianco · d1 donna del bianco · e1 re del bianco · f1 alfiere del bianco · g1 cavallo del bianco · h1 torre del bianco | a8 torre del nero · b8 cavallo del nero · c8 alfiere del nero · d8 donna del nero · e8 re del nero · f8 alfiere del nero · g8 cavallo del nero · h8 torre del nero · a7 pedone del nero · b7 pedone del nero · c7 pedone del nero · d7 pedone del nero · f7 pedone del nero · g7 pedone del nero · h7 pedone del nero · e5 pedone del nero · c4 pedone del bianco · a2 pedone del bianco · b2 pedone del bianco · d2 pedone del bianco · e2 pedone del bianco · f2 pedone del bianco · g2 pedone del bianco · h2 pedone del bianco · a1 torre del bianco · b1 cavallo del bianco · c1 alfiere del bianco · d1 donna del bianco · e1 re del bianco · f1 alfiere del bianco · g1 cavallo del bianco · h1 torre del bianco | a8 torre del nero · b8 cavallo del nero · c8 alfiere del nero · d8 donna del nero · e8 re del nero · f8 alfiere del nero · g8 cavallo del nero · h8 torre del nero · a7 pedone del nero · b7 pedone del nero · c7 pedone del nero · d7 pedone del nero · f7 pedone del nero · g7 pedone del nero · h7 pedone del nero · e5 pedone del nero · c4 pedone del bianco · a2 pedone del bianco · b2 pedone del bianco · d2 pedone del bianco · e2 pedone del bianco · f2 pedone del bianco · g2 pedone del bianco · h2 pedone del bianco · a1 torre del bianco · b1 cavallo del bianco · c1 alfiere del bianco · d1 donna del bianco · e1 re del bianco · f1 alfiere del bianco · g1 cavallo del bianco · h1 torre del bianco | a8 torre del nero · b8 cavallo del nero · c8 alfiere del nero · d8 donna del nero · e8 re del nero · f8 alfiere del nero · g8 cavallo del nero · h8 torre del nero · a7 pedone del nero · b7 pedone del nero · c7 pedone del nero · d7 pedone del nero · f7 pedone del nero · g7 pedone del nero · h7 pedone del nero · e5 pedone del nero · c4 pedone del bianco · a2 pedone del bianco · b2 pedone del bianco · d2 pedone del bianco · e2 pedone del bianco · f2 pedone del bianco · g2 pedone del bianco · h2 pedone del bianco · a1 torre del bianco · b1 cavallo del bianco · c1 alfiere del bianco · d1 donna del bianco · e1 re del bianco · f1 alfiere del bianco · g1 cavallo del bianco · h1 torre del bianco | a8 torre del nero · b8 cavallo del nero · c8 alfiere del nero · d8 donna del nero · e8 re del nero · f8 alfiere del nero · g8 cavallo del nero · h8 torre del nero · a7 pedone del nero · b7 pedone del nero · c7 pedone del nero · d7 pedone del nero · f7 pedone del nero · g7 pedone del nero · h7 pedone del nero · e5 pedone del nero · c4 pedone del bianco · a2 pedone del bianco · b2 pedone del bianco · d2 pedone del bianco · e2 pedone del bianco · f2 pedone del bianco · g2 pedone del bianco · h2 pedone del bianco · a1 torre del bianco · b1 cavallo del bianco · c1 alfiere del bianco · d1 donna del bianco · e1 re del bianco · f1 alfiere del bianco · g1 cavallo del bianco · h1 torre del bianco | a8 torre del nero · b8 cavallo del nero · c8 alfiere del nero · d8 donna del nero · e8 re del nero · f8 alfiere del nero · g8 cavallo del nero · h8 torre del nero · a7 pedone del nero · b7 pedone del nero · c7 pedone del nero · d7 pedone del nero · f7 pedone del nero · g7 pedone del nero · h7 pedone del nero · e5 pedone del nero · c4 pedone del bianco · a2 pedone del bianco · b2 pedone del bianco · d2 pedone del bianco · e2 pedone del bianco · f2 pedone del bianco · g2 pedone del bianco · h2 pedone del bianco · a1 torre del bianco · b1 cavallo del bianco · c1 alfiere del bianco · d1 donna del bianco · e1 re del bianco · f1 alfiere del bianco · g1 cavallo del bianco · h1 torre del bianco | a8 torre del nero · b8 cavallo del nero · c8 alfiere del nero · d8 donna del nero · e8 re del nero · f8 alfiere del nero · g8 cavallo del nero · h8 torre del nero · a7 pedone del nero · b7 pedone del nero · c7 pedone del nero · d7 pedone del nero · f7 pedone del nero · g7 pedone del nero · h7 pedone del nero · e5 pedone del nero · c4 pedone del bianco · a2 pedone del bianco · b2 pedone del bianco · d2 pedone del bianco · e2 pedone del bianco · f2 pedone del bianco · g2 pedone del bianco · h2 pedone del bianco · a1 torre del bianco · b1 cavallo del bianco · c1 alfiere del bianco · d1 donna del bianco · e1 re del bianco · f1 alfiere del bianco · g1 cavallo del bianco · h1 torre del bianco | a8 torre del nero · b8 cavallo del nero · c8 alfiere del nero · d8 donna del nero · e8 re del nero · f8 alfiere del nero · g8 cavallo del nero · h8 torre del nero · a7 pedone del nero · b7 pedone del nero · c7 pedone del nero · d7 pedone del nero · f7 pedone del nero · g7 pedone del nero · h7 pedone del nero · e5 pedone del nero · c4 pedone del bianco · a2 pedone del bianco · b2 pedone del bianco · d2 pedone del bianco · e2 pedone del bianco · f2 pedone del bianco · g2 pedone del bianco · h2 pedone del bianco · a1 torre del bianco · b1 cavallo del bianco · c1 alfiere del bianco · d1 donna del bianco · e1 re del bianco · f1 alfiere del bianco · g1 cavallo del bianco · h1 torre del bianco | 8 |
| 7 | a8 torre del nero · b8 cavallo del nero · c8 alfiere del nero · d8 donna del nero · e8 re del nero · f8 alfiere del nero · g8 cavallo del nero · h8 torre del nero · a7 pedone del nero · b7 pedone del nero · c7 pedone del nero · d7 pedone del nero · f7 pedone del nero · g7 pedone del nero · h7 pedone del nero · e5 pedone del nero · c4 pedone del bianco · a2 pedone del bianco · b2 pedone del bianco · d2 pedone del bianco · e2 pedone del bianco · f2 pedone del bianco · g2 pedone del bianco · h2 pedone del bianco · a1 torre del bianco · b1 cavallo del bianco · c1 alfiere del bianco · d1 donna del bianco · e1 re del bianco · f1 alfiere del bianco · g1 cavallo del bianco · h1 torre del bianco | a8 torre del nero · b8 cavallo del nero · c8 alfiere del nero · d8 donna del nero · e8 re del nero · f8 alfiere del nero · g8 cavallo del nero · h8 torre del nero · a7 pedone del nero · b7 pedone del nero · c7 pedone del nero · d7 pedone del nero · f7 pedone del nero · g7 pedone del nero · h7 pedone del nero · e5 pedone del nero · c4 pedone del bianco · a2 pedone del bianco · b2 pedone del bianco · d2 pedone del bianco · e2 pedone del bianco · f2 pedone del bianco · g2 pedone del bianco · h2 pedone del bianco · a1 torre del bianco · b1 cavallo del bianco · c1 alfiere del bianco · d1 donna del bianco · e1 re del bianco · f1 alfiere del bianco · g1 cavallo del bianco · h1 torre del bianco | a8 torre del nero · b8 cavallo del nero · c8 alfiere del nero · d8 donna del nero · e8 re del nero · f8 alfiere del nero · g8 cavallo del nero · h8 torre del nero · a7 pedone del nero · b7 pedone del nero · c7 pedone del nero · d7 pedone del nero · f7 pedone del nero · g7 pedone del nero · h7 pedone del nero · e5 pedone del nero · c4 pedone del bianco · a2 pedone del bianco · b2 pedone del bianco · d2 pedone del bianco · e2 pedone del bianco · f2 pedone del bianco · g2 pedone del bianco · h2 pedone del bianco · a1 torre del bianco · b1 cavallo del bianco · c1 alfiere del bianco · d1 donna del bianco · e1 re del bianco · f1 alfiere del bianco · g1 cavallo del bianco · h1 torre del bianco | a8 torre del nero · b8 cavallo del nero · c8 alfiere del nero · d8 donna del nero · e8 re del nero · f8 alfiere del nero · g8 cavallo del nero · h8 torre del nero · a7 pedone del nero · b7 pedone del nero · c7 pedone del nero · d7 pedone del nero · f7 pedone del nero · g7 pedone del nero · h7 pedone del nero · e5 pedone del nero · c4 pedone del bianco · a2 pedone del bianco · b2 pedone del bianco · d2 pedone del bianco · e2 pedone del bianco · f2 pedone del bianco · g2 pedone del bianco · h2 pedone del bianco · a1 torre del bianco · b1 cavallo del bianco · c1 alfiere del bianco · d1 donna del bianco · e1 re del bianco · f1 alfiere del bianco · g1 cavallo del bianco · h1 torre del bianco | a8 torre del nero · b8 cavallo del nero · c8 alfiere del nero · d8 donna del nero · e8 re del nero · f8 alfiere del nero · g8 cavallo del nero · h8 torre del nero · a7 pedone del nero · b7 pedone del nero · c7 pedone del nero · d7 pedone del nero · f7 pedone del nero · g7 pedone del nero · h7 pedone del nero · e5 pedone del nero · c4 pedone del bianco · a2 pedone del bianco · b2 pedone del bianco · d2 pedone del bianco · e2 pedone del bianco · f2 pedone del bianco · g2 pedone del bianco · h2 pedone del bianco · a1 torre del bianco · b1 cavallo del bianco · c1 alfiere del bianco · d1 donna del bianco · e1 re del bianco · f1 alfiere del bianco · g1 cavallo del bianco · h1 torre del bianco | a8 torre del nero · b8 cavallo del nero · c8 alfiere del nero · d8 donna del nero · e8 re del nero · f8 alfiere del nero · g8 cavallo del nero · h8 torre del nero · a7 pedone del nero · b7 pedone del nero · c7 pedone del nero · d7 pedone del nero · f7 pedone del nero · g7 pedone del nero · h7 pedone del nero · e5 pedone del nero · c4 pedone del bianco · a2 pedone del bianco · b2 pedone del bianco · d2 pedone del bianco · e2 pedone del bianco · f2 pedone del bianco · g2 pedone del bianco · h2 pedone del bianco · a1 torre del bianco · b1 cavallo del bianco · c1 alfiere del bianco · d1 donna del bianco · e1 re del bianco · f1 alfiere del bianco · g1 cavallo del bianco · h1 torre del bianco | a8 torre del nero · b8 cavallo del nero · c8 alfiere del nero · d8 donna del nero · e8 re del nero · f8 alfiere del nero · g8 cavallo del nero · h8 torre del nero · a7 pedone del nero · b7 pedone del nero · c7 pedone del nero · d7 pedone del nero · f7 pedone del nero · g7 pedone del nero · h7 pedone del nero · e5 pedone del nero · c4 pedone del bianco · a2 pedone del bianco · b2 pedone del bianco · d2 pedone del bianco · e2 pedone del bianco · f2 pedone del bianco · g2 pedone del bianco · h2 pedone del bianco · a1 torre del bianco · b1 cavallo del bianco · c1 alfiere del bianco · d1 donna del bianco · e1 re del bianco · f1 alfiere del bianco · g1 cavallo del bianco · h1 torre del bianco | a8 torre del nero · b8 cavallo del nero · c8 alfiere del nero · d8 donna del nero · e8 re del nero · f8 alfiere del nero · g8 cavallo del nero · h8 torre del nero · a7 pedone del nero · b7 pedone del nero · c7 pedone del nero · d7 pedone del nero · f7 pedone del nero · g7 pedone del nero · h7 pedone del nero · e5 pedone del nero · c4 pedone del bianco · a2 pedone del bianco · b2 pedone del bianco · d2 pedone del bianco · e2 pedone del bianco · f2 pedone del bianco · g2 pedone del bianco · h2 pedone del bianco · a1 torre del bianco · b1 cavallo del bianco · c1 alfiere del bianco · d1 donna del bianco · e1 re del bianco · f1 alfiere del bianco · g1 cavallo del bianco · h1 torre del bianco | 7 |
| 6 | a8 torre del nero · b8 cavallo del nero · c8 alfiere del nero · d8 donna del nero · e8 re del nero · f8 alfiere del nero · g8 cavallo del nero · h8 torre del nero · a7 pedone del nero · b7 pedone del nero · c7 pedone del nero · d7 pedone del nero · f7 pedone del nero · g7 pedone del nero · h7 pedone del nero · e5 pedone del nero · c4 pedone del bianco · a2 pedone del bianco · b2 pedone del bianco · d2 pedone del bianco · e2 pedone del bianco · f2 pedone del bianco · g2 pedone del bianco · h2 pedone del bianco · a1 torre del bianco · b1 cavallo del bianco · c1 alfiere del bianco · d1 donna del bianco · e1 re del bianco · f1 alfiere del bianco · g1 cavallo del bianco · h1 torre del bianco | a8 torre del nero · b8 cavallo del nero · c8 alfiere del nero · d8 donna del nero · e8 re del nero · f8 alfiere del nero · g8 cavallo del nero · h8 torre del nero · a7 pedone del nero · b7 pedone del nero · c7 pedone del nero · d7 pedone del nero · f7 pedone del nero · g7 pedone del nero · h7 pedone del nero · e5 pedone del nero · c4 pedone del bianco · a2 pedone del bianco · b2 pedone del bianco · d2 pedone del bianco · e2 pedone del bianco · f2 pedone del bianco · g2 pedone del bianco · h2 pedone del bianco · a1 torre del bianco · b1 cavallo del bianco · c1 alfiere del bianco · d1 donna del bianco · e1 re del bianco · f1 alfiere del bianco · g1 cavallo del bianco · h1 torre del bianco | a8 torre del nero · b8 cavallo del nero · c8 alfiere del nero · d8 donna del nero · e8 re del nero · f8 alfiere del nero · g8 cavallo del nero · h8 torre del nero · a7 pedone del nero · b7 pedone del nero · c7 pedone del nero · d7 pedone del nero · f7 pedone del nero · g7 pedone del nero · h7 pedone del nero · e5 pedone del nero · c4 pedone del bianco · a2 pedone del bianco · b2 pedone del bianco · d2 pedone del bianco · e2 pedone del bianco · f2 pedone del bianco · g2 pedone del bianco · h2 pedone del bianco · a1 torre del bianco · b1 cavallo del bianco · c1 alfiere del bianco · d1 donna del bianco · e1 re del bianco · f1 alfiere del bianco · g1 cavallo del bianco · h1 torre del bianco | a8 torre del nero · b8 cavallo del nero · c8 alfiere del nero · d8 donna del nero · e8 re del nero · f8 alfiere del nero · g8 cavallo del nero · h8 torre del nero · a7 pedone del nero · b7 pedone del nero · c7 pedone del nero · d7 pedone del nero · f7 pedone del nero · g7 pedone del nero · h7 pedone del nero · e5 pedone del nero · c4 pedone del bianco · a2 pedone del bianco · b2 pedone del bianco · d2 pedone del bianco · e2 pedone del bianco · f2 pedone del bianco · g2 pedone del bianco · h2 pedone del bianco · a1 torre del bianco · b1 cavallo del bianco · c1 alfiere del bianco · d1 donna del bianco · e1 re del bianco · f1 alfiere del bianco · g1 cavallo del bianco · h1 torre del bianco | a8 torre del nero · b8 cavallo del nero · c8 alfiere del nero · d8 donna del nero · e8 re del nero · f8 alfiere del nero · g8 cavallo del nero · h8 torre del nero · a7 pedone del nero · b7 pedone del nero · c7 pedone del nero · d7 pedone del nero · f7 pedone del nero · g7 pedone del nero · h7 pedone del nero · e5 pedone del nero · c4 pedone del bianco · a2 pedone del bianco · b2 pedone del bianco · d2 pedone del bianco · e2 pedone del bianco · f2 pedone del bianco · g2 pedone del bianco · h2 pedone del bianco · a1 torre del bianco · b1 cavallo del bianco · c1 alfiere del bianco · d1 donna del bianco · e1 re del bianco · f1 alfiere del bianco · g1 cavallo del bianco · h1 torre del bianco | a8 torre del nero · b8 cavallo del nero · c8 alfiere del nero · d8 donna del nero · e8 re del nero · f8 alfiere del nero · g8 cavallo del nero · h8 torre del nero · a7 pedone del nero · b7 pedone del nero · c7 pedone del nero · d7 pedone del nero · f7 pedone del nero · g7 pedone del nero · h7 pedone del nero · e5 pedone del nero · c4 pedone del bianco · a2 pedone del bianco · b2 pedone del bianco · d2 pedone del bianco · e2 pedone del bianco · f2 pedone del bianco · g2 pedone del bianco · h2 pedone del bianco · a1 torre del bianco · b1 cavallo del bianco · c1 alfiere del bianco · d1 donna del bianco · e1 re del bianco · f1 alfiere del bianco · g1 cavallo del bianco · h1 torre del bianco | a8 torre del nero · b8 cavallo del nero · c8 alfiere del nero · d8 donna del nero · e8 re del nero · f8 alfiere del nero · g8 cavallo del nero · h8 torre del nero · a7 pedone del nero · b7 pedone del nero · c7 pedone del nero · d7 pedone del nero · f7 pedone del nero · g7 pedone del nero · h7 pedone del nero · e5 pedone del nero · c4 pedone del bianco · a2 pedone del bianco · b2 pedone del bianco · d2 pedone del bianco · e2 pedone del bianco · f2 pedone del bianco · g2 pedone del bianco · h2 pedone del bianco · a1 torre del bianco · b1 cavallo del bianco · c1 alfiere del bianco · d1 donna del bianco · e1 re del bianco · f1 alfiere del bianco · g1 cavallo del bianco · h1 torre del bianco | a8 torre del nero · b8 cavallo del nero · c8 alfiere del nero · d8 donna del nero · e8 re del nero · f8 alfiere del nero · g8 cavallo del nero · h8 torre del nero · a7 pedone del nero · b7 pedone del nero · c7 pedone del nero · d7 pedone del nero · f7 pedone del nero · g7 pedone del nero · h7 pedone del nero · e5 pedone del nero · c4 pedone del bianco · a2 pedone del bianco · b2 pedone del bianco · d2 pedone del bianco · e2 pedone del bianco · f2 pedone del bianco · g2 pedone del bianco · h2 pedone del bianco · a1 torre del bianco · b1 cavallo del bianco · c1 alfiere del bianco · d1 donna del bianco · e1 re del bianco · f1 alfiere del bianco · g1 cavallo del bianco · h1 torre del bianco | 6 |
| 5 | a8 torre del nero · b8 cavallo del nero · c8 alfiere del nero · d8 donna del nero · e8 re del nero · f8 alfiere del nero · g8 cavallo del nero · h8 torre del nero · a7 pedone del nero · b7 pedone del nero · c7 pedone del nero · d7 pedone del nero · f7 pedone del nero · g7 pedone del nero · h7 pedone del nero · e5 pedone del nero · c4 pedone del bianco · a2 pedone del bianco · b2 pedone del bianco · d2 pedone del bianco · e2 pedone del bianco · f2 pedone del bianco · g2 pedone del bianco · h2 pedone del bianco · a1 torre del bianco · b1 cavallo del bianco · c1 alfiere del bianco · d1 donna del bianco · e1 re del bianco · f1 alfiere del bianco · g1 cavallo del bianco · h1 torre del bianco | a8 torre del nero · b8 cavallo del nero · c8 alfiere del nero · d8 donna del nero · e8 re del nero · f8 alfiere del nero · g8 cavallo del nero · h8 torre del nero · a7 pedone del nero · b7 pedone del nero · c7 pedone del nero · d7 pedone del nero · f7 pedone del nero · g7 pedone del nero · h7 pedone del nero · e5 pedone del nero · c4 pedone del bianco · a2 pedone del bianco · b2 pedone del bianco · d2 pedone del bianco · e2 pedone del bianco · f2 pedone del bianco · g2 pedone del bianco · h2 pedone del bianco · a1 torre del bianco · b1 cavallo del bianco · c1 alfiere del bianco · d1 donna del bianco · e1 re del bianco · f1 alfiere del bianco · g1 cavallo del bianco · h1 torre del bianco | a8 torre del nero · b8 cavallo del nero · c8 alfiere del nero · d8 donna del nero · e8 re del nero · f8 alfiere del nero · g8 cavallo del nero · h8 torre del nero · a7 pedone del nero · b7 pedone del nero · c7 pedone del nero · d7 pedone del nero · f7 pedone del nero · g7 pedone del nero · h7 pedone del nero · e5 pedone del nero · c4 pedone del bianco · a2 pedone del bianco · b2 pedone del bianco · d2 pedone del bianco · e2 pedone del bianco · f2 pedone del bianco · g2 pedone del bianco · h2 pedone del bianco · a1 torre del bianco · b1 cavallo del bianco · c1 alfiere del bianco · d1 donna del bianco · e1 re del bianco · f1 alfiere del bianco · g1 cavallo del bianco · h1 torre del bianco | a8 torre del nero · b8 cavallo del nero · c8 alfiere del nero · d8 donna del nero · e8 re del nero · f8 alfiere del nero · g8 cavallo del nero · h8 torre del nero · a7 pedone del nero · b7 pedone del nero · c7 pedone del nero · d7 pedone del nero · f7 pedone del nero · g7 pedone del nero · h7 pedone del nero · e5 pedone del nero · c4 pedone del bianco · a2 pedone del bianco · b2 pedone del bianco · d2 pedone del bianco · e2 pedone del bianco · f2 pedone del bianco · g2 pedone del bianco · h2 pedone del bianco · a1 torre del bianco · b1 cavallo del bianco · c1 alfiere del bianco · d1 donna del bianco · e1 re del bianco · f1 alfiere del bianco · g1 cavallo del bianco · h1 torre del bianco | a8 torre del nero · b8 cavallo del nero · c8 alfiere del nero · d8 donna del nero · e8 re del nero · f8 alfiere del nero · g8 cavallo del nero · h8 torre del nero · a7 pedone del nero · b7 pedone del nero · c7 pedone del nero · d7 pedone del nero · f7 pedone del nero · g7 pedone del nero · h7 pedone del nero · e5 pedone del nero · c4 pedone del bianco · a2 pedone del bianco · b2 pedone del bianco · d2 pedone del bianco · e2 pedone del bianco · f2 pedone del bianco · g2 pedone del bianco · h2 pedone del bianco · a1 torre del bianco · b1 cavallo del bianco · c1 alfiere del bianco · d1 donna del bianco · e1 re del bianco · f1 alfiere del bianco · g1 cavallo del bianco · h1 torre del bianco | a8 torre del nero · b8 cavallo del nero · c8 alfiere del nero · d8 donna del nero · e8 re del nero · f8 alfiere del nero · g8 cavallo del nero · h8 torre del nero · a7 pedone del nero · b7 pedone del nero · c7 pedone del nero · d7 pedone del nero · f7 pedone del nero · g7 pedone del nero · h7 pedone del nero · e5 pedone del nero · c4 pedone del bianco · a2 pedone del bianco · b2 pedone del bianco · d2 pedone del bianco · e2 pedone del bianco · f2 pedone del bianco · g2 pedone del bianco · h2 pedone del bianco · a1 torre del bianco · b1 cavallo del bianco · c1 alfiere del bianco · d1 donna del bianco · e1 re del bianco · f1 alfiere del bianco · g1 cavallo del bianco · h1 torre del bianco | a8 torre del nero · b8 cavallo del nero · c8 alfiere del nero · d8 donna del nero · e8 re del nero · f8 alfiere del nero · g8 cavallo del nero · h8 torre del nero · a7 pedone del nero · b7 pedone del nero · c7 pedone del nero · d7 pedone del nero · f7 pedone del nero · g7 pedone del nero · h7 pedone del nero · e5 pedone del nero · c4 pedone del bianco · a2 pedone del bianco · b2 pedone del bianco · d2 pedone del bianco · e2 pedone del bianco · f2 pedone del bianco · g2 pedone del bianco · h2 pedone del bianco · a1 torre del bianco · b1 cavallo del bianco · c1 alfiere del bianco · d1 donna del bianco · e1 re del bianco · f1 alfiere del bianco · g1 cavallo del bianco · h1 torre del bianco | a8 torre del nero · b8 cavallo del nero · c8 alfiere del nero · d8 donna del nero · e8 re del nero · f8 alfiere del nero · g8 cavallo del nero · h8 torre del nero · a7 pedone del nero · b7 pedone del nero · c7 pedone del nero · d7 pedone del nero · f7 pedone del nero · g7 pedone del nero · h7 pedone del nero · e5 pedone del nero · c4 pedone del bianco · a2 pedone del bianco · b2 pedone del bianco · d2 pedone del bianco · e2 pedone del bianco · f2 pedone del bianco · g2 pedone del bianco · h2 pedone del bianco · a1 torre del bianco · b1 cavallo del bianco · c1 alfiere del bianco · d1 donna del bianco · e1 re del bianco · f1 alfiere del bianco · g1 cavallo del bianco · h1 torre del bianco | 5 |
| 4 | a8 torre del nero · b8 cavallo del nero · c8 alfiere del nero · d8 donna del nero · e8 re del nero · f8 alfiere del nero · g8 cavallo del nero · h8 torre del nero · a7 pedone del nero · b7 pedone del nero · c7 pedone del nero · d7 pedone del nero · f7 pedone del nero · g7 pedone del nero · h7 pedone del nero · e5 pedone del nero · c4 pedone del bianco · a2 pedone del bianco · b2 pedone del bianco · d2 pedone del bianco · e2 pedone del bianco · f2 pedone del bianco · g2 pedone del bianco · h2 pedone del bianco · a1 torre del bianco · b1 cavallo del bianco · c1 alfiere del bianco · d1 donna del bianco · e1 re del bianco · f1 alfiere del bianco · g1 cavallo del bianco · h1 torre del bianco | a8 torre del nero · b8 cavallo del nero · c8 alfiere del nero · d8 donna del nero · e8 re del nero · f8 alfiere del nero · g8 cavallo del nero · h8 torre del nero · a7 pedone del nero · b7 pedone del nero · c7 pedone del nero · d7 pedone del nero · f7 pedone del nero · g7 pedone del nero · h7 pedone del nero · e5 pedone del nero · c4 pedone del bianco · a2 pedone del bianco · b2 pedone del bianco · d2 pedone del bianco · e2 pedone del bianco · f2 pedone del bianco · g2 pedone del bianco · h2 pedone del bianco · a1 torre del bianco · b1 cavallo del bianco · c1 alfiere del bianco · d1 donna del bianco · e1 re del bianco · f1 alfiere del bianco · g1 cavallo del bianco · h1 torre del bianco | a8 torre del nero · b8 cavallo del nero · c8 alfiere del nero · d8 donna del nero · e8 re del nero · f8 alfiere del nero · g8 cavallo del nero · h8 torre del nero · a7 pedone del nero · b7 pedone del nero · c7 pedone del nero · d7 pedone del nero · f7 pedone del nero · g7 pedone del nero · h7 pedone del nero · e5 pedone del nero · c4 pedone del bianco · a2 pedone del bianco · b2 pedone del bianco · d2 pedone del bianco · e2 pedone del bianco · f2 pedone del bianco · g2 pedone del bianco · h2 pedone del bianco · a1 torre del bianco · b1 cavallo del bianco · c1 alfiere del bianco · d1 donna del bianco · e1 re del bianco · f1 alfiere del bianco · g1 cavallo del bianco · h1 torre del bianco | a8 torre del nero · b8 cavallo del nero · c8 alfiere del nero · d8 donna del nero · e8 re del nero · f8 alfiere del nero · g8 cavallo del nero · h8 torre del nero · a7 pedone del nero · b7 pedone del nero · c7 pedone del nero · d7 pedone del nero · f7 pedone del nero · g7 pedone del nero · h7 pedone del nero · e5 pedone del nero · c4 pedone del bianco · a2 pedone del bianco · b2 pedone del bianco · d2 pedone del bianco · e2 pedone del bianco · f2 pedone del bianco · g2 pedone del bianco · h2 pedone del bianco · a1 torre del bianco · b1 cavallo del bianco · c1 alfiere del bianco · d1 donna del bianco · e1 re del bianco · f1 alfiere del bianco · g1 cavallo del bianco · h1 torre del bianco | a8 torre del nero · b8 cavallo del nero · c8 alfiere del nero · d8 donna del nero · e8 re del nero · f8 alfiere del nero · g8 cavallo del nero · h8 torre del nero · a7 pedone del nero · b7 pedone del nero · c7 pedone del nero · d7 pedone del nero · f7 pedone del nero · g7 pedone del nero · h7 pedone del nero · e5 pedone del nero · c4 pedone del bianco · a2 pedone del bianco · b2 pedone del bianco · d2 pedone del bianco · e2 pedone del bianco · f2 pedone del bianco · g2 pedone del bianco · h2 pedone del bianco · a1 torre del bianco · b1 cavallo del bianco · c1 alfiere del bianco · d1 donna del bianco · e1 re del bianco · f1 alfiere del bianco · g1 cavallo del bianco · h1 torre del bianco | a8 torre del nero · b8 cavallo del nero · c8 alfiere del nero · d8 donna del nero · e8 re del nero · f8 alfiere del nero · g8 cavallo del nero · h8 torre del nero · a7 pedone del nero · b7 pedone del nero · c7 pedone del nero · d7 pedone del nero · f7 pedone del nero · g7 pedone del nero · h7 pedone del nero · e5 pedone del nero · c4 pedone del bianco · a2 pedone del bianco · b2 pedone del bianco · d2 pedone del bianco · e2 pedone del bianco · f2 pedone del bianco · g2 pedone del bianco · h2 pedone del bianco · a1 torre del bianco · b1 cavallo del bianco · c1 alfiere del bianco · d1 donna del bianco · e1 re del bianco · f1 alfiere del bianco · g1 cavallo del bianco · h1 torre del bianco | a8 torre del nero · b8 cavallo del nero · c8 alfiere del nero · d8 donna del nero · e8 re del nero · f8 alfiere del nero · g8 cavallo del nero · h8 torre del nero · a7 pedone del nero · b7 pedone del nero · c7 pedone del nero · d7 pedone del nero · f7 pedone del nero · g7 pedone del nero · h7 pedone del nero · e5 pedone del nero · c4 pedone del bianco · a2 pedone del bianco · b2 pedone del bianco · d2 pedone del bianco · e2 pedone del bianco · f2 pedone del bianco · g2 pedone del bianco · h2 pedone del bianco · a1 torre del bianco · b1 cavallo del bianco · c1 alfiere del bianco · d1 donna del bianco · e1 re del bianco · f1 alfiere del bianco · g1 cavallo del bianco · h1 torre del bianco | a8 torre del nero · b8 cavallo del nero · c8 alfiere del nero · d8 donna del nero · e8 re del nero · f8 alfiere del nero · g8 cavallo del nero · h8 torre del nero · a7 pedone del nero · b7 pedone del nero · c7 pedone del nero · d7 pedone del nero · f7 pedone del nero · g7 pedone del nero · h7 pedone del nero · e5 pedone del nero · c4 pedone del bianco · a2 pedone del bianco · b2 pedone del bianco · d2 pedone del bianco · e2 pedone del bianco · f2 pedone del bianco · g2 pedone del bianco · h2 pedone del bianco · a1 torre del bianco · b1 cavallo del bianco · c1 alfiere del bianco · d1 donna del bianco · e1 re del bianco · f1 alfiere del bianco · g1 cavallo del bianco · h1 torre del bianco | 4 |
| 3 | a8 torre del nero · b8 cavallo del nero · c8 alfiere del nero · d8 donna del nero · e8 re del nero · f8 alfiere del nero · g8 cavallo del nero · h8 torre del nero · a7 pedone del nero · b7 pedone del nero · c7 pedone del nero · d7 pedone del nero · f7 pedone del nero · g7 pedone del nero · h7 pedone del nero · e5 pedone del nero · c4 pedone del bianco · a2 pedone del bianco · b2 pedone del bianco · d2 pedone del bianco · e2 pedone del bianco · f2 pedone del bianco · g2 pedone del bianco · h2 pedone del bianco · a1 torre del bianco · b1 cavallo del bianco · c1 alfiere del bianco · d1 donna del bianco · e1 re del bianco · f1 alfiere del bianco · g1 cavallo del bianco · h1 torre del bianco | a8 torre del nero · b8 cavallo del nero · c8 alfiere del nero · d8 donna del nero · e8 re del nero · f8 alfiere del nero · g8 cavallo del nero · h8 torre del nero · a7 pedone del nero · b7 pedone del nero · c7 pedone del nero · d7 pedone del nero · f7 pedone del nero · g7 pedone del nero · h7 pedone del nero · e5 pedone del nero · c4 pedone del bianco · a2 pedone del bianco · b2 pedone del bianco · d2 pedone del bianco · e2 pedone del bianco · f2 pedone del bianco · g2 pedone del bianco · h2 pedone del bianco · a1 torre del bianco · b1 cavallo del bianco · c1 alfiere del bianco · d1 donna del bianco · e1 re del bianco · f1 alfiere del bianco · g1 cavallo del bianco · h1 torre del bianco | a8 torre del nero · b8 cavallo del nero · c8 alfiere del nero · d8 donna del nero · e8 re del nero · f8 alfiere del nero · g8 cavallo del nero · h8 torre del nero · a7 pedone del nero · b7 pedone del nero · c7 pedone del nero · d7 pedone del nero · f7 pedone del nero · g7 pedone del nero · h7 pedone del nero · e5 pedone del nero · c4 pedone del bianco · a2 pedone del bianco · b2 pedone del bianco · d2 pedone del bianco · e2 pedone del bianco · f2 pedone del bianco · g2 pedone del bianco · h2 pedone del bianco · a1 torre del bianco · b1 cavallo del bianco · c1 alfiere del bianco · d1 donna del bianco · e1 re del bianco · f1 alfiere del bianco · g1 cavallo del bianco · h1 torre del bianco | a8 torre del nero · b8 cavallo del nero · c8 alfiere del nero · d8 donna del nero · e8 re del nero · f8 alfiere del nero · g8 cavallo del nero · h8 torre del nero · a7 pedone del nero · b7 pedone del nero · c7 pedone del nero · d7 pedone del nero · f7 pedone del nero · g7 pedone del nero · h7 pedone del nero · e5 pedone del nero · c4 pedone del bianco · a2 pedone del bianco · b2 pedone del bianco · d2 pedone del bianco · e2 pedone del bianco · f2 pedone del bianco · g2 pedone del bianco · h2 pedone del bianco · a1 torre del bianco · b1 cavallo del bianco · c1 alfiere del bianco · d1 donna del bianco · e1 re del bianco · f1 alfiere del bianco · g1 cavallo del bianco · h1 torre del bianco | a8 torre del nero · b8 cavallo del nero · c8 alfiere del nero · d8 donna del nero · e8 re del nero · f8 alfiere del nero · g8 cavallo del nero · h8 torre del nero · a7 pedone del nero · b7 pedone del nero · c7 pedone del nero · d7 pedone del nero · f7 pedone del nero · g7 pedone del nero · h7 pedone del nero · e5 pedone del nero · c4 pedone del bianco · a2 pedone del bianco · b2 pedone del bianco · d2 pedone del bianco · e2 pedone del bianco · f2 pedone del bianco · g2 pedone del bianco · h2 pedone del bianco · a1 torre del bianco · b1 cavallo del bianco · c1 alfiere del bianco · d1 donna del bianco · e1 re del bianco · f1 alfiere del bianco · g1 cavallo del bianco · h1 torre del bianco | a8 torre del nero · b8 cavallo del nero · c8 alfiere del nero · d8 donna del nero · e8 re del nero · f8 alfiere del nero · g8 cavallo del nero · h8 torre del nero · a7 pedone del nero · b7 pedone del nero · c7 pedone del nero · d7 pedone del nero · f7 pedone del nero · g7 pedone del nero · h7 pedone del nero · e5 pedone del nero · c4 pedone del bianco · a2 pedone del bianco · b2 pedone del bianco · d2 pedone del bianco · e2 pedone del bianco · f2 pedone del bianco · g2 pedone del bianco · h2 pedone del bianco · a1 torre del bianco · b1 cavallo del bianco · c1 alfiere del bianco · d1 donna del bianco · e1 re del bianco · f1 alfiere del bianco · g1 cavallo del bianco · h1 torre del bianco | a8 torre del nero · b8 cavallo del nero · c8 alfiere del nero · d8 donna del nero · e8 re del nero · f8 alfiere del nero · g8 cavallo del nero · h8 torre del nero · a7 pedone del nero · b7 pedone del nero · c7 pedone del nero · d7 pedone del nero · f7 pedone del nero · g7 pedone del nero · h7 pedone del nero · e5 pedone del nero · c4 pedone del bianco · a2 pedone del bianco · b2 pedone del bianco · d2 pedone del bianco · e2 pedone del bianco · f2 pedone del bianco · g2 pedone del bianco · h2 pedone del bianco · a1 torre del bianco · b1 cavallo del bianco · c1 alfiere del bianco · d1 donna del bianco · e1 re del bianco · f1 alfiere del bianco · g1 cavallo del bianco · h1 torre del bianco | a8 torre del nero · b8 cavallo del nero · c8 alfiere del nero · d8 donna del nero · e8 re del nero · f8 alfiere del nero · g8 cavallo del nero · h8 torre del nero · a7 pedone del nero · b7 pedone del nero · c7 pedone del nero · d7 pedone del nero · f7 pedone del nero · g7 pedone del nero · h7 pedone del nero · e5 pedone del nero · c4 pedone del bianco · a2 pedone del bianco · b2 pedone del bianco · d2 pedone del bianco · e2 pedone del bianco · f2 pedone del bianco · g2 pedone del bianco · h2 pedone del bianco · a1 torre del bianco · b1 cavallo del bianco · c1 alfiere del bianco · d1 donna del bianco · e1 re del bianco · f1 alfiere del bianco · g1 cavallo del bianco · h1 torre del bianco | 3 |
| 2 | a8 torre del nero · b8 cavallo del nero · c8 alfiere del nero · d8 donna del nero · e8 re del nero · f8 alfiere del nero · g8 cavallo del nero · h8 torre del nero · a7 pedone del nero · b7 pedone del nero · c7 pedone del nero · d7 pedone del nero · f7 pedone del nero · g7 pedone del nero · h7 pedone del nero · e5 pedone del nero · c4 pedone del bianco · a2 pedone del bianco · b2 pedone del bianco · d2 pedone del bianco · e2 pedone del bianco · f2 pedone del bianco · g2 pedone del bianco · h2 pedone del bianco · a1 torre del bianco · b1 cavallo del bianco · c1 alfiere del bianco · d1 donna del bianco · e1 re del bianco · f1 alfiere del bianco · g1 cavallo del bianco · h1 torre del bianco | a8 torre del nero · b8 cavallo del nero · c8 alfiere del nero · d8 donna del nero · e8 re del nero · f8 alfiere del nero · g8 cavallo del nero · h8 torre del nero · a7 pedone del nero · b7 pedone del nero · c7 pedone del nero · d7 pedone del nero · f7 pedone del nero · g7 pedone del nero · h7 pedone del nero · e5 pedone del nero · c4 pedone del bianco · a2 pedone del bianco · b2 pedone del bianco · d2 pedone del bianco · e2 pedone del bianco · f2 pedone del bianco · g2 pedone del bianco · h2 pedone del bianco · a1 torre del bianco · b1 cavallo del bianco · c1 alfiere del bianco · d1 donna del bianco · e1 re del bianco · f1 alfiere del bianco · g1 cavallo del bianco · h1 torre del bianco | a8 torre del nero · b8 cavallo del nero · c8 alfiere del nero · d8 donna del nero · e8 re del nero · f8 alfiere del nero · g8 cavallo del nero · h8 torre del nero · a7 pedone del nero · b7 pedone del nero · c7 pedone del nero · d7 pedone del nero · f7 pedone del nero · g7 pedone del nero · h7 pedone del nero · e5 pedone del nero · c4 pedone del bianco · a2 pedone del bianco · b2 pedone del bianco · d2 pedone del bianco · e2 pedone del bianco · f2 pedone del bianco · g2 pedone del bianco · h2 pedone del bianco · a1 torre del bianco · b1 cavallo del bianco · c1 alfiere del bianco · d1 donna del bianco · e1 re del bianco · f1 alfiere del bianco · g1 cavallo del bianco · h1 torre del bianco | a8 torre del nero · b8 cavallo del nero · c8 alfiere del nero · d8 donna del nero · e8 re del nero · f8 alfiere del nero · g8 cavallo del nero · h8 torre del nero · a7 pedone del nero · b7 pedone del nero · c7 pedone del nero · d7 pedone del nero · f7 pedone del nero · g7 pedone del nero · h7 pedone del nero · e5 pedone del nero · c4 pedone del bianco · a2 pedone del bianco · b2 pedone del bianco · d2 pedone del bianco · e2 pedone del bianco · f2 pedone del bianco · g2 pedone del bianco · h2 pedone del bianco · a1 torre del bianco · b1 cavallo del bianco · c1 alfiere del bianco · d1 donna del bianco · e1 re del bianco · f1 alfiere del bianco · g1 cavallo del bianco · h1 torre del bianco | a8 torre del nero · b8 cavallo del nero · c8 alfiere del nero · d8 donna del nero · e8 re del nero · f8 alfiere del nero · g8 cavallo del nero · h8 torre del nero · a7 pedone del nero · b7 pedone del nero · c7 pedone del nero · d7 pedone del nero · f7 pedone del nero · g7 pedone del nero · h7 pedone del nero · e5 pedone del nero · c4 pedone del bianco · a2 pedone del bianco · b2 pedone del bianco · d2 pedone del bianco · e2 pedone del bianco · f2 pedone del bianco · g2 pedone del bianco · h2 pedone del bianco · a1 torre del bianco · b1 cavallo del bianco · c1 alfiere del bianco · d1 donna del bianco · e1 re del bianco · f1 alfiere del bianco · g1 cavallo del bianco · h1 torre del bianco | a8 torre del nero · b8 cavallo del nero · c8 alfiere del nero · d8 donna del nero · e8 re del nero · f8 alfiere del nero · g8 cavallo del nero · h8 torre del nero · a7 pedone del nero · b7 pedone del nero · c7 pedone del nero · d7 pedone del nero · f7 pedone del nero · g7 pedone del nero · h7 pedone del nero · e5 pedone del nero · c4 pedone del bianco · a2 pedone del bianco · b2 pedone del bianco · d2 pedone del bianco · e2 pedone del bianco · f2 pedone del bianco · g2 pedone del bianco · h2 pedone del bianco · a1 torre del bianco · b1 cavallo del bianco · c1 alfiere del bianco · d1 donna del bianco · e1 re del bianco · f1 alfiere del bianco · g1 cavallo del bianco · h1 torre del bianco | a8 torre del nero · b8 cavallo del nero · c8 alfiere del nero · d8 donna del nero · e8 re del nero · f8 alfiere del nero · g8 cavallo del nero · h8 torre del nero · a7 pedone del nero · b7 pedone del nero · c7 pedone del nero · d7 pedone del nero · f7 pedone del nero · g7 pedone del nero · h7 pedone del nero · e5 pedone del nero · c4 pedone del bianco · a2 pedone del bianco · b2 pedone del bianco · d2 pedone del bianco · e2 pedone del bianco · f2 pedone del bianco · g2 pedone del bianco · h2 pedone del bianco · a1 torre del bianco · b1 cavallo del bianco · c1 alfiere del bianco · d1 donna del bianco · e1 re del bianco · f1 alfiere del bianco · g1 cavallo del bianco · h1 torre del bianco | a8 torre del nero · b8 cavallo del nero · c8 alfiere del nero · d8 donna del nero · e8 re del nero · f8 alfiere del nero · g8 cavallo del nero · h8 torre del nero · a7 pedone del nero · b7 pedone del nero · c7 pedone del nero · d7 pedone del nero · f7 pedone del nero · g7 pedone del nero · h7 pedone del nero · e5 pedone del nero · c4 pedone del bianco · a2 pedone del bianco · b2 pedone del bianco · d2 pedone del bianco · e2 pedone del bianco · f2 pedone del bianco · g2 pedone del bianco · h2 pedone del bianco · a1 torre del bianco · b1 cavallo del bianco · c1 alfiere del bianco · d1 donna del bianco · e1 re del bianco · f1 alfiere del bianco · g1 cavallo del bianco · h1 torre del bianco | 2 |
| 1 | a8 torre del nero · b8 cavallo del nero · c8 alfiere del nero · d8 donna del nero · e8 re del nero · f8 alfiere del nero · g8 cavallo del nero · h8 torre del nero · a7 pedone del nero · b7 pedone del nero · c7 pedone del nero · d7 pedone del nero · f7 pedone del nero · g7 pedone del nero · h7 pedone del nero · e5 pedone del nero · c4 pedone del bianco · a2 pedone del bianco · b2 pedone del bianco · d2 pedone del bianco · e2 pedone del bianco · f2 pedone del bianco · g2 pedone del bianco · h2 pedone del bianco · a1 torre del bianco · b1 cavallo del bianco · c1 alfiere del bianco · d1 donna del bianco · e1 re del bianco · f1 alfiere del bianco · g1 cavallo del bianco · h1 torre del bianco | a8 torre del nero · b8 cavallo del nero · c8 alfiere del nero · d8 donna del nero · e8 re del nero · f8 alfiere del nero · g8 cavallo del nero · h8 torre del nero · a7 pedone del nero · b7 pedone del nero · c7 pedone del nero · d7 pedone del nero · f7 pedone del nero · g7 pedone del nero · h7 pedone del nero · e5 pedone del nero · c4 pedone del bianco · a2 pedone del bianco · b2 pedone del bianco · d2 pedone del bianco · e2 pedone del bianco · f2 pedone del bianco · g2 pedone del bianco · h2 pedone del bianco · a1 torre del bianco · b1 cavallo del bianco · c1 alfiere del bianco · d1 donna del bianco · e1 re del bianco · f1 alfiere del bianco · g1 cavallo del bianco · h1 torre del bianco | a8 torre del nero · b8 cavallo del nero · c8 alfiere del nero · d8 donna del nero · e8 re del nero · f8 alfiere del nero · g8 cavallo del nero · h8 torre del nero · a7 pedone del nero · b7 pedone del nero · c7 pedone del nero · d7 pedone del nero · f7 pedone del nero · g7 pedone del nero · h7 pedone del nero · e5 pedone del nero · c4 pedone del bianco · a2 pedone del bianco · b2 pedone del bianco · d2 pedone del bianco · e2 pedone del bianco · f2 pedone del bianco · g2 pedone del bianco · h2 pedone del bianco · a1 torre del bianco · b1 cavallo del bianco · c1 alfiere del bianco · d1 donna del bianco · e1 re del bianco · f1 alfiere del bianco · g1 cavallo del bianco · h1 torre del bianco | a8 torre del nero · b8 cavallo del nero · c8 alfiere del nero · d8 donna del nero · e8 re del nero · f8 alfiere del nero · g8 cavallo del nero · h8 torre del nero · a7 pedone del nero · b7 pedone del nero · c7 pedone del nero · d7 pedone del nero · f7 pedone del nero · g7 pedone del nero · h7 pedone del nero · e5 pedone del nero · c4 pedone del bianco · a2 pedone del bianco · b2 pedone del bianco · d2 pedone del bianco · e2 pedone del bianco · f2 pedone del bianco · g2 pedone del bianco · h2 pedone del bianco · a1 torre del bianco · b1 cavallo del bianco · c1 alfiere del bianco · d1 donna del bianco · e1 re del bianco · f1 alfiere del bianco · g1 cavallo del bianco · h1 torre del bianco | a8 torre del nero · b8 cavallo del nero · c8 alfiere del nero · d8 donna del nero · e8 re del nero · f8 alfiere del nero · g8 cavallo del nero · h8 torre del nero · a7 pedone del nero · b7 pedone del nero · c7 pedone del nero · d7 pedone del nero · f7 pedone del nero · g7 pedone del nero · h7 pedone del nero · e5 pedone del nero · c4 pedone del bianco · a2 pedone del bianco · b2 pedone del bianco · d2 pedone del bianco · e2 pedone del bianco · f2 pedone del bianco · g2 pedone del bianco · h2 pedone del bianco · a1 torre del bianco · b1 cavallo del bianco · c1 alfiere del bianco · d1 donna del bianco · e1 re del bianco · f1 alfiere del bianco · g1 cavallo del bianco · h1 torre del bianco | a8 torre del nero · b8 cavallo del nero · c8 alfiere del nero · d8 donna del nero · e8 re del nero · f8 alfiere del nero · g8 cavallo del nero · h8 torre del nero · a7 pedone del nero · b7 pedone del nero · c7 pedone del nero · d7 pedone del nero · f7 pedone del nero · g7 pedone del nero · h7 pedone del nero · e5 pedone del nero · c4 pedone del bianco · a2 pedone del bianco · b2 pedone del bianco · d2 pedone del bianco · e2 pedone del bianco · f2 pedone del bianco · g2 pedone del bianco · h2 pedone del bianco · a1 torre del bianco · b1 cavallo del bianco · c1 alfiere del bianco · d1 donna del bianco · e1 re del bianco · f1 alfiere del bianco · g1 cavallo del bianco · h1 torre del bianco | a8 torre del nero · b8 cavallo del nero · c8 alfiere del nero · d8 donna del nero · e8 re del nero · f8 alfiere del nero · g8 cavallo del nero · h8 torre del nero · a7 pedone del nero · b7 pedone del nero · c7 pedone del nero · d7 pedone del nero · f7 pedone del nero · g7 pedone del nero · h7 pedone del nero · e5 pedone del nero · c4 pedone del bianco · a2 pedone del bianco · b2 pedone del bianco · d2 pedone del bianco · e2 pedone del bianco · f2 pedone del bianco · g2 pedone del bianco · h2 pedone del bianco · a1 torre del bianco · b1 cavallo del bianco · c1 alfiere del bianco · d1 donna del bianco · e1 re del bianco · f1 alfiere del bianco · g1 cavallo del bianco · h1 torre del bianco | a8 torre del nero · b8 cavallo del nero · c8 alfiere del nero · d8 donna del nero · e8 re del nero · f8 alfiere del nero · g8 cavallo del nero · h8 torre del nero · a7 pedone del nero · b7 pedone del nero · c7 pedone del nero · d7 pedone del nero · f7 pedone del nero · g7 pedone del nero · h7 pedone del nero · e5 pedone del nero · c4 pedone del bianco · a2 pedone del bianco · b2 pedone del bianco · d2 pedone del bianco · e2 pedone del bianco · f2 pedone del bianco · g2 pedone del bianco · h2 pedone del bianco · a1 torre del bianco · b1 cavallo del bianco · c1 alfiere del bianco · d1 donna del bianco · e1 re del bianco · f1 alfiere del bianco · g1 cavallo del bianco · h1 torre del bianco | 1 |
|   | a | b | c | d | e | f | g | h |   |

L'apertura inglese è spesso seguita dalla risposta naturale 1…e5 che porta il bianco a giocare una sorta di difesa siciliana col vantaggio di avere il tratto e quindi l'iniziativa.
In un'apertura con possibilità ricche e complesse, come quelle che scaturiscono dalla difesa siciliana, questo tempo di vantaggio può avere un notevole peso, pertanto il nero spingerà verso varianti chiuse mentre il bianco premerà per varianti simili al dragone. Di questo tipo di apertura considereremo le tre varianti principali, ricordando che, come la siciliana, questa apertura presenta notevoli possibilità e varianti. Codice ECO A25

#### Variante tipo Dragone
|   | a | b | c | d | e | f | g | h |   |
| 8 | a8 torre del nero · c8 alfiere del nero · d8 donna del nero · e8 re del nero · f8 alfiere del nero · h8 torre del nero · a7 pedone del nero · b7 pedone del nero · c7 pedone del nero · d7 pedone del nero · f7 pedone del nero · g7 pedone del nero · h7 pedone del nero · c6 cavallo del nero · f6 cavallo del nero · e5 pedone del nero · c4 pedone del bianco · c3 cavallo del bianco · f3 cavallo del bianco · g3 pedone del bianco · a2 pedone del bianco · b2 pedone del bianco · d2 pedone del bianco · e2 pedone del bianco · f2 pedone del bianco · h2 pedone del bianco · a1 torre del bianco · c1 alfiere del bianco · d1 donna del bianco · e1 re del bianco · f1 alfiere del bianco · h1 torre del bianco | a8 torre del nero · c8 alfiere del nero · d8 donna del nero · e8 re del nero · f8 alfiere del nero · h8 torre del nero · a7 pedone del nero · b7 pedone del nero · c7 pedone del nero · d7 pedone del nero · f7 pedone del nero · g7 pedone del nero · h7 pedone del nero · c6 cavallo del nero · f6 cavallo del nero · e5 pedone del nero · c4 pedone del bianco · c3 cavallo del bianco · f3 cavallo del bianco · g3 pedone del bianco · a2 pedone del bianco · b2 pedone del bianco · d2 pedone del bianco · e2 pedone del bianco · f2 pedone del bianco · h2 pedone del bianco · a1 torre del bianco · c1 alfiere del bianco · d1 donna del bianco · e1 re del bianco · f1 alfiere del bianco · h1 torre del bianco | a8 torre del nero · c8 alfiere del nero · d8 donna del nero · e8 re del nero · f8 alfiere del nero · h8 torre del nero · a7 pedone del nero · b7 pedone del nero · c7 pedone del nero · d7 pedone del nero · f7 pedone del nero · g7 pedone del nero · h7 pedone del nero · c6 cavallo del nero · f6 cavallo del nero · e5 pedone del nero · c4 pedone del bianco · c3 cavallo del bianco · f3 cavallo del bianco · g3 pedone del bianco · a2 pedone del bianco · b2 pedone del bianco · d2 pedone del bianco · e2 pedone del bianco · f2 pedone del bianco · h2 pedone del bianco · a1 torre del bianco · c1 alfiere del bianco · d1 donna del bianco · e1 re del bianco · f1 alfiere del bianco · h1 torre del bianco | a8 torre del nero · c8 alfiere del nero · d8 donna del nero · e8 re del nero · f8 alfiere del nero · h8 torre del nero · a7 pedone del nero · b7 pedone del nero · c7 pedone del nero · d7 pedone del nero · f7 pedone del nero · g7 pedone del nero · h7 pedone del nero · c6 cavallo del nero · f6 cavallo del nero · e5 pedone del nero · c4 pedone del bianco · c3 cavallo del bianco · f3 cavallo del bianco · g3 pedone del bianco · a2 pedone del bianco · b2 pedone del bianco · d2 pedone del bianco · e2 pedone del bianco · f2 pedone del bianco · h2 pedone del bianco · a1 torre del bianco · c1 alfiere del bianco · d1 donna del bianco · e1 re del bianco · f1 alfiere del bianco · h1 torre del bianco | a8 torre del nero · c8 alfiere del nero · d8 donna del nero · e8 re del nero · f8 alfiere del nero · h8 torre del nero · a7 pedone del nero · b7 pedone del nero · c7 pedone del nero · d7 pedone del nero · f7 pedone del nero · g7 pedone del nero · h7 pedone del nero · c6 cavallo del nero · f6 cavallo del nero · e5 pedone del nero · c4 pedone del bianco · c3 cavallo del bianco · f3 cavallo del bianco · g3 pedone del bianco · a2 pedone del bianco · b2 pedone del bianco · d2 pedone del bianco · e2 pedone del bianco · f2 pedone del bianco · h2 pedone del bianco · a1 torre del bianco · c1 alfiere del bianco · d1 donna del bianco · e1 re del bianco · f1 alfiere del bianco · h1 torre del bianco | a8 torre del nero · c8 alfiere del nero · d8 donna del nero · e8 re del nero · f8 alfiere del nero · h8 torre del nero · a7 pedone del nero · b7 pedone del nero · c7 pedone del nero · d7 pedone del nero · f7 pedone del nero · g7 pedone del nero · h7 pedone del nero · c6 cavallo del nero · f6 cavallo del nero · e5 pedone del nero · c4 pedone del bianco · c3 cavallo del bianco · f3 cavallo del bianco · g3 pedone del bianco · a2 pedone del bianco · b2 pedone del bianco · d2 pedone del bianco · e2 pedone del bianco · f2 pedone del bianco · h2 pedone del bianco · a1 torre del bianco · c1 alfiere del bianco · d1 donna del bianco · e1 re del bianco · f1 alfiere del bianco · h1 torre del bianco | a8 torre del nero · c8 alfiere del nero · d8 donna del nero · e8 re del nero · f8 alfiere del nero · h8 torre del nero · a7 pedone del nero · b7 pedone del nero · c7 pedone del nero · d7 pedone del nero · f7 pedone del nero · g7 pedone del nero · h7 pedone del nero · c6 cavallo del nero · f6 cavallo del nero · e5 pedone del nero · c4 pedone del bianco · c3 cavallo del bianco · f3 cavallo del bianco · g3 pedone del bianco · a2 pedone del bianco · b2 pedone del bianco · d2 pedone del bianco · e2 pedone del bianco · f2 pedone del bianco · h2 pedone del bianco · a1 torre del bianco · c1 alfiere del bianco · d1 donna del bianco · e1 re del bianco · f1 alfiere del bianco · h1 torre del bianco | a8 torre del nero · c8 alfiere del nero · d8 donna del nero · e8 re del nero · f8 alfiere del nero · h8 torre del nero · a7 pedone del nero · b7 pedone del nero · c7 pedone del nero · d7 pedone del nero · f7 pedone del nero · g7 pedone del nero · h7 pedone del nero · c6 cavallo del nero · f6 cavallo del nero · e5 pedone del nero · c4 pedone del bianco · c3 cavallo del bianco · f3 cavallo del bianco · g3 pedone del bianco · a2 pedone del bianco · b2 pedone del bianco · d2 pedone del bianco · e2 pedone del bianco · f2 pedone del bianco · h2 pedone del bianco · a1 torre del bianco · c1 alfiere del bianco · d1 donna del bianco · e1 re del bianco · f1 alfiere del bianco · h1 torre del bianco | 8 |
| 7 | a8 torre del nero · c8 alfiere del nero · d8 donna del nero · e8 re del nero · f8 alfiere del nero · h8 torre del nero · a7 pedone del nero · b7 pedone del nero · c7 pedone del nero · d7 pedone del nero · f7 pedone del nero · g7 pedone del nero · h7 pedone del nero · c6 cavallo del nero · f6 cavallo del nero · e5 pedone del nero · c4 pedone del bianco · c3 cavallo del bianco · f3 cavallo del bianco · g3 pedone del bianco · a2 pedone del bianco · b2 pedone del bianco · d2 pedone del bianco · e2 pedone del bianco · f2 pedone del bianco · h2 pedone del bianco · a1 torre del bianco · c1 alfiere del bianco · d1 donna del bianco · e1 re del bianco · f1 alfiere del bianco · h1 torre del bianco | a8 torre del nero · c8 alfiere del nero · d8 donna del nero · e8 re del nero · f8 alfiere del nero · h8 torre del nero · a7 pedone del nero · b7 pedone del nero · c7 pedone del nero · d7 pedone del nero · f7 pedone del nero · g7 pedone del nero · h7 pedone del nero · c6 cavallo del nero · f6 cavallo del nero · e5 pedone del nero · c4 pedone del bianco · c3 cavallo del bianco · f3 cavallo del bianco · g3 pedone del bianco · a2 pedone del bianco · b2 pedone del bianco · d2 pedone del bianco · e2 pedone del bianco · f2 pedone del bianco · h2 pedone del bianco · a1 torre del bianco · c1 alfiere del bianco · d1 donna del bianco · e1 re del bianco · f1 alfiere del bianco · h1 torre del bianco | a8 torre del nero · c8 alfiere del nero · d8 donna del nero · e8 re del nero · f8 alfiere del nero · h8 torre del nero · a7 pedone del nero · b7 pedone del nero · c7 pedone del nero · d7 pedone del nero · f7 pedone del nero · g7 pedone del nero · h7 pedone del nero · c6 cavallo del nero · f6 cavallo del nero · e5 pedone del nero · c4 pedone del bianco · c3 cavallo del bianco · f3 cavallo del bianco · g3 pedone del bianco · a2 pedone del bianco · b2 pedone del bianco · d2 pedone del bianco · e2 pedone del bianco · f2 pedone del bianco · h2 pedone del bianco · a1 torre del bianco · c1 alfiere del bianco · d1 donna del bianco · e1 re del bianco · f1 alfiere del bianco · h1 torre del bianco | a8 torre del nero · c8 alfiere del nero · d8 donna del nero · e8 re del nero · f8 alfiere del nero · h8 torre del nero · a7 pedone del nero · b7 pedone del nero · c7 pedone del nero · d7 pedone del nero · f7 pedone del nero · g7 pedone del nero · h7 pedone del nero · c6 cavallo del nero · f6 cavallo del nero · e5 pedone del nero · c4 pedone del bianco · c3 cavallo del bianco · f3 cavallo del bianco · g3 pedone del bianco · a2 pedone del bianco · b2 pedone del bianco · d2 pedone del bianco · e2 pedone del bianco · f2 pedone del bianco · h2 pedone del bianco · a1 torre del bianco · c1 alfiere del bianco · d1 donna del bianco · e1 re del bianco · f1 alfiere del bianco · h1 torre del bianco | a8 torre del nero · c8 alfiere del nero · d8 donna del nero · e8 re del nero · f8 alfiere del nero · h8 torre del nero · a7 pedone del nero · b7 pedone del nero · c7 pedone del nero · d7 pedone del nero · f7 pedone del nero · g7 pedone del nero · h7 pedone del nero · c6 cavallo del nero · f6 cavallo del nero · e5 pedone del nero · c4 pedone del bianco · c3 cavallo del bianco · f3 cavallo del bianco · g3 pedone del bianco · a2 pedone del bianco · b2 pedone del bianco · d2 pedone del bianco · e2 pedone del bianco · f2 pedone del bianco · h2 pedone del bianco · a1 torre del bianco · c1 alfiere del bianco · d1 donna del bianco · e1 re del bianco · f1 alfiere del bianco · h1 torre del bianco | a8 torre del nero · c8 alfiere del nero · d8 donna del nero · e8 re del nero · f8 alfiere del nero · h8 torre del nero · a7 pedone del nero · b7 pedone del nero · c7 pedone del nero · d7 pedone del nero · f7 pedone del nero · g7 pedone del nero · h7 pedone del nero · c6 cavallo del nero · f6 cavallo del nero · e5 pedone del nero · c4 pedone del bianco · c3 cavallo del bianco · f3 cavallo del bianco · g3 pedone del bianco · a2 pedone del bianco · b2 pedone del bianco · d2 pedone del bianco · e2 pedone del bianco · f2 pedone del bianco · h2 pedone del bianco · a1 torre del bianco · c1 alfiere del bianco · d1 donna del bianco · e1 re del bianco · f1 alfiere del bianco · h1 torre del bianco | a8 torre del nero · c8 alfiere del nero · d8 donna del nero · e8 re del nero · f8 alfiere del nero · h8 torre del nero · a7 pedone del nero · b7 pedone del nero · c7 pedone del nero · d7 pedone del nero · f7 pedone del nero · g7 pedone del nero · h7 pedone del nero · c6 cavallo del nero · f6 cavallo del nero · e5 pedone del nero · c4 pedone del bianco · c3 cavallo del bianco · f3 cavallo del bianco · g3 pedone del bianco · a2 pedone del bianco · b2 pedone del bianco · d2 pedone del bianco · e2 pedone del bianco · f2 pedone del bianco · h2 pedone del bianco · a1 torre del bianco · c1 alfiere del bianco · d1 donna del bianco · e1 re del bianco · f1 alfiere del bianco · h1 torre del bianco | a8 torre del nero · c8 alfiere del nero · d8 donna del nero · e8 re del nero · f8 alfiere del nero · h8 torre del nero · a7 pedone del nero · b7 pedone del nero · c7 pedone del nero · d7 pedone del nero · f7 pedone del nero · g7 pedone del nero · h7 pedone del nero · c6 cavallo del nero · f6 cavallo del nero · e5 pedone del nero · c4 pedone del bianco · c3 cavallo del bianco · f3 cavallo del bianco · g3 pedone del bianco · a2 pedone del bianco · b2 pedone del bianco · d2 pedone del bianco · e2 pedone del bianco · f2 pedone del bianco · h2 pedone del bianco · a1 torre del bianco · c1 alfiere del bianco · d1 donna del bianco · e1 re del bianco · f1 alfiere del bianco · h1 torre del bianco | 7 |
| 6 | a8 torre del nero · c8 alfiere del nero · d8 donna del nero · e8 re del nero · f8 alfiere del nero · h8 torre del nero · a7 pedone del nero · b7 pedone del nero · c7 pedone del nero · d7 pedone del nero · f7 pedone del nero · g7 pedone del nero · h7 pedone del nero · c6 cavallo del nero · f6 cavallo del nero · e5 pedone del nero · c4 pedone del bianco · c3 cavallo del bianco · f3 cavallo del bianco · g3 pedone del bianco · a2 pedone del bianco · b2 pedone del bianco · d2 pedone del bianco · e2 pedone del bianco · f2 pedone del bianco · h2 pedone del bianco · a1 torre del bianco · c1 alfiere del bianco · d1 donna del bianco · e1 re del bianco · f1 alfiere del bianco · h1 torre del bianco | a8 torre del nero · c8 alfiere del nero · d8 donna del nero · e8 re del nero · f8 alfiere del nero · h8 torre del nero · a7 pedone del nero · b7 pedone del nero · c7 pedone del nero · d7 pedone del nero · f7 pedone del nero · g7 pedone del nero · h7 pedone del nero · c6 cavallo del nero · f6 cavallo del nero · e5 pedone del nero · c4 pedone del bianco · c3 cavallo del bianco · f3 cavallo del bianco · g3 pedone del bianco · a2 pedone del bianco · b2 pedone del bianco · d2 pedone del bianco · e2 pedone del bianco · f2 pedone del bianco · h2 pedone del bianco · a1 torre del bianco · c1 alfiere del bianco · d1 donna del bianco · e1 re del bianco · f1 alfiere del bianco · h1 torre del bianco | a8 torre del nero · c8 alfiere del nero · d8 donna del nero · e8 re del nero · f8 alfiere del nero · h8 torre del nero · a7 pedone del nero · b7 pedone del nero · c7 pedone del nero · d7 pedone del nero · f7 pedone del nero · g7 pedone del nero · h7 pedone del nero · c6 cavallo del nero · f6 cavallo del nero · e5 pedone del nero · c4 pedone del bianco · c3 cavallo del bianco · f3 cavallo del bianco · g3 pedone del bianco · a2 pedone del bianco · b2 pedone del bianco · d2 pedone del bianco · e2 pedone del bianco · f2 pedone del bianco · h2 pedone del bianco · a1 torre del bianco · c1 alfiere del bianco · d1 donna del bianco · e1 re del bianco · f1 alfiere del bianco · h1 torre del bianco | a8 torre del nero · c8 alfiere del nero · d8 donna del nero · e8 re del nero · f8 alfiere del nero · h8 torre del nero · a7 pedone del nero · b7 pedone del nero · c7 pedone del nero · d7 pedone del nero · f7 pedone del nero · g7 pedone del nero · h7 pedone del nero · c6 cavallo del nero · f6 cavallo del nero · e5 pedone del nero · c4 pedone del bianco · c3 cavallo del bianco · f3 cavallo del bianco · g3 pedone del bianco · a2 pedone del bianco · b2 pedone del bianco · d2 pedone del bianco · e2 pedone del bianco · f2 pedone del bianco · h2 pedone del bianco · a1 torre del bianco · c1 alfiere del bianco · d1 donna del bianco · e1 re del bianco · f1 alfiere del bianco · h1 torre del bianco | a8 torre del nero · c8 alfiere del nero · d8 donna del nero · e8 re del nero · f8 alfiere del nero · h8 torre del nero · a7 pedone del nero · b7 pedone del nero · c7 pedone del nero · d7 pedone del nero · f7 pedone del nero · g7 pedone del nero · h7 pedone del nero · c6 cavallo del nero · f6 cavallo del nero · e5 pedone del nero · c4 pedone del bianco · c3 cavallo del bianco · f3 cavallo del bianco · g3 pedone del bianco · a2 pedone del bianco · b2 pedone del bianco · d2 pedone del bianco · e2 pedone del bianco · f2 pedone del bianco · h2 pedone del bianco · a1 torre del bianco · c1 alfiere del bianco · d1 donna del bianco · e1 re del bianco · f1 alfiere del bianco · h1 torre del bianco | a8 torre del nero · c8 alfiere del nero · d8 donna del nero · e8 re del nero · f8 alfiere del nero · h8 torre del nero · a7 pedone del nero · b7 pedone del nero · c7 pedone del nero · d7 pedone del nero · f7 pedone del nero · g7 pedone del nero · h7 pedone del nero · c6 cavallo del nero · f6 cavallo del nero · e5 pedone del nero · c4 pedone del bianco · c3 cavallo del bianco · f3 cavallo del bianco · g3 pedone del bianco · a2 pedone del bianco · b2 pedone del bianco · d2 pedone del bianco · e2 pedone del bianco · f2 pedone del bianco · h2 pedone del bianco · a1 torre del bianco · c1 alfiere del bianco · d1 donna del bianco · e1 re del bianco · f1 alfiere del bianco · h1 torre del bianco | a8 torre del nero · c8 alfiere del nero · d8 donna del nero · e8 re del nero · f8 alfiere del nero · h8 torre del nero · a7 pedone del nero · b7 pedone del nero · c7 pedone del nero · d7 pedone del nero · f7 pedone del nero · g7 pedone del nero · h7 pedone del nero · c6 cavallo del nero · f6 cavallo del nero · e5 pedone del nero · c4 pedone del bianco · c3 cavallo del bianco · f3 cavallo del bianco · g3 pedone del bianco · a2 pedone del bianco · b2 pedone del bianco · d2 pedone del bianco · e2 pedone del bianco · f2 pedone del bianco · h2 pedone del bianco · a1 torre del bianco · c1 alfiere del bianco · d1 donna del bianco · e1 re del bianco · f1 alfiere del bianco · h1 torre del bianco | a8 torre del nero · c8 alfiere del nero · d8 donna del nero · e8 re del nero · f8 alfiere del nero · h8 torre del nero · a7 pedone del nero · b7 pedone del nero · c7 pedone del nero · d7 pedone del nero · f7 pedone del nero · g7 pedone del nero · h7 pedone del nero · c6 cavallo del nero · f6 cavallo del nero · e5 pedone del nero · c4 pedone del bianco · c3 cavallo del bianco · f3 cavallo del bianco · g3 pedone del bianco · a2 pedone del bianco · b2 pedone del bianco · d2 pedone del bianco · e2 pedone del bianco · f2 pedone del bianco · h2 pedone del bianco · a1 torre del bianco · c1 alfiere del bianco · d1 donna del bianco · e1 re del bianco · f1 alfiere del bianco · h1 torre del bianco | 6 |
| 5 | a8 torre del nero · c8 alfiere del nero · d8 donna del nero · e8 re del nero · f8 alfiere del nero · h8 torre del nero · a7 pedone del nero · b7 pedone del nero · c7 pedone del nero · d7 pedone del nero · f7 pedone del nero · g7 pedone del nero · h7 pedone del nero · c6 cavallo del nero · f6 cavallo del nero · e5 pedone del nero · c4 pedone del bianco · c3 cavallo del bianco · f3 cavallo del bianco · g3 pedone del bianco · a2 pedone del bianco · b2 pedone del bianco · d2 pedone del bianco · e2 pedone del bianco · f2 pedone del bianco · h2 pedone del bianco · a1 torre del bianco · c1 alfiere del bianco · d1 donna del bianco · e1 re del bianco · f1 alfiere del bianco · h1 torre del bianco | a8 torre del nero · c8 alfiere del nero · d8 donna del nero · e8 re del nero · f8 alfiere del nero · h8 torre del nero · a7 pedone del nero · b7 pedone del nero · c7 pedone del nero · d7 pedone del nero · f7 pedone del nero · g7 pedone del nero · h7 pedone del nero · c6 cavallo del nero · f6 cavallo del nero · e5 pedone del nero · c4 pedone del bianco · c3 cavallo del bianco · f3 cavallo del bianco · g3 pedone del bianco · a2 pedone del bianco · b2 pedone del bianco · d2 pedone del bianco · e2 pedone del bianco · f2 pedone del bianco · h2 pedone del bianco · a1 torre del bianco · c1 alfiere del bianco · d1 donna del bianco · e1 re del bianco · f1 alfiere del bianco · h1 torre del bianco | a8 torre del nero · c8 alfiere del nero · d8 donna del nero · e8 re del nero · f8 alfiere del nero · h8 torre del nero · a7 pedone del nero · b7 pedone del nero · c7 pedone del nero · d7 pedone del nero · f7 pedone del nero · g7 pedone del nero · h7 pedone del nero · c6 cavallo del nero · f6 cavallo del nero · e5 pedone del nero · c4 pedone del bianco · c3 cavallo del bianco · f3 cavallo del bianco · g3 pedone del bianco · a2 pedone del bianco · b2 pedone del bianco · d2 pedone del bianco · e2 pedone del bianco · f2 pedone del bianco · h2 pedone del bianco · a1 torre del bianco · c1 alfiere del bianco · d1 donna del bianco · e1 re del bianco · f1 alfiere del bianco · h1 torre del bianco | a8 torre del nero · c8 alfiere del nero · d8 donna del nero · e8 re del nero · f8 alfiere del nero · h8 torre del nero · a7 pedone del nero · b7 pedone del nero · c7 pedone del nero · d7 pedone del nero · f7 pedone del nero · g7 pedone del nero · h7 pedone del nero · c6 cavallo del nero · f6 cavallo del nero · e5 pedone del nero · c4 pedone del bianco · c3 cavallo del bianco · f3 cavallo del bianco · g3 pedone del bianco · a2 pedone del bianco · b2 pedone del bianco · d2 pedone del bianco · e2 pedone del bianco · f2 pedone del bianco · h2 pedone del bianco · a1 torre del bianco · c1 alfiere del bianco · d1 donna del bianco · e1 re del bianco · f1 alfiere del bianco · h1 torre del bianco | a8 torre del nero · c8 alfiere del nero · d8 donna del nero · e8 re del nero · f8 alfiere del nero · h8 torre del nero · a7 pedone del nero · b7 pedone del nero · c7 pedone del nero · d7 pedone del nero · f7 pedone del nero · g7 pedone del nero · h7 pedone del nero · c6 cavallo del nero · f6 cavallo del nero · e5 pedone del nero · c4 pedone del bianco · c3 cavallo del bianco · f3 cavallo del bianco · g3 pedone del bianco · a2 pedone del bianco · b2 pedone del bianco · d2 pedone del bianco · e2 pedone del bianco · f2 pedone del bianco · h2 pedone del bianco · a1 torre del bianco · c1 alfiere del bianco · d1 donna del bianco · e1 re del bianco · f1 alfiere del bianco · h1 torre del bianco | a8 torre del nero · c8 alfiere del nero · d8 donna del nero · e8 re del nero · f8 alfiere del nero · h8 torre del nero · a7 pedone del nero · b7 pedone del nero · c7 pedone del nero · d7 pedone del nero · f7 pedone del nero · g7 pedone del nero · h7 pedone del nero · c6 cavallo del nero · f6 cavallo del nero · e5 pedone del nero · c4 pedone del bianco · c3 cavallo del bianco · f3 cavallo del bianco · g3 pedone del bianco · a2 pedone del bianco · b2 pedone del bianco · d2 pedone del bianco · e2 pedone del bianco · f2 pedone del bianco · h2 pedone del bianco · a1 torre del bianco · c1 alfiere del bianco · d1 donna del bianco · e1 re del bianco · f1 alfiere del bianco · h1 torre del bianco | a8 torre del nero · c8 alfiere del nero · d8 donna del nero · e8 re del nero · f8 alfiere del nero · h8 torre del nero · a7 pedone del nero · b7 pedone del nero · c7 pedone del nero · d7 pedone del nero · f7 pedone del nero · g7 pedone del nero · h7 pedone del nero · c6 cavallo del nero · f6 cavallo del nero · e5 pedone del nero · c4 pedone del bianco · c3 cavallo del bianco · f3 cavallo del bianco · g3 pedone del bianco · a2 pedone del bianco · b2 pedone del bianco · d2 pedone del bianco · e2 pedone del bianco · f2 pedone del bianco · h2 pedone del bianco · a1 torre del bianco · c1 alfiere del bianco · d1 donna del bianco · e1 re del bianco · f1 alfiere del bianco · h1 torre del bianco | a8 torre del nero · c8 alfiere del nero · d8 donna del nero · e8 re del nero · f8 alfiere del nero · h8 torre del nero · a7 pedone del nero · b7 pedone del nero · c7 pedone del nero · d7 pedone del nero · f7 pedone del nero · g7 pedone del nero · h7 pedone del nero · c6 cavallo del nero · f6 cavallo del nero · e5 pedone del nero · c4 pedone del bianco · c3 cavallo del bianco · f3 cavallo del bianco · g3 pedone del bianco · a2 pedone del bianco · b2 pedone del bianco · d2 pedone del bianco · e2 pedone del bianco · f2 pedone del bianco · h2 pedone del bianco · a1 torre del bianco · c1 alfiere del bianco · d1 donna del bianco · e1 re del bianco · f1 alfiere del bianco · h1 torre del bianco | 5 |
| 4 | a8 torre del nero · c8 alfiere del nero · d8 donna del nero · e8 re del nero · f8 alfiere del nero · h8 torre del nero · a7 pedone del nero · b7 pedone del nero · c7 pedone del nero · d7 pedone del nero · f7 pedone del nero · g7 pedone del nero · h7 pedone del nero · c6 cavallo del nero · f6 cavallo del nero · e5 pedone del nero · c4 pedone del bianco · c3 cavallo del bianco · f3 cavallo del bianco · g3 pedone del bianco · a2 pedone del bianco · b2 pedone del bianco · d2 pedone del bianco · e2 pedone del bianco · f2 pedone del bianco · h2 pedone del bianco · a1 torre del bianco · c1 alfiere del bianco · d1 donna del bianco · e1 re del bianco · f1 alfiere del bianco · h1 torre del bianco | a8 torre del nero · c8 alfiere del nero · d8 donna del nero · e8 re del nero · f8 alfiere del nero · h8 torre del nero · a7 pedone del nero · b7 pedone del nero · c7 pedone del nero · d7 pedone del nero · f7 pedone del nero · g7 pedone del nero · h7 pedone del nero · c6 cavallo del nero · f6 cavallo del nero · e5 pedone del nero · c4 pedone del bianco · c3 cavallo del bianco · f3 cavallo del bianco · g3 pedone del bianco · a2 pedone del bianco · b2 pedone del bianco · d2 pedone del bianco · e2 pedone del bianco · f2 pedone del bianco · h2 pedone del bianco · a1 torre del bianco · c1 alfiere del bianco · d1 donna del bianco · e1 re del bianco · f1 alfiere del bianco · h1 torre del bianco | a8 torre del nero · c8 alfiere del nero · d8 donna del nero · e8 re del nero · f8 alfiere del nero · h8 torre del nero · a7 pedone del nero · b7 pedone del nero · c7 pedone del nero · d7 pedone del nero · f7 pedone del nero · g7 pedone del nero · h7 pedone del nero · c6 cavallo del nero · f6 cavallo del nero · e5 pedone del nero · c4 pedone del bianco · c3 cavallo del bianco · f3 cavallo del bianco · g3 pedone del bianco · a2 pedone del bianco · b2 pedone del bianco · d2 pedone del bianco · e2 pedone del bianco · f2 pedone del bianco · h2 pedone del bianco · a1 torre del bianco · c1 alfiere del bianco · d1 donna del bianco · e1 re del bianco · f1 alfiere del bianco · h1 torre del bianco | a8 torre del nero · c8 alfiere del nero · d8 donna del nero · e8 re del nero · f8 alfiere del nero · h8 torre del nero · a7 pedone del nero · b7 pedone del nero · c7 pedone del nero · d7 pedone del nero · f7 pedone del nero · g7 pedone del nero · h7 pedone del nero · c6 cavallo del nero · f6 cavallo del nero · e5 pedone del nero · c4 pedone del bianco · c3 cavallo del bianco · f3 cavallo del bianco · g3 pedone del bianco · a2 pedone del bianco · b2 pedone del bianco · d2 pedone del bianco · e2 pedone del bianco · f2 pedone del bianco · h2 pedone del bianco · a1 torre del bianco · c1 alfiere del bianco · d1 donna del bianco · e1 re del bianco · f1 alfiere del bianco · h1 torre del bianco | a8 torre del nero · c8 alfiere del nero · d8 donna del nero · e8 re del nero · f8 alfiere del nero · h8 torre del nero · a7 pedone del nero · b7 pedone del nero · c7 pedone del nero · d7 pedone del nero · f7 pedone del nero · g7 pedone del nero · h7 pedone del nero · c6 cavallo del nero · f6 cavallo del nero · e5 pedone del nero · c4 pedone del bianco · c3 cavallo del bianco · f3 cavallo del bianco · g3 pedone del bianco · a2 pedone del bianco · b2 pedone del bianco · d2 pedone del bianco · e2 pedone del bianco · f2 pedone del bianco · h2 pedone del bianco · a1 torre del bianco · c1 alfiere del bianco · d1 donna del bianco · e1 re del bianco · f1 alfiere del bianco · h1 torre del bianco | a8 torre del nero · c8 alfiere del nero · d8 donna del nero · e8 re del nero · f8 alfiere del nero · h8 torre del nero · a7 pedone del nero · b7 pedone del nero · c7 pedone del nero · d7 pedone del nero · f7 pedone del nero · g7 pedone del nero · h7 pedone del nero · c6 cavallo del nero · f6 cavallo del nero · e5 pedone del nero · c4 pedone del bianco · c3 cavallo del bianco · f3 cavallo del bianco · g3 pedone del bianco · a2 pedone del bianco · b2 pedone del bianco · d2 pedone del bianco · e2 pedone del bianco · f2 pedone del bianco · h2 pedone del bianco · a1 torre del bianco · c1 alfiere del bianco · d1 donna del bianco · e1 re del bianco · f1 alfiere del bianco · h1 torre del bianco | a8 torre del nero · c8 alfiere del nero · d8 donna del nero · e8 re del nero · f8 alfiere del nero · h8 torre del nero · a7 pedone del nero · b7 pedone del nero · c7 pedone del nero · d7 pedone del nero · f7 pedone del nero · g7 pedone del nero · h7 pedone del nero · c6 cavallo del nero · f6 cavallo del nero · e5 pedone del nero · c4 pedone del bianco · c3 cavallo del bianco · f3 cavallo del bianco · g3 pedone del bianco · a2 pedone del bianco · b2 pedone del bianco · d2 pedone del bianco · e2 pedone del bianco · f2 pedone del bianco · h2 pedone del bianco · a1 torre del bianco · c1 alfiere del bianco · d1 donna del bianco · e1 re del bianco · f1 alfiere del bianco · h1 torre del bianco | a8 torre del nero · c8 alfiere del nero · d8 donna del nero · e8 re del nero · f8 alfiere del nero · h8 torre del nero · a7 pedone del nero · b7 pedone del nero · c7 pedone del nero · d7 pedone del nero · f7 pedone del nero · g7 pedone del nero · h7 pedone del nero · c6 cavallo del nero · f6 cavallo del nero · e5 pedone del nero · c4 pedone del bianco · c3 cavallo del bianco · f3 cavallo del bianco · g3 pedone del bianco · a2 pedone del bianco · b2 pedone del bianco · d2 pedone del bianco · e2 pedone del bianco · f2 pedone del bianco · h2 pedone del bianco · a1 torre del bianco · c1 alfiere del bianco · d1 donna del bianco · e1 re del bianco · f1 alfiere del bianco · h1 torre del bianco | 4 |
| 3 | a8 torre del nero · c8 alfiere del nero · d8 donna del nero · e8 re del nero · f8 alfiere del nero · h8 torre del nero · a7 pedone del nero · b7 pedone del nero · c7 pedone del nero · d7 pedone del nero · f7 pedone del nero · g7 pedone del nero · h7 pedone del nero · c6 cavallo del nero · f6 cavallo del nero · e5 pedone del nero · c4 pedone del bianco · c3 cavallo del bianco · f3 cavallo del bianco · g3 pedone del bianco · a2 pedone del bianco · b2 pedone del bianco · d2 pedone del bianco · e2 pedone del bianco · f2 pedone del bianco · h2 pedone del bianco · a1 torre del bianco · c1 alfiere del bianco · d1 donna del bianco · e1 re del bianco · f1 alfiere del bianco · h1 torre del bianco | a8 torre del nero · c8 alfiere del nero · d8 donna del nero · e8 re del nero · f8 alfiere del nero · h8 torre del nero · a7 pedone del nero · b7 pedone del nero · c7 pedone del nero · d7 pedone del nero · f7 pedone del nero · g7 pedone del nero · h7 pedone del nero · c6 cavallo del nero · f6 cavallo del nero · e5 pedone del nero · c4 pedone del bianco · c3 cavallo del bianco · f3 cavallo del bianco · g3 pedone del bianco · a2 pedone del bianco · b2 pedone del bianco · d2 pedone del bianco · e2 pedone del bianco · f2 pedone del bianco · h2 pedone del bianco · a1 torre del bianco · c1 alfiere del bianco · d1 donna del bianco · e1 re del bianco · f1 alfiere del bianco · h1 torre del bianco | a8 torre del nero · c8 alfiere del nero · d8 donna del nero · e8 re del nero · f8 alfiere del nero · h8 torre del nero · a7 pedone del nero · b7 pedone del nero · c7 pedone del nero · d7 pedone del nero · f7 pedone del nero · g7 pedone del nero · h7 pedone del nero · c6 cavallo del nero · f6 cavallo del nero · e5 pedone del nero · c4 pedone del bianco · c3 cavallo del bianco · f3 cavallo del bianco · g3 pedone del bianco · a2 pedone del bianco · b2 pedone del bianco · d2 pedone del bianco · e2 pedone del bianco · f2 pedone del bianco · h2 pedone del bianco · a1 torre del bianco · c1 alfiere del bianco · d1 donna del bianco · e1 re del bianco · f1 alfiere del bianco · h1 torre del bianco | a8 torre del nero · c8 alfiere del nero · d8 donna del nero · e8 re del nero · f8 alfiere del nero · h8 torre del nero · a7 pedone del nero · b7 pedone del nero · c7 pedone del nero · d7 pedone del nero · f7 pedone del nero · g7 pedone del nero · h7 pedone del nero · c6 cavallo del nero · f6 cavallo del nero · e5 pedone del nero · c4 pedone del bianco · c3 cavallo del bianco · f3 cavallo del bianco · g3 pedone del bianco · a2 pedone del bianco · b2 pedone del bianco · d2 pedone del bianco · e2 pedone del bianco · f2 pedone del bianco · h2 pedone del bianco · a1 torre del bianco · c1 alfiere del bianco · d1 donna del bianco · e1 re del bianco · f1 alfiere del bianco · h1 torre del bianco | a8 torre del nero · c8 alfiere del nero · d8 donna del nero · e8 re del nero · f8 alfiere del nero · h8 torre del nero · a7 pedone del nero · b7 pedone del nero · c7 pedone del nero · d7 pedone del nero · f7 pedone del nero · g7 pedone del nero · h7 pedone del nero · c6 cavallo del nero · f6 cavallo del nero · e5 pedone del nero · c4 pedone del bianco · c3 cavallo del bianco · f3 cavallo del bianco · g3 pedone del bianco · a2 pedone del bianco · b2 pedone del bianco · d2 pedone del bianco · e2 pedone del bianco · f2 pedone del bianco · h2 pedone del bianco · a1 torre del bianco · c1 alfiere del bianco · d1 donna del bianco · e1 re del bianco · f1 alfiere del bianco · h1 torre del bianco | a8 torre del nero · c8 alfiere del nero · d8 donna del nero · e8 re del nero · f8 alfiere del nero · h8 torre del nero · a7 pedone del nero · b7 pedone del nero · c7 pedone del nero · d7 pedone del nero · f7 pedone del nero · g7 pedone del nero · h7 pedone del nero · c6 cavallo del nero · f6 cavallo del nero · e5 pedone del nero · c4 pedone del bianco · c3 cavallo del bianco · f3 cavallo del bianco · g3 pedone del bianco · a2 pedone del bianco · b2 pedone del bianco · d2 pedone del bianco · e2 pedone del bianco · f2 pedone del bianco · h2 pedone del bianco · a1 torre del bianco · c1 alfiere del bianco · d1 donna del bianco · e1 re del bianco · f1 alfiere del bianco · h1 torre del bianco | a8 torre del nero · c8 alfiere del nero · d8 donna del nero · e8 re del nero · f8 alfiere del nero · h8 torre del nero · a7 pedone del nero · b7 pedone del nero · c7 pedone del nero · d7 pedone del nero · f7 pedone del nero · g7 pedone del nero · h7 pedone del nero · c6 cavallo del nero · f6 cavallo del nero · e5 pedone del nero · c4 pedone del bianco · c3 cavallo del bianco · f3 cavallo del bianco · g3 pedone del bianco · a2 pedone del bianco · b2 pedone del bianco · d2 pedone del bianco · e2 pedone del bianco · f2 pedone del bianco · h2 pedone del bianco · a1 torre del bianco · c1 alfiere del bianco · d1 donna del bianco · e1 re del bianco · f1 alfiere del bianco · h1 torre del bianco | a8 torre del nero · c8 alfiere del nero · d8 donna del nero · e8 re del nero · f8 alfiere del nero · h8 torre del nero · a7 pedone del nero · b7 pedone del nero · c7 pedone del nero · d7 pedone del nero · f7 pedone del nero · g7 pedone del nero · h7 pedone del nero · c6 cavallo del nero · f6 cavallo del nero · e5 pedone del nero · c4 pedone del bianco · c3 cavallo del bianco · f3 cavallo del bianco · g3 pedone del bianco · a2 pedone del bianco · b2 pedone del bianco · d2 pedone del bianco · e2 pedone del bianco · f2 pedone del bianco · h2 pedone del bianco · a1 torre del bianco · c1 alfiere del bianco · d1 donna del bianco · e1 re del bianco · f1 alfiere del bianco · h1 torre del bianco | 3 |
| 2 | a8 torre del nero · c8 alfiere del nero · d8 donna del nero · e8 re del nero · f8 alfiere del nero · h8 torre del nero · a7 pedone del nero · b7 pedone del nero · c7 pedone del nero · d7 pedone del nero · f7 pedone del nero · g7 pedone del nero · h7 pedone del nero · c6 cavallo del nero · f6 cavallo del nero · e5 pedone del nero · c4 pedone del bianco · c3 cavallo del bianco · f3 cavallo del bianco · g3 pedone del bianco · a2 pedone del bianco · b2 pedone del bianco · d2 pedone del bianco · e2 pedone del bianco · f2 pedone del bianco · h2 pedone del bianco · a1 torre del bianco · c1 alfiere del bianco · d1 donna del bianco · e1 re del bianco · f1 alfiere del bianco · h1 torre del bianco | a8 torre del nero · c8 alfiere del nero · d8 donna del nero · e8 re del nero · f8 alfiere del nero · h8 torre del nero · a7 pedone del nero · b7 pedone del nero · c7 pedone del nero · d7 pedone del nero · f7 pedone del nero · g7 pedone del nero · h7 pedone del nero · c6 cavallo del nero · f6 cavallo del nero · e5 pedone del nero · c4 pedone del bianco · c3 cavallo del bianco · f3 cavallo del bianco · g3 pedone del bianco · a2 pedone del bianco · b2 pedone del bianco · d2 pedone del bianco · e2 pedone del bianco · f2 pedone del bianco · h2 pedone del bianco · a1 torre del bianco · c1 alfiere del bianco · d1 donna del bianco · e1 re del bianco · f1 alfiere del bianco · h1 torre del bianco | a8 torre del nero · c8 alfiere del nero · d8 donna del nero · e8 re del nero · f8 alfiere del nero · h8 torre del nero · a7 pedone del nero · b7 pedone del nero · c7 pedone del nero · d7 pedone del nero · f7 pedone del nero · g7 pedone del nero · h7 pedone del nero · c6 cavallo del nero · f6 cavallo del nero · e5 pedone del nero · c4 pedone del bianco · c3 cavallo del bianco · f3 cavallo del bianco · g3 pedone del bianco · a2 pedone del bianco · b2 pedone del bianco · d2 pedone del bianco · e2 pedone del bianco · f2 pedone del bianco · h2 pedone del bianco · a1 torre del bianco · c1 alfiere del bianco · d1 donna del bianco · e1 re del bianco · f1 alfiere del bianco · h1 torre del bianco | a8 torre del nero · c8 alfiere del nero · d8 donna del nero · e8 re del nero · f8 alfiere del nero · h8 torre del nero · a7 pedone del nero · b7 pedone del nero · c7 pedone del nero · d7 pedone del nero · f7 pedone del nero · g7 pedone del nero · h7 pedone del nero · c6 cavallo del nero · f6 cavallo del nero · e5 pedone del nero · c4 pedone del bianco · c3 cavallo del bianco · f3 cavallo del bianco · g3 pedone del bianco · a2 pedone del bianco · b2 pedone del bianco · d2 pedone del bianco · e2 pedone del bianco · f2 pedone del bianco · h2 pedone del bianco · a1 torre del bianco · c1 alfiere del bianco · d1 donna del bianco · e1 re del bianco · f1 alfiere del bianco · h1 torre del bianco | a8 torre del nero · c8 alfiere del nero · d8 donna del nero · e8 re del nero · f8 alfiere del nero · h8 torre del nero · a7 pedone del nero · b7 pedone del nero · c7 pedone del nero · d7 pedone del nero · f7 pedone del nero · g7 pedone del nero · h7 pedone del nero · c6 cavallo del nero · f6 cavallo del nero · e5 pedone del nero · c4 pedone del bianco · c3 cavallo del bianco · f3 cavallo del bianco · g3 pedone del bianco · a2 pedone del bianco · b2 pedone del bianco · d2 pedone del bianco · e2 pedone del bianco · f2 pedone del bianco · h2 pedone del bianco · a1 torre del bianco · c1 alfiere del bianco · d1 donna del bianco · e1 re del bianco · f1 alfiere del bianco · h1 torre del bianco | a8 torre del nero · c8 alfiere del nero · d8 donna del nero · e8 re del nero · f8 alfiere del nero · h8 torre del nero · a7 pedone del nero · b7 pedone del nero · c7 pedone del nero · d7 pedone del nero · f7 pedone del nero · g7 pedone del nero · h7 pedone del nero · c6 cavallo del nero · f6 cavallo del nero · e5 pedone del nero · c4 pedone del bianco · c3 cavallo del bianco · f3 cavallo del bianco · g3 pedone del bianco · a2 pedone del bianco · b2 pedone del bianco · d2 pedone del bianco · e2 pedone del bianco · f2 pedone del bianco · h2 pedone del bianco · a1 torre del bianco · c1 alfiere del bianco · d1 donna del bianco · e1 re del bianco · f1 alfiere del bianco · h1 torre del bianco | a8 torre del nero · c8 alfiere del nero · d8 donna del nero · e8 re del nero · f8 alfiere del nero · h8 torre del nero · a7 pedone del nero · b7 pedone del nero · c7 pedone del nero · d7 pedone del nero · f7 pedone del nero · g7 pedone del nero · h7 pedone del nero · c6 cavallo del nero · f6 cavallo del nero · e5 pedone del nero · c4 pedone del bianco · c3 cavallo del bianco · f3 cavallo del bianco · g3 pedone del bianco · a2 pedone del bianco · b2 pedone del bianco · d2 pedone del bianco · e2 pedone del bianco · f2 pedone del bianco · h2 pedone del bianco · a1 torre del bianco · c1 alfiere del bianco · d1 donna del bianco · e1 re del bianco · f1 alfiere del bianco · h1 torre del bianco | a8 torre del nero · c8 alfiere del nero · d8 donna del nero · e8 re del nero · f8 alfiere del nero · h8 torre del nero · a7 pedone del nero · b7 pedone del nero · c7 pedone del nero · d7 pedone del nero · f7 pedone del nero · g7 pedone del nero · h7 pedone del nero · c6 cavallo del nero · f6 cavallo del nero · e5 pedone del nero · c4 pedone del bianco · c3 cavallo del bianco · f3 cavallo del bianco · g3 pedone del bianco · a2 pedone del bianco · b2 pedone del bianco · d2 pedone del bianco · e2 pedone del bianco · f2 pedone del bianco · h2 pedone del bianco · a1 torre del bianco · c1 alfiere del bianco · d1 donna del bianco · e1 re del bianco · f1 alfiere del bianco · h1 torre del bianco | 2 |
| 1 | a8 torre del nero · c8 alfiere del nero · d8 donna del nero · e8 re del nero · f8 alfiere del nero · h8 torre del nero · a7 pedone del nero · b7 pedone del nero · c7 pedone del nero · d7 pedone del nero · f7 pedone del nero · g7 pedone del nero · h7 pedone del nero · c6 cavallo del nero · f6 cavallo del nero · e5 pedone del nero · c4 pedone del bianco · c3 cavallo del bianco · f3 cavallo del bianco · g3 pedone del bianco · a2 pedone del bianco · b2 pedone del bianco · d2 pedone del bianco · e2 pedone del bianco · f2 pedone del bianco · h2 pedone del bianco · a1 torre del bianco · c1 alfiere del bianco · d1 donna del bianco · e1 re del bianco · f1 alfiere del bianco · h1 torre del bianco | a8 torre del nero · c8 alfiere del nero · d8 donna del nero · e8 re del nero · f8 alfiere del nero · h8 torre del nero · a7 pedone del nero · b7 pedone del nero · c7 pedone del nero · d7 pedone del nero · f7 pedone del nero · g7 pedone del nero · h7 pedone del nero · c6 cavallo del nero · f6 cavallo del nero · e5 pedone del nero · c4 pedone del bianco · c3 cavallo del bianco · f3 cavallo del bianco · g3 pedone del bianco · a2 pedone del bianco · b2 pedone del bianco · d2 pedone del bianco · e2 pedone del bianco · f2 pedone del bianco · h2 pedone del bianco · a1 torre del bianco · c1 alfiere del bianco · d1 donna del bianco · e1 re del bianco · f1 alfiere del bianco · h1 torre del bianco | a8 torre del nero · c8 alfiere del nero · d8 donna del nero · e8 re del nero · f8 alfiere del nero · h8 torre del nero · a7 pedone del nero · b7 pedone del nero · c7 pedone del nero · d7 pedone del nero · f7 pedone del nero · g7 pedone del nero · h7 pedone del nero · c6 cavallo del nero · f6 cavallo del nero · e5 pedone del nero · c4 pedone del bianco · c3 cavallo del bianco · f3 cavallo del bianco · g3 pedone del bianco · a2 pedone del bianco · b2 pedone del bianco · d2 pedone del bianco · e2 pedone del bianco · f2 pedone del bianco · h2 pedone del bianco · a1 torre del bianco · c1 alfiere del bianco · d1 donna del bianco · e1 re del bianco · f1 alfiere del bianco · h1 torre del bianco | a8 torre del nero · c8 alfiere del nero · d8 donna del nero · e8 re del nero · f8 alfiere del nero · h8 torre del nero · a7 pedone del nero · b7 pedone del nero · c7 pedone del nero · d7 pedone del nero · f7 pedone del nero · g7 pedone del nero · h7 pedone del nero · c6 cavallo del nero · f6 cavallo del nero · e5 pedone del nero · c4 pedone del bianco · c3 cavallo del bianco · f3 cavallo del bianco · g3 pedone del bianco · a2 pedone del bianco · b2 pedone del bianco · d2 pedone del bianco · e2 pedone del bianco · f2 pedone del bianco · h2 pedone del bianco · a1 torre del bianco · c1 alfiere del bianco · d1 donna del bianco · e1 re del bianco · f1 alfiere del bianco · h1 torre del bianco | a8 torre del nero · c8 alfiere del nero · d8 donna del nero · e8 re del nero · f8 alfiere del nero · h8 torre del nero · a7 pedone del nero · b7 pedone del nero · c7 pedone del nero · d7 pedone del nero · f7 pedone del nero · g7 pedone del nero · h7 pedone del nero · c6 cavallo del nero · f6 cavallo del nero · e5 pedone del nero · c4 pedone del bianco · c3 cavallo del bianco · f3 cavallo del bianco · g3 pedone del bianco · a2 pedone del bianco · b2 pedone del bianco · d2 pedone del bianco · e2 pedone del bianco · f2 pedone del bianco · h2 pedone del bianco · a1 torre del bianco · c1 alfiere del bianco · d1 donna del bianco · e1 re del bianco · f1 alfiere del bianco · h1 torre del bianco | a8 torre del nero · c8 alfiere del nero · d8 donna del nero · e8 re del nero · f8 alfiere del nero · h8 torre del nero · a7 pedone del nero · b7 pedone del nero · c7 pedone del nero · d7 pedone del nero · f7 pedone del nero · g7 pedone del nero · h7 pedone del nero · c6 cavallo del nero · f6 cavallo del nero · e5 pedone del nero · c4 pedone del bianco · c3 cavallo del bianco · f3 cavallo del bianco · g3 pedone del bianco · a2 pedone del bianco · b2 pedone del bianco · d2 pedone del bianco · e2 pedone del bianco · f2 pedone del bianco · h2 pedone del bianco · a1 torre del bianco · c1 alfiere del bianco · d1 donna del bianco · e1 re del bianco · f1 alfiere del bianco · h1 torre del bianco | a8 torre del nero · c8 alfiere del nero · d8 donna del nero · e8 re del nero · f8 alfiere del nero · h8 torre del nero · a7 pedone del nero · b7 pedone del nero · c7 pedone del nero · d7 pedone del nero · f7 pedone del nero · g7 pedone del nero · h7 pedone del nero · c6 cavallo del nero · f6 cavallo del nero · e5 pedone del nero · c4 pedone del bianco · c3 cavallo del bianco · f3 cavallo del bianco · g3 pedone del bianco · a2 pedone del bianco · b2 pedone del bianco · d2 pedone del bianco · e2 pedone del bianco · f2 pedone del bianco · h2 pedone del bianco · a1 torre del bianco · c1 alfiere del bianco · d1 donna del bianco · e1 re del bianco · f1 alfiere del bianco · h1 torre del bianco | a8 torre del nero · c8 alfiere del nero · d8 donna del nero · e8 re del nero · f8 alfiere del nero · h8 torre del nero · a7 pedone del nero · b7 pedone del nero · c7 pedone del nero · d7 pedone del nero · f7 pedone del nero · g7 pedone del nero · h7 pedone del nero · c6 cavallo del nero · f6 cavallo del nero · e5 pedone del nero · c4 pedone del bianco · c3 cavallo del bianco · f3 cavallo del bianco · g3 pedone del bianco · a2 pedone del bianco · b2 pedone del bianco · d2 pedone del bianco · e2 pedone del bianco · f2 pedone del bianco · h2 pedone del bianco · a1 torre del bianco · c1 alfiere del bianco · d1 donna del bianco · e1 re del bianco · f1 alfiere del bianco · h1 torre del bianco | 1 |
|   | a | b | c | d | e | f | g | h |   |

Dopo la sequenza di mosse:
1.c4 e5
2.Cc3 Cf6
3.Cf3 Cc6
4.g3
il bianco sta cercando di costruire un impianto simile a quello del Dragone della difesa siciliana.
Ora il nero potrà spingere in d5, cercando di aprire la posizione, oppure ricorrere ad impianti più tranquilli come 4…Ab4, 4…Ac5, 4…Cd4 che portano ad un gioco alla pari. Nonostante il nero dovrebbe preferire impianti chiusi per sminuire lo svantaggio del tratto, anche la trasposizione in una siciliana aperta con 4…d5 porta, a gioco corretto, ad una situazione in cui il nero non è del tutto svantaggiato, ma il cui unico problema è legato allo sviluppo dell'alfiere campochiaro.

#### Variante tipo Paulsen
|   | a | b | c | d | e | f | g | h |   |
| 8 | a8 torre del nero · c8 alfiere del nero · d8 donna del nero · e8 re del nero · h8 torre del nero · a7 pedone del nero · b7 pedone del nero · c7 pedone del nero · d7 pedone del nero · f7 pedone del nero · g7 pedone del nero · h7 pedone del nero · c6 cavallo del nero · f6 cavallo del nero · e5 pedone del nero · b4 alfiere del nero · c4 pedone del bianco · c3 cavallo del bianco · e3 pedone del bianco · f3 cavallo del bianco · a2 pedone del bianco · b2 pedone del bianco · d2 pedone del bianco · f2 pedone del bianco · g2 pedone del bianco · h2 pedone del bianco · a1 torre del bianco · c1 alfiere del bianco · d1 donna del bianco · e1 re del bianco · f1 alfiere del bianco · h1 torre del bianco | a8 torre del nero · c8 alfiere del nero · d8 donna del nero · e8 re del nero · h8 torre del nero · a7 pedone del nero · b7 pedone del nero · c7 pedone del nero · d7 pedone del nero · f7 pedone del nero · g7 pedone del nero · h7 pedone del nero · c6 cavallo del nero · f6 cavallo del nero · e5 pedone del nero · b4 alfiere del nero · c4 pedone del bianco · c3 cavallo del bianco · e3 pedone del bianco · f3 cavallo del bianco · a2 pedone del bianco · b2 pedone del bianco · d2 pedone del bianco · f2 pedone del bianco · g2 pedone del bianco · h2 pedone del bianco · a1 torre del bianco · c1 alfiere del bianco · d1 donna del bianco · e1 re del bianco · f1 alfiere del bianco · h1 torre del bianco | a8 torre del nero · c8 alfiere del nero · d8 donna del nero · e8 re del nero · h8 torre del nero · a7 pedone del nero · b7 pedone del nero · c7 pedone del nero · d7 pedone del nero · f7 pedone del nero · g7 pedone del nero · h7 pedone del nero · c6 cavallo del nero · f6 cavallo del nero · e5 pedone del nero · b4 alfiere del nero · c4 pedone del bianco · c3 cavallo del bianco · e3 pedone del bianco · f3 cavallo del bianco · a2 pedone del bianco · b2 pedone del bianco · d2 pedone del bianco · f2 pedone del bianco · g2 pedone del bianco · h2 pedone del bianco · a1 torre del bianco · c1 alfiere del bianco · d1 donna del bianco · e1 re del bianco · f1 alfiere del bianco · h1 torre del bianco | a8 torre del nero · c8 alfiere del nero · d8 donna del nero · e8 re del nero · h8 torre del nero · a7 pedone del nero · b7 pedone del nero · c7 pedone del nero · d7 pedone del nero · f7 pedone del nero · g7 pedone del nero · h7 pedone del nero · c6 cavallo del nero · f6 cavallo del nero · e5 pedone del nero · b4 alfiere del nero · c4 pedone del bianco · c3 cavallo del bianco · e3 pedone del bianco · f3 cavallo del bianco · a2 pedone del bianco · b2 pedone del bianco · d2 pedone del bianco · f2 pedone del bianco · g2 pedone del bianco · h2 pedone del bianco · a1 torre del bianco · c1 alfiere del bianco · d1 donna del bianco · e1 re del bianco · f1 alfiere del bianco · h1 torre del bianco | a8 torre del nero · c8 alfiere del nero · d8 donna del nero · e8 re del nero · h8 torre del nero · a7 pedone del nero · b7 pedone del nero · c7 pedone del nero · d7 pedone del nero · f7 pedone del nero · g7 pedone del nero · h7 pedone del nero · c6 cavallo del nero · f6 cavallo del nero · e5 pedone del nero · b4 alfiere del nero · c4 pedone del bianco · c3 cavallo del bianco · e3 pedone del bianco · f3 cavallo del bianco · a2 pedone del bianco · b2 pedone del bianco · d2 pedone del bianco · f2 pedone del bianco · g2 pedone del bianco · h2 pedone del bianco · a1 torre del bianco · c1 alfiere del bianco · d1 donna del bianco · e1 re del bianco · f1 alfiere del bianco · h1 torre del bianco | a8 torre del nero · c8 alfiere del nero · d8 donna del nero · e8 re del nero · h8 torre del nero · a7 pedone del nero · b7 pedone del nero · c7 pedone del nero · d7 pedone del nero · f7 pedone del nero · g7 pedone del nero · h7 pedone del nero · c6 cavallo del nero · f6 cavallo del nero · e5 pedone del nero · b4 alfiere del nero · c4 pedone del bianco · c3 cavallo del bianco · e3 pedone del bianco · f3 cavallo del bianco · a2 pedone del bianco · b2 pedone del bianco · d2 pedone del bianco · f2 pedone del bianco · g2 pedone del bianco · h2 pedone del bianco · a1 torre del bianco · c1 alfiere del bianco · d1 donna del bianco · e1 re del bianco · f1 alfiere del bianco · h1 torre del bianco | a8 torre del nero · c8 alfiere del nero · d8 donna del nero · e8 re del nero · h8 torre del nero · a7 pedone del nero · b7 pedone del nero · c7 pedone del nero · d7 pedone del nero · f7 pedone del nero · g7 pedone del nero · h7 pedone del nero · c6 cavallo del nero · f6 cavallo del nero · e5 pedone del nero · b4 alfiere del nero · c4 pedone del bianco · c3 cavallo del bianco · e3 pedone del bianco · f3 cavallo del bianco · a2 pedone del bianco · b2 pedone del bianco · d2 pedone del bianco · f2 pedone del bianco · g2 pedone del bianco · h2 pedone del bianco · a1 torre del bianco · c1 alfiere del bianco · d1 donna del bianco · e1 re del bianco · f1 alfiere del bianco · h1 torre del bianco | a8 torre del nero · c8 alfiere del nero · d8 donna del nero · e8 re del nero · h8 torre del nero · a7 pedone del nero · b7 pedone del nero · c7 pedone del nero · d7 pedone del nero · f7 pedone del nero · g7 pedone del nero · h7 pedone del nero · c6 cavallo del nero · f6 cavallo del nero · e5 pedone del nero · b4 alfiere del nero · c4 pedone del bianco · c3 cavallo del bianco · e3 pedone del bianco · f3 cavallo del bianco · a2 pedone del bianco · b2 pedone del bianco · d2 pedone del bianco · f2 pedone del bianco · g2 pedone del bianco · h2 pedone del bianco · a1 torre del bianco · c1 alfiere del bianco · d1 donna del bianco · e1 re del bianco · f1 alfiere del bianco · h1 torre del bianco | 8 |
| 7 | a8 torre del nero · c8 alfiere del nero · d8 donna del nero · e8 re del nero · h8 torre del nero · a7 pedone del nero · b7 pedone del nero · c7 pedone del nero · d7 pedone del nero · f7 pedone del nero · g7 pedone del nero · h7 pedone del nero · c6 cavallo del nero · f6 cavallo del nero · e5 pedone del nero · b4 alfiere del nero · c4 pedone del bianco · c3 cavallo del bianco · e3 pedone del bianco · f3 cavallo del bianco · a2 pedone del bianco · b2 pedone del bianco · d2 pedone del bianco · f2 pedone del bianco · g2 pedone del bianco · h2 pedone del bianco · a1 torre del bianco · c1 alfiere del bianco · d1 donna del bianco · e1 re del bianco · f1 alfiere del bianco · h1 torre del bianco | a8 torre del nero · c8 alfiere del nero · d8 donna del nero · e8 re del nero · h8 torre del nero · a7 pedone del nero · b7 pedone del nero · c7 pedone del nero · d7 pedone del nero · f7 pedone del nero · g7 pedone del nero · h7 pedone del nero · c6 cavallo del nero · f6 cavallo del nero · e5 pedone del nero · b4 alfiere del nero · c4 pedone del bianco · c3 cavallo del bianco · e3 pedone del bianco · f3 cavallo del bianco · a2 pedone del bianco · b2 pedone del bianco · d2 pedone del bianco · f2 pedone del bianco · g2 pedone del bianco · h2 pedone del bianco · a1 torre del bianco · c1 alfiere del bianco · d1 donna del bianco · e1 re del bianco · f1 alfiere del bianco · h1 torre del bianco | a8 torre del nero · c8 alfiere del nero · d8 donna del nero · e8 re del nero · h8 torre del nero · a7 pedone del nero · b7 pedone del nero · c7 pedone del nero · d7 pedone del nero · f7 pedone del nero · g7 pedone del nero · h7 pedone del nero · c6 cavallo del nero · f6 cavallo del nero · e5 pedone del nero · b4 alfiere del nero · c4 pedone del bianco · c3 cavallo del bianco · e3 pedone del bianco · f3 cavallo del bianco · a2 pedone del bianco · b2 pedone del bianco · d2 pedone del bianco · f2 pedone del bianco · g2 pedone del bianco · h2 pedone del bianco · a1 torre del bianco · c1 alfiere del bianco · d1 donna del bianco · e1 re del bianco · f1 alfiere del bianco · h1 torre del bianco | a8 torre del nero · c8 alfiere del nero · d8 donna del nero · e8 re del nero · h8 torre del nero · a7 pedone del nero · b7 pedone del nero · c7 pedone del nero · d7 pedone del nero · f7 pedone del nero · g7 pedone del nero · h7 pedone del nero · c6 cavallo del nero · f6 cavallo del nero · e5 pedone del nero · b4 alfiere del nero · c4 pedone del bianco · c3 cavallo del bianco · e3 pedone del bianco · f3 cavallo del bianco · a2 pedone del bianco · b2 pedone del bianco · d2 pedone del bianco · f2 pedone del bianco · g2 pedone del bianco · h2 pedone del bianco · a1 torre del bianco · c1 alfiere del bianco · d1 donna del bianco · e1 re del bianco · f1 alfiere del bianco · h1 torre del bianco | a8 torre del nero · c8 alfiere del nero · d8 donna del nero · e8 re del nero · h8 torre del nero · a7 pedone del nero · b7 pedone del nero · c7 pedone del nero · d7 pedone del nero · f7 pedone del nero · g7 pedone del nero · h7 pedone del nero · c6 cavallo del nero · f6 cavallo del nero · e5 pedone del nero · b4 alfiere del nero · c4 pedone del bianco · c3 cavallo del bianco · e3 pedone del bianco · f3 cavallo del bianco · a2 pedone del bianco · b2 pedone del bianco · d2 pedone del bianco · f2 pedone del bianco · g2 pedone del bianco · h2 pedone del bianco · a1 torre del bianco · c1 alfiere del bianco · d1 donna del bianco · e1 re del bianco · f1 alfiere del bianco · h1 torre del bianco | a8 torre del nero · c8 alfiere del nero · d8 donna del nero · e8 re del nero · h8 torre del nero · a7 pedone del nero · b7 pedone del nero · c7 pedone del nero · d7 pedone del nero · f7 pedone del nero · g7 pedone del nero · h7 pedone del nero · c6 cavallo del nero · f6 cavallo del nero · e5 pedone del nero · b4 alfiere del nero · c4 pedone del bianco · c3 cavallo del bianco · e3 pedone del bianco · f3 cavallo del bianco · a2 pedone del bianco · b2 pedone del bianco · d2 pedone del bianco · f2 pedone del bianco · g2 pedone del bianco · h2 pedone del bianco · a1 torre del bianco · c1 alfiere del bianco · d1 donna del bianco · e1 re del bianco · f1 alfiere del bianco · h1 torre del bianco | a8 torre del nero · c8 alfiere del nero · d8 donna del nero · e8 re del nero · h8 torre del nero · a7 pedone del nero · b7 pedone del nero · c7 pedone del nero · d7 pedone del nero · f7 pedone del nero · g7 pedone del nero · h7 pedone del nero · c6 cavallo del nero · f6 cavallo del nero · e5 pedone del nero · b4 alfiere del nero · c4 pedone del bianco · c3 cavallo del bianco · e3 pedone del bianco · f3 cavallo del bianco · a2 pedone del bianco · b2 pedone del bianco · d2 pedone del bianco · f2 pedone del bianco · g2 pedone del bianco · h2 pedone del bianco · a1 torre del bianco · c1 alfiere del bianco · d1 donna del bianco · e1 re del bianco · f1 alfiere del bianco · h1 torre del bianco | a8 torre del nero · c8 alfiere del nero · d8 donna del nero · e8 re del nero · h8 torre del nero · a7 pedone del nero · b7 pedone del nero · c7 pedone del nero · d7 pedone del nero · f7 pedone del nero · g7 pedone del nero · h7 pedone del nero · c6 cavallo del nero · f6 cavallo del nero · e5 pedone del nero · b4 alfiere del nero · c4 pedone del bianco · c3 cavallo del bianco · e3 pedone del bianco · f3 cavallo del bianco · a2 pedone del bianco · b2 pedone del bianco · d2 pedone del bianco · f2 pedone del bianco · g2 pedone del bianco · h2 pedone del bianco · a1 torre del bianco · c1 alfiere del bianco · d1 donna del bianco · e1 re del bianco · f1 alfiere del bianco · h1 torre del bianco | 7 |
| 6 | a8 torre del nero · c8 alfiere del nero · d8 donna del nero · e8 re del nero · h8 torre del nero · a7 pedone del nero · b7 pedone del nero · c7 pedone del nero · d7 pedone del nero · f7 pedone del nero · g7 pedone del nero · h7 pedone del nero · c6 cavallo del nero · f6 cavallo del nero · e5 pedone del nero · b4 alfiere del nero · c4 pedone del bianco · c3 cavallo del bianco · e3 pedone del bianco · f3 cavallo del bianco · a2 pedone del bianco · b2 pedone del bianco · d2 pedone del bianco · f2 pedone del bianco · g2 pedone del bianco · h2 pedone del bianco · a1 torre del bianco · c1 alfiere del bianco · d1 donna del bianco · e1 re del bianco · f1 alfiere del bianco · h1 torre del bianco | a8 torre del nero · c8 alfiere del nero · d8 donna del nero · e8 re del nero · h8 torre del nero · a7 pedone del nero · b7 pedone del nero · c7 pedone del nero · d7 pedone del nero · f7 pedone del nero · g7 pedone del nero · h7 pedone del nero · c6 cavallo del nero · f6 cavallo del nero · e5 pedone del nero · b4 alfiere del nero · c4 pedone del bianco · c3 cavallo del bianco · e3 pedone del bianco · f3 cavallo del bianco · a2 pedone del bianco · b2 pedone del bianco · d2 pedone del bianco · f2 pedone del bianco · g2 pedone del bianco · h2 pedone del bianco · a1 torre del bianco · c1 alfiere del bianco · d1 donna del bianco · e1 re del bianco · f1 alfiere del bianco · h1 torre del bianco | a8 torre del nero · c8 alfiere del nero · d8 donna del nero · e8 re del nero · h8 torre del nero · a7 pedone del nero · b7 pedone del nero · c7 pedone del nero · d7 pedone del nero · f7 pedone del nero · g7 pedone del nero · h7 pedone del nero · c6 cavallo del nero · f6 cavallo del nero · e5 pedone del nero · b4 alfiere del nero · c4 pedone del bianco · c3 cavallo del bianco · e3 pedone del bianco · f3 cavallo del bianco · a2 pedone del bianco · b2 pedone del bianco · d2 pedone del bianco · f2 pedone del bianco · g2 pedone del bianco · h2 pedone del bianco · a1 torre del bianco · c1 alfiere del bianco · d1 donna del bianco · e1 re del bianco · f1 alfiere del bianco · h1 torre del bianco | a8 torre del nero · c8 alfiere del nero · d8 donna del nero · e8 re del nero · h8 torre del nero · a7 pedone del nero · b7 pedone del nero · c7 pedone del nero · d7 pedone del nero · f7 pedone del nero · g7 pedone del nero · h7 pedone del nero · c6 cavallo del nero · f6 cavallo del nero · e5 pedone del nero · b4 alfiere del nero · c4 pedone del bianco · c3 cavallo del bianco · e3 pedone del bianco · f3 cavallo del bianco · a2 pedone del bianco · b2 pedone del bianco · d2 pedone del bianco · f2 pedone del bianco · g2 pedone del bianco · h2 pedone del bianco · a1 torre del bianco · c1 alfiere del bianco · d1 donna del bianco · e1 re del bianco · f1 alfiere del bianco · h1 torre del bianco | a8 torre del nero · c8 alfiere del nero · d8 donna del nero · e8 re del nero · h8 torre del nero · a7 pedone del nero · b7 pedone del nero · c7 pedone del nero · d7 pedone del nero · f7 pedone del nero · g7 pedone del nero · h7 pedone del nero · c6 cavallo del nero · f6 cavallo del nero · e5 pedone del nero · b4 alfiere del nero · c4 pedone del bianco · c3 cavallo del bianco · e3 pedone del bianco · f3 cavallo del bianco · a2 pedone del bianco · b2 pedone del bianco · d2 pedone del bianco · f2 pedone del bianco · g2 pedone del bianco · h2 pedone del bianco · a1 torre del bianco · c1 alfiere del bianco · d1 donna del bianco · e1 re del bianco · f1 alfiere del bianco · h1 torre del bianco | a8 torre del nero · c8 alfiere del nero · d8 donna del nero · e8 re del nero · h8 torre del nero · a7 pedone del nero · b7 pedone del nero · c7 pedone del nero · d7 pedone del nero · f7 pedone del nero · g7 pedone del nero · h7 pedone del nero · c6 cavallo del nero · f6 cavallo del nero · e5 pedone del nero · b4 alfiere del nero · c4 pedone del bianco · c3 cavallo del bianco · e3 pedone del bianco · f3 cavallo del bianco · a2 pedone del bianco · b2 pedone del bianco · d2 pedone del bianco · f2 pedone del bianco · g2 pedone del bianco · h2 pedone del bianco · a1 torre del bianco · c1 alfiere del bianco · d1 donna del bianco · e1 re del bianco · f1 alfiere del bianco · h1 torre del bianco | a8 torre del nero · c8 alfiere del nero · d8 donna del nero · e8 re del nero · h8 torre del nero · a7 pedone del nero · b7 pedone del nero · c7 pedone del nero · d7 pedone del nero · f7 pedone del nero · g7 pedone del nero · h7 pedone del nero · c6 cavallo del nero · f6 cavallo del nero · e5 pedone del nero · b4 alfiere del nero · c4 pedone del bianco · c3 cavallo del bianco · e3 pedone del bianco · f3 cavallo del bianco · a2 pedone del bianco · b2 pedone del bianco · d2 pedone del bianco · f2 pedone del bianco · g2 pedone del bianco · h2 pedone del bianco · a1 torre del bianco · c1 alfiere del bianco · d1 donna del bianco · e1 re del bianco · f1 alfiere del bianco · h1 torre del bianco | a8 torre del nero · c8 alfiere del nero · d8 donna del nero · e8 re del nero · h8 torre del nero · a7 pedone del nero · b7 pedone del nero · c7 pedone del nero · d7 pedone del nero · f7 pedone del nero · g7 pedone del nero · h7 pedone del nero · c6 cavallo del nero · f6 cavallo del nero · e5 pedone del nero · b4 alfiere del nero · c4 pedone del bianco · c3 cavallo del bianco · e3 pedone del bianco · f3 cavallo del bianco · a2 pedone del bianco · b2 pedone del bianco · d2 pedone del bianco · f2 pedone del bianco · g2 pedone del bianco · h2 pedone del bianco · a1 torre del bianco · c1 alfiere del bianco · d1 donna del bianco · e1 re del bianco · f1 alfiere del bianco · h1 torre del bianco | 6 |
| 5 | a8 torre del nero · c8 alfiere del nero · d8 donna del nero · e8 re del nero · h8 torre del nero · a7 pedone del nero · b7 pedone del nero · c7 pedone del nero · d7 pedone del nero · f7 pedone del nero · g7 pedone del nero · h7 pedone del nero · c6 cavallo del nero · f6 cavallo del nero · e5 pedone del nero · b4 alfiere del nero · c4 pedone del bianco · c3 cavallo del bianco · e3 pedone del bianco · f3 cavallo del bianco · a2 pedone del bianco · b2 pedone del bianco · d2 pedone del bianco · f2 pedone del bianco · g2 pedone del bianco · h2 pedone del bianco · a1 torre del bianco · c1 alfiere del bianco · d1 donna del bianco · e1 re del bianco · f1 alfiere del bianco · h1 torre del bianco | a8 torre del nero · c8 alfiere del nero · d8 donna del nero · e8 re del nero · h8 torre del nero · a7 pedone del nero · b7 pedone del nero · c7 pedone del nero · d7 pedone del nero · f7 pedone del nero · g7 pedone del nero · h7 pedone del nero · c6 cavallo del nero · f6 cavallo del nero · e5 pedone del nero · b4 alfiere del nero · c4 pedone del bianco · c3 cavallo del bianco · e3 pedone del bianco · f3 cavallo del bianco · a2 pedone del bianco · b2 pedone del bianco · d2 pedone del bianco · f2 pedone del bianco · g2 pedone del bianco · h2 pedone del bianco · a1 torre del bianco · c1 alfiere del bianco · d1 donna del bianco · e1 re del bianco · f1 alfiere del bianco · h1 torre del bianco | a8 torre del nero · c8 alfiere del nero · d8 donna del nero · e8 re del nero · h8 torre del nero · a7 pedone del nero · b7 pedone del nero · c7 pedone del nero · d7 pedone del nero · f7 pedone del nero · g7 pedone del nero · h7 pedone del nero · c6 cavallo del nero · f6 cavallo del nero · e5 pedone del nero · b4 alfiere del nero · c4 pedone del bianco · c3 cavallo del bianco · e3 pedone del bianco · f3 cavallo del bianco · a2 pedone del bianco · b2 pedone del bianco · d2 pedone del bianco · f2 pedone del bianco · g2 pedone del bianco · h2 pedone del bianco · a1 torre del bianco · c1 alfiere del bianco · d1 donna del bianco · e1 re del bianco · f1 alfiere del bianco · h1 torre del bianco | a8 torre del nero · c8 alfiere del nero · d8 donna del nero · e8 re del nero · h8 torre del nero · a7 pedone del nero · b7 pedone del nero · c7 pedone del nero · d7 pedone del nero · f7 pedone del nero · g7 pedone del nero · h7 pedone del nero · c6 cavallo del nero · f6 cavallo del nero · e5 pedone del nero · b4 alfiere del nero · c4 pedone del bianco · c3 cavallo del bianco · e3 pedone del bianco · f3 cavallo del bianco · a2 pedone del bianco · b2 pedone del bianco · d2 pedone del bianco · f2 pedone del bianco · g2 pedone del bianco · h2 pedone del bianco · a1 torre del bianco · c1 alfiere del bianco · d1 donna del bianco · e1 re del bianco · f1 alfiere del bianco · h1 torre del bianco | a8 torre del nero · c8 alfiere del nero · d8 donna del nero · e8 re del nero · h8 torre del nero · a7 pedone del nero · b7 pedone del nero · c7 pedone del nero · d7 pedone del nero · f7 pedone del nero · g7 pedone del nero · h7 pedone del nero · c6 cavallo del nero · f6 cavallo del nero · e5 pedone del nero · b4 alfiere del nero · c4 pedone del bianco · c3 cavallo del bianco · e3 pedone del bianco · f3 cavallo del bianco · a2 pedone del bianco · b2 pedone del bianco · d2 pedone del bianco · f2 pedone del bianco · g2 pedone del bianco · h2 pedone del bianco · a1 torre del bianco · c1 alfiere del bianco · d1 donna del bianco · e1 re del bianco · f1 alfiere del bianco · h1 torre del bianco | a8 torre del nero · c8 alfiere del nero · d8 donna del nero · e8 re del nero · h8 torre del nero · a7 pedone del nero · b7 pedone del nero · c7 pedone del nero · d7 pedone del nero · f7 pedone del nero · g7 pedone del nero · h7 pedone del nero · c6 cavallo del nero · f6 cavallo del nero · e5 pedone del nero · b4 alfiere del nero · c4 pedone del bianco · c3 cavallo del bianco · e3 pedone del bianco · f3 cavallo del bianco · a2 pedone del bianco · b2 pedone del bianco · d2 pedone del bianco · f2 pedone del bianco · g2 pedone del bianco · h2 pedone del bianco · a1 torre del bianco · c1 alfiere del bianco · d1 donna del bianco · e1 re del bianco · f1 alfiere del bianco · h1 torre del bianco | a8 torre del nero · c8 alfiere del nero · d8 donna del nero · e8 re del nero · h8 torre del nero · a7 pedone del nero · b7 pedone del nero · c7 pedone del nero · d7 pedone del nero · f7 pedone del nero · g7 pedone del nero · h7 pedone del nero · c6 cavallo del nero · f6 cavallo del nero · e5 pedone del nero · b4 alfiere del nero · c4 pedone del bianco · c3 cavallo del bianco · e3 pedone del bianco · f3 cavallo del bianco · a2 pedone del bianco · b2 pedone del bianco · d2 pedone del bianco · f2 pedone del bianco · g2 pedone del bianco · h2 pedone del bianco · a1 torre del bianco · c1 alfiere del bianco · d1 donna del bianco · e1 re del bianco · f1 alfiere del bianco · h1 torre del bianco | a8 torre del nero · c8 alfiere del nero · d8 donna del nero · e8 re del nero · h8 torre del nero · a7 pedone del nero · b7 pedone del nero · c7 pedone del nero · d7 pedone del nero · f7 pedone del nero · g7 pedone del nero · h7 pedone del nero · c6 cavallo del nero · f6 cavallo del nero · e5 pedone del nero · b4 alfiere del nero · c4 pedone del bianco · c3 cavallo del bianco · e3 pedone del bianco · f3 cavallo del bianco · a2 pedone del bianco · b2 pedone del bianco · d2 pedone del bianco · f2 pedone del bianco · g2 pedone del bianco · h2 pedone del bianco · a1 torre del bianco · c1 alfiere del bianco · d1 donna del bianco · e1 re del bianco · f1 alfiere del bianco · h1 torre del bianco | 5 |
| 4 | a8 torre del nero · c8 alfiere del nero · d8 donna del nero · e8 re del nero · h8 torre del nero · a7 pedone del nero · b7 pedone del nero · c7 pedone del nero · d7 pedone del nero · f7 pedone del nero · g7 pedone del nero · h7 pedone del nero · c6 cavallo del nero · f6 cavallo del nero · e5 pedone del nero · b4 alfiere del nero · c4 pedone del bianco · c3 cavallo del bianco · e3 pedone del bianco · f3 cavallo del bianco · a2 pedone del bianco · b2 pedone del bianco · d2 pedone del bianco · f2 pedone del bianco · g2 pedone del bianco · h2 pedone del bianco · a1 torre del bianco · c1 alfiere del bianco · d1 donna del bianco · e1 re del bianco · f1 alfiere del bianco · h1 torre del bianco | a8 torre del nero · c8 alfiere del nero · d8 donna del nero · e8 re del nero · h8 torre del nero · a7 pedone del nero · b7 pedone del nero · c7 pedone del nero · d7 pedone del nero · f7 pedone del nero · g7 pedone del nero · h7 pedone del nero · c6 cavallo del nero · f6 cavallo del nero · e5 pedone del nero · b4 alfiere del nero · c4 pedone del bianco · c3 cavallo del bianco · e3 pedone del bianco · f3 cavallo del bianco · a2 pedone del bianco · b2 pedone del bianco · d2 pedone del bianco · f2 pedone del bianco · g2 pedone del bianco · h2 pedone del bianco · a1 torre del bianco · c1 alfiere del bianco · d1 donna del bianco · e1 re del bianco · f1 alfiere del bianco · h1 torre del bianco | a8 torre del nero · c8 alfiere del nero · d8 donna del nero · e8 re del nero · h8 torre del nero · a7 pedone del nero · b7 pedone del nero · c7 pedone del nero · d7 pedone del nero · f7 pedone del nero · g7 pedone del nero · h7 pedone del nero · c6 cavallo del nero · f6 cavallo del nero · e5 pedone del nero · b4 alfiere del nero · c4 pedone del bianco · c3 cavallo del bianco · e3 pedone del bianco · f3 cavallo del bianco · a2 pedone del bianco · b2 pedone del bianco · d2 pedone del bianco · f2 pedone del bianco · g2 pedone del bianco · h2 pedone del bianco · a1 torre del bianco · c1 alfiere del bianco · d1 donna del bianco · e1 re del bianco · f1 alfiere del bianco · h1 torre del bianco | a8 torre del nero · c8 alfiere del nero · d8 donna del nero · e8 re del nero · h8 torre del nero · a7 pedone del nero · b7 pedone del nero · c7 pedone del nero · d7 pedone del nero · f7 pedone del nero · g7 pedone del nero · h7 pedone del nero · c6 cavallo del nero · f6 cavallo del nero · e5 pedone del nero · b4 alfiere del nero · c4 pedone del bianco · c3 cavallo del bianco · e3 pedone del bianco · f3 cavallo del bianco · a2 pedone del bianco · b2 pedone del bianco · d2 pedone del bianco · f2 pedone del bianco · g2 pedone del bianco · h2 pedone del bianco · a1 torre del bianco · c1 alfiere del bianco · d1 donna del bianco · e1 re del bianco · f1 alfiere del bianco · h1 torre del bianco | a8 torre del nero · c8 alfiere del nero · d8 donna del nero · e8 re del nero · h8 torre del nero · a7 pedone del nero · b7 pedone del nero · c7 pedone del nero · d7 pedone del nero · f7 pedone del nero · g7 pedone del nero · h7 pedone del nero · c6 cavallo del nero · f6 cavallo del nero · e5 pedone del nero · b4 alfiere del nero · c4 pedone del bianco · c3 cavallo del bianco · e3 pedone del bianco · f3 cavallo del bianco · a2 pedone del bianco · b2 pedone del bianco · d2 pedone del bianco · f2 pedone del bianco · g2 pedone del bianco · h2 pedone del bianco · a1 torre del bianco · c1 alfiere del bianco · d1 donna del bianco · e1 re del bianco · f1 alfiere del bianco · h1 torre del bianco | a8 torre del nero · c8 alfiere del nero · d8 donna del nero · e8 re del nero · h8 torre del nero · a7 pedone del nero · b7 pedone del nero · c7 pedone del nero · d7 pedone del nero · f7 pedone del nero · g7 pedone del nero · h7 pedone del nero · c6 cavallo del nero · f6 cavallo del nero · e5 pedone del nero · b4 alfiere del nero · c4 pedone del bianco · c3 cavallo del bianco · e3 pedone del bianco · f3 cavallo del bianco · a2 pedone del bianco · b2 pedone del bianco · d2 pedone del bianco · f2 pedone del bianco · g2 pedone del bianco · h2 pedone del bianco · a1 torre del bianco · c1 alfiere del bianco · d1 donna del bianco · e1 re del bianco · f1 alfiere del bianco · h1 torre del bianco | a8 torre del nero · c8 alfiere del nero · d8 donna del nero · e8 re del nero · h8 torre del nero · a7 pedone del nero · b7 pedone del nero · c7 pedone del nero · d7 pedone del nero · f7 pedone del nero · g7 pedone del nero · h7 pedone del nero · c6 cavallo del nero · f6 cavallo del nero · e5 pedone del nero · b4 alfiere del nero · c4 pedone del bianco · c3 cavallo del bianco · e3 pedone del bianco · f3 cavallo del bianco · a2 pedone del bianco · b2 pedone del bianco · d2 pedone del bianco · f2 pedone del bianco · g2 pedone del bianco · h2 pedone del bianco · a1 torre del bianco · c1 alfiere del bianco · d1 donna del bianco · e1 re del bianco · f1 alfiere del bianco · h1 torre del bianco | a8 torre del nero · c8 alfiere del nero · d8 donna del nero · e8 re del nero · h8 torre del nero · a7 pedone del nero · b7 pedone del nero · c7 pedone del nero · d7 pedone del nero · f7 pedone del nero · g7 pedone del nero · h7 pedone del nero · c6 cavallo del nero · f6 cavallo del nero · e5 pedone del nero · b4 alfiere del nero · c4 pedone del bianco · c3 cavallo del bianco · e3 pedone del bianco · f3 cavallo del bianco · a2 pedone del bianco · b2 pedone del bianco · d2 pedone del bianco · f2 pedone del bianco · g2 pedone del bianco · h2 pedone del bianco · a1 torre del bianco · c1 alfiere del bianco · d1 donna del bianco · e1 re del bianco · f1 alfiere del bianco · h1 torre del bianco | 4 |
| 3 | a8 torre del nero · c8 alfiere del nero · d8 donna del nero · e8 re del nero · h8 torre del nero · a7 pedone del nero · b7 pedone del nero · c7 pedone del nero · d7 pedone del nero · f7 pedone del nero · g7 pedone del nero · h7 pedone del nero · c6 cavallo del nero · f6 cavallo del nero · e5 pedone del nero · b4 alfiere del nero · c4 pedone del bianco · c3 cavallo del bianco · e3 pedone del bianco · f3 cavallo del bianco · a2 pedone del bianco · b2 pedone del bianco · d2 pedone del bianco · f2 pedone del bianco · g2 pedone del bianco · h2 pedone del bianco · a1 torre del bianco · c1 alfiere del bianco · d1 donna del bianco · e1 re del bianco · f1 alfiere del bianco · h1 torre del bianco | a8 torre del nero · c8 alfiere del nero · d8 donna del nero · e8 re del nero · h8 torre del nero · a7 pedone del nero · b7 pedone del nero · c7 pedone del nero · d7 pedone del nero · f7 pedone del nero · g7 pedone del nero · h7 pedone del nero · c6 cavallo del nero · f6 cavallo del nero · e5 pedone del nero · b4 alfiere del nero · c4 pedone del bianco · c3 cavallo del bianco · e3 pedone del bianco · f3 cavallo del bianco · a2 pedone del bianco · b2 pedone del bianco · d2 pedone del bianco · f2 pedone del bianco · g2 pedone del bianco · h2 pedone del bianco · a1 torre del bianco · c1 alfiere del bianco · d1 donna del bianco · e1 re del bianco · f1 alfiere del bianco · h1 torre del bianco | a8 torre del nero · c8 alfiere del nero · d8 donna del nero · e8 re del nero · h8 torre del nero · a7 pedone del nero · b7 pedone del nero · c7 pedone del nero · d7 pedone del nero · f7 pedone del nero · g7 pedone del nero · h7 pedone del nero · c6 cavallo del nero · f6 cavallo del nero · e5 pedone del nero · b4 alfiere del nero · c4 pedone del bianco · c3 cavallo del bianco · e3 pedone del bianco · f3 cavallo del bianco · a2 pedone del bianco · b2 pedone del bianco · d2 pedone del bianco · f2 pedone del bianco · g2 pedone del bianco · h2 pedone del bianco · a1 torre del bianco · c1 alfiere del bianco · d1 donna del bianco · e1 re del bianco · f1 alfiere del bianco · h1 torre del bianco | a8 torre del nero · c8 alfiere del nero · d8 donna del nero · e8 re del nero · h8 torre del nero · a7 pedone del nero · b7 pedone del nero · c7 pedone del nero · d7 pedone del nero · f7 pedone del nero · g7 pedone del nero · h7 pedone del nero · c6 cavallo del nero · f6 cavallo del nero · e5 pedone del nero · b4 alfiere del nero · c4 pedone del bianco · c3 cavallo del bianco · e3 pedone del bianco · f3 cavallo del bianco · a2 pedone del bianco · b2 pedone del bianco · d2 pedone del bianco · f2 pedone del bianco · g2 pedone del bianco · h2 pedone del bianco · a1 torre del bianco · c1 alfiere del bianco · d1 donna del bianco · e1 re del bianco · f1 alfiere del bianco · h1 torre del bianco | a8 torre del nero · c8 alfiere del nero · d8 donna del nero · e8 re del nero · h8 torre del nero · a7 pedone del nero · b7 pedone del nero · c7 pedone del nero · d7 pedone del nero · f7 pedone del nero · g7 pedone del nero · h7 pedone del nero · c6 cavallo del nero · f6 cavallo del nero · e5 pedone del nero · b4 alfiere del nero · c4 pedone del bianco · c3 cavallo del bianco · e3 pedone del bianco · f3 cavallo del bianco · a2 pedone del bianco · b2 pedone del bianco · d2 pedone del bianco · f2 pedone del bianco · g2 pedone del bianco · h2 pedone del bianco · a1 torre del bianco · c1 alfiere del bianco · d1 donna del bianco · e1 re del bianco · f1 alfiere del bianco · h1 torre del bianco | a8 torre del nero · c8 alfiere del nero · d8 donna del nero · e8 re del nero · h8 torre del nero · a7 pedone del nero · b7 pedone del nero · c7 pedone del nero · d7 pedone del nero · f7 pedone del nero · g7 pedone del nero · h7 pedone del nero · c6 cavallo del nero · f6 cavallo del nero · e5 pedone del nero · b4 alfiere del nero · c4 pedone del bianco · c3 cavallo del bianco · e3 pedone del bianco · f3 cavallo del bianco · a2 pedone del bianco · b2 pedone del bianco · d2 pedone del bianco · f2 pedone del bianco · g2 pedone del bianco · h2 pedone del bianco · a1 torre del bianco · c1 alfiere del bianco · d1 donna del bianco · e1 re del bianco · f1 alfiere del bianco · h1 torre del bianco | a8 torre del nero · c8 alfiere del nero · d8 donna del nero · e8 re del nero · h8 torre del nero · a7 pedone del nero · b7 pedone del nero · c7 pedone del nero · d7 pedone del nero · f7 pedone del nero · g7 pedone del nero · h7 pedone del nero · c6 cavallo del nero · f6 cavallo del nero · e5 pedone del nero · b4 alfiere del nero · c4 pedone del bianco · c3 cavallo del bianco · e3 pedone del bianco · f3 cavallo del bianco · a2 pedone del bianco · b2 pedone del bianco · d2 pedone del bianco · f2 pedone del bianco · g2 pedone del bianco · h2 pedone del bianco · a1 torre del bianco · c1 alfiere del bianco · d1 donna del bianco · e1 re del bianco · f1 alfiere del bianco · h1 torre del bianco | a8 torre del nero · c8 alfiere del nero · d8 donna del nero · e8 re del nero · h8 torre del nero · a7 pedone del nero · b7 pedone del nero · c7 pedone del nero · d7 pedone del nero · f7 pedone del nero · g7 pedone del nero · h7 pedone del nero · c6 cavallo del nero · f6 cavallo del nero · e5 pedone del nero · b4 alfiere del nero · c4 pedone del bianco · c3 cavallo del bianco · e3 pedone del bianco · f3 cavallo del bianco · a2 pedone del bianco · b2 pedone del bianco · d2 pedone del bianco · f2 pedone del bianco · g2 pedone del bianco · h2 pedone del bianco · a1 torre del bianco · c1 alfiere del bianco · d1 donna del bianco · e1 re del bianco · f1 alfiere del bianco · h1 torre del bianco | 3 |
| 2 | a8 torre del nero · c8 alfiere del nero · d8 donna del nero · e8 re del nero · h8 torre del nero · a7 pedone del nero · b7 pedone del nero · c7 pedone del nero · d7 pedone del nero · f7 pedone del nero · g7 pedone del nero · h7 pedone del nero · c6 cavallo del nero · f6 cavallo del nero · e5 pedone del nero · b4 alfiere del nero · c4 pedone del bianco · c3 cavallo del bianco · e3 pedone del bianco · f3 cavallo del bianco · a2 pedone del bianco · b2 pedone del bianco · d2 pedone del bianco · f2 pedone del bianco · g2 pedone del bianco · h2 pedone del bianco · a1 torre del bianco · c1 alfiere del bianco · d1 donna del bianco · e1 re del bianco · f1 alfiere del bianco · h1 torre del bianco | a8 torre del nero · c8 alfiere del nero · d8 donna del nero · e8 re del nero · h8 torre del nero · a7 pedone del nero · b7 pedone del nero · c7 pedone del nero · d7 pedone del nero · f7 pedone del nero · g7 pedone del nero · h7 pedone del nero · c6 cavallo del nero · f6 cavallo del nero · e5 pedone del nero · b4 alfiere del nero · c4 pedone del bianco · c3 cavallo del bianco · e3 pedone del bianco · f3 cavallo del bianco · a2 pedone del bianco · b2 pedone del bianco · d2 pedone del bianco · f2 pedone del bianco · g2 pedone del bianco · h2 pedone del bianco · a1 torre del bianco · c1 alfiere del bianco · d1 donna del bianco · e1 re del bianco · f1 alfiere del bianco · h1 torre del bianco | a8 torre del nero · c8 alfiere del nero · d8 donna del nero · e8 re del nero · h8 torre del nero · a7 pedone del nero · b7 pedone del nero · c7 pedone del nero · d7 pedone del nero · f7 pedone del nero · g7 pedone del nero · h7 pedone del nero · c6 cavallo del nero · f6 cavallo del nero · e5 pedone del nero · b4 alfiere del nero · c4 pedone del bianco · c3 cavallo del bianco · e3 pedone del bianco · f3 cavallo del bianco · a2 pedone del bianco · b2 pedone del bianco · d2 pedone del bianco · f2 pedone del bianco · g2 pedone del bianco · h2 pedone del bianco · a1 torre del bianco · c1 alfiere del bianco · d1 donna del bianco · e1 re del bianco · f1 alfiere del bianco · h1 torre del bianco | a8 torre del nero · c8 alfiere del nero · d8 donna del nero · e8 re del nero · h8 torre del nero · a7 pedone del nero · b7 pedone del nero · c7 pedone del nero · d7 pedone del nero · f7 pedone del nero · g7 pedone del nero · h7 pedone del nero · c6 cavallo del nero · f6 cavallo del nero · e5 pedone del nero · b4 alfiere del nero · c4 pedone del bianco · c3 cavallo del bianco · e3 pedone del bianco · f3 cavallo del bianco · a2 pedone del bianco · b2 pedone del bianco · d2 pedone del bianco · f2 pedone del bianco · g2 pedone del bianco · h2 pedone del bianco · a1 torre del bianco · c1 alfiere del bianco · d1 donna del bianco · e1 re del bianco · f1 alfiere del bianco · h1 torre del bianco | a8 torre del nero · c8 alfiere del nero · d8 donna del nero · e8 re del nero · h8 torre del nero · a7 pedone del nero · b7 pedone del nero · c7 pedone del nero · d7 pedone del nero · f7 pedone del nero · g7 pedone del nero · h7 pedone del nero · c6 cavallo del nero · f6 cavallo del nero · e5 pedone del nero · b4 alfiere del nero · c4 pedone del bianco · c3 cavallo del bianco · e3 pedone del bianco · f3 cavallo del bianco · a2 pedone del bianco · b2 pedone del bianco · d2 pedone del bianco · f2 pedone del bianco · g2 pedone del bianco · h2 pedone del bianco · a1 torre del bianco · c1 alfiere del bianco · d1 donna del bianco · e1 re del bianco · f1 alfiere del bianco · h1 torre del bianco | a8 torre del nero · c8 alfiere del nero · d8 donna del nero · e8 re del nero · h8 torre del nero · a7 pedone del nero · b7 pedone del nero · c7 pedone del nero · d7 pedone del nero · f7 pedone del nero · g7 pedone del nero · h7 pedone del nero · c6 cavallo del nero · f6 cavallo del nero · e5 pedone del nero · b4 alfiere del nero · c4 pedone del bianco · c3 cavallo del bianco · e3 pedone del bianco · f3 cavallo del bianco · a2 pedone del bianco · b2 pedone del bianco · d2 pedone del bianco · f2 pedone del bianco · g2 pedone del bianco · h2 pedone del bianco · a1 torre del bianco · c1 alfiere del bianco · d1 donna del bianco · e1 re del bianco · f1 alfiere del bianco · h1 torre del bianco | a8 torre del nero · c8 alfiere del nero · d8 donna del nero · e8 re del nero · h8 torre del nero · a7 pedone del nero · b7 pedone del nero · c7 pedone del nero · d7 pedone del nero · f7 pedone del nero · g7 pedone del nero · h7 pedone del nero · c6 cavallo del nero · f6 cavallo del nero · e5 pedone del nero · b4 alfiere del nero · c4 pedone del bianco · c3 cavallo del bianco · e3 pedone del bianco · f3 cavallo del bianco · a2 pedone del bianco · b2 pedone del bianco · d2 pedone del bianco · f2 pedone del bianco · g2 pedone del bianco · h2 pedone del bianco · a1 torre del bianco · c1 alfiere del bianco · d1 donna del bianco · e1 re del bianco · f1 alfiere del bianco · h1 torre del bianco | a8 torre del nero · c8 alfiere del nero · d8 donna del nero · e8 re del nero · h8 torre del nero · a7 pedone del nero · b7 pedone del nero · c7 pedone del nero · d7 pedone del nero · f7 pedone del nero · g7 pedone del nero · h7 pedone del nero · c6 cavallo del nero · f6 cavallo del nero · e5 pedone del nero · b4 alfiere del nero · c4 pedone del bianco · c3 cavallo del bianco · e3 pedone del bianco · f3 cavallo del bianco · a2 pedone del bianco · b2 pedone del bianco · d2 pedone del bianco · f2 pedone del bianco · g2 pedone del bianco · h2 pedone del bianco · a1 torre del bianco · c1 alfiere del bianco · d1 donna del bianco · e1 re del bianco · f1 alfiere del bianco · h1 torre del bianco | 2 |
| 1 | a8 torre del nero · c8 alfiere del nero · d8 donna del nero · e8 re del nero · h8 torre del nero · a7 pedone del nero · b7 pedone del nero · c7 pedone del nero · d7 pedone del nero · f7 pedone del nero · g7 pedone del nero · h7 pedone del nero · c6 cavallo del nero · f6 cavallo del nero · e5 pedone del nero · b4 alfiere del nero · c4 pedone del bianco · c3 cavallo del bianco · e3 pedone del bianco · f3 cavallo del bianco · a2 pedone del bianco · b2 pedone del bianco · d2 pedone del bianco · f2 pedone del bianco · g2 pedone del bianco · h2 pedone del bianco · a1 torre del bianco · c1 alfiere del bianco · d1 donna del bianco · e1 re del bianco · f1 alfiere del bianco · h1 torre del bianco | a8 torre del nero · c8 alfiere del nero · d8 donna del nero · e8 re del nero · h8 torre del nero · a7 pedone del nero · b7 pedone del nero · c7 pedone del nero · d7 pedone del nero · f7 pedone del nero · g7 pedone del nero · h7 pedone del nero · c6 cavallo del nero · f6 cavallo del nero · e5 pedone del nero · b4 alfiere del nero · c4 pedone del bianco · c3 cavallo del bianco · e3 pedone del bianco · f3 cavallo del bianco · a2 pedone del bianco · b2 pedone del bianco · d2 pedone del bianco · f2 pedone del bianco · g2 pedone del bianco · h2 pedone del bianco · a1 torre del bianco · c1 alfiere del bianco · d1 donna del bianco · e1 re del bianco · f1 alfiere del bianco · h1 torre del bianco | a8 torre del nero · c8 alfiere del nero · d8 donna del nero · e8 re del nero · h8 torre del nero · a7 pedone del nero · b7 pedone del nero · c7 pedone del nero · d7 pedone del nero · f7 pedone del nero · g7 pedone del nero · h7 pedone del nero · c6 cavallo del nero · f6 cavallo del nero · e5 pedone del nero · b4 alfiere del nero · c4 pedone del bianco · c3 cavallo del bianco · e3 pedone del bianco · f3 cavallo del bianco · a2 pedone del bianco · b2 pedone del bianco · d2 pedone del bianco · f2 pedone del bianco · g2 pedone del bianco · h2 pedone del bianco · a1 torre del bianco · c1 alfiere del bianco · d1 donna del bianco · e1 re del bianco · f1 alfiere del bianco · h1 torre del bianco | a8 torre del nero · c8 alfiere del nero · d8 donna del nero · e8 re del nero · h8 torre del nero · a7 pedone del nero · b7 pedone del nero · c7 pedone del nero · d7 pedone del nero · f7 pedone del nero · g7 pedone del nero · h7 pedone del nero · c6 cavallo del nero · f6 cavallo del nero · e5 pedone del nero · b4 alfiere del nero · c4 pedone del bianco · c3 cavallo del bianco · e3 pedone del bianco · f3 cavallo del bianco · a2 pedone del bianco · b2 pedone del bianco · d2 pedone del bianco · f2 pedone del bianco · g2 pedone del bianco · h2 pedone del bianco · a1 torre del bianco · c1 alfiere del bianco · d1 donna del bianco · e1 re del bianco · f1 alfiere del bianco · h1 torre del bianco | a8 torre del nero · c8 alfiere del nero · d8 donna del nero · e8 re del nero · h8 torre del nero · a7 pedone del nero · b7 pedone del nero · c7 pedone del nero · d7 pedone del nero · f7 pedone del nero · g7 pedone del nero · h7 pedone del nero · c6 cavallo del nero · f6 cavallo del nero · e5 pedone del nero · b4 alfiere del nero · c4 pedone del bianco · c3 cavallo del bianco · e3 pedone del bianco · f3 cavallo del bianco · a2 pedone del bianco · b2 pedone del bianco · d2 pedone del bianco · f2 pedone del bianco · g2 pedone del bianco · h2 pedone del bianco · a1 torre del bianco · c1 alfiere del bianco · d1 donna del bianco · e1 re del bianco · f1 alfiere del bianco · h1 torre del bianco | a8 torre del nero · c8 alfiere del nero · d8 donna del nero · e8 re del nero · h8 torre del nero · a7 pedone del nero · b7 pedone del nero · c7 pedone del nero · d7 pedone del nero · f7 pedone del nero · g7 pedone del nero · h7 pedone del nero · c6 cavallo del nero · f6 cavallo del nero · e5 pedone del nero · b4 alfiere del nero · c4 pedone del bianco · c3 cavallo del bianco · e3 pedone del bianco · f3 cavallo del bianco · a2 pedone del bianco · b2 pedone del bianco · d2 pedone del bianco · f2 pedone del bianco · g2 pedone del bianco · h2 pedone del bianco · a1 torre del bianco · c1 alfiere del bianco · d1 donna del bianco · e1 re del bianco · f1 alfiere del bianco · h1 torre del bianco | a8 torre del nero · c8 alfiere del nero · d8 donna del nero · e8 re del nero · h8 torre del nero · a7 pedone del nero · b7 pedone del nero · c7 pedone del nero · d7 pedone del nero · f7 pedone del nero · g7 pedone del nero · h7 pedone del nero · c6 cavallo del nero · f6 cavallo del nero · e5 pedone del nero · b4 alfiere del nero · c4 pedone del bianco · c3 cavallo del bianco · e3 pedone del bianco · f3 cavallo del bianco · a2 pedone del bianco · b2 pedone del bianco · d2 pedone del bianco · f2 pedone del bianco · g2 pedone del bianco · h2 pedone del bianco · a1 torre del bianco · c1 alfiere del bianco · d1 donna del bianco · e1 re del bianco · f1 alfiere del bianco · h1 torre del bianco | a8 torre del nero · c8 alfiere del nero · d8 donna del nero · e8 re del nero · h8 torre del nero · a7 pedone del nero · b7 pedone del nero · c7 pedone del nero · d7 pedone del nero · f7 pedone del nero · g7 pedone del nero · h7 pedone del nero · c6 cavallo del nero · f6 cavallo del nero · e5 pedone del nero · b4 alfiere del nero · c4 pedone del bianco · c3 cavallo del bianco · e3 pedone del bianco · f3 cavallo del bianco · a2 pedone del bianco · b2 pedone del bianco · d2 pedone del bianco · f2 pedone del bianco · g2 pedone del bianco · h2 pedone del bianco · a1 torre del bianco · c1 alfiere del bianco · d1 donna del bianco · e1 re del bianco · f1 alfiere del bianco · h1 torre del bianco | 1 |
|   | a | b | c | d | e | f | g | h |   |

Un altro impianto simile a quelli della difesa siciliana può essere mutuato dal bianco tramite la sequenza di mosse:
1.c4 e5
2.Cc3 Cf6
3.Cf3 Cc6
4.e3 Ab4
che rispecchia, per la struttura pedonale bianca, l'omonima variante della difesa Siciliana.
Dopo queste mosse il bianco punterà ad espandersi sul lato di donna, mentre il nero cercherà di contrastarlo con pedoni e pezzi, per poi attivarsi centralmente con Ae6 e lungo la colonna d. Entrambi hanno possibilità.

#### Siciliana chiusa in contromossa
|   | a | b | c | d | e | f | g | h |   |
| 8 | a8 torre del nero · c8 alfiere del nero · d8 donna del nero · e8 re del nero · g8 cavallo del nero · h8 torre del nero · a7 pedone del nero · b7 pedone del nero · c7 pedone del nero · f7 pedone del nero · g7 alfiere del nero · h7 pedone del nero · c6 cavallo del nero · d6 pedone del nero · g6 pedone del nero · e5 pedone del nero · c4 pedone del bianco · c3 cavallo del bianco · d3 pedone del bianco · g3 pedone del bianco · a2 pedone del bianco · b2 pedone del bianco · e2 pedone del bianco · f2 pedone del bianco · g2 alfiere del bianco · h2 pedone del bianco · a1 torre del bianco · c1 alfiere del bianco · d1 donna del bianco · e1 re del bianco · g1 cavallo del bianco · h1 torre del bianco | a8 torre del nero · c8 alfiere del nero · d8 donna del nero · e8 re del nero · g8 cavallo del nero · h8 torre del nero · a7 pedone del nero · b7 pedone del nero · c7 pedone del nero · f7 pedone del nero · g7 alfiere del nero · h7 pedone del nero · c6 cavallo del nero · d6 pedone del nero · g6 pedone del nero · e5 pedone del nero · c4 pedone del bianco · c3 cavallo del bianco · d3 pedone del bianco · g3 pedone del bianco · a2 pedone del bianco · b2 pedone del bianco · e2 pedone del bianco · f2 pedone del bianco · g2 alfiere del bianco · h2 pedone del bianco · a1 torre del bianco · c1 alfiere del bianco · d1 donna del bianco · e1 re del bianco · g1 cavallo del bianco · h1 torre del bianco | a8 torre del nero · c8 alfiere del nero · d8 donna del nero · e8 re del nero · g8 cavallo del nero · h8 torre del nero · a7 pedone del nero · b7 pedone del nero · c7 pedone del nero · f7 pedone del nero · g7 alfiere del nero · h7 pedone del nero · c6 cavallo del nero · d6 pedone del nero · g6 pedone del nero · e5 pedone del nero · c4 pedone del bianco · c3 cavallo del bianco · d3 pedone del bianco · g3 pedone del bianco · a2 pedone del bianco · b2 pedone del bianco · e2 pedone del bianco · f2 pedone del bianco · g2 alfiere del bianco · h2 pedone del bianco · a1 torre del bianco · c1 alfiere del bianco · d1 donna del bianco · e1 re del bianco · g1 cavallo del bianco · h1 torre del bianco | a8 torre del nero · c8 alfiere del nero · d8 donna del nero · e8 re del nero · g8 cavallo del nero · h8 torre del nero · a7 pedone del nero · b7 pedone del nero · c7 pedone del nero · f7 pedone del nero · g7 alfiere del nero · h7 pedone del nero · c6 cavallo del nero · d6 pedone del nero · g6 pedone del nero · e5 pedone del nero · c4 pedone del bianco · c3 cavallo del bianco · d3 pedone del bianco · g3 pedone del bianco · a2 pedone del bianco · b2 pedone del bianco · e2 pedone del bianco · f2 pedone del bianco · g2 alfiere del bianco · h2 pedone del bianco · a1 torre del bianco · c1 alfiere del bianco · d1 donna del bianco · e1 re del bianco · g1 cavallo del bianco · h1 torre del bianco | a8 torre del nero · c8 alfiere del nero · d8 donna del nero · e8 re del nero · g8 cavallo del nero · h8 torre del nero · a7 pedone del nero · b7 pedone del nero · c7 pedone del nero · f7 pedone del nero · g7 alfiere del nero · h7 pedone del nero · c6 cavallo del nero · d6 pedone del nero · g6 pedone del nero · e5 pedone del nero · c4 pedone del bianco · c3 cavallo del bianco · d3 pedone del bianco · g3 pedone del bianco · a2 pedone del bianco · b2 pedone del bianco · e2 pedone del bianco · f2 pedone del bianco · g2 alfiere del bianco · h2 pedone del bianco · a1 torre del bianco · c1 alfiere del bianco · d1 donna del bianco · e1 re del bianco · g1 cavallo del bianco · h1 torre del bianco | a8 torre del nero · c8 alfiere del nero · d8 donna del nero · e8 re del nero · g8 cavallo del nero · h8 torre del nero · a7 pedone del nero · b7 pedone del nero · c7 pedone del nero · f7 pedone del nero · g7 alfiere del nero · h7 pedone del nero · c6 cavallo del nero · d6 pedone del nero · g6 pedone del nero · e5 pedone del nero · c4 pedone del bianco · c3 cavallo del bianco · d3 pedone del bianco · g3 pedone del bianco · a2 pedone del bianco · b2 pedone del bianco · e2 pedone del bianco · f2 pedone del bianco · g2 alfiere del bianco · h2 pedone del bianco · a1 torre del bianco · c1 alfiere del bianco · d1 donna del bianco · e1 re del bianco · g1 cavallo del bianco · h1 torre del bianco | a8 torre del nero · c8 alfiere del nero · d8 donna del nero · e8 re del nero · g8 cavallo del nero · h8 torre del nero · a7 pedone del nero · b7 pedone del nero · c7 pedone del nero · f7 pedone del nero · g7 alfiere del nero · h7 pedone del nero · c6 cavallo del nero · d6 pedone del nero · g6 pedone del nero · e5 pedone del nero · c4 pedone del bianco · c3 cavallo del bianco · d3 pedone del bianco · g3 pedone del bianco · a2 pedone del bianco · b2 pedone del bianco · e2 pedone del bianco · f2 pedone del bianco · g2 alfiere del bianco · h2 pedone del bianco · a1 torre del bianco · c1 alfiere del bianco · d1 donna del bianco · e1 re del bianco · g1 cavallo del bianco · h1 torre del bianco | a8 torre del nero · c8 alfiere del nero · d8 donna del nero · e8 re del nero · g8 cavallo del nero · h8 torre del nero · a7 pedone del nero · b7 pedone del nero · c7 pedone del nero · f7 pedone del nero · g7 alfiere del nero · h7 pedone del nero · c6 cavallo del nero · d6 pedone del nero · g6 pedone del nero · e5 pedone del nero · c4 pedone del bianco · c3 cavallo del bianco · d3 pedone del bianco · g3 pedone del bianco · a2 pedone del bianco · b2 pedone del bianco · e2 pedone del bianco · f2 pedone del bianco · g2 alfiere del bianco · h2 pedone del bianco · a1 torre del bianco · c1 alfiere del bianco · d1 donna del bianco · e1 re del bianco · g1 cavallo del bianco · h1 torre del bianco | 8 |
| 7 | a8 torre del nero · c8 alfiere del nero · d8 donna del nero · e8 re del nero · g8 cavallo del nero · h8 torre del nero · a7 pedone del nero · b7 pedone del nero · c7 pedone del nero · f7 pedone del nero · g7 alfiere del nero · h7 pedone del nero · c6 cavallo del nero · d6 pedone del nero · g6 pedone del nero · e5 pedone del nero · c4 pedone del bianco · c3 cavallo del bianco · d3 pedone del bianco · g3 pedone del bianco · a2 pedone del bianco · b2 pedone del bianco · e2 pedone del bianco · f2 pedone del bianco · g2 alfiere del bianco · h2 pedone del bianco · a1 torre del bianco · c1 alfiere del bianco · d1 donna del bianco · e1 re del bianco · g1 cavallo del bianco · h1 torre del bianco | a8 torre del nero · c8 alfiere del nero · d8 donna del nero · e8 re del nero · g8 cavallo del nero · h8 torre del nero · a7 pedone del nero · b7 pedone del nero · c7 pedone del nero · f7 pedone del nero · g7 alfiere del nero · h7 pedone del nero · c6 cavallo del nero · d6 pedone del nero · g6 pedone del nero · e5 pedone del nero · c4 pedone del bianco · c3 cavallo del bianco · d3 pedone del bianco · g3 pedone del bianco · a2 pedone del bianco · b2 pedone del bianco · e2 pedone del bianco · f2 pedone del bianco · g2 alfiere del bianco · h2 pedone del bianco · a1 torre del bianco · c1 alfiere del bianco · d1 donna del bianco · e1 re del bianco · g1 cavallo del bianco · h1 torre del bianco | a8 torre del nero · c8 alfiere del nero · d8 donna del nero · e8 re del nero · g8 cavallo del nero · h8 torre del nero · a7 pedone del nero · b7 pedone del nero · c7 pedone del nero · f7 pedone del nero · g7 alfiere del nero · h7 pedone del nero · c6 cavallo del nero · d6 pedone del nero · g6 pedone del nero · e5 pedone del nero · c4 pedone del bianco · c3 cavallo del bianco · d3 pedone del bianco · g3 pedone del bianco · a2 pedone del bianco · b2 pedone del bianco · e2 pedone del bianco · f2 pedone del bianco · g2 alfiere del bianco · h2 pedone del bianco · a1 torre del bianco · c1 alfiere del bianco · d1 donna del bianco · e1 re del bianco · g1 cavallo del bianco · h1 torre del bianco | a8 torre del nero · c8 alfiere del nero · d8 donna del nero · e8 re del nero · g8 cavallo del nero · h8 torre del nero · a7 pedone del nero · b7 pedone del nero · c7 pedone del nero · f7 pedone del nero · g7 alfiere del nero · h7 pedone del nero · c6 cavallo del nero · d6 pedone del nero · g6 pedone del nero · e5 pedone del nero · c4 pedone del bianco · c3 cavallo del bianco · d3 pedone del bianco · g3 pedone del bianco · a2 pedone del bianco · b2 pedone del bianco · e2 pedone del bianco · f2 pedone del bianco · g2 alfiere del bianco · h2 pedone del bianco · a1 torre del bianco · c1 alfiere del bianco · d1 donna del bianco · e1 re del bianco · g1 cavallo del bianco · h1 torre del bianco | a8 torre del nero · c8 alfiere del nero · d8 donna del nero · e8 re del nero · g8 cavallo del nero · h8 torre del nero · a7 pedone del nero · b7 pedone del nero · c7 pedone del nero · f7 pedone del nero · g7 alfiere del nero · h7 pedone del nero · c6 cavallo del nero · d6 pedone del nero · g6 pedone del nero · e5 pedone del nero · c4 pedone del bianco · c3 cavallo del bianco · d3 pedone del bianco · g3 pedone del bianco · a2 pedone del bianco · b2 pedone del bianco · e2 pedone del bianco · f2 pedone del bianco · g2 alfiere del bianco · h2 pedone del bianco · a1 torre del bianco · c1 alfiere del bianco · d1 donna del bianco · e1 re del bianco · g1 cavallo del bianco · h1 torre del bianco | a8 torre del nero · c8 alfiere del nero · d8 donna del nero · e8 re del nero · g8 cavallo del nero · h8 torre del nero · a7 pedone del nero · b7 pedone del nero · c7 pedone del nero · f7 pedone del nero · g7 alfiere del nero · h7 pedone del nero · c6 cavallo del nero · d6 pedone del nero · g6 pedone del nero · e5 pedone del nero · c4 pedone del bianco · c3 cavallo del bianco · d3 pedone del bianco · g3 pedone del bianco · a2 pedone del bianco · b2 pedone del bianco · e2 pedone del bianco · f2 pedone del bianco · g2 alfiere del bianco · h2 pedone del bianco · a1 torre del bianco · c1 alfiere del bianco · d1 donna del bianco · e1 re del bianco · g1 cavallo del bianco · h1 torre del bianco | a8 torre del nero · c8 alfiere del nero · d8 donna del nero · e8 re del nero · g8 cavallo del nero · h8 torre del nero · a7 pedone del nero · b7 pedone del nero · c7 pedone del nero · f7 pedone del nero · g7 alfiere del nero · h7 pedone del nero · c6 cavallo del nero · d6 pedone del nero · g6 pedone del nero · e5 pedone del nero · c4 pedone del bianco · c3 cavallo del bianco · d3 pedone del bianco · g3 pedone del bianco · a2 pedone del bianco · b2 pedone del bianco · e2 pedone del bianco · f2 pedone del bianco · g2 alfiere del bianco · h2 pedone del bianco · a1 torre del bianco · c1 alfiere del bianco · d1 donna del bianco · e1 re del bianco · g1 cavallo del bianco · h1 torre del bianco | a8 torre del nero · c8 alfiere del nero · d8 donna del nero · e8 re del nero · g8 cavallo del nero · h8 torre del nero · a7 pedone del nero · b7 pedone del nero · c7 pedone del nero · f7 pedone del nero · g7 alfiere del nero · h7 pedone del nero · c6 cavallo del nero · d6 pedone del nero · g6 pedone del nero · e5 pedone del nero · c4 pedone del bianco · c3 cavallo del bianco · d3 pedone del bianco · g3 pedone del bianco · a2 pedone del bianco · b2 pedone del bianco · e2 pedone del bianco · f2 pedone del bianco · g2 alfiere del bianco · h2 pedone del bianco · a1 torre del bianco · c1 alfiere del bianco · d1 donna del bianco · e1 re del bianco · g1 cavallo del bianco · h1 torre del bianco | 7 |
| 6 | a8 torre del nero · c8 alfiere del nero · d8 donna del nero · e8 re del nero · g8 cavallo del nero · h8 torre del nero · a7 pedone del nero · b7 pedone del nero · c7 pedone del nero · f7 pedone del nero · g7 alfiere del nero · h7 pedone del nero · c6 cavallo del nero · d6 pedone del nero · g6 pedone del nero · e5 pedone del nero · c4 pedone del bianco · c3 cavallo del bianco · d3 pedone del bianco · g3 pedone del bianco · a2 pedone del bianco · b2 pedone del bianco · e2 pedone del bianco · f2 pedone del bianco · g2 alfiere del bianco · h2 pedone del bianco · a1 torre del bianco · c1 alfiere del bianco · d1 donna del bianco · e1 re del bianco · g1 cavallo del bianco · h1 torre del bianco | a8 torre del nero · c8 alfiere del nero · d8 donna del nero · e8 re del nero · g8 cavallo del nero · h8 torre del nero · a7 pedone del nero · b7 pedone del nero · c7 pedone del nero · f7 pedone del nero · g7 alfiere del nero · h7 pedone del nero · c6 cavallo del nero · d6 pedone del nero · g6 pedone del nero · e5 pedone del nero · c4 pedone del bianco · c3 cavallo del bianco · d3 pedone del bianco · g3 pedone del bianco · a2 pedone del bianco · b2 pedone del bianco · e2 pedone del bianco · f2 pedone del bianco · g2 alfiere del bianco · h2 pedone del bianco · a1 torre del bianco · c1 alfiere del bianco · d1 donna del bianco · e1 re del bianco · g1 cavallo del bianco · h1 torre del bianco | a8 torre del nero · c8 alfiere del nero · d8 donna del nero · e8 re del nero · g8 cavallo del nero · h8 torre del nero · a7 pedone del nero · b7 pedone del nero · c7 pedone del nero · f7 pedone del nero · g7 alfiere del nero · h7 pedone del nero · c6 cavallo del nero · d6 pedone del nero · g6 pedone del nero · e5 pedone del nero · c4 pedone del bianco · c3 cavallo del bianco · d3 pedone del bianco · g3 pedone del bianco · a2 pedone del bianco · b2 pedone del bianco · e2 pedone del bianco · f2 pedone del bianco · g2 alfiere del bianco · h2 pedone del bianco · a1 torre del bianco · c1 alfiere del bianco · d1 donna del bianco · e1 re del bianco · g1 cavallo del bianco · h1 torre del bianco | a8 torre del nero · c8 alfiere del nero · d8 donna del nero · e8 re del nero · g8 cavallo del nero · h8 torre del nero · a7 pedone del nero · b7 pedone del nero · c7 pedone del nero · f7 pedone del nero · g7 alfiere del nero · h7 pedone del nero · c6 cavallo del nero · d6 pedone del nero · g6 pedone del nero · e5 pedone del nero · c4 pedone del bianco · c3 cavallo del bianco · d3 pedone del bianco · g3 pedone del bianco · a2 pedone del bianco · b2 pedone del bianco · e2 pedone del bianco · f2 pedone del bianco · g2 alfiere del bianco · h2 pedone del bianco · a1 torre del bianco · c1 alfiere del bianco · d1 donna del bianco · e1 re del bianco · g1 cavallo del bianco · h1 torre del bianco | a8 torre del nero · c8 alfiere del nero · d8 donna del nero · e8 re del nero · g8 cavallo del nero · h8 torre del nero · a7 pedone del nero · b7 pedone del nero · c7 pedone del nero · f7 pedone del nero · g7 alfiere del nero · h7 pedone del nero · c6 cavallo del nero · d6 pedone del nero · g6 pedone del nero · e5 pedone del nero · c4 pedone del bianco · c3 cavallo del bianco · d3 pedone del bianco · g3 pedone del bianco · a2 pedone del bianco · b2 pedone del bianco · e2 pedone del bianco · f2 pedone del bianco · g2 alfiere del bianco · h2 pedone del bianco · a1 torre del bianco · c1 alfiere del bianco · d1 donna del bianco · e1 re del bianco · g1 cavallo del bianco · h1 torre del bianco | a8 torre del nero · c8 alfiere del nero · d8 donna del nero · e8 re del nero · g8 cavallo del nero · h8 torre del nero · a7 pedone del nero · b7 pedone del nero · c7 pedone del nero · f7 pedone del nero · g7 alfiere del nero · h7 pedone del nero · c6 cavallo del nero · d6 pedone del nero · g6 pedone del nero · e5 pedone del nero · c4 pedone del bianco · c3 cavallo del bianco · d3 pedone del bianco · g3 pedone del bianco · a2 pedone del bianco · b2 pedone del bianco · e2 pedone del bianco · f2 pedone del bianco · g2 alfiere del bianco · h2 pedone del bianco · a1 torre del bianco · c1 alfiere del bianco · d1 donna del bianco · e1 re del bianco · g1 cavallo del bianco · h1 torre del bianco | a8 torre del nero · c8 alfiere del nero · d8 donna del nero · e8 re del nero · g8 cavallo del nero · h8 torre del nero · a7 pedone del nero · b7 pedone del nero · c7 pedone del nero · f7 pedone del nero · g7 alfiere del nero · h7 pedone del nero · c6 cavallo del nero · d6 pedone del nero · g6 pedone del nero · e5 pedone del nero · c4 pedone del bianco · c3 cavallo del bianco · d3 pedone del bianco · g3 pedone del bianco · a2 pedone del bianco · b2 pedone del bianco · e2 pedone del bianco · f2 pedone del bianco · g2 alfiere del bianco · h2 pedone del bianco · a1 torre del bianco · c1 alfiere del bianco · d1 donna del bianco · e1 re del bianco · g1 cavallo del bianco · h1 torre del bianco | a8 torre del nero · c8 alfiere del nero · d8 donna del nero · e8 re del nero · g8 cavallo del nero · h8 torre del nero · a7 pedone del nero · b7 pedone del nero · c7 pedone del nero · f7 pedone del nero · g7 alfiere del nero · h7 pedone del nero · c6 cavallo del nero · d6 pedone del nero · g6 pedone del nero · e5 pedone del nero · c4 pedone del bianco · c3 cavallo del bianco · d3 pedone del bianco · g3 pedone del bianco · a2 pedone del bianco · b2 pedone del bianco · e2 pedone del bianco · f2 pedone del bianco · g2 alfiere del bianco · h2 pedone del bianco · a1 torre del bianco · c1 alfiere del bianco · d1 donna del bianco · e1 re del bianco · g1 cavallo del bianco · h1 torre del bianco | 6 |
| 5 | a8 torre del nero · c8 alfiere del nero · d8 donna del nero · e8 re del nero · g8 cavallo del nero · h8 torre del nero · a7 pedone del nero · b7 pedone del nero · c7 pedone del nero · f7 pedone del nero · g7 alfiere del nero · h7 pedone del nero · c6 cavallo del nero · d6 pedone del nero · g6 pedone del nero · e5 pedone del nero · c4 pedone del bianco · c3 cavallo del bianco · d3 pedone del bianco · g3 pedone del bianco · a2 pedone del bianco · b2 pedone del bianco · e2 pedone del bianco · f2 pedone del bianco · g2 alfiere del bianco · h2 pedone del bianco · a1 torre del bianco · c1 alfiere del bianco · d1 donna del bianco · e1 re del bianco · g1 cavallo del bianco · h1 torre del bianco | a8 torre del nero · c8 alfiere del nero · d8 donna del nero · e8 re del nero · g8 cavallo del nero · h8 torre del nero · a7 pedone del nero · b7 pedone del nero · c7 pedone del nero · f7 pedone del nero · g7 alfiere del nero · h7 pedone del nero · c6 cavallo del nero · d6 pedone del nero · g6 pedone del nero · e5 pedone del nero · c4 pedone del bianco · c3 cavallo del bianco · d3 pedone del bianco · g3 pedone del bianco · a2 pedone del bianco · b2 pedone del bianco · e2 pedone del bianco · f2 pedone del bianco · g2 alfiere del bianco · h2 pedone del bianco · a1 torre del bianco · c1 alfiere del bianco · d1 donna del bianco · e1 re del bianco · g1 cavallo del bianco · h1 torre del bianco | a8 torre del nero · c8 alfiere del nero · d8 donna del nero · e8 re del nero · g8 cavallo del nero · h8 torre del nero · a7 pedone del nero · b7 pedone del nero · c7 pedone del nero · f7 pedone del nero · g7 alfiere del nero · h7 pedone del nero · c6 cavallo del nero · d6 pedone del nero · g6 pedone del nero · e5 pedone del nero · c4 pedone del bianco · c3 cavallo del bianco · d3 pedone del bianco · g3 pedone del bianco · a2 pedone del bianco · b2 pedone del bianco · e2 pedone del bianco · f2 pedone del bianco · g2 alfiere del bianco · h2 pedone del bianco · a1 torre del bianco · c1 alfiere del bianco · d1 donna del bianco · e1 re del bianco · g1 cavallo del bianco · h1 torre del bianco | a8 torre del nero · c8 alfiere del nero · d8 donna del nero · e8 re del nero · g8 cavallo del nero · h8 torre del nero · a7 pedone del nero · b7 pedone del nero · c7 pedone del nero · f7 pedone del nero · g7 alfiere del nero · h7 pedone del nero · c6 cavallo del nero · d6 pedone del nero · g6 pedone del nero · e5 pedone del nero · c4 pedone del bianco · c3 cavallo del bianco · d3 pedone del bianco · g3 pedone del bianco · a2 pedone del bianco · b2 pedone del bianco · e2 pedone del bianco · f2 pedone del bianco · g2 alfiere del bianco · h2 pedone del bianco · a1 torre del bianco · c1 alfiere del bianco · d1 donna del bianco · e1 re del bianco · g1 cavallo del bianco · h1 torre del bianco | a8 torre del nero · c8 alfiere del nero · d8 donna del nero · e8 re del nero · g8 cavallo del nero · h8 torre del nero · a7 pedone del nero · b7 pedone del nero · c7 pedone del nero · f7 pedone del nero · g7 alfiere del nero · h7 pedone del nero · c6 cavallo del nero · d6 pedone del nero · g6 pedone del nero · e5 pedone del nero · c4 pedone del bianco · c3 cavallo del bianco · d3 pedone del bianco · g3 pedone del bianco · a2 pedone del bianco · b2 pedone del bianco · e2 pedone del bianco · f2 pedone del bianco · g2 alfiere del bianco · h2 pedone del bianco · a1 torre del bianco · c1 alfiere del bianco · d1 donna del bianco · e1 re del bianco · g1 cavallo del bianco · h1 torre del bianco | a8 torre del nero · c8 alfiere del nero · d8 donna del nero · e8 re del nero · g8 cavallo del nero · h8 torre del nero · a7 pedone del nero · b7 pedone del nero · c7 pedone del nero · f7 pedone del nero · g7 alfiere del nero · h7 pedone del nero · c6 cavallo del nero · d6 pedone del nero · g6 pedone del nero · e5 pedone del nero · c4 pedone del bianco · c3 cavallo del bianco · d3 pedone del bianco · g3 pedone del bianco · a2 pedone del bianco · b2 pedone del bianco · e2 pedone del bianco · f2 pedone del bianco · g2 alfiere del bianco · h2 pedone del bianco · a1 torre del bianco · c1 alfiere del bianco · d1 donna del bianco · e1 re del bianco · g1 cavallo del bianco · h1 torre del bianco | a8 torre del nero · c8 alfiere del nero · d8 donna del nero · e8 re del nero · g8 cavallo del nero · h8 torre del nero · a7 pedone del nero · b7 pedone del nero · c7 pedone del nero · f7 pedone del nero · g7 alfiere del nero · h7 pedone del nero · c6 cavallo del nero · d6 pedone del nero · g6 pedone del nero · e5 pedone del nero · c4 pedone del bianco · c3 cavallo del bianco · d3 pedone del bianco · g3 pedone del bianco · a2 pedone del bianco · b2 pedone del bianco · e2 pedone del bianco · f2 pedone del bianco · g2 alfiere del bianco · h2 pedone del bianco · a1 torre del bianco · c1 alfiere del bianco · d1 donna del bianco · e1 re del bianco · g1 cavallo del bianco · h1 torre del bianco | a8 torre del nero · c8 alfiere del nero · d8 donna del nero · e8 re del nero · g8 cavallo del nero · h8 torre del nero · a7 pedone del nero · b7 pedone del nero · c7 pedone del nero · f7 pedone del nero · g7 alfiere del nero · h7 pedone del nero · c6 cavallo del nero · d6 pedone del nero · g6 pedone del nero · e5 pedone del nero · c4 pedone del bianco · c3 cavallo del bianco · d3 pedone del bianco · g3 pedone del bianco · a2 pedone del bianco · b2 pedone del bianco · e2 pedone del bianco · f2 pedone del bianco · g2 alfiere del bianco · h2 pedone del bianco · a1 torre del bianco · c1 alfiere del bianco · d1 donna del bianco · e1 re del bianco · g1 cavallo del bianco · h1 torre del bianco | 5 |
| 4 | a8 torre del nero · c8 alfiere del nero · d8 donna del nero · e8 re del nero · g8 cavallo del nero · h8 torre del nero · a7 pedone del nero · b7 pedone del nero · c7 pedone del nero · f7 pedone del nero · g7 alfiere del nero · h7 pedone del nero · c6 cavallo del nero · d6 pedone del nero · g6 pedone del nero · e5 pedone del nero · c4 pedone del bianco · c3 cavallo del bianco · d3 pedone del bianco · g3 pedone del bianco · a2 pedone del bianco · b2 pedone del bianco · e2 pedone del bianco · f2 pedone del bianco · g2 alfiere del bianco · h2 pedone del bianco · a1 torre del bianco · c1 alfiere del bianco · d1 donna del bianco · e1 re del bianco · g1 cavallo del bianco · h1 torre del bianco | a8 torre del nero · c8 alfiere del nero · d8 donna del nero · e8 re del nero · g8 cavallo del nero · h8 torre del nero · a7 pedone del nero · b7 pedone del nero · c7 pedone del nero · f7 pedone del nero · g7 alfiere del nero · h7 pedone del nero · c6 cavallo del nero · d6 pedone del nero · g6 pedone del nero · e5 pedone del nero · c4 pedone del bianco · c3 cavallo del bianco · d3 pedone del bianco · g3 pedone del bianco · a2 pedone del bianco · b2 pedone del bianco · e2 pedone del bianco · f2 pedone del bianco · g2 alfiere del bianco · h2 pedone del bianco · a1 torre del bianco · c1 alfiere del bianco · d1 donna del bianco · e1 re del bianco · g1 cavallo del bianco · h1 torre del bianco | a8 torre del nero · c8 alfiere del nero · d8 donna del nero · e8 re del nero · g8 cavallo del nero · h8 torre del nero · a7 pedone del nero · b7 pedone del nero · c7 pedone del nero · f7 pedone del nero · g7 alfiere del nero · h7 pedone del nero · c6 cavallo del nero · d6 pedone del nero · g6 pedone del nero · e5 pedone del nero · c4 pedone del bianco · c3 cavallo del bianco · d3 pedone del bianco · g3 pedone del bianco · a2 pedone del bianco · b2 pedone del bianco · e2 pedone del bianco · f2 pedone del bianco · g2 alfiere del bianco · h2 pedone del bianco · a1 torre del bianco · c1 alfiere del bianco · d1 donna del bianco · e1 re del bianco · g1 cavallo del bianco · h1 torre del bianco | a8 torre del nero · c8 alfiere del nero · d8 donna del nero · e8 re del nero · g8 cavallo del nero · h8 torre del nero · a7 pedone del nero · b7 pedone del nero · c7 pedone del nero · f7 pedone del nero · g7 alfiere del nero · h7 pedone del nero · c6 cavallo del nero · d6 pedone del nero · g6 pedone del nero · e5 pedone del nero · c4 pedone del bianco · c3 cavallo del bianco · d3 pedone del bianco · g3 pedone del bianco · a2 pedone del bianco · b2 pedone del bianco · e2 pedone del bianco · f2 pedone del bianco · g2 alfiere del bianco · h2 pedone del bianco · a1 torre del bianco · c1 alfiere del bianco · d1 donna del bianco · e1 re del bianco · g1 cavallo del bianco · h1 torre del bianco | a8 torre del nero · c8 alfiere del nero · d8 donna del nero · e8 re del nero · g8 cavallo del nero · h8 torre del nero · a7 pedone del nero · b7 pedone del nero · c7 pedone del nero · f7 pedone del nero · g7 alfiere del nero · h7 pedone del nero · c6 cavallo del nero · d6 pedone del nero · g6 pedone del nero · e5 pedone del nero · c4 pedone del bianco · c3 cavallo del bianco · d3 pedone del bianco · g3 pedone del bianco · a2 pedone del bianco · b2 pedone del bianco · e2 pedone del bianco · f2 pedone del bianco · g2 alfiere del bianco · h2 pedone del bianco · a1 torre del bianco · c1 alfiere del bianco · d1 donna del bianco · e1 re del bianco · g1 cavallo del bianco · h1 torre del bianco | a8 torre del nero · c8 alfiere del nero · d8 donna del nero · e8 re del nero · g8 cavallo del nero · h8 torre del nero · a7 pedone del nero · b7 pedone del nero · c7 pedone del nero · f7 pedone del nero · g7 alfiere del nero · h7 pedone del nero · c6 cavallo del nero · d6 pedone del nero · g6 pedone del nero · e5 pedone del nero · c4 pedone del bianco · c3 cavallo del bianco · d3 pedone del bianco · g3 pedone del bianco · a2 pedone del bianco · b2 pedone del bianco · e2 pedone del bianco · f2 pedone del bianco · g2 alfiere del bianco · h2 pedone del bianco · a1 torre del bianco · c1 alfiere del bianco · d1 donna del bianco · e1 re del bianco · g1 cavallo del bianco · h1 torre del bianco | a8 torre del nero · c8 alfiere del nero · d8 donna del nero · e8 re del nero · g8 cavallo del nero · h8 torre del nero · a7 pedone del nero · b7 pedone del nero · c7 pedone del nero · f7 pedone del nero · g7 alfiere del nero · h7 pedone del nero · c6 cavallo del nero · d6 pedone del nero · g6 pedone del nero · e5 pedone del nero · c4 pedone del bianco · c3 cavallo del bianco · d3 pedone del bianco · g3 pedone del bianco · a2 pedone del bianco · b2 pedone del bianco · e2 pedone del bianco · f2 pedone del bianco · g2 alfiere del bianco · h2 pedone del bianco · a1 torre del bianco · c1 alfiere del bianco · d1 donna del bianco · e1 re del bianco · g1 cavallo del bianco · h1 torre del bianco | a8 torre del nero · c8 alfiere del nero · d8 donna del nero · e8 re del nero · g8 cavallo del nero · h8 torre del nero · a7 pedone del nero · b7 pedone del nero · c7 pedone del nero · f7 pedone del nero · g7 alfiere del nero · h7 pedone del nero · c6 cavallo del nero · d6 pedone del nero · g6 pedone del nero · e5 pedone del nero · c4 pedone del bianco · c3 cavallo del bianco · d3 pedone del bianco · g3 pedone del bianco · a2 pedone del bianco · b2 pedone del bianco · e2 pedone del bianco · f2 pedone del bianco · g2 alfiere del bianco · h2 pedone del bianco · a1 torre del bianco · c1 alfiere del bianco · d1 donna del bianco · e1 re del bianco · g1 cavallo del bianco · h1 torre del bianco | 4 |
| 3 | a8 torre del nero · c8 alfiere del nero · d8 donna del nero · e8 re del nero · g8 cavallo del nero · h8 torre del nero · a7 pedone del nero · b7 pedone del nero · c7 pedone del nero · f7 pedone del nero · g7 alfiere del nero · h7 pedone del nero · c6 cavallo del nero · d6 pedone del nero · g6 pedone del nero · e5 pedone del nero · c4 pedone del bianco · c3 cavallo del bianco · d3 pedone del bianco · g3 pedone del bianco · a2 pedone del bianco · b2 pedone del bianco · e2 pedone del bianco · f2 pedone del bianco · g2 alfiere del bianco · h2 pedone del bianco · a1 torre del bianco · c1 alfiere del bianco · d1 donna del bianco · e1 re del bianco · g1 cavallo del bianco · h1 torre del bianco | a8 torre del nero · c8 alfiere del nero · d8 donna del nero · e8 re del nero · g8 cavallo del nero · h8 torre del nero · a7 pedone del nero · b7 pedone del nero · c7 pedone del nero · f7 pedone del nero · g7 alfiere del nero · h7 pedone del nero · c6 cavallo del nero · d6 pedone del nero · g6 pedone del nero · e5 pedone del nero · c4 pedone del bianco · c3 cavallo del bianco · d3 pedone del bianco · g3 pedone del bianco · a2 pedone del bianco · b2 pedone del bianco · e2 pedone del bianco · f2 pedone del bianco · g2 alfiere del bianco · h2 pedone del bianco · a1 torre del bianco · c1 alfiere del bianco · d1 donna del bianco · e1 re del bianco · g1 cavallo del bianco · h1 torre del bianco | a8 torre del nero · c8 alfiere del nero · d8 donna del nero · e8 re del nero · g8 cavallo del nero · h8 torre del nero · a7 pedone del nero · b7 pedone del nero · c7 pedone del nero · f7 pedone del nero · g7 alfiere del nero · h7 pedone del nero · c6 cavallo del nero · d6 pedone del nero · g6 pedone del nero · e5 pedone del nero · c4 pedone del bianco · c3 cavallo del bianco · d3 pedone del bianco · g3 pedone del bianco · a2 pedone del bianco · b2 pedone del bianco · e2 pedone del bianco · f2 pedone del bianco · g2 alfiere del bianco · h2 pedone del bianco · a1 torre del bianco · c1 alfiere del bianco · d1 donna del bianco · e1 re del bianco · g1 cavallo del bianco · h1 torre del bianco | a8 torre del nero · c8 alfiere del nero · d8 donna del nero · e8 re del nero · g8 cavallo del nero · h8 torre del nero · a7 pedone del nero · b7 pedone del nero · c7 pedone del nero · f7 pedone del nero · g7 alfiere del nero · h7 pedone del nero · c6 cavallo del nero · d6 pedone del nero · g6 pedone del nero · e5 pedone del nero · c4 pedone del bianco · c3 cavallo del bianco · d3 pedone del bianco · g3 pedone del bianco · a2 pedone del bianco · b2 pedone del bianco · e2 pedone del bianco · f2 pedone del bianco · g2 alfiere del bianco · h2 pedone del bianco · a1 torre del bianco · c1 alfiere del bianco · d1 donna del bianco · e1 re del bianco · g1 cavallo del bianco · h1 torre del bianco | a8 torre del nero · c8 alfiere del nero · d8 donna del nero · e8 re del nero · g8 cavallo del nero · h8 torre del nero · a7 pedone del nero · b7 pedone del nero · c7 pedone del nero · f7 pedone del nero · g7 alfiere del nero · h7 pedone del nero · c6 cavallo del nero · d6 pedone del nero · g6 pedone del nero · e5 pedone del nero · c4 pedone del bianco · c3 cavallo del bianco · d3 pedone del bianco · g3 pedone del bianco · a2 pedone del bianco · b2 pedone del bianco · e2 pedone del bianco · f2 pedone del bianco · g2 alfiere del bianco · h2 pedone del bianco · a1 torre del bianco · c1 alfiere del bianco · d1 donna del bianco · e1 re del bianco · g1 cavallo del bianco · h1 torre del bianco | a8 torre del nero · c8 alfiere del nero · d8 donna del nero · e8 re del nero · g8 cavallo del nero · h8 torre del nero · a7 pedone del nero · b7 pedone del nero · c7 pedone del nero · f7 pedone del nero · g7 alfiere del nero · h7 pedone del nero · c6 cavallo del nero · d6 pedone del nero · g6 pedone del nero · e5 pedone del nero · c4 pedone del bianco · c3 cavallo del bianco · d3 pedone del bianco · g3 pedone del bianco · a2 pedone del bianco · b2 pedone del bianco · e2 pedone del bianco · f2 pedone del bianco · g2 alfiere del bianco · h2 pedone del bianco · a1 torre del bianco · c1 alfiere del bianco · d1 donna del bianco · e1 re del bianco · g1 cavallo del bianco · h1 torre del bianco | a8 torre del nero · c8 alfiere del nero · d8 donna del nero · e8 re del nero · g8 cavallo del nero · h8 torre del nero · a7 pedone del nero · b7 pedone del nero · c7 pedone del nero · f7 pedone del nero · g7 alfiere del nero · h7 pedone del nero · c6 cavallo del nero · d6 pedone del nero · g6 pedone del nero · e5 pedone del nero · c4 pedone del bianco · c3 cavallo del bianco · d3 pedone del bianco · g3 pedone del bianco · a2 pedone del bianco · b2 pedone del bianco · e2 pedone del bianco · f2 pedone del bianco · g2 alfiere del bianco · h2 pedone del bianco · a1 torre del bianco · c1 alfiere del bianco · d1 donna del bianco · e1 re del bianco · g1 cavallo del bianco · h1 torre del bianco | a8 torre del nero · c8 alfiere del nero · d8 donna del nero · e8 re del nero · g8 cavallo del nero · h8 torre del nero · a7 pedone del nero · b7 pedone del nero · c7 pedone del nero · f7 pedone del nero · g7 alfiere del nero · h7 pedone del nero · c6 cavallo del nero · d6 pedone del nero · g6 pedone del nero · e5 pedone del nero · c4 pedone del bianco · c3 cavallo del bianco · d3 pedone del bianco · g3 pedone del bianco · a2 pedone del bianco · b2 pedone del bianco · e2 pedone del bianco · f2 pedone del bianco · g2 alfiere del bianco · h2 pedone del bianco · a1 torre del bianco · c1 alfiere del bianco · d1 donna del bianco · e1 re del bianco · g1 cavallo del bianco · h1 torre del bianco | 3 |
| 2 | a8 torre del nero · c8 alfiere del nero · d8 donna del nero · e8 re del nero · g8 cavallo del nero · h8 torre del nero · a7 pedone del nero · b7 pedone del nero · c7 pedone del nero · f7 pedone del nero · g7 alfiere del nero · h7 pedone del nero · c6 cavallo del nero · d6 pedone del nero · g6 pedone del nero · e5 pedone del nero · c4 pedone del bianco · c3 cavallo del bianco · d3 pedone del bianco · g3 pedone del bianco · a2 pedone del bianco · b2 pedone del bianco · e2 pedone del bianco · f2 pedone del bianco · g2 alfiere del bianco · h2 pedone del bianco · a1 torre del bianco · c1 alfiere del bianco · d1 donna del bianco · e1 re del bianco · g1 cavallo del bianco · h1 torre del bianco | a8 torre del nero · c8 alfiere del nero · d8 donna del nero · e8 re del nero · g8 cavallo del nero · h8 torre del nero · a7 pedone del nero · b7 pedone del nero · c7 pedone del nero · f7 pedone del nero · g7 alfiere del nero · h7 pedone del nero · c6 cavallo del nero · d6 pedone del nero · g6 pedone del nero · e5 pedone del nero · c4 pedone del bianco · c3 cavallo del bianco · d3 pedone del bianco · g3 pedone del bianco · a2 pedone del bianco · b2 pedone del bianco · e2 pedone del bianco · f2 pedone del bianco · g2 alfiere del bianco · h2 pedone del bianco · a1 torre del bianco · c1 alfiere del bianco · d1 donna del bianco · e1 re del bianco · g1 cavallo del bianco · h1 torre del bianco | a8 torre del nero · c8 alfiere del nero · d8 donna del nero · e8 re del nero · g8 cavallo del nero · h8 torre del nero · a7 pedone del nero · b7 pedone del nero · c7 pedone del nero · f7 pedone del nero · g7 alfiere del nero · h7 pedone del nero · c6 cavallo del nero · d6 pedone del nero · g6 pedone del nero · e5 pedone del nero · c4 pedone del bianco · c3 cavallo del bianco · d3 pedone del bianco · g3 pedone del bianco · a2 pedone del bianco · b2 pedone del bianco · e2 pedone del bianco · f2 pedone del bianco · g2 alfiere del bianco · h2 pedone del bianco · a1 torre del bianco · c1 alfiere del bianco · d1 donna del bianco · e1 re del bianco · g1 cavallo del bianco · h1 torre del bianco | a8 torre del nero · c8 alfiere del nero · d8 donna del nero · e8 re del nero · g8 cavallo del nero · h8 torre del nero · a7 pedone del nero · b7 pedone del nero · c7 pedone del nero · f7 pedone del nero · g7 alfiere del nero · h7 pedone del nero · c6 cavallo del nero · d6 pedone del nero · g6 pedone del nero · e5 pedone del nero · c4 pedone del bianco · c3 cavallo del bianco · d3 pedone del bianco · g3 pedone del bianco · a2 pedone del bianco · b2 pedone del bianco · e2 pedone del bianco · f2 pedone del bianco · g2 alfiere del bianco · h2 pedone del bianco · a1 torre del bianco · c1 alfiere del bianco · d1 donna del bianco · e1 re del bianco · g1 cavallo del bianco · h1 torre del bianco | a8 torre del nero · c8 alfiere del nero · d8 donna del nero · e8 re del nero · g8 cavallo del nero · h8 torre del nero · a7 pedone del nero · b7 pedone del nero · c7 pedone del nero · f7 pedone del nero · g7 alfiere del nero · h7 pedone del nero · c6 cavallo del nero · d6 pedone del nero · g6 pedone del nero · e5 pedone del nero · c4 pedone del bianco · c3 cavallo del bianco · d3 pedone del bianco · g3 pedone del bianco · a2 pedone del bianco · b2 pedone del bianco · e2 pedone del bianco · f2 pedone del bianco · g2 alfiere del bianco · h2 pedone del bianco · a1 torre del bianco · c1 alfiere del bianco · d1 donna del bianco · e1 re del bianco · g1 cavallo del bianco · h1 torre del bianco | a8 torre del nero · c8 alfiere del nero · d8 donna del nero · e8 re del nero · g8 cavallo del nero · h8 torre del nero · a7 pedone del nero · b7 pedone del nero · c7 pedone del nero · f7 pedone del nero · g7 alfiere del nero · h7 pedone del nero · c6 cavallo del nero · d6 pedone del nero · g6 pedone del nero · e5 pedone del nero · c4 pedone del bianco · c3 cavallo del bianco · d3 pedone del bianco · g3 pedone del bianco · a2 pedone del bianco · b2 pedone del bianco · e2 pedone del bianco · f2 pedone del bianco · g2 alfiere del bianco · h2 pedone del bianco · a1 torre del bianco · c1 alfiere del bianco · d1 donna del bianco · e1 re del bianco · g1 cavallo del bianco · h1 torre del bianco | a8 torre del nero · c8 alfiere del nero · d8 donna del nero · e8 re del nero · g8 cavallo del nero · h8 torre del nero · a7 pedone del nero · b7 pedone del nero · c7 pedone del nero · f7 pedone del nero · g7 alfiere del nero · h7 pedone del nero · c6 cavallo del nero · d6 pedone del nero · g6 pedone del nero · e5 pedone del nero · c4 pedone del bianco · c3 cavallo del bianco · d3 pedone del bianco · g3 pedone del bianco · a2 pedone del bianco · b2 pedone del bianco · e2 pedone del bianco · f2 pedone del bianco · g2 alfiere del bianco · h2 pedone del bianco · a1 torre del bianco · c1 alfiere del bianco · d1 donna del bianco · e1 re del bianco · g1 cavallo del bianco · h1 torre del bianco | a8 torre del nero · c8 alfiere del nero · d8 donna del nero · e8 re del nero · g8 cavallo del nero · h8 torre del nero · a7 pedone del nero · b7 pedone del nero · c7 pedone del nero · f7 pedone del nero · g7 alfiere del nero · h7 pedone del nero · c6 cavallo del nero · d6 pedone del nero · g6 pedone del nero · e5 pedone del nero · c4 pedone del bianco · c3 cavallo del bianco · d3 pedone del bianco · g3 pedone del bianco · a2 pedone del bianco · b2 pedone del bianco · e2 pedone del bianco · f2 pedone del bianco · g2 alfiere del bianco · h2 pedone del bianco · a1 torre del bianco · c1 alfiere del bianco · d1 donna del bianco · e1 re del bianco · g1 cavallo del bianco · h1 torre del bianco | 2 |
| 1 | a8 torre del nero · c8 alfiere del nero · d8 donna del nero · e8 re del nero · g8 cavallo del nero · h8 torre del nero · a7 pedone del nero · b7 pedone del nero · c7 pedone del nero · f7 pedone del nero · g7 alfiere del nero · h7 pedone del nero · c6 cavallo del nero · d6 pedone del nero · g6 pedone del nero · e5 pedone del nero · c4 pedone del bianco · c3 cavallo del bianco · d3 pedone del bianco · g3 pedone del bianco · a2 pedone del bianco · b2 pedone del bianco · e2 pedone del bianco · f2 pedone del bianco · g2 alfiere del bianco · h2 pedone del bianco · a1 torre del bianco · c1 alfiere del bianco · d1 donna del bianco · e1 re del bianco · g1 cavallo del bianco · h1 torre del bianco | a8 torre del nero · c8 alfiere del nero · d8 donna del nero · e8 re del nero · g8 cavallo del nero · h8 torre del nero · a7 pedone del nero · b7 pedone del nero · c7 pedone del nero · f7 pedone del nero · g7 alfiere del nero · h7 pedone del nero · c6 cavallo del nero · d6 pedone del nero · g6 pedone del nero · e5 pedone del nero · c4 pedone del bianco · c3 cavallo del bianco · d3 pedone del bianco · g3 pedone del bianco · a2 pedone del bianco · b2 pedone del bianco · e2 pedone del bianco · f2 pedone del bianco · g2 alfiere del bianco · h2 pedone del bianco · a1 torre del bianco · c1 alfiere del bianco · d1 donna del bianco · e1 re del bianco · g1 cavallo del bianco · h1 torre del bianco | a8 torre del nero · c8 alfiere del nero · d8 donna del nero · e8 re del nero · g8 cavallo del nero · h8 torre del nero · a7 pedone del nero · b7 pedone del nero · c7 pedone del nero · f7 pedone del nero · g7 alfiere del nero · h7 pedone del nero · c6 cavallo del nero · d6 pedone del nero · g6 pedone del nero · e5 pedone del nero · c4 pedone del bianco · c3 cavallo del bianco · d3 pedone del bianco · g3 pedone del bianco · a2 pedone del bianco · b2 pedone del bianco · e2 pedone del bianco · f2 pedone del bianco · g2 alfiere del bianco · h2 pedone del bianco · a1 torre del bianco · c1 alfiere del bianco · d1 donna del bianco · e1 re del bianco · g1 cavallo del bianco · h1 torre del bianco | a8 torre del nero · c8 alfiere del nero · d8 donna del nero · e8 re del nero · g8 cavallo del nero · h8 torre del nero · a7 pedone del nero · b7 pedone del nero · c7 pedone del nero · f7 pedone del nero · g7 alfiere del nero · h7 pedone del nero · c6 cavallo del nero · d6 pedone del nero · g6 pedone del nero · e5 pedone del nero · c4 pedone del bianco · c3 cavallo del bianco · d3 pedone del bianco · g3 pedone del bianco · a2 pedone del bianco · b2 pedone del bianco · e2 pedone del bianco · f2 pedone del bianco · g2 alfiere del bianco · h2 pedone del bianco · a1 torre del bianco · c1 alfiere del bianco · d1 donna del bianco · e1 re del bianco · g1 cavallo del bianco · h1 torre del bianco | a8 torre del nero · c8 alfiere del nero · d8 donna del nero · e8 re del nero · g8 cavallo del nero · h8 torre del nero · a7 pedone del nero · b7 pedone del nero · c7 pedone del nero · f7 pedone del nero · g7 alfiere del nero · h7 pedone del nero · c6 cavallo del nero · d6 pedone del nero · g6 pedone del nero · e5 pedone del nero · c4 pedone del bianco · c3 cavallo del bianco · d3 pedone del bianco · g3 pedone del bianco · a2 pedone del bianco · b2 pedone del bianco · e2 pedone del bianco · f2 pedone del bianco · g2 alfiere del bianco · h2 pedone del bianco · a1 torre del bianco · c1 alfiere del bianco · d1 donna del bianco · e1 re del bianco · g1 cavallo del bianco · h1 torre del bianco | a8 torre del nero · c8 alfiere del nero · d8 donna del nero · e8 re del nero · g8 cavallo del nero · h8 torre del nero · a7 pedone del nero · b7 pedone del nero · c7 pedone del nero · f7 pedone del nero · g7 alfiere del nero · h7 pedone del nero · c6 cavallo del nero · d6 pedone del nero · g6 pedone del nero · e5 pedone del nero · c4 pedone del bianco · c3 cavallo del bianco · d3 pedone del bianco · g3 pedone del bianco · a2 pedone del bianco · b2 pedone del bianco · e2 pedone del bianco · f2 pedone del bianco · g2 alfiere del bianco · h2 pedone del bianco · a1 torre del bianco · c1 alfiere del bianco · d1 donna del bianco · e1 re del bianco · g1 cavallo del bianco · h1 torre del bianco | a8 torre del nero · c8 alfiere del nero · d8 donna del nero · e8 re del nero · g8 cavallo del nero · h8 torre del nero · a7 pedone del nero · b7 pedone del nero · c7 pedone del nero · f7 pedone del nero · g7 alfiere del nero · h7 pedone del nero · c6 cavallo del nero · d6 pedone del nero · g6 pedone del nero · e5 pedone del nero · c4 pedone del bianco · c3 cavallo del bianco · d3 pedone del bianco · g3 pedone del bianco · a2 pedone del bianco · b2 pedone del bianco · e2 pedone del bianco · f2 pedone del bianco · g2 alfiere del bianco · h2 pedone del bianco · a1 torre del bianco · c1 alfiere del bianco · d1 donna del bianco · e1 re del bianco · g1 cavallo del bianco · h1 torre del bianco | a8 torre del nero · c8 alfiere del nero · d8 donna del nero · e8 re del nero · g8 cavallo del nero · h8 torre del nero · a7 pedone del nero · b7 pedone del nero · c7 pedone del nero · f7 pedone del nero · g7 alfiere del nero · h7 pedone del nero · c6 cavallo del nero · d6 pedone del nero · g6 pedone del nero · e5 pedone del nero · c4 pedone del bianco · c3 cavallo del bianco · d3 pedone del bianco · g3 pedone del bianco · a2 pedone del bianco · b2 pedone del bianco · e2 pedone del bianco · f2 pedone del bianco · g2 alfiere del bianco · h2 pedone del bianco · a1 torre del bianco · c1 alfiere del bianco · d1 donna del bianco · e1 re del bianco · g1 cavallo del bianco · h1 torre del bianco | 1 |
|   | a | b | c | d | e | f | g | h |   |

Coperta dal codice ECO A27, questa apertura è determinata dalle seguenti mosse:
1.c4 e5
2.Cc3 Cc6
3.g3 g6
4.Ag2 Ag7
5.d3 d6
Ambedue i giocatori puntano all'arrocco corto e, mentre il bianco cercherà di espandersi sul lato di donna, tramite i suoi pedoni, il nero cercherà di contrattaccare sul lato di re.

## Codici ECO
- A10 1.c4 (varianti minori)
  - A11 1.c4 c6 (variante Caro-Kann)
    - A12 1.c4 c6 2.Cf3 d5 3.b3 (variante Réti)

  - A13 1.c4 e6 (varianti minori)
    - A14 1.c4 e6 2.Cf3 d5 3.g3 Cf6 4.Ag2 Ae7 5.0-0

  - A15 1.c4 Cf6
    - A16 1.c4 Cf6 2.Cc3
      - A17 1.c4 Cf6 2.Cc3 e6
        - A18 1.c4 Cf6 2.Cc3 e6 3.e4 (variante Mikenas-Carls)
          - A19 1.c4 Cf6 2.Cc3 e6 3.e4 c5

  - A20 1.c4 e5 (siciliana in contromossa)
    - A21 1.c4 e5 2.Cc3
      - A22 1.c4 e5 2.Cc3 Cf6 – 1.c4 e5 2.Cc3 Cf6 3. g3 (sistema di Brema)
        - A23 1.c4 e5 2.Cc3 Cf6 3.g3 c6 (sistema di Brema, variante Keres)
        - A24 1.c4 e5 2.Cc3 Cf6 3.g3 g6 (sistema di Brema, con 3…g6)

      - A25 1.c4 e5 2.Cc3 Cc6
        - A26 1.c4 e5 2.Cc3 Cc6 3.g3 g6 4.Ag2 Ag7 5.d3 d6

      - A27 1.c4 e5 2.Cc3 Cc6 3.Cf3 (sistema dei 3 cavalli)
        - A28 1.c4 e5 2.Cc3 Cc6 3.Cf3 Cf6 (sistema dei 4 cavalli)
          - A29 1.c4 e5 2.Cc3 Cc6 3.Cf3 Cf6 4.g3 (sistema dei 4 cavalli, fianchetto di re)

  - A30 1.c4 c5 (inglese tipica)
    - A31 1.c4 c5 2.Cf3 Cf6 3.d4 (formazione Benoni)
      - A32 1.c4 c5 2.Cf3 Cf6 3.d4 cxd4 4.Cxd4 e6
        - A33 1.c4 c5 2.Cf3 Cf6 3.d4 cxd4 4.Cxd4 e6 5.Cc3 Cc6

    - A34 1.c4 c5 2.Cc3
      - A35 1.c4 c5 2.Cc3 Cc6
        - A36 1.c4 c5 2.Cc3 Cc6 3.g3
          - A37 1.c4 c5 2.Cc3 Cc6 3.g3 g6 4.Ag2 Ag7 5.Cf3
            - A38 1.c4 c5 2.Cc3 Cc6 3.g3 g6 4.Ag2 Ag7 5.Cf3 Cf6
              - A39 1.c4 c5 2.Cc3 Cc6 3.g3 g6 4.Ag2 Ag7 5.Cf3 Cf6 6.0-0 0-0 7.d4